# Historia de la ópera

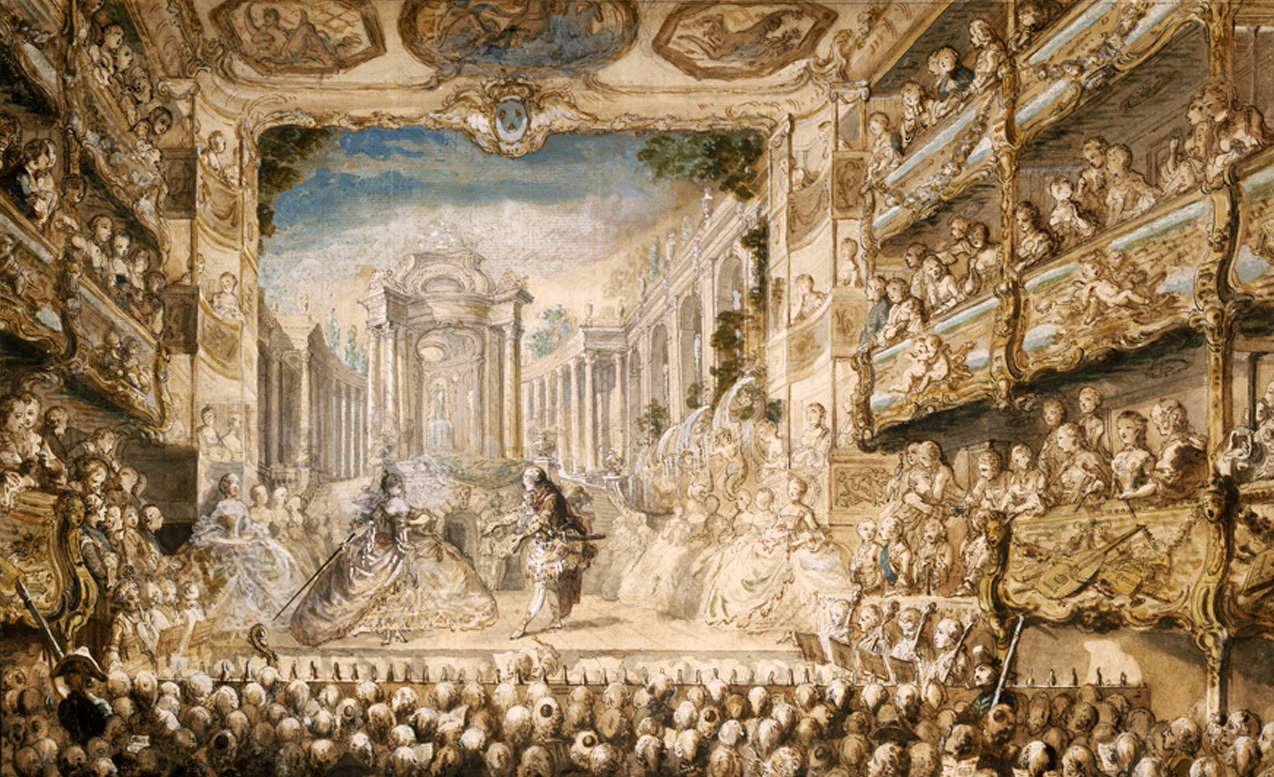
Representación de la ópera Armide de Jean-Baptiste Lully en la Salle du Palais-Royal de París (1761)

La historia de la ópera tiene una duración relativamente corta dentro del contexto de la historia de la música en general: apareció en 1597, fecha en que se creó la primera ópera, La Dafne, de Jacopo Peri. Desde entonces se ha desarrollado de forma paralela a las diversas corrientes musicales que se han sucedido a lo largo del tiempo hasta nuestros días, ligada por lo general al actual concepto de música clásica.
La ópera (del latín opera, plural de opus, «obra») es un género musical que combina música sinfónica, interpretada generalmente por una orquesta, y un texto escrito de corte dramático —expresado en forma de libreto— interpretado vocalmente por cantantes de diversa tesitura: principalmente, tenor, barítono y bajo para el registro masculino, y soprano, mezzosoprano y contralto para el femenino, además de las llamadas voces blancas (las de niños) o en falsete (castrato, contratenor). Por lo general, la obra musical contiene oberturas, interludios y acompañamientos musicales, mientras que la parte cantada puede ser en coro o en solitario, dúo, trío o diversas combinaciones, en diversas estructuras como el recitativo o el aria. Existen diversos géneros, como la ópera clásica, la ópera de cámara, la opereta, el musical, el singspiel y la zarzuela. Por otro lado, al igual que en teatro, existe una ópera dramática (ópera seria) y otra cómica (ópera bufa), así como un híbrido entre ambas: el dramma giocoso.
Como género multidisciplinar, la ópera aglutina música, canto, danza, teatro, escenografía, interpretación, vestuario, maquillaje, peluquería y otras disciplinas artísticas. Es por tanto una obra de creación colectiva, que parte esencialmente de un libretista y un compositor, y donde tienen un papel primordial los intérpretes vocales, pero donde son igualmente imprescindibles los músicos y el director de orquesta, los bailarines, los creadores de los decorados y el vestuario, y muchas otras figuras. Por otro lado, es un evento social, por lo que no tiene razón de ser sin un público que presencie el espectáculo. Por ello mismo, ha sido a lo largo del tiempo reflejo de las diversas corrientes de pensamiento, políticas y filosóficas, religiosas y morales, estéticas y culturales, propias de la sociedad donde se produjeron las obras.
La ópera nació a finales del siglo XVI, como iniciativa de un círculo de eruditos (la Camerata Fiorentina) que, al descubrir que el teatro griego antiguo era cantado, tuvieron la idea de musicalizar textos dramáticos. Así, Jacopo Peri creó La Dafne (1597), a la que siguió Euridice (1600), del mismo autor. En 1607, Claudio Monteverdi compuso La favola d'Orfeo, donde añadió una introducción musical que denominó «sinfonía», y dividió las partes cantadas en «arias», dando estructura a la ópera moderna.
La evolución posterior de la ópera ha corrido en paralelo a las diversas corrientes musicales que se han ido sucediendo en el tiempo: entre el siglo XVII y la primera mitad del xviii se enmarcó en el Barroco, un período en que la música culta estaba reservada a las élites sociales, pero que produjo nuevas y ricas formas musicales, y que vio establecer un lenguaje propio para la ópera, que fue ganando riqueza y complejidad no solo en los métodos compositivos y vocales sino en la producción teatral y escenográfica. En la segunda mitad del siglo XVIII se dio el Clasicismo, un período de gran creatividad marcado por la serenidad y armonía de sus composiciones, con grandes figuras como Mozart y Beethoven. El siglo XIX estuvo marcado por el Romanticismo, caracterizado por la individualidad del compositor, considerado ya como un genio iluminado y cada vez objeto de mayor veneración, al igual que las mayores figuras vocales del canto, que se convirtieron en estrellas de una sociedad donde la burguesía relegó a la aristocracia en la preeminencia social. Esta centuria vio surgir las variantes musicales de numerosas naciones hasta entonces sin apenas tradición musical, en lo que se vino a llamar nacionalismo musical. Cerraron el siglo algunas corrientes como el impresionismo francés y el verismo italiano. En el siglo XX la ópera, al igual que el resto de la música y de las artes en general, entró en la vanguardia, una nueva forma de concebir la creación artística en que surgieron nuevos métodos y técnicas compositivos, que se expresaron en una gran variedad de estilos, en una época de mayor difusión de los medios de comunicación que permitían llegar a un público más amplio por diversos canales, no ya solo el presencial (radio, televisión), y en la que todavía era valorado el amplio repertorio musical de períodos anteriores, que siguió vigente en los principales teatros de ópera del mundo.
Durante el transcurso de la historia, en el seno de la ópera han existido divergencias sobre cuál de sus componentes tenía mayor relevancia, la música o el texto, o incluso si la importancia radicaba en el canto y el virtuosismo de los intérpretes, fenómeno que dio origen al bel canto y a la aparición de figuras como la diva o prima donna. Desde sus inicios hasta la consolidación del clasicismo, el texto gozó de mayor importancia, siempre ligado al espectáculo visual, los fastos decorados y las complejas escenografías barrocos; Claudio Monteverdi dijo al respecto: «la palabra debe ser determinante, debe dirigir la armonía, no servirla». Sin embargo, desde la reforma llevada a cabo por Gluck y la aparición de grandes genios como Mozart, fue cobrando relevancia la música como componente principal de la ópera. El propio Mozart comentó en una ocasión: «la poesía debe ser la servidora obediente de la música». Otros autores, como Richard Wagner, pretendieron aglutinar todas las artes en una sola creación, a la que denominó «obra de arte total» (Gesamtkunstwerk).

## Antecedentes

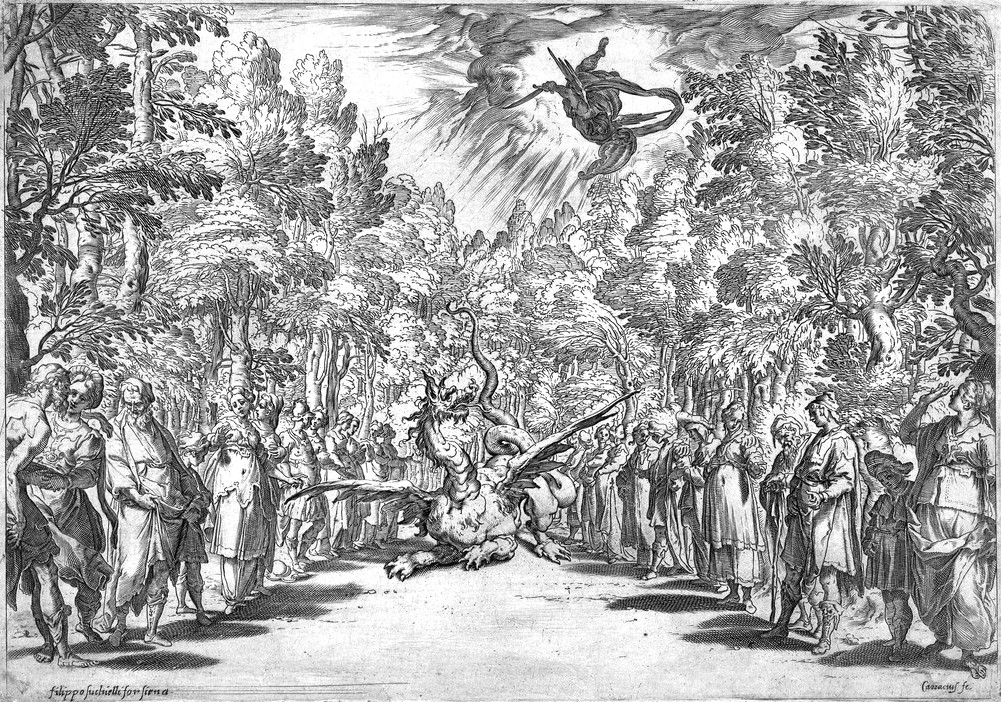
Escenario diseñado por Bernardo Buontalenti para el tercer intermedio (de seis) para conmemorar la boda de Fernando I de Médici y Cristina de Lorena (1589): Victoria de Apolo sobre la Pitón. El libreto era de Ottavio Rinuccini, que volvió a usar parte del material en la primera ópera, La Dafne, en 1597

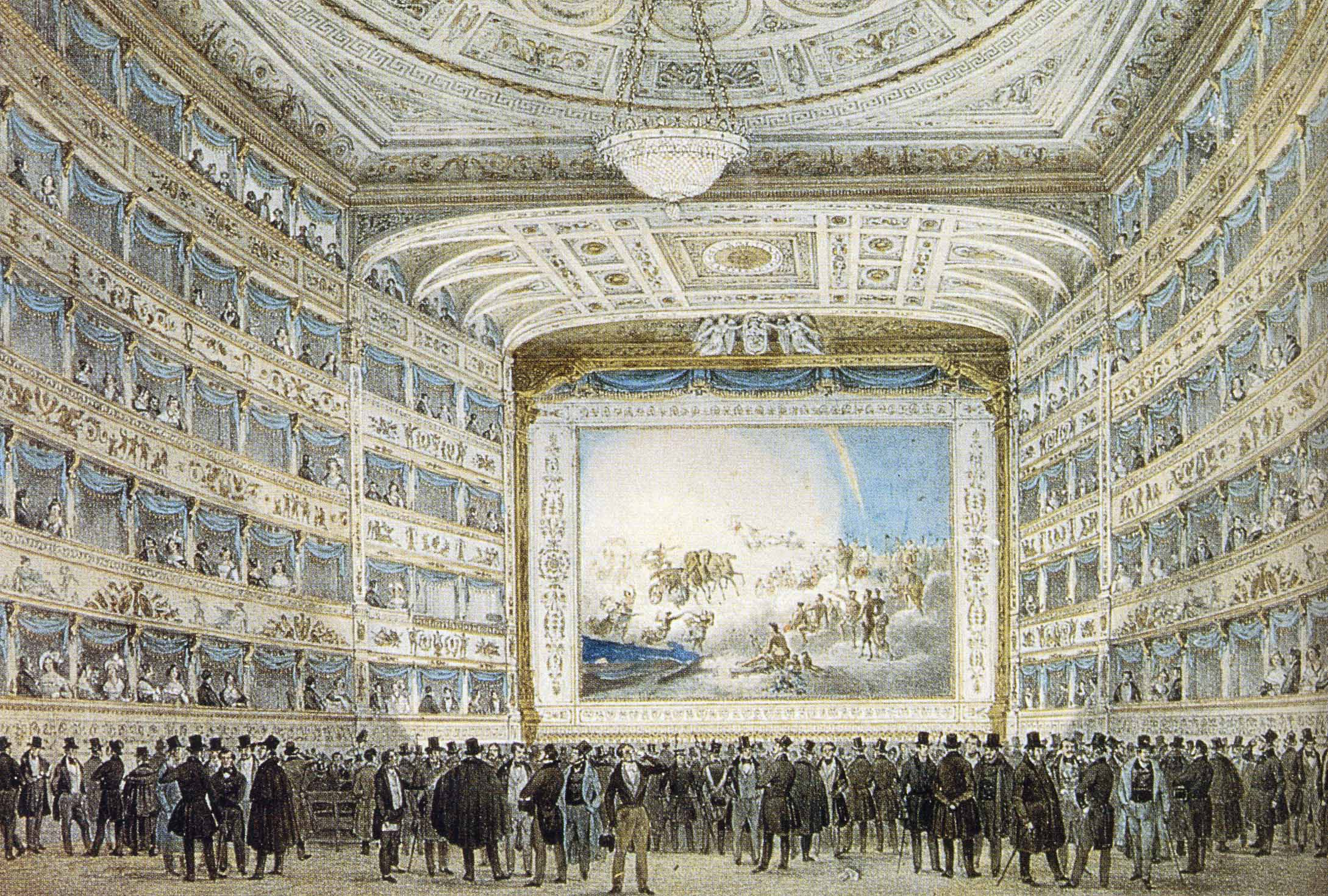
Interior del Teatro La Fenice de Venecia (1837)

La ópera tiene sus antecedentes en las diversas formas de teatro cantado o musicalizado que se han producido a lo largo de la historia en todo el mundo. Tanto la representación dramática como el canto, la música, el baile y otras manifestaciones artísticas son formas de expresión consustanciales al ser humano, practicadas desde la prehistoria. En la Antigua Grecia, el teatro era uno de los espectáculos favoritos de la sociedad. Allí nacieron los principales géneros dramáticos (comedia y tragedia) y se sentaron las bases de la escenografía y la interpretación. Por diversos testimonios, se sabe que las representaciones dramáticas eran cantadas y acompañadas de música, aunque actualmente apenas se conservan vestigios de música griega. Los principales dramaturgos de la época, Esquilo, Sófocles y Eurípides, sentaron las bases del arte dramático, cuya influencia sigue vigente hoy día.
Durante la Edad Media, la música y el teatro estuvieron también íntimamente relacionados. Eran obras de carácter religioso, de dos tipos: dramas litúrgicos para ser representados en las iglesias, celebrados en latín; y los llamados «misterios», unas piezas teatrales de carácter popular que se representaban en los pórticos de las iglesias, en lengua vernácula. Estas obras alternaban partes habladas y cantadas, generalmente a coro, y se acompañaban de música instrumental y, en ocasiones, bailes y danzas populares.
En Japón, surgió en época medieval el teatro nō, un tipo de drama lírico-musical en prosa o verso, de tema histórico o mitológico. La narración era recitada por un coro, mientras los actores principales se desenvolvían de forma gestual, en movimientos rítmicos. La representación corría a cargo de tres actores, junto a un coro de ocho cantores, un flautista y tres tamborileros. En China se desarrolló la denominada ópera china, un tipo de teatro cantado, de carácter ritual, donde la música no acompaña el texto, sino que sirve únicamente para crear ambiente.
En el Renacimiento, surgieron diversos géneros músico-vocales, como el madrigal, el oratorio, el intermedio y el ballet de cour, que fueron preparando el camino para el nacimiento de la ópera. El más inmediato fue el intermedio (en italiano: intermezzo), unos interludios que se intercalaban entre los diversos actos de una obra teatral, que aglutinaban canto, danza, música instrumental y efectos escenográficos, con argumentos basados en la mitología grecorromana, alegorías o escenas pastorales. Su principal centro productor fue la Florencia medicea, donde poco después nacería la ópera.

## Orígenes

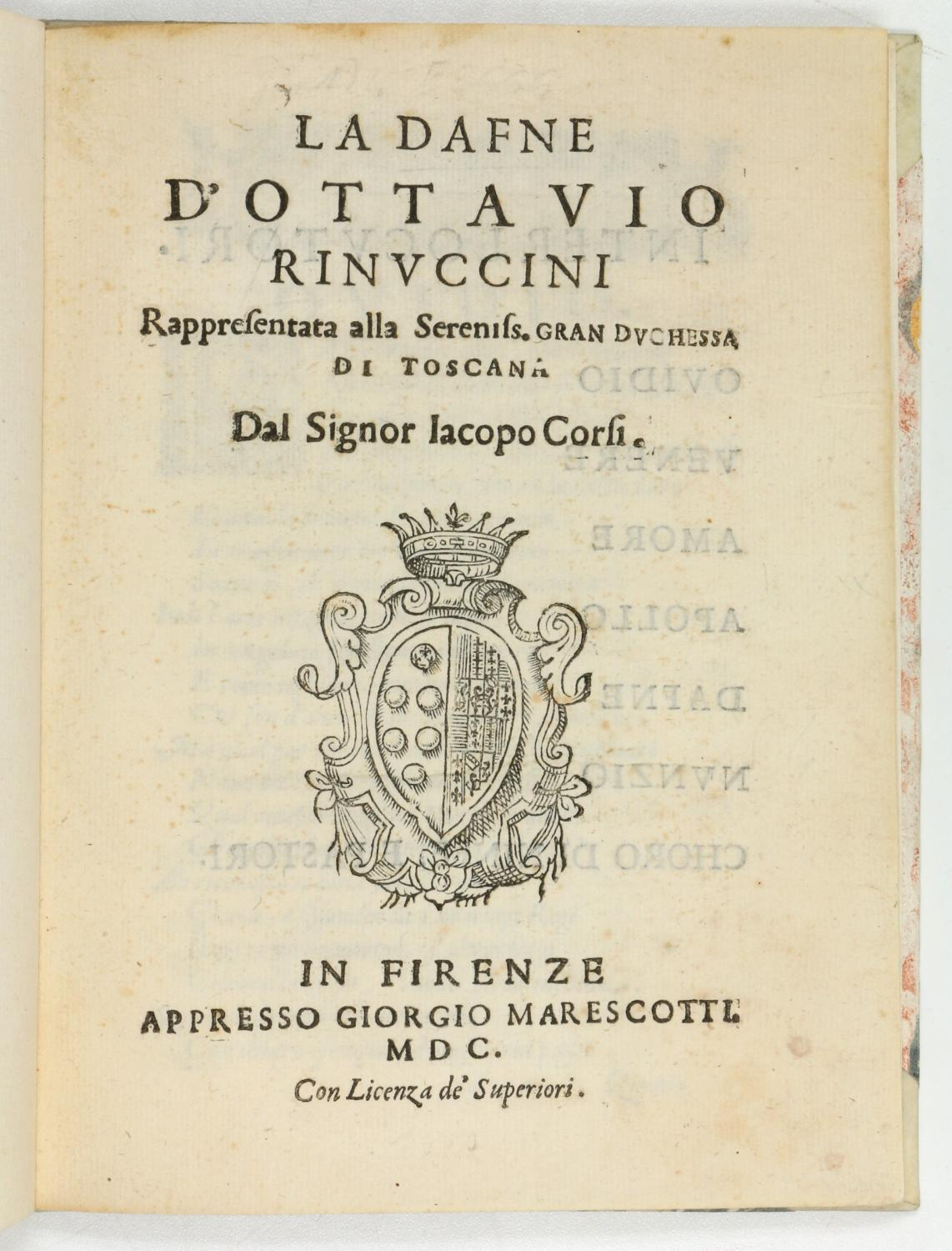
Libreto de la primera ópera, La Dafne (1597), de Jacopo Peri y Ottavio Rinuccini

A finales del siglo XVI, en Florencia, un círculo de eruditos patrocinados por el conde Giovanni Bardi crearon una sociedad denominada Camerata Fiorentina, encaminada al estudio y discusión crítica de las artes, especialmente el drama y la música. Uno de sus eruditos era Vincenzo Galilei —padre del científico Galileo—, un célebre helenista y musicólogo, autor de un método de tablatura para laúd y compositor de madrigales y recitativos. En el transcurso de sus estudios sobre el teatro de la Antigua Grecia comprobaron que en las representaciones teatrales griegas el texto era cantado a voces individuales. Esta idea les impactó, ya que en su día no existía nada igual, en una época donde casi toda la música cantada era coral (polifonía) y, en casos de voces individuales, se daban solamente en el ámbito religioso. Tuvieron entonces la idea de musicalizar textos dramáticos de carácter profano, lo que germinó en la ópera (opera in musica fue el nombre que le dio la Camerata). Galilei fue el principal defensor de una única línea melódica —la monodia— frente a la polifonía, que consideraba generadora de un discurso musical incoherente, teoría que expuso en Dialogo della musica antica et della moderna (1581). Otro de los eruditos de la Camerata, Girolamo Mei, que fue quien investigó principalmente el teatro griego, señaló el afecto emocional que el canto individual generaba en el público en las representaciones teatrales griegas (De modis musicis antiquorum, 1573).
Así, uno de los miembros de la Camerata, el compositor Jacopo Peri, creó La Dafne (1597), con libreto de Ottavio Rinuccini, basada en el mito de Apolo y Dafne, con un prólogo y seis escenas; de esta obra solo se conserva el libreto y pequeños fragmentos de la música. Peri, que también era cantante, representó a Apolo. A esta siguió, en 1600, Euridice, de los mismos autores, la primera ópera que se conserva completa, sobre el mito de Orfeo y Eurídice. Fue compuesta con motivo de la boda entre Enrique IV de Francia y María de Médici, celebrada en Florencia en 1600. Peri interpretó a Orfeo.

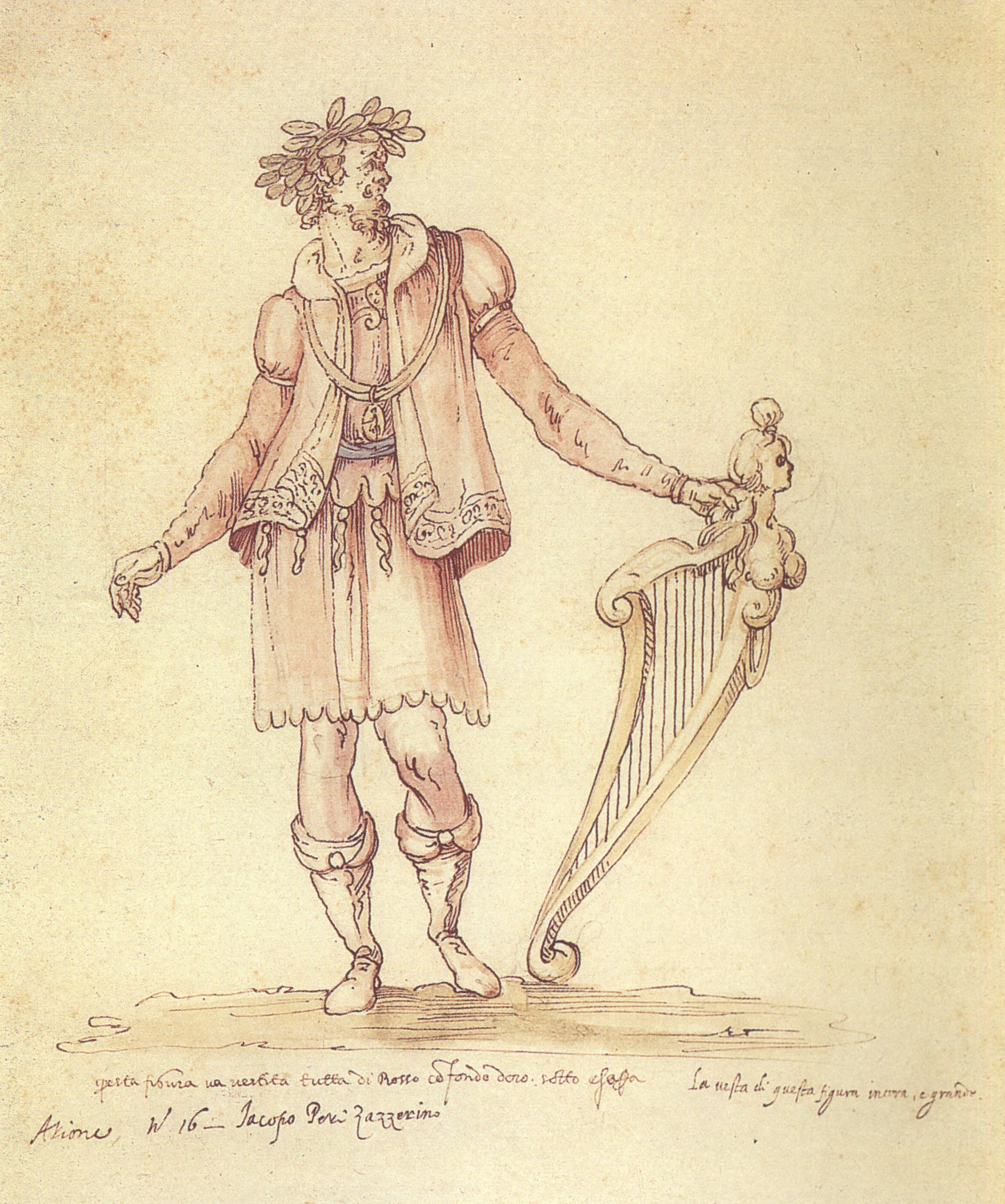
Jacopo Peri como Arione en el quinto intermedio de La Pellegrina (1589)

Otro miembro de la Camerata, Giulio Caccini, compuso en 1602 Euridice, con el mismo libreto de Rinuccini que su homónima de dos años antes, con prólogo y tres actos. Fue autor del primer tratado teórico sobre el nuevo género, Le nuove musiche (1602). Su hija, Francesca Caccini, fue cantante y compositora, la primera mujer que compuso una ópera: La liberazione di Ruggiero dall'isola d'Alcina (1625).
Una de las principales novedades de esta nueva forma de expresión artística fue su laicidad, en una época en que la producción artística y musical era mayoritariamente de signo religioso. Otra fue la aparición de la monodia, el canto a una sola voz, frente a la polifonía medieval y renacentista; era una línea vocal acompañada de un bajo continuo de clavicordio o laúd. Así, las primeras óperas tenían partes cantadas por solistas y partes habladas o declamadas en monodia, lo que se conoce como stile rappresentativo.
Estas primeras experiencias tuvieron un gran éxito, especialmente entre la nobleza: los Médici se convirtieron en patrocinadores de estos espectáculos y, desde Florencia, fueron extendiéndose por el resto de Italia. Los Gonzaga de Mantua encargaron entonces al famoso compositor de madrigales Claudio Monteverdi una ópera: en 1607 compuso La favola d'Orfeo, con libreto de Alessandro Striggio, una obra ambiciosa compuesta para orquesta de cuarenta y tres instrumentos —incluyendo dos órganos—, con prólogo y cinco actos. En esta obra se imprimieron por primera vez los libretos para que el público pudiese seguir la representación. Monteverdi añadió una introducción musical que denominó «sinfonía», y dividió las partes cantadas en «arias», dando estructura a la ópera moderna. Estas arias se alternaban con el recitativo, una línea musical que incluía partes habladas y cantadas. También introdujo el ritornello, una estrofa instrumental repetida entre los cinco actos. En cuanto a las voces, aunque dejó algunas partes en polifonía, diferenció las principales voces solistas: Orfeo era tenor, Eurídice soprano y Caronte bajo. En 1608, Monteverdi estrenó L'Arianna, con libreto de Rinuccini, de la que no se ha conservado la música, excepto un fragmento: el Lamento d'Arianna.

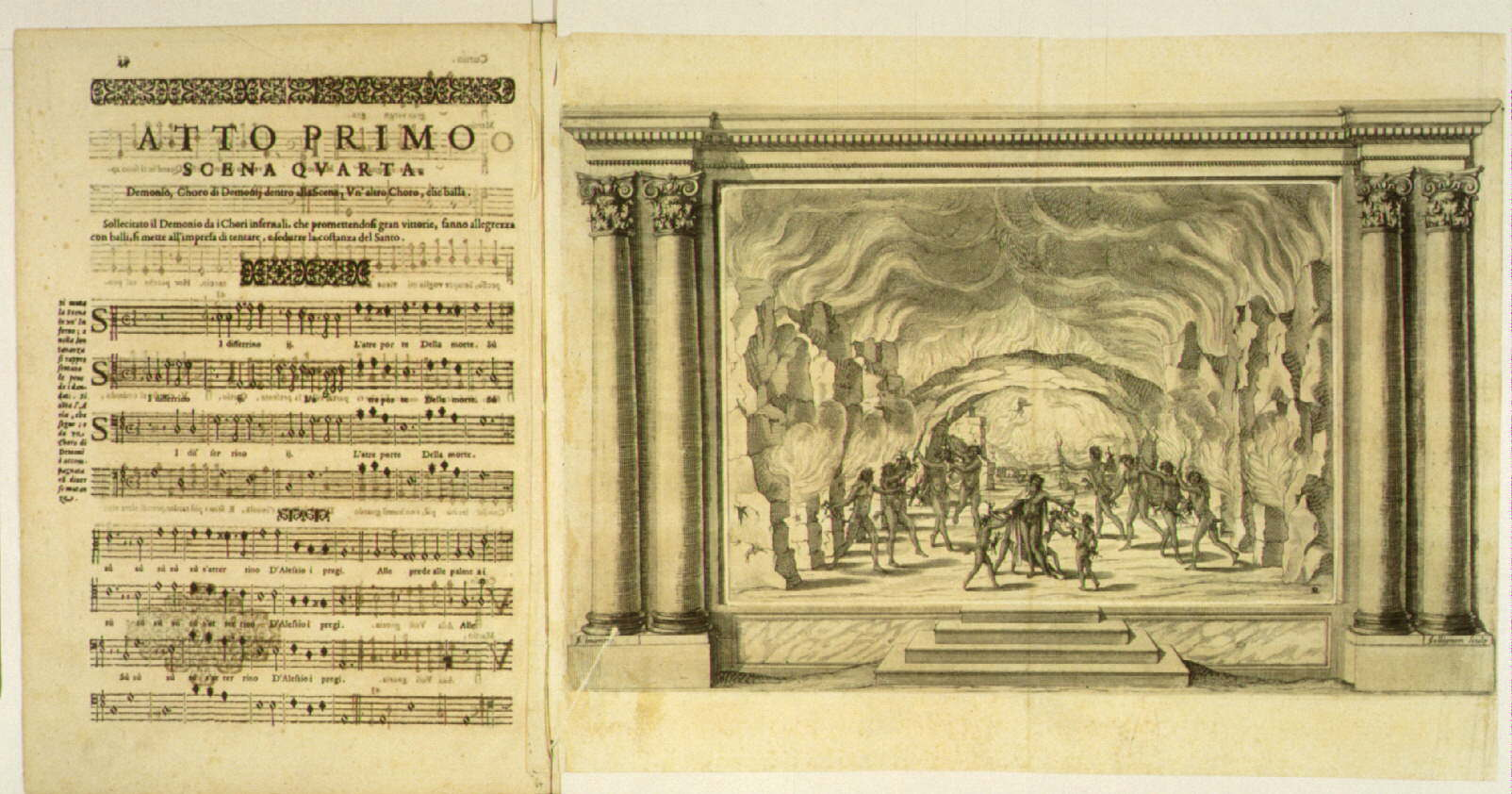
Escena de Il Sant'Alessio de Stefano Landi (1632)

Durante las primeras décadas del siglo XVII se fue extendiendo la ópera paulatinamente: en 1608 se estrenó en Mantua La Dafne, de nuevo con el libreto de Rinuccini, esta vez musicalizada por Marco da Gagliano. En Roma, se estrenó en 1600 Rappresentazione di anima e di corpo, de Emilio de' Cavalieri, un melodramma spirituale que se suele considerar un precedente de la ópera, y que señaló alguna de las variantes de la ópera romana frente a la florentina: mayor presencia de temas sacros, la presencia de personajes alegóricos y mayor uso de coros. El papa Paulo V y la familia Barberini patrocinaron el nuevo género: los Barberini construyeron un auditorio para 3000 personas en su palacio. También promovieron la creación de una escuela de operistas, entre los que destacó Stefano Landi, autor de La morte d'Orfeo (1619), que como novedad introdujo elementos cómicos. Se introdujo también la temática religiosa, como en Il Sant'Alessio (1631), de Landi, con libreto del cardenal Giulio Rospigliosi (futuro papa Clemente IX). En esta obra, Landi introdujo la estructura rápido-lento-rápido —denominada obertura italiana—, que sería muy utilizada desde entonces.
Otro introductor del estilo monódico en Roma fue Paolo Quagliati, que adaptó antiguos madrigales suyos en forma de ópera: Il carro di fedeltà d'amore (1606), La sfera armoniosa (1623). En la escuela romana destacó también Luigi Rossi, quien trabajó para los Barberini. En 1642 estrenó en su teatro Il palazzo incantato, una suntuosa producción que tuvo un gran éxito. Cuando en 1644 los Barberini tuvieron que exiliarse a París, Rossi los acompañó, y consiguió la protección del cardenal Mazarino, con lo que ayudó a introducir la ópera en Francia. Allí compuso su Orfeo (1647), con prólogo y tres actos, una gran producción que contó con numerosos efectos visuales. Cabe mencionar también a Domenico Mazzocchi, empresario además de compositor, que inició el contrato de cantantes para la ópera. Fue autor de La catena d'Adone (1626). Otro exponente fue Michelangelo Rossi (Erminia sul Giordano, 1633; Andromeda, 1638).
En Roma se estrenó en 1639 Chi soffre, speri, de Virgilio Mazzocchi y Marco Marazzoli, considerada la primera ópera cómica.
En estas primeras obras destacó a nivel vocal uno de los primeros cantantes de ópera de reconocido talento: Francesco Rasi, un tenor que ya era famoso antes del surgimiento de la ópera, que participó en las primeras representaciones de la Euridice de Peri. En 1598 entró al servicio de los Gonzaga de Mantua, por lo que representó en esta ciudad el Orfeo de Monteverdi en 1607; al año siguiente participó en la Dafne de Gagliano. Fue también compositor, autor de Cibele ed Ati (1617), cuya música se ha perdido.

## Barroco

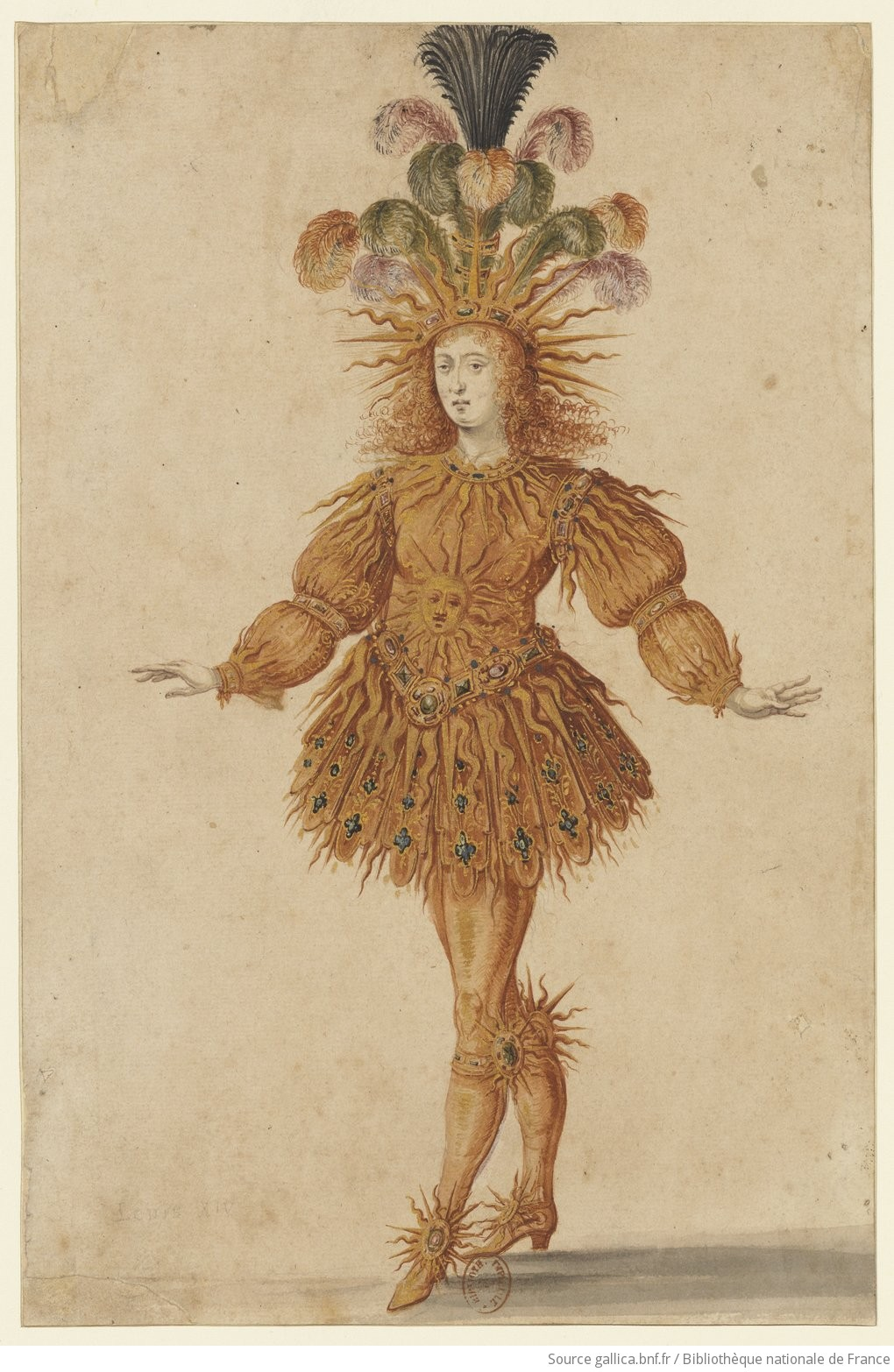
Luis XIV en el Ballet Royal de la Nuit (1653)

El Barroco se desarrolló entre el siglo XVII y la primera mitad del xviii. Fue una época de grandes disputas en el terreno político y religioso, en la que surgió una división entre los países católicos contrarreformistas, donde se afianzó el estado absolutista, y los países protestantes, de signo más parlamentario.
La música barroca destacó en general por el contraste, los acordes violentos, los volúmenes móviles, la ornamentación exagerada, la estructura variada y contrastada. Pese a ello, no toda la música barroca entra en la exageración: Bach es un autor de armónico equilibrio, Vivaldi crea melodías sencillas y radiantes. La base de la música barroca es serena y equilibrada, aunque adolece del gusto del adorno excesivo: arpegios, mordentes, trémolos, arabescos sonoros que son la sal del músico barroco. También fue en esta época cuando se introdujeron los tempos para regular la velocidad de interpretación: largo, adagio, andante, allegro y presto; o bien la intensidad: forte y piano. Pese a todo, más que un estilo homogéneo en el tiempo y en el espacio, el Barroco fue un período en que se suelen englobar las obras producidas en esos años.
Durante este período, los principales centros musicales se hallaban en las cortes monárquicas, círculos aristocráticos y sedes episcopales. La instrumentación alcanzó cotas de gran perfección, especialmente en el violín —donde destaca la producción de Antonio Stradivari—, lo que permitió una mayor expresividad musical. La orquesta barroca era de reducidas dimensiones, por lo general apenas una orquesta de cámara, o bien de unos cuarenta instrumentos, como mucho. La mayoría eran instrumentos de cuerda, además de algunos oboes, flautas, fagots y trompetas. Junto a estos había una sección para el bajo continuo, compuesta generalmente de uno o dos clavicordios con acompañamiento de violonchelo, contrabajo, laúd, viola o tiorba.
La ópera barroca destacó por la escenografía complicada, ornamentada, recargada, con cambios repentinos y con complicados efectos lumínicos y sensoriales. Se empleaban numerosos decorados, hasta quince o veinte cambios de escenario por representación. Comenzó el gusto por las voces solistas, principalmente las agudas (tenor, soprano), que conllevó de forma paralela el fenómeno de los castrati. Estos últimos eran niños que destacaban en el canto y que eran castrados antes de entrar en la pubertad para que su voz no cambiase; así, de adultos mantenían una voz aguda, cercana a la femenina, pero más potente, flexible y penetrante. También se introdujo el canto en vibrato, consistente en fluctuaciones de timbre, tono e intensidad, lo que proporcionaba mayor emotividad a la interpretación.
En la primera mitad del siglo XVII se fueron fijando las normas de los libretos operísticos, que sufrirían pocas variaciones hasta casi el siglo XX: diálogos simples y lenguaje convencional, estrofas de formas rigurosas, distinción entre «recitativo» —partes declamadas que hacen desarrollar la acción— y «número» (o «pieza cerrada») —partes ornamentales en forma de aria, dúo, coro u otros formatos—. Pese a todo, durante esta centuria se prestaba poca atención en general a los textos, mientras que tenían mayor protagonismo el virtuosismo musical y vocal, la escenografía y los efectos visuales.

### Ópera veneciana

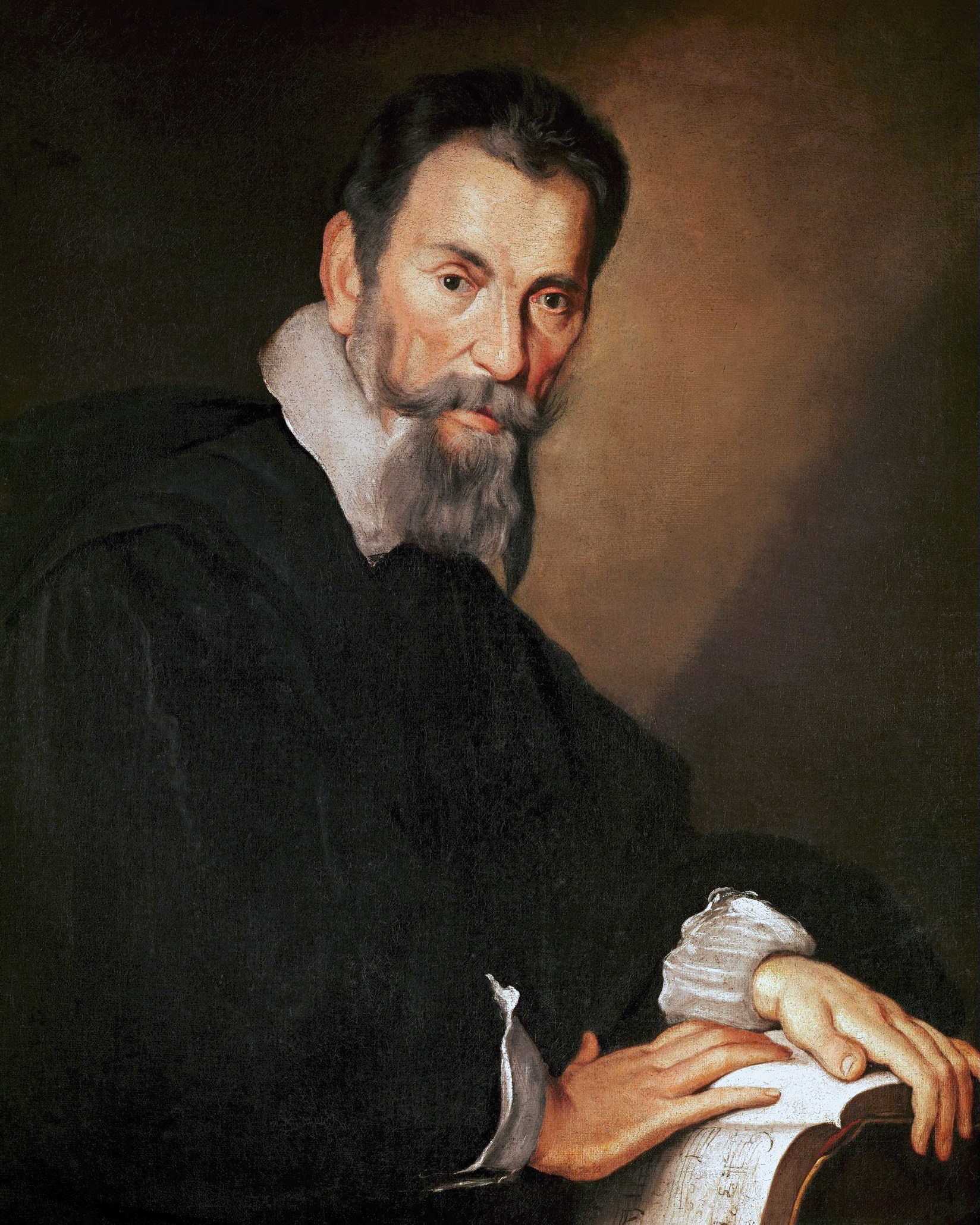
Claudio Monteverdi

En las décadas centrales del siglo XVII el mayor centro productor de ópera fue Venecia, el primer lugar donde la música se desligó de la protección religiosa o aristocrática para ser representada en lugares públicos: en 1637 se fundó el Teatro San Cassiano (demolido en 1812), primer centro operístico del mundo, ubicado en un palacio que pertenecía a la familia Tron. La primera ópera representada fue L'Andromeda, de Francesco Mannelli. El teatro fue fundado por Domenico Mazzocchi, que tras perder el favor papal se trasladó de Roma a la ciudad véneta. Al convertirse en un negocio, la ópera empezó a depender cada vez más de los gustos del público, ya que con su asistencia a los espectáculos podía favorecer una determinada línea compositiva o relegarla al olvido. Una de las primeras consecuencias fue que el público mostró cada vez más su gusto por las voces agudas, las de tenores, sopranos y castrati, mientras que decayó el uso de los coros y las orquestas grandes, ya que se prefería un acompañamiento de pocos instrumentos, entre diez y quince, generalmente. Al popularizarse el género, se fueron introduciendo más elementos cómicos y los textos se fueron simplificando, hasta llegar al punto en que, sobre todo en las arias, importaba más la interpretación que no las palabras que se expresaban. Tras el San Cassiano, floreció la apertura de nuevos teatros en Venecia: San Giovanni e Paolo (1639), San Moisè (1640), Novissimo (1641), San Samuele (1655) y Santi Apostoli (1649). Fue en estos teatros donde comenzó la disposición en forma de plaza rodeada de palcos, típica de los teatros de ópera.

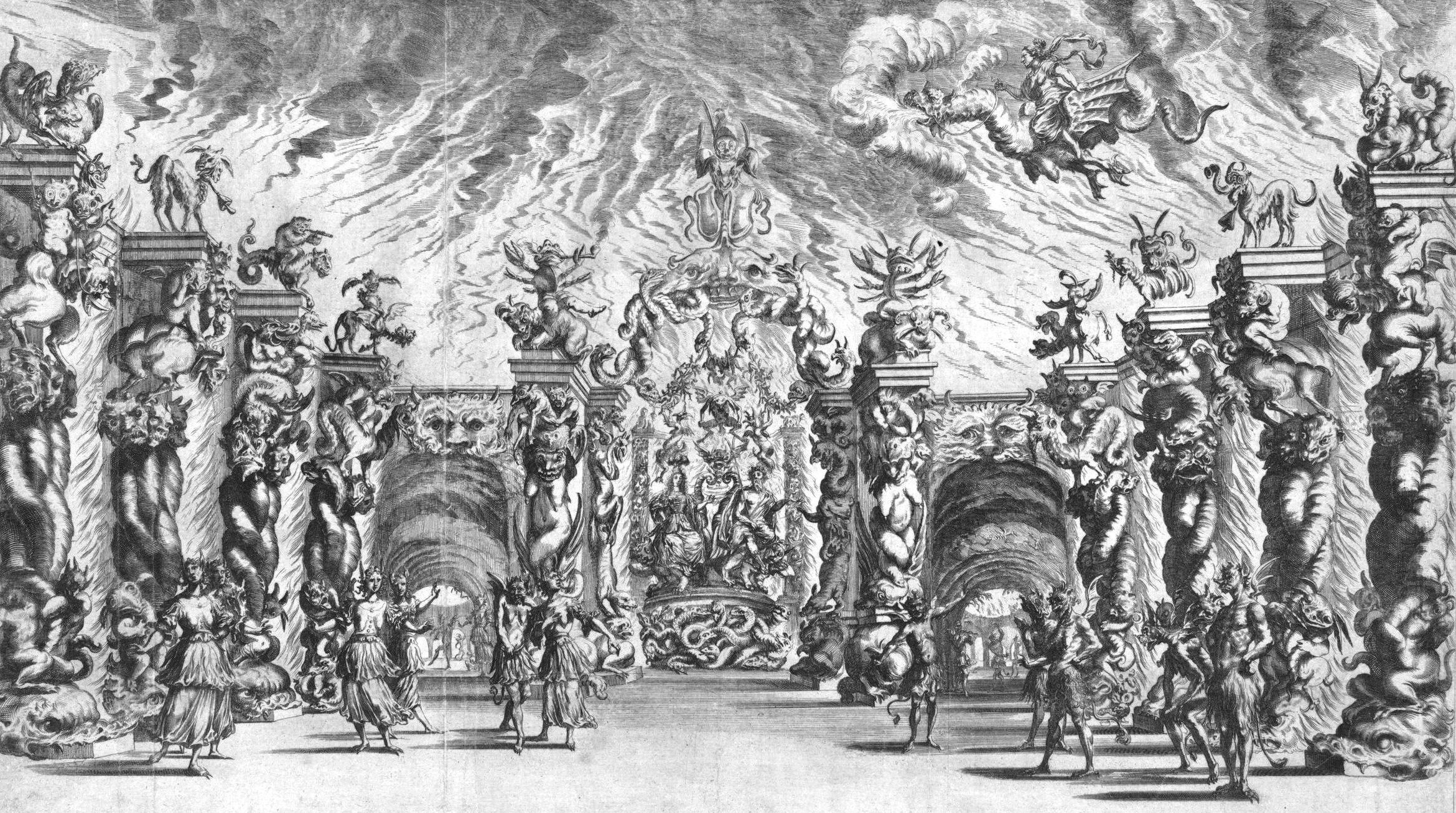
Escenografía de Lodovico Ottavio Burnacini para la ópera Il pomo d'oro de Marc'Antonio Cesti (1668)

En Venecia surgió el concepto de bel canto, que se popularizó sobre todo en la primera mitad del siglo XVIII y de nuevo en la primera mitad del siglo XIX en Italia. Se trata de una técnica vocal de difícil ejecución consistente en mantener un tono uniforme pasando de una frase musical a otra sin pausas, en un legato sostenido que requiere un timbre potente y una articulación armónica. Los principales intérpretes del bel canto eran los castrati y las soprano prima donna. Por otro lado, en esta época surgió el arioso, un canto intermedio entre el recitativo y el aria, que con el tiempo se fue convirtiendo en números cerrados con tendencia a la ornamentación. Asimismo, desde los años 1630-1640 fue cobrando relevancia el ensemble, la conjunción de voces en distinto número: dúo, trío, cuarteto, quinteto, sexteto, septeto y octeto.
En la ópera veneciana tuvo una especial influencia el teatro español del llamado Siglo de Oro —especialmente Lope de Vega—, perceptible en la confluencia argumental entre fantasía y realidad —camino iniciado con el Don Quijote de Cervantes—, el abandono de las unidades aristotélicas, la convivencia de personajes cómicos y trágicos, las relaciones entre señores y siervos, el gusto por el enredo y por los disfraces y los personajes travestidos. En el ambiente operístico veneciano estos rasgos se denominaban all'usanza spagnuola.
Claudio Monteverdi se instaló en 1613 en Venecia, donde fue maestro de capilla de la basílica de San Marcos. Allí compuso doce óperas, las principales de las cuales son Il ritorno d'Ulisse in patria (1640) y L'incoronazione di Poppea (1642). Esta última es considerada su mejor ópera, con libreto de Giovanni Francesco Busenello, basada en obras de Tácito y Suetonio. Fue una de las primeras óperas con un argumento histórico y no mitológico.

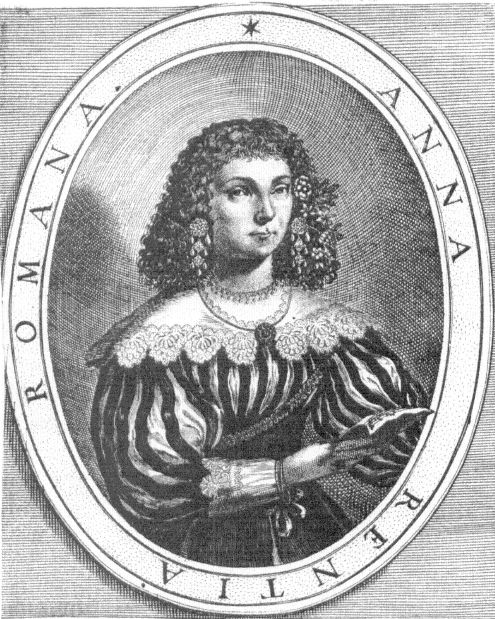
Anna Renzi, considerada la primera prima donna de la ópera

Uno de sus discípulos, Pier Francesco Cavalli, introdujo algunas novedades, como el uso de arias cortas, en obras como L'Egisto (1643), La Calisto (1651), Statira principessa di Persia (1656) y Ercole amante (1662). Fue director del Teatro San Cassiano, con un contrato para escribir una ópera al año. Otro exponente fue Marc'Antonio Cesti, quien todavía redujo más la orquesta, como en Orontea (1649) y Cesare amante (1651). Realizó algunas óperas para el emperador Leopoldo I (Il pomo d'oro, 1668), con lo que introdujo la ópera en el ámbito germánico. Antonio Sartorio fue durante diez años maestro de capilla en la corte ducal de Brunswick-Lüneburg, hasta que regresó a su ciudad natal y fue nombrado maestro de capilla de la basílica de San Marcos. Se le recuerda como introductor del lamento musical. Su principal obra fue Orfeo (1672), que cosechó un gran éxito. Giovanni Legrenzi fue director del Ospedale dei Mendicanti de Venecia y maestro de capilla de la basílica de San Marcos. Compuso catorce óperas para varios teatros venecianos, muchas de las cuales se han perdido. Introdujo el género heroico-cómico, como en sus óperas Totila (1677), Giustino (1683) e I due Cesari (1683). Pietro Andrea Ziani se inició en la música religiosa, que abandonó para dedicarse a la ópera. Sucedió a Cavalli como organista de San Marcos. Sus obras más relevantes fueron L'Antigona delusa da Alceste (1660) y La Circe (1665). Su sobrino, Marco Antonio Ziani, fue también operista en Nápoles y Viena.
En el ámbito vocal destacó Anna Renzi, la primera soprano que alcanzó el estatus de prima donna. Interpretó a Octavia, la esposa de Nerón, en L'incoronazione di Poppea de Monteverdi. El castrato Siface también causó sensación entre el público, y contó entre sus admiradores con Cristina de Suecia y Henry Purcell.

### Ópera francesa

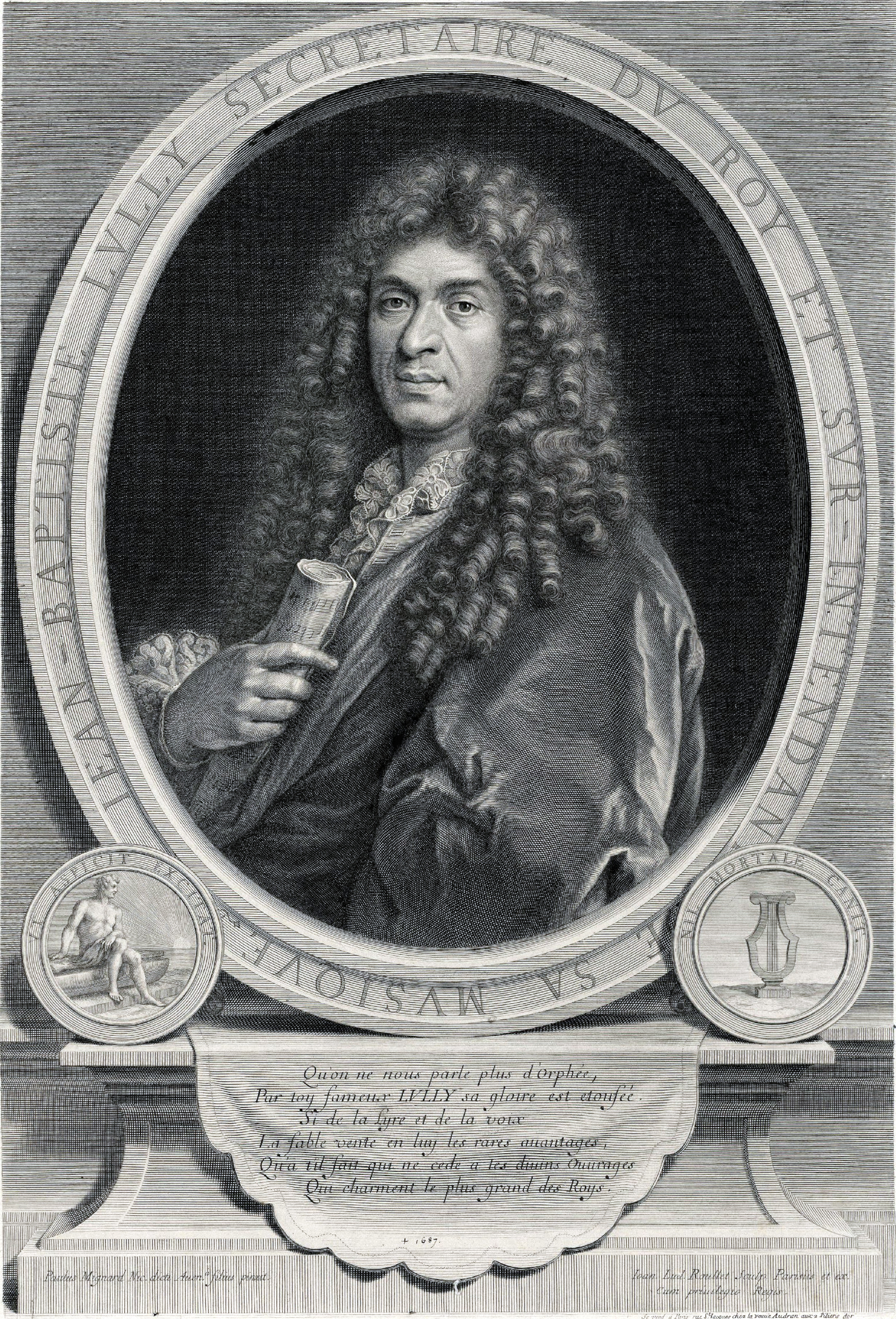
Jean-Baptiste Lully

Uno de los primeros países donde se introdujo la ópera tras Italia fue Francia —donde se la llamaba «tragédie en musique»—. En 1645 se presentó en París la primera ópera italiana, la pastoral La finta pazza, de Francesco Sacrati. Dos años más tarde se representó el Orfeo de Luigi Rossi, que causó gran sensación. Pier Francesco Cavalli estrenó en París en 1662 su Ercole amante, en el recién estrenado Palacio de las Tullerías, un encargo del cardenal Mazarino para la celebración de la boda de Luis XIV con María Teresa de Austria. La obra no gustó mucho, ya que era en italiano y con castrati, un fenómeno extraño para el público francés, más aficionado a los ballets de cour.

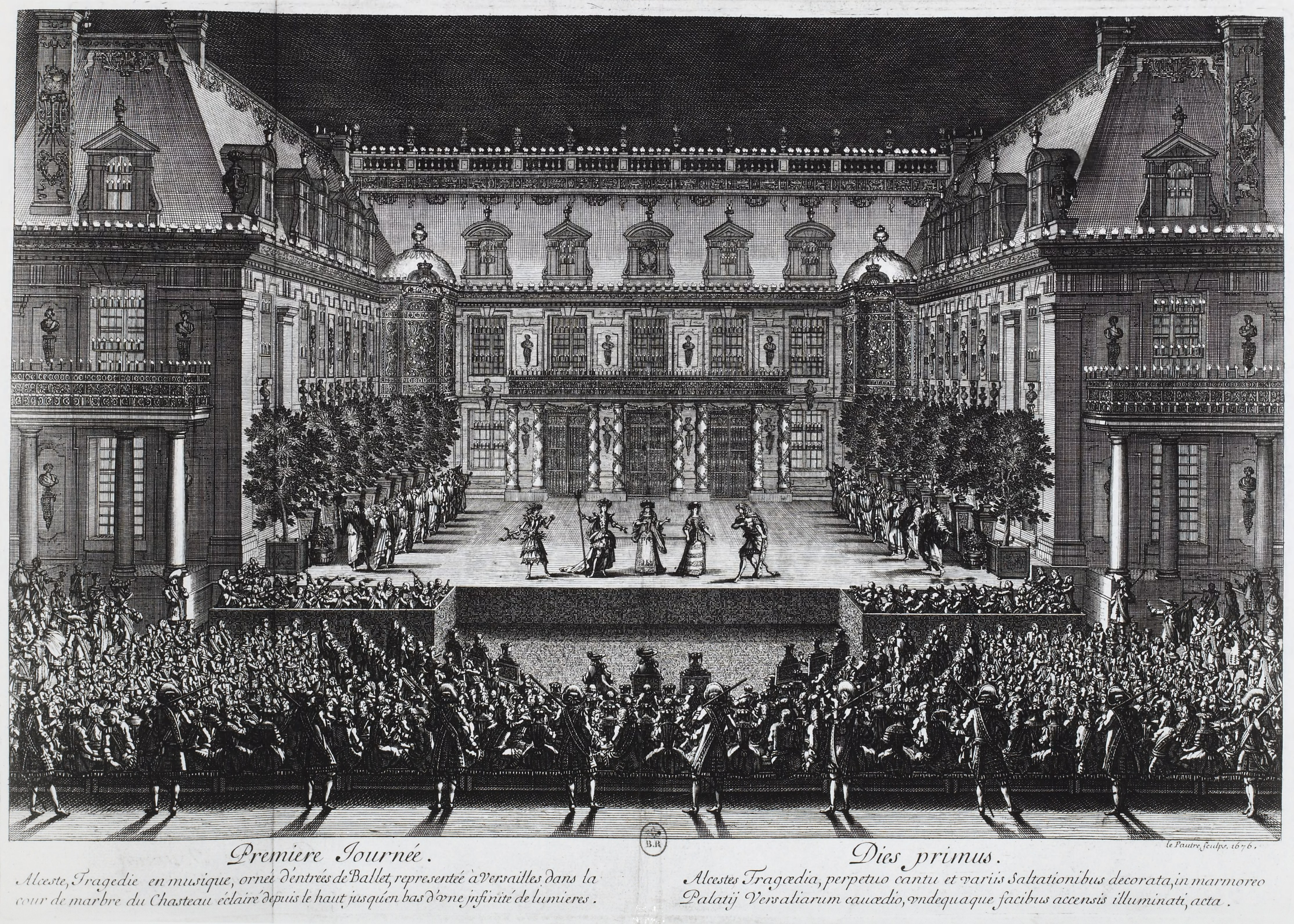
Representación de Alceste de Jean-Baptiste Lully, teatro Jeu de Paume du Bel-Air, París, 4 de julio de 1674

En 1669, el poeta Pierre Perrin y el compositor Robert Cambert crearon una empresa para representar óperas al gusto francés y obtuvieron del rey Luis XIV el privilegio real para constituir una academia, la Académie Royale de Musique, ubicada en el teatro Jeu de Paume de la Bouteille. Ambos autores realizaron la ópera Pomone, la primera escrita en francés, estrenada en 1671. Sin embargo, al año siguiente, Perrin fue encarcelado por deudas y el privilegio real pasó a Jean-Baptiste Lully, un compositor de origen florentino (su verdadero nombre era Giovanni Battista Lulli). Lully adaptó la ópera al gusto francés, con coros, ballets, una orquesta más rica, interludios musicales y arias más cortas. Desarrolló las oberturas («obertura francesa»), en una estructura lento-rápido-lento —al contrario que la italiana—, que se convirtieron en piezas casi autónomas del conjunto operístico. Por otro lado, solía acompañar el recitativo con un bajo continuo de clavicémbalo. Al tiempo, dio mayor relevancia al texto, lo que proporcionó mayor expresividad a la ópera. Asimismo, adaptó el canto a la prosodia de la lengua francesa, creando una vocalidad típicamente gala denominada déclamation mélodique. Desde 1673 hasta 1687, fecha de su muerte, compuso una ópera por año —la mayoría con libretos de Philippe Quinault—, entre las que destacan: Cadmus et Hermione (1673), Alceste (1674), Atys (1676), Proserpine (1680), Persée (1682), Phaëton (1683), Amadis (1684), Armide (1686) y Acis et Galatée (1686). La que cosechó más éxito fue Alceste, basada en una tragedia de Eurípides y compuesta para celebrar la victoria de Luis XIV en el Franco Condado, que incluía una trama menor de aire cómico y algunas melodías pegadizas que gustaron enormemente al público.
Otro exponente fue Marc-Antoine Charpentier, quien musicalizó algunas obras de Molière (Le mariage forcé, 1672; Le malade imaginaire [El enfermo imaginario], 1673) y compuso diversas obras para la Comédie-Française, como Les amours de Vénus et d'Adonis (1678), David et Jonathas (1688) y La noce du village (1692). Su obra maestra es la tragedia Médée (Medea, 1693), sobre una obra de Pierre Corneille.
Marin Marais fue compositor e intérprete de viola da gamba. Trabajó en la corte de Luis XIV y fue director de la orquesta de la Académie Royale de Musique. Compuso cuatro óperas de estilo lulliano: Alcide (1693), Ariane et Bacchus (1695), Alcyone (1706) y Sémélé (1709).
Tras las óperas de Lully, y a causa de la afición francesa por el ballet, surgió la «ópera-ballet», un género híbrido de ambos, en que partes cantadas con música se alternaban con intermedios danzados, con temáticas generalmente cómicas y amorosas. Este género fue introducido por André Campra con L'Europe galante (1689), a la que siguieron numerosas obras de este autor, entre las que destaca Les fêtes vénitiennes (1710). Campra también realizó óperas convencionales, como Tancrède (1702) e Idoménée (1712).

### Desarrollo en Europa

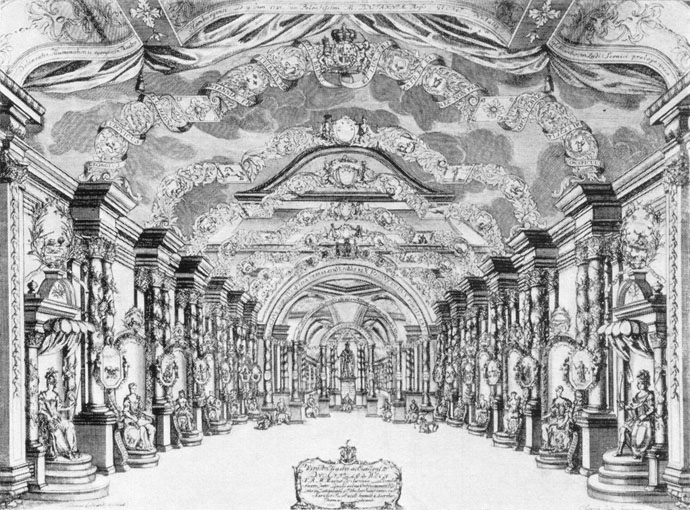
Theater am Gänsemarkt, Hamburgo

A lo largo del siglo XVII la ópera se fue difundiendo por toda Europa, generalmente bajo la influencia italiana. En Alemania —dividida entonces en numerosos estados de diversa configuración política—, el pionero fue Heinrich Schütz, que en 1627 adaptó la Dafne de Rinuccini, con una clara influencia monteverdiana. En 1644, Sigmund Theophil Staden compuso Seelewig, la primera ópera en alemán. En 1678 se inauguró el Theater am Gänsemarkt de Hamburgo, que se convirtió en la principal ciudad operística del ámbito germánico. En Múnich, el elector Fernando María de Baviera patrocinó la ópera, a la que se dedicaron Johann Caspar Kerll y Agostino Steffani. Este último inauguró el Schlossopernhaus de Hannover en 1689 con Enrico Leone.
El principal compositor de esta época fue Reinhard Keiser, el primero que elaboró óperas enteramente en alemán. Compuso varias óperas que gozaron de gran éxito, como Adonis (1697), Claudius (1703), Octavia (1705) y Croesus (1710). Fue director del Theater am Gänsemarkt, donde estrenó como promedio unas cinco óperas por temporada; se estima que su producción puede estar entre setenta y cinco y cien óperas, aunque solo se conservan diecinueve completas. Otros autores del período fueron: Johann Wolfgang Franck (Die drey Töchter Cecrops [Las tres hijas de Cécrops], 1679) y Christoph Graupner (Dido, Königin von Cartago [Dido, reina de Cartago], 1707; Bellerophon, 1708).

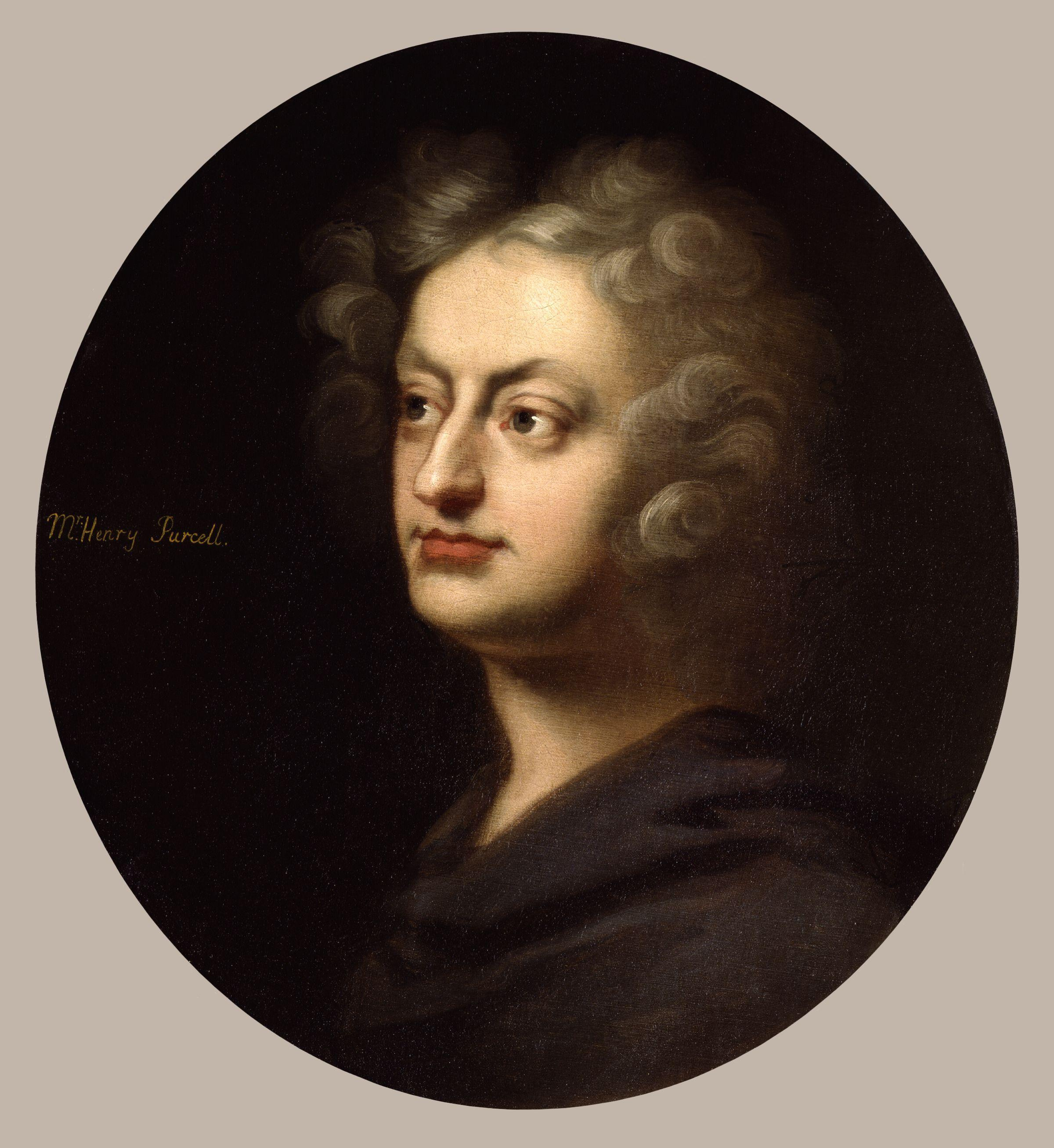
Henry Purcell

En Austria, el emperador Leopoldo I del Sacro Imperio Romano Germánico fomentó la ópera tras escuchar Il pomo d'oro (1668) de Cesti. Su representación se efectuaba en el Palacio Imperial de Hofburg de Viena, al que solo tenía acceso la corte. La mayoría eran óperas italianas, aunque poco a poco se fueron incorporando compositores austríacos, entre los que destacó Heinrich Ignaz Biber: Applausi festivi di Giove (1686), Chi la dura la vince (1687), Arminio (1692). En 1748 se inauguró el Burgtheater, ubicado también en el Hofburg. El primer teatro público fue el Theater am Kärntnertor, inaugurado en 1761, que con el tiempo se convirtió en el teatro oficial de la corte.
En Inglaterra existía un precedente de la ópera, la masque (mascarada), que combinaba música, danza y teatro en verso. Durante la revolución puritana de Oliver Cromwell se prohibió la música. Pese a ello, en 1656 se dio la primera ópera inglesa, The Siege of Rhodes (El asedio de Rodas), con libreto del dramaturgo William Davenant y música de cinco compositores: Henry Lawes, Matthew Locke, Henry Cooke, Charles Coleman y George Hudson. Posteriormente, el reinado de Carlos II vio un renacer de los espectáculos teatrales y operísticos. El primer compositor de ópera de relevancia fue John Blow, organista y compositor de la Chapel Royal. Compuso preferentemente música religiosa y de entretenimiento para la corte y fue autor de una ópera, Venus and Adonis (1682), una obra corta que incluía ballets de influencia francesa. Destacó especialmente su alumno, Henry Purcell, autor de Dido and Aeneas (Dido y Eneas, 1689), de influencia francesa, con arias cortas y danzas. Fue un encargo para un colegio de señoritas, que debían interpretar ellas mismas, con un pequeño conjunto instrumental. Es una obra corta, de una hora, pero que Purcell resolvió con brillantez: su aria final, el llamado «lamento de Dido» (When I am laid in earth), goza de justa fama. También compuso varias semióperas inspiradas en las mascaradas, que incluían divertissements, canciones, coros y danzas, como Dioclesian (1690), King Arthur (1691), The Fairy Queen (1692), Timon of Athens (1694), The Indian Queen (1695) y The Tempest (1695). En este período vivió el dramaturgo William Shakespeare, cuyas obras fueron adaptadas a la ópera en numerosas ocasiones desde su época hasta la actualidad.

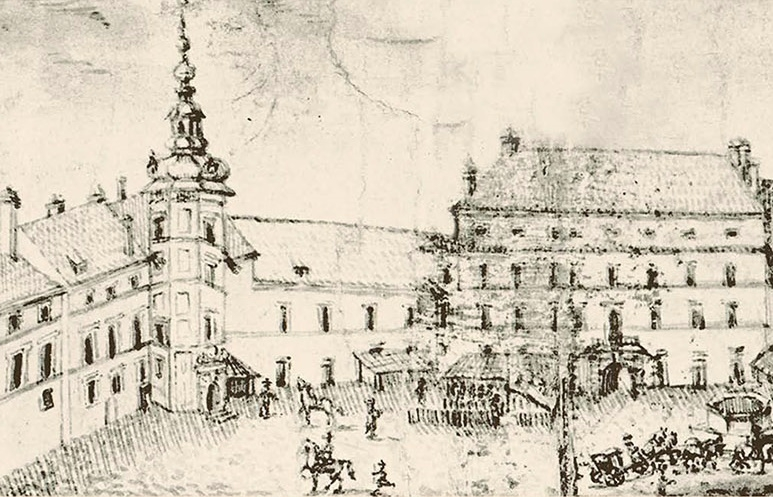
Edificio del teatro de ópera de Ladislao IV (derecha) en el Castillo Real de Varsovia

En Polonia, la ópera fue patrocinada por el rey Ladislao IV, quien había presenciado una representación operística en Toscana. En 1632 creó una compañía con cantantes italianos, que representaron varias óperas en Varsovia. Esta compañía estrenó la primera ópera de autor polaco —aunque escrita en italiano—, La fama reale (1633), de Piotr Elert.

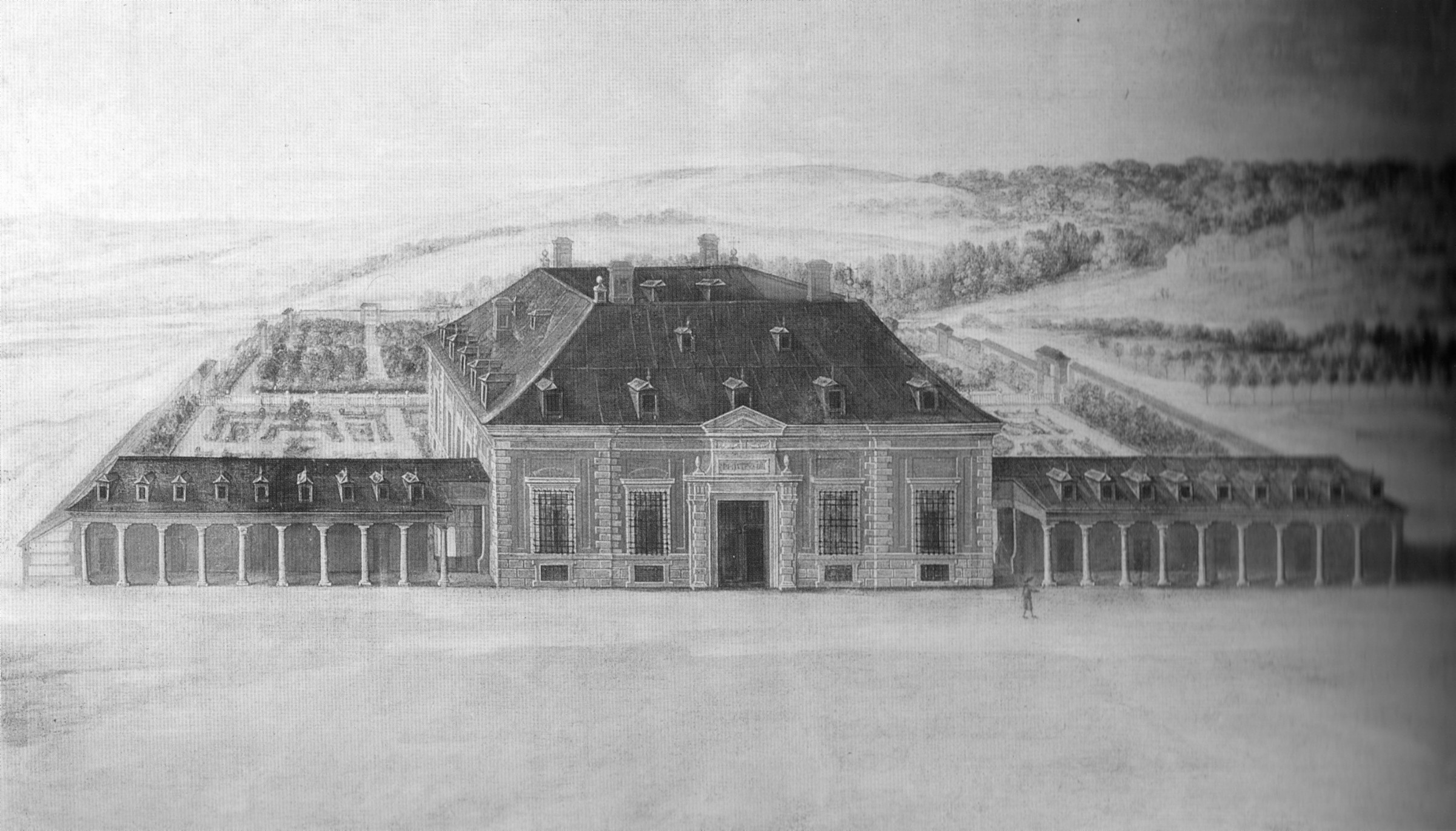
Palacio de la Zarzuela de Madrid, donde nació el género de la zarzuela

En España, la ópera llegó con cierto retraso debido a la crisis social motivada por la guerra de los Treinta Años. La primera ópera se estrenó en 1627 en el Alcázar de Madrid: La selva sin amor, una égloga pastoril compuesta por Bernardo Monanni y Filippo Piccinini sobre un texto de Lope de Vega; no se conserva la partitura. Tomás de Torrejón y Velasco compuso en 1659 La púrpura de la rosa, con texto de Pedro Calderón de la Barca, la primera ópera compuesta e interpretada en América, estrenada en el Palacio Virreinal de Lima. Juan Hidalgo fue autor de Celos aun del aire matan (1660), también con texto de Calderón.
A finales del siglo XVII el rey Felipe IV patrocinó la representación de operetas en el palacio de la Zarzuela de Madrid, dando origen a un nuevo género: la zarzuela. El primer zarzuelista fue Juan Hidalgo, autor en 1658 de El laurel de Apolo, con texto de Calderón, a la que siguieron Ni amor se libra de amor (1662, Calderón de la Barca), La estatua de Prometeo (1670, Calderón de la Barca), Los celos hacen estrellas (1672, Juan Vélez de Guevara), Alfeo y Aretusa (1672, Juan Bautista Diamante), Los juegos olímpicos (1673, Agustín de Salazar y Torres), Apolo y Leucotea (1684, Pedro Scotti de Agoiz) y Endimión y Diana (1684, Melchor Fernández de León). Posteriormente destacó la obra de Sebastián Durón, con libretos de José de Cañizares (Salir el amor del mundo, 1696), y de Antonio Literes (Júpiter y Dánae, 1708). Tras la muerte de Felipe IV, la zarzuela se trasladó al Teatro del Buen Retiro de Madrid.

### Ópera napolitana

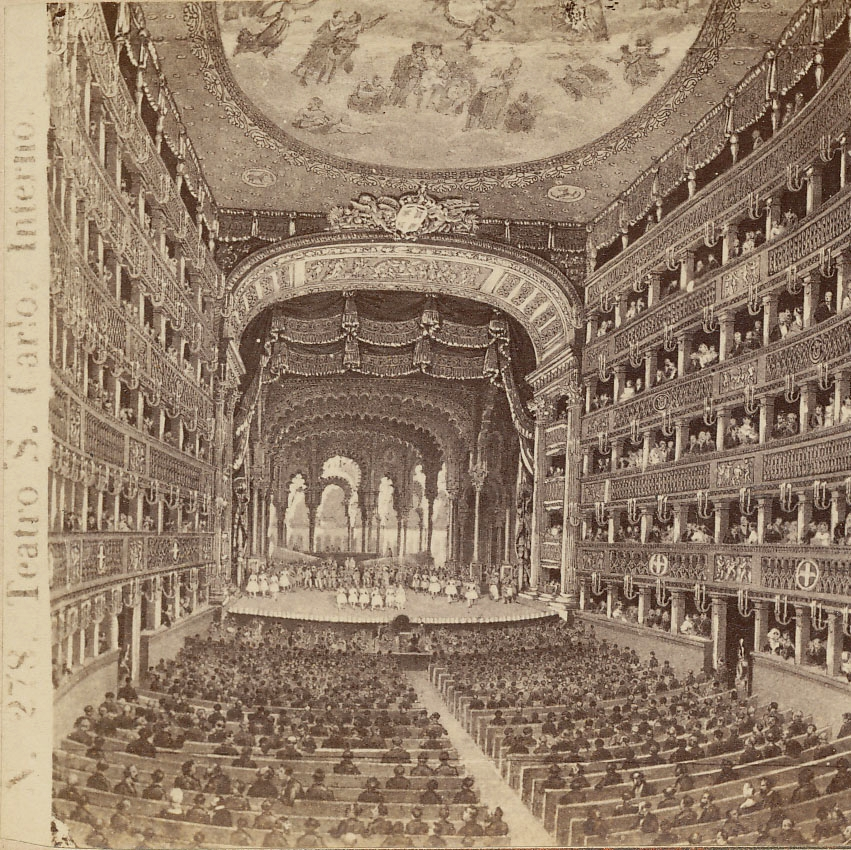
Teatro San Carlo, Nápoles

En la segunda mitad del siglo XVII, la escuela napolitana introdujo un estilo más purista, más clasicista, con argumentos simplificados y óperas más cultas y sofisticadas. Por entonces, Nápoles era una posesión española, y la ópera contó con el patrocinio de los virreyes españoles, especialmente el conde de Oñate. Entre las principales novedades se diferenció entre dos tipos de recitativo: secco, un canto declamado con acompañamiento del bajo continuo; y accompagnato, un canto melódico con música de orquesta. En las arias se dejaba espacio para las improvisaciones vocales de los cantantes. Se eliminaron los personajes cómicos, lo que dio como contrapartida la inclusión de intermezzi cómicos que, ya en el siglo XVIII, dieron origen a la ópera bufa. En 1737 se inauguró el Teatro San Carlo de Nápoles, uno de los más prestigiosos del mundo.
Uno de sus primeros compositores fue Francesco Provenzale, autor de Lo schiavo di sua moglie (1672) y Difendere l'offensore overo La Stellidaura vendicante (1674). También se considera un precursor de este tipo de ópera a Alessandro Stradella, pese a que compuso la mayoría de sus óperas en Génova: Trespolo tutore (1677), La forza dell'amor patterno (1678), La gare dell'amor eroico (1679).

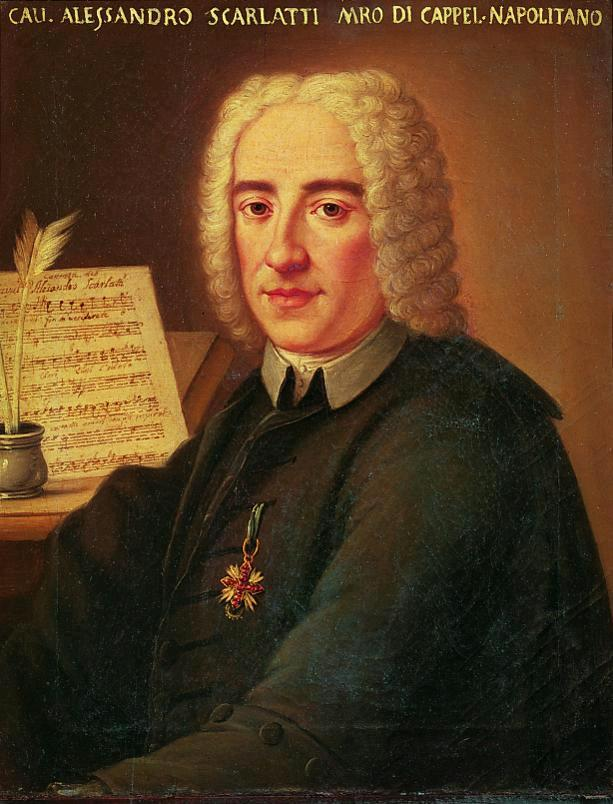
Alessandro Scarlatti

Su principal representante fue Alessandro Scarlatti, que fue maestro de capilla de Cristina de Suecia y del virrey de Nápoles, así como director del Teatro San Bartolomeo de Nápoles. En sus obras introdujo numerosas novedades: creó el aria en tres partes (aria da capo), con una estructura tema-variación-tema (ABA); redujo las ornamentaciones vocales y suprimió las improvisaciones que realizaban a menudo los cantantes; también redujo los recitativos y alargó las arias, en una alternancia recitativo-aria, y añadió un tipo de arias más cortas (cavatina) para dar mayor rapidez a la obra, interpretadas por personajes secundarios; por otro lado, junto con su libretista habitual, Apostolo Zeno, eliminó los personajes cómicos y los argumentos intercalados, siguiendo únicamente la historia original. La melodía scarlattiana era en general más sencilla que la de Monteverdi, pero dotada de un encanto especial, que llevó a Luigi Fait a comentar que «con Scarlatti, la ópera italiana alcanza la cumbre de su belleza». Se conocen 114 óperas de Scarlatti, entre las que destacan: Il Mitridate Eupatore (1707), Tigrane (1715), Il trionfo dell'onore (1718) y Griselda (1721). Su hijo Domenico Scarlatti también compuso óperas: L'Ottavia restituita al soglio (1703), La Dirindina (1715).

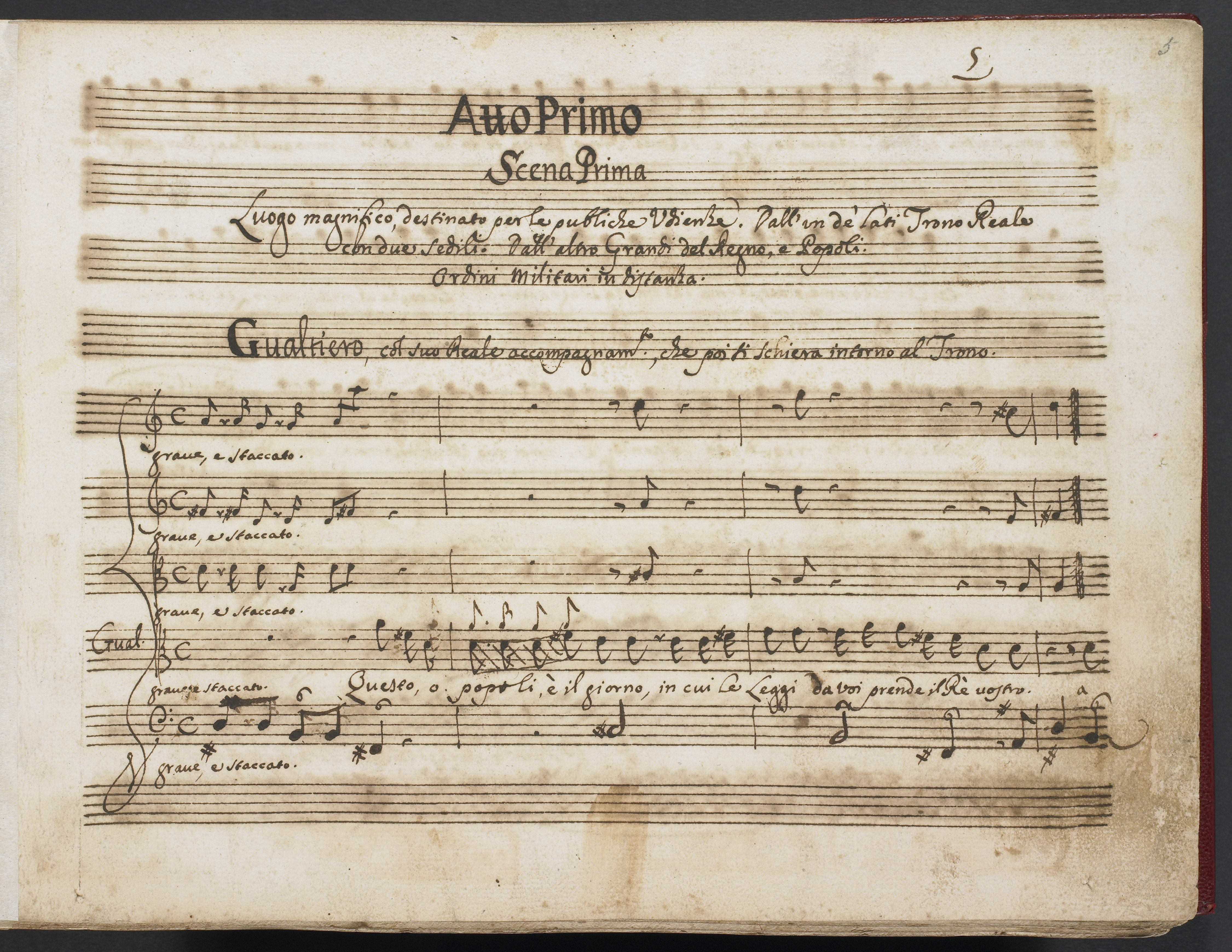
Partitura manuscrita de Alessandro Scarlatti de la ópera Griselda (1721), acto I, escena I

Otro destacado exponente fue Giovanni Battista Pergolesi. Murió a los veintiséis años, pero tuvo una exitosa carrera. En 1732 compuso su primera ópera, La Salustia, que fracasó, y Lo frate 'nnamorato, de género cómico, que cosechó un notable éxito. Al año siguiente estrenó Il prigionier superbo, en cuyos intermedios se representó la obra cómica La serva padrona, que cosechó más éxito que la obra principal. En 1734 compuso Adriano in Siria, con libreto de Pietro Metastasio, en cuyos intermedios se representó la obra cómica Livietta e Tracollo, que cosechó más éxito que la obra principal. Al año siguiente estrenó L'Olimpiade, todavía con libreto de Metastasio, y su última obra, Il Flaminio, de género cómico, que cosechó un notable éxito.
Nicola Porpora fue profesor de canto —tuvo como alumnos a Farinelli y Caffarelli— y composición —entre sus discípulos se encuentra Johann Adolph Hasse—. Fue uno de los primeros en musicalizar libretos de Pietro Metastasio. Entre sus primeras óperas se encuentran Agrippina (1708), Arianna e Teseo (1714) y Angelica (1720). En 1726 se trasladó a Venecia y, en 1733, a Londres, donde fue director musical de la Ópera de la Nobleza ubicada en el King's Theatre, donde estrenó Arianna in Nasso (1733). Más tarde trabajó en Dresde, donde estrenó Filandro (1747), así como Viena, antes de regresar a Nápoles, donde murió en la pobreza.
Otros insignes representantes fueron Leonardo Vinci, Leonardo Leo y Giovanni Bononcini. Vinci debutó a los veintitrés años con Lo cecato fauzo (El falso ciego, 1719). En 1722 compuso Li zite 'ngalera (Los amantes de la galera), de género cómico. Ese mismo año cosechó un gran éxito con Publio Cornelio Scipione, lo que le decantó hacia la ópera seria. En 1724 renovó su éxito con Farnace, que le llevó a Roma y Venecia. Le siguieron Didone abbandonata y Siroe, re di Persia, ambas de 1726 y con libreto de Pietro Metastasio. Hasta su muerte en 1730 compuso dos óperas por año, entre las que destacan Alessandro nell'Indie y Artaserse, ambas de 1730 y de nuevo con libretos de Metastasio. Leo fue organista y músico de iglesia. Su primera ópera fue Il Pisistrate (1714), a los diecinueve años. En 1725 fue nombrado organista de la capilla del virrey de Nápoles. Sus obras eran más conservadoras que las de Vinci y Porpora, basadas en buena medida en el contrapunto. Entre ellas destaca L'Olimpiade (1737), con libreto de Metastasio. Compuso también varias óperas cómicas, a las que otorgó respetabilidad por el empeño puesto en ellas. Bononcini tuvo un gran éxito inicial con Il trionfo di Camilla (1696, con libreto de Silvio Stampiglia), que se representó en diecinueve ciudades italianas. En 1697 se instaló en Viena, al servicio del emperador José I, hasta que en 1719 fue contratado por la Royal Academy of Music de Londres. Entre sus obras destacan Gli affetti più grandi vinti dal più giusto (1701), Griselda (1722) y Zenobia (1737). Cabe citar también a: Francesco Feo (L'amor tirannico, 1713; Siface, 1723; Ipermestra, 1724), Gaetano Latilla (Angelica e Orlando, 1735) y Francesco Mancini (L'Alfonso, 1699; Idaspe fedele, 1710; Traiano, 1721).

## Barroco tardío: ópera seria y bufa

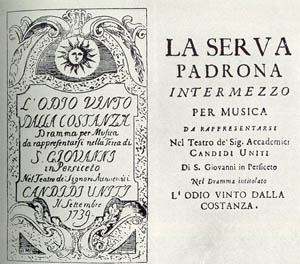
La serva padrona de Giovanni Battista Pergolesi (1733), edición contemporánea del libreto

Se suele denominar Barroco tardío a la producción musical de la primera mitad del siglo XVIII. El principal centro productor siguió siendo Italia, especialmente Nápoles y Venecia. En 1732 se inauguró el Teatro Argentina de Roma. La influencia italiana se expandió a lo largo de Europa: compañías italianas se establecieron en el Teatro de Ópera de Dresde, en la corte del príncipe elector de Sajonia y en la Royal Academy of Music de Londres. La única escuela nacional no italiana se encontraba en Francia. En esta época se desarrolló notablemente la escenografía, gracias sobre todo al italiano Ferdinando Galli Bibbiena —cuya labor continuaron sus hijos Antonio y Giuseppe—, introductor de la perspectiva teatral y de numerosos efectos de escena. Entre 1700 y 1750 fue la época del bel canto clásico, en que los escenarios estuvieron dominados por los castrati y las prime donne.
En torno al segundo cuarto del siglo XVIII la ópera se fue dividiendo en dos géneros contrapuestos: la ópera seria y la ópera bufa. Los temas de la ópera seria se extraían generalmente de la mitología clásica, con un componente moralista, en que se mostraba el lado más virtuoso de los héroes de la antigüedad. Por lo general, se centraba la acción en los recitativos y se dejaban las arias para incursiones líricas de los cantantes, con preferencia por el aria da capo, que vivió su época dorada. La ópera seria quería despojar los dramas líricos de las extravagancias y los argumentos enrevesados utilizados hasta entonces, con un estilo más sobrio inspirado en el antiguo teatro griego. Uno de sus mayores teóricos fue Giovanni Vincenzo Gravina, cofundador de la Academia de la Arcadia.
Sin embargo, la desaparición de personajes cómicos dejó un cierto vacío en un sector del público, generalmente de clase baja, que gustaba de estos personajes. Para contentarlos, se introdujeron unos intermezzi en los entreactos de las obras, que poco a poco fueron ganando éxito hasta que se convirtieron en obras separadas. Un buen ejemplo fue La serva padrona de Pergolesi (1733). A partir de entonces estos intermezzi se independizaron y se convirtieron en espectáculos propios. La ópera bufa era de género cómico, destinada a un público más popular, con influencia de la Commedia dell'arte. Incluía arias y recitativos, pero con intérpretes de segunda fila, los cuales cantaban con sus voces naturales, sin castrati ni sopranos. Las arias eran más cortas y los recitativos mantenían la música, al contrario que en la zarzuela española o el singspiel alemán, que incluían partes únicamente habladas. También había dúos, tríos y cuartetos, ausentes de la ópera seria. En ópera bufa fue característico un tipo de declamación rápida y silábica llamada parlando. También era frecuente la presencia de tartamudeos, bostezos o estornudos. La música, generalmente de cuerda, era sencilla, de pequeñas orquestas, aunque con el tiempo se iría equiparando a la de la ópera seria. Con el tiempo, ambos géneros tendieron a fusionarse, apareciendo la ópera semiseria o dramma giocoso.

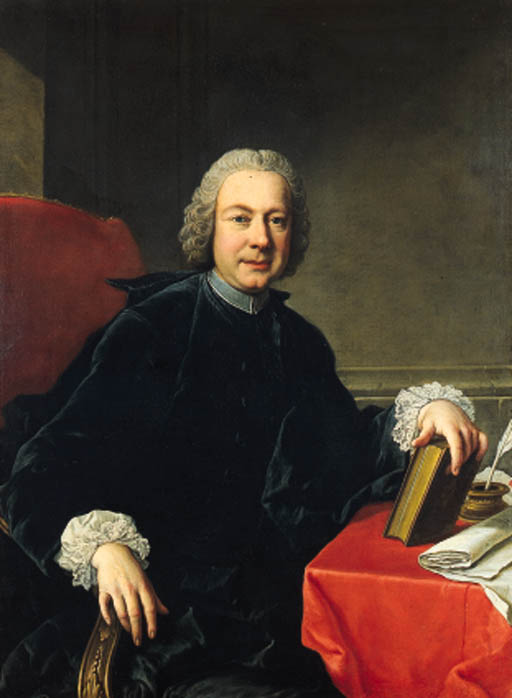
Pietro Metastasio

Algunos de los elementos característicos de la ópera bufa fueron: empleo del recitativo accompagnato, mayor uso de coros y ensembles, y utilización junto al aria de la cavatina y el aria con pertichini, una modalidad que tenía como base un aria —generalmente da capo— a la que se añadían comentarios en recitativo de personajes que contemplaban la escena desde fuera, generando una forma de ensemble. También cobraron mayor relevancia la introduzione y el finale, escenas que solían reunir todo el conjunto de personajes de la obra, cantando en ensemble.
En el ámbito de la ópera seria se produjo en este período un fenómeno único en la historía de la ópera: tuvieron más relevancia los libretistas que los compositores, especialmente dos: Apostolo Zeno y Pietro Metastasio. Zeno era un historiador y bibliotecario veneciano que, tras incursionar en el terreno de los libretos de ópera, tuvo siempre el afán de que fuesen considerados un género literario de primera fila. En 1718 sustituyó a Silvio Stampiglia como poeta imperial de Carlos VI, del que fue también historiógrafo imperial. Introdujo los temas históricos en ópera y, en sus tramas, siempre incorporaba un código de honor que sirviese de ejemplo para el público. Escribió treinta y cinco libretos, algunos de ellos en colaboración con Pietro Pariati, que fueron musicalizados por compositores como Albinoni, Caldara, Gasparini, Scarlatti y Händel. Una generación más joven, Metastasio recibió la influencia directa de Zeno, al que sustituyó como poeta imperial. En cincuenta años de carrera escribió veintisiete libretos que fueron musicalizados en unas cien óperas. Fue un gran reformador de la escritura operística, hasta el punto que se suele hablar de «ópera metastasiana» para sus obras. Sus libretos eran elegantes y sofisticados, y daba mayor protagonismo a los solistas. Zeno y Metastasio introdujeron la llamada «doctrina de los afectos», por la que cada emoción (amor, odio, tristeza, esperanza, desesperación) se expresaba mediante una determinada forma musical (aria, coral, movimiento instrumental).

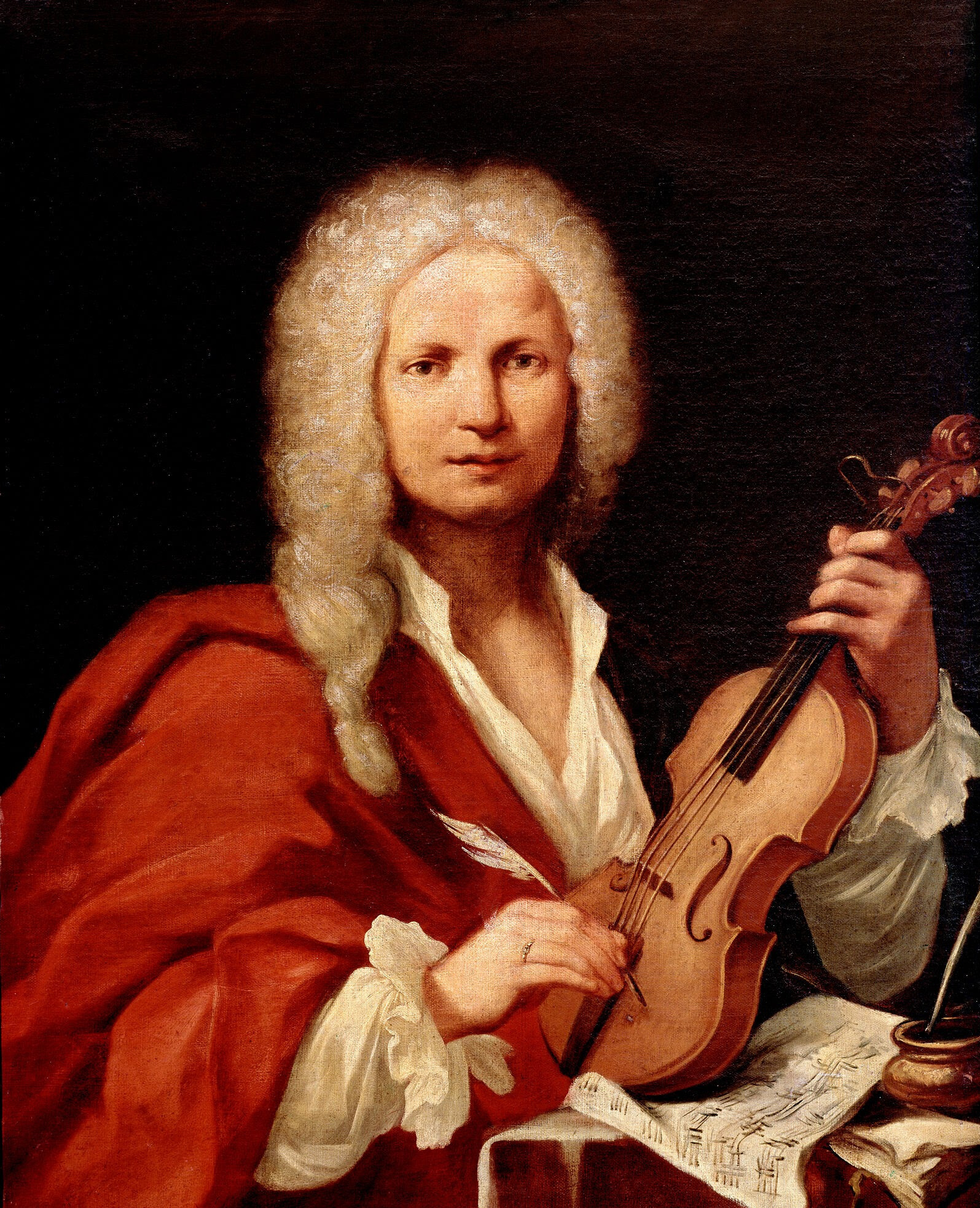
Antonio Vivaldi

Venecia siguió siendo uno de los principales centros operísticos. Destacó Antonio Vivaldi, el principal representante de la escuela tardobarroca italiana. Fue maestro de capilla del Ospedale della Pietà de Venecia, donde pudo contar con los huérfanos del hospicio para formar una amplia orquesta, por lo que se le considera el primer gran maestro de la música orquestal. Se dedicó a la ópera tanto como compositor como empresario. En 1739 aseguró haber escrito noventa y cuatro óperas, aunque solo se conservan unos cincuenta libretos y veinte partituras. Entre sus obras destacan: Ottone in villa (1713), Orlando finto pazzo (1714), La costanza trionfante degl'amori e degl'odii (1716), Teuzzone (1719), Tito Manlio (1719), Il Giustino (1724), Farnace (1727), Orlando furioso (1727), Bajazet (1735), Ginevra (1736) y Catone in Utica (1737).
Tomaso Albinoni fue un brillante compositor, famoso por su Adagio, aunque también incursionó en la ópera. Preocupado por la armonía del conjunto vocal, proporcionó serenidad y equilibrio a los movimientos lentos, con una especial atención en las voces bajas. Entre sus obras destacan: Zenobia, regina dei Palmireni (1694), Pimpinone (1708) y Didone abbandonata (1724). Otros compositores venecianos de la época fueron: Ferdinando Bertoni (Orfeo ed Euridice, 1776; Quinto Fabio, 1778) y Francesco Gasparini (Roderico, 1694; Ambleto, 1705; Il Bajazet, 1719).

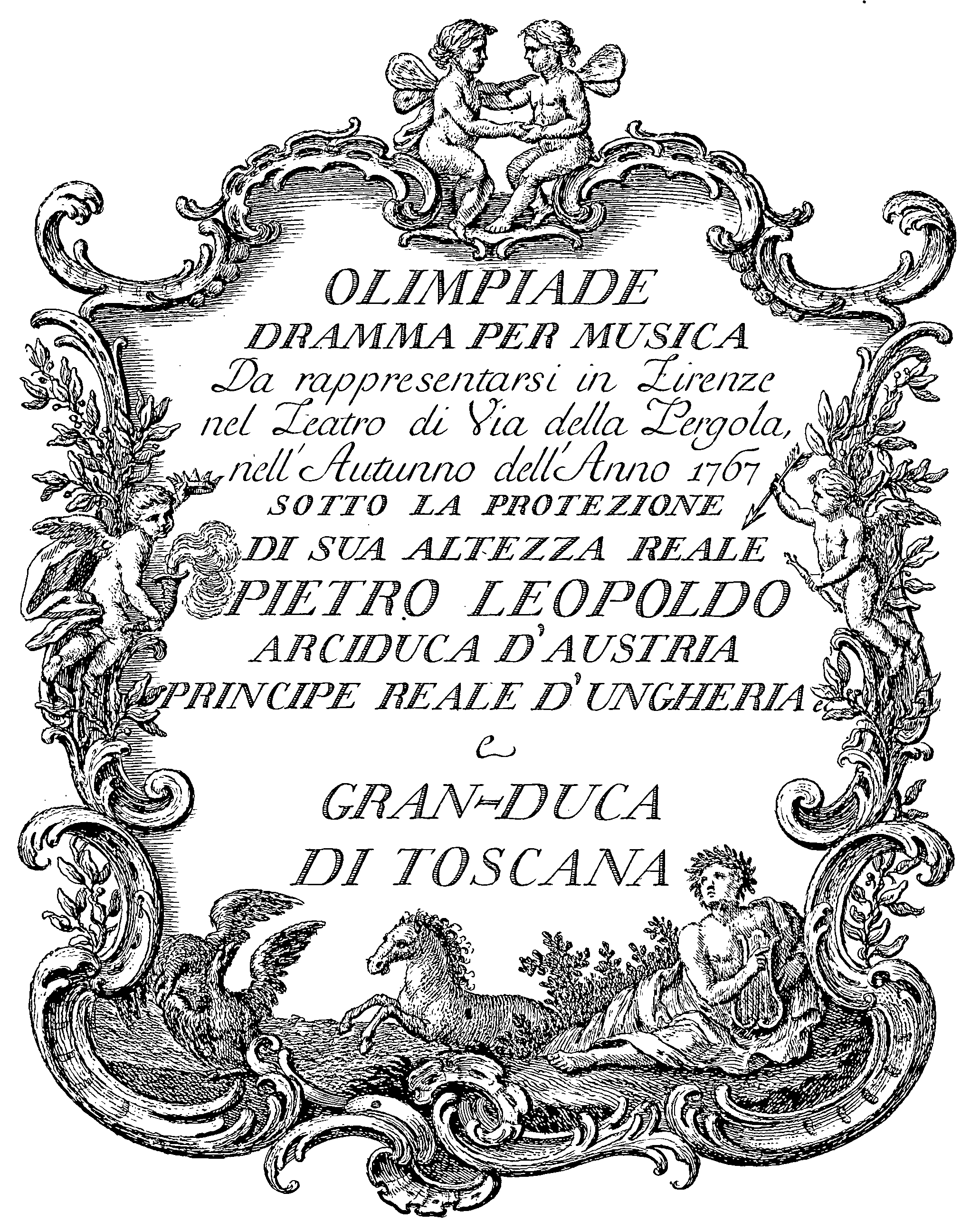
Portada del libreto de L'Olimpiade (1767), de Tommaso Traetta

También continuó la escuela napolitana, donde se produjo la escisión entre ópera seria y bufa. Sus principales representantes en este período fueron Niccolò Jommelli y Tommaso Traetta. Jommelli estrenó sus primeras óperas en Nápoles: L'errore amoroso (1737), Ricimero (1740) y Astianatte (1741). Tras cosechar fama por estas obras fue nombrado maestro de capilla de San Pedro del Vaticano en 1749 y, cuatro años más tarde, el mismo cargo en Stuttgart, para el duque de Württemberg. En Alemania compuso treinta y tres óperas, y su estilo se germanizó tanto que al regresar a su patria sus obras fueron rechazadas por el público. Traetta recibió la influencia gluckiana, que aunó a su prodigiosa capacidad para componer corales y melodías elegantes. Sus primeras composiciones fueron para teatros de ópera de Nápoles y Parma (Ippolito e Aricia, 1759; Ifigenia in Tauride, 1763). En 1765 se trasladó a Venecia y, en 1768, a Rusia, donde nombrado director de ópera por la emperatriz Catalina II. Allí compuso, entre otras, Antigone (1772).

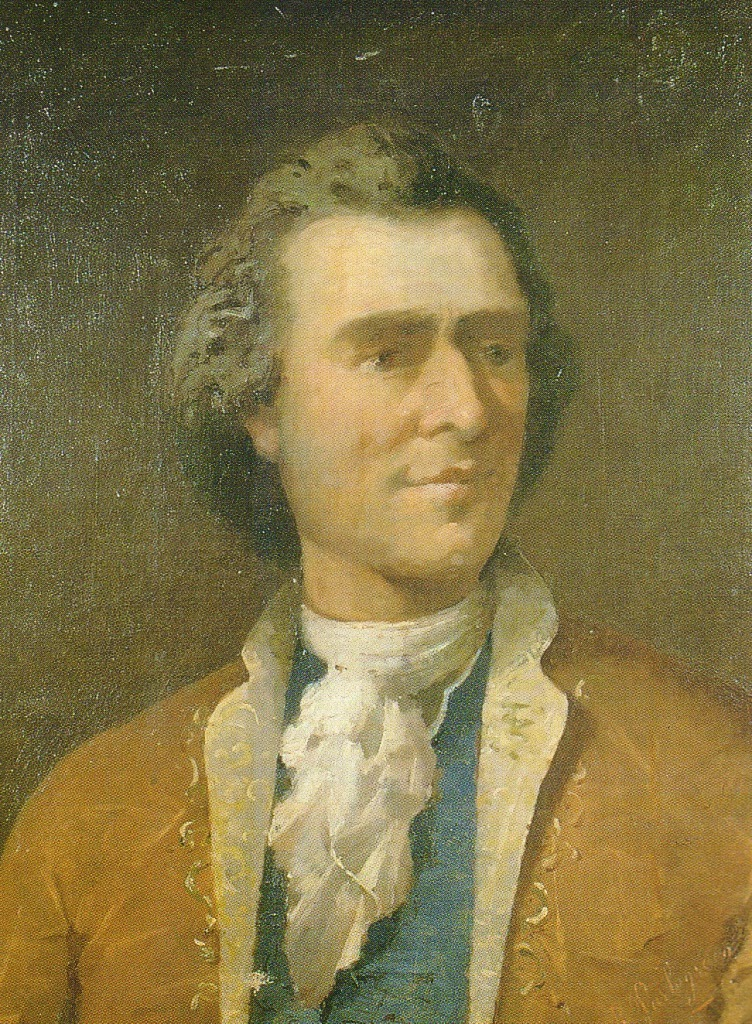
Domingo Terradellas

Se considera de la escuela napolitana al español Domingo Terradellas (también conocido en italiano como Domenico Terradeglias). Estudió en Nápoles, donde fue alumno de Francesco Durante. En 1736 estrenó su primera ópera, Giuseppe riconosciuto. Se trasladó a Roma, donde fue maestro de capilla de San Giacomo degli Spagnoli y estrenó Astarto (1739), Merope (1743) y Semiramide riconosciuta (1746). Pasó luego a Londres, donde compuso Mitridate (1746) y Bellerofonte (1747). De vuelta a Italia, estrenó en Turín Didone (1750), en Venecia Imeneo in Atene (1750) y en Roma Sesostri (1751).
Cabe destacar también a Gian Francesco de Majo y Davide Perez. El primero se inició con Ricimero, re dei Goti (1759) y L'Almeria (1761). Estuvo un tiempo en Mannheim, donde estrenó Ifigenia in Tauride (1764), que influyó en Gluck. De vuelta a Nápoles, realizó L'Ulisse (1769) y L'eroe cinese (1770). Perez, de origen español, compuso algunas óperas bufas (La nemica amante, 1735), pero principalmente serias: Siroe (1740), Astarto (1743), Merope (1744), La clemenza di Tito (1749), Demofoonte (1752), Olimpiade (1754), Solimano (1757). Otros representantes de la escuela napolitana fueron: Girolamo Abos (Artaserse, 1746; Alessandro nell'Indie, 1747), Pasquale Cafaro (La disfatta di Dario, 1756; Creso, 1768), Ignazio Fiorillo (L'Olimpiade, 1745), Pietro Alessandro Guglielmi (L'Olimpiade, 1763; Farnace, 1765; Sesostri, 1766; Alceste, 1768), Giacomo Insanguine (L'osteria di Marechiaro, 1768; Didone abbandonata, 1770) y Antonio Sacchini (La contadina in corte, 1765).
Del resto de Italia cabe reseñar a Antonio Caldara. Fue maestro de capilla en Mantua y Roma antes de ser nombrado vicemaestro de capilla del emperador Carlos VI en Viena, donde permaneció unos veinte años. Colaboró habitualmente con los libretistas Zeno y Metastasio. En su obra destaca el uso de amplias corales. Entre sus obras destacan: Il più bel nome (1708), Andromaca (1724), Demetrio (1731), Adriano in Siria (1732), L'Olimpiade (1733), Demofoonte (1733), Achille in Sciro (1736) y Ciro riconosciuto (1736). Cabe citar también al milanés Giovanni Battista Lampugnani (Candace, 1732; Antigono, 1736).

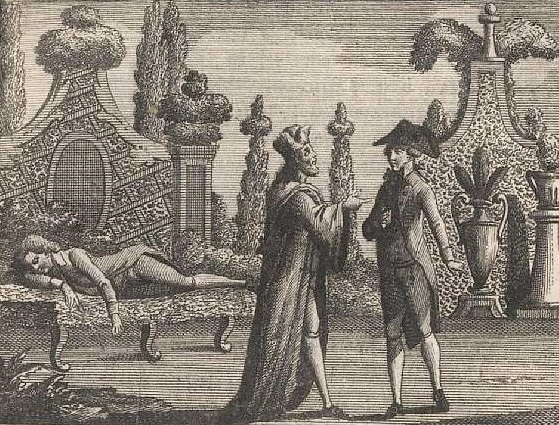
Ilustración del libreto de Il mondo della luna (1750) de Baldassare Galuppi

En la ópera bufa también destacó un libretista: Carlo Goldoni. Abogado de profesión, trabajó como libretista para varios teatros venecianos. Escribió unos cien libretos, en los que incorporó elementos de la Commedia dell'arte, el típico teatro popular italiano de origen renacentista. En sus obras aparecían personajes reales y acontecimientos cotidianos, con argumentos más sencillos e ingeniosos diálogos que ayudaron a humanizar la ópera. Su obra influyó en compositores como Mozart y, más tarde, Rossini y Donizetti.

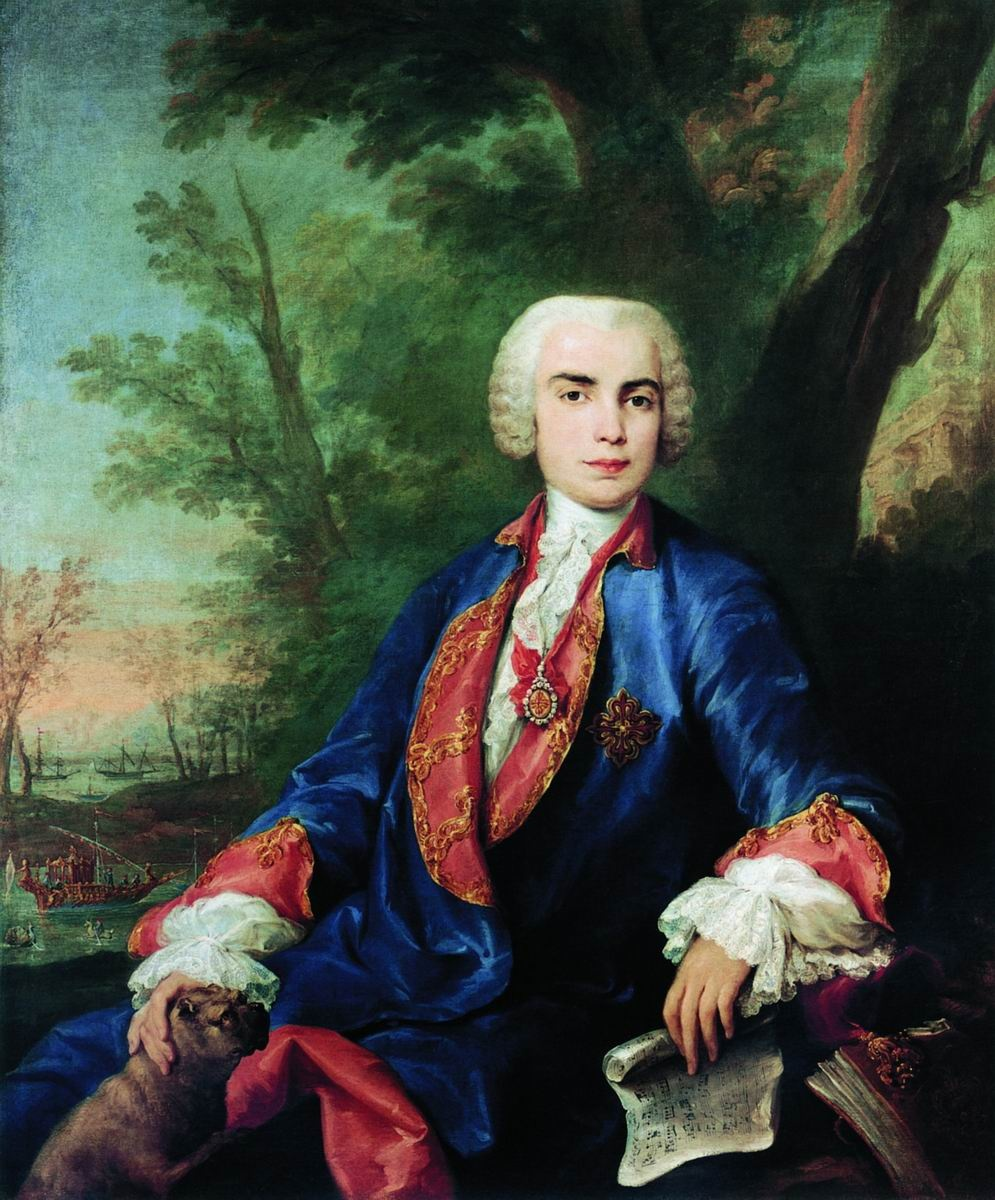
Carlo Broschi "Farinelli", uno de los más famosos castrati de la historia

Entre los compositores de ópera bufa destacaron Niccolò Piccinni y Baldassare Galuppi. El primero fue un prolífico compositor, autor de unas ciento veinte obras. Inició su carrera con Le donne dispettose (1754). Su mayor éxito fue La Cecchina, ossia la buona figliuola (1760), con libreto de Goldoni basado en la Pamela de Samuel Richardson, que suele ser considerada la primera ópera semiseria. En 1776 fue invitado a París, donde mantuvo una tensa rivalidad con Gluck: ambos compusieron una Iphigénie en Tauride, pero la ópera de Gluck (1779) tuvo más éxito que la de Piccinni (1781). Piccinni introdujo el aria rondó, que tenía una estructura en dos partes lenta y rápida, repetida dos veces. Galuppi escribió su primera ópera a los dieciséis años (La fede nell'incostanza, 1722). Su primer gran éxito fue con Dorinda en 1729. Compuso unas cien óperas, una buena parte de ellas escritas para Londres: Scipione in Cartagine (1742), Sirbace (1743). En 1749 compuso L'Arcadia in Brenta, con libreto de Carlo Goldoni, la primera ópera bufa de gran extensión. A esta le siguieron otras óperas bufas como Il mondo della luna (1750), Il mondo alla roversa (1750), La diavolessa (1755) y La cantarina (1756), pero el trabajo conjunto de Galuppi y Goldoni más famoso fue el dramma giocoso Il filosofo di campagna (1754).
Otros autores de ópera bufa fueron: Pasquale Anfossi (La finta giardiniera, 1774; La maga Circe, 1788), Gennaro Astarita (Il corsaro algerino, 1765; L'astuta cameriera, 1770), Francesco Coradini (Lo 'ngiegno de le femmine, 1724; L'oracolo di Dejana, 1725), Domenico Fischietti (Il mercato di Malmantile, 1756), Giuseppe Gazzaniga (Don Giovanni Tenorio, 1787), Nicola Logroscino (Il governatore, 1747) y Giacomo Tritto (La fedeltà in amore, 1764).
En esta época apareció también el pasticcio, una ópera compuesta conjuntamente por varios compositores. La primera fue Muzio Scevola (1721), que constaba de tres actos compuestos cada uno por Filippo Amadei, Giovanni Bononcini y Georg Friedrich Händel. Por lo general, más que colaborar en un mismo conjunto homogéneo, la mayoría de los pasticci eran un conglomerado de músicas, canciones, danzas, arias y corales, que se podían ir añadiendo sucesivamente.
En el ámbito vocal, en esta época cabe recordar a las sopranos Francesca Cuzzoni, Margherita Durastanti y Anna Maria Strada, y la mezzosoprano Faustina Bordoni, que actuaron todas ellas en Londres para Händel. Bordoni y Cuzzoni mantuvieron una fuerte rivalidad entre ellas, hasta el punto de que llegaron a las manos en la representación de Astianatte de Bononcini en 1727. Por otro lado, esta fue la época dorada de los castrati, entre los que destacaron Giovanni Carestini, Carlo Broschi "Farinelli", Nicolò Grimaldi "Nicolini", Francesco Bernardi "Senesino" y Antonio Bernacchi. El más famoso fue Farinelli, quien actuó por toda Europa con gran éxito. Se retiró a los treinta y dos años, en la cúspide de su fama, y entró al servicio de Felipe V de España.

### Francia

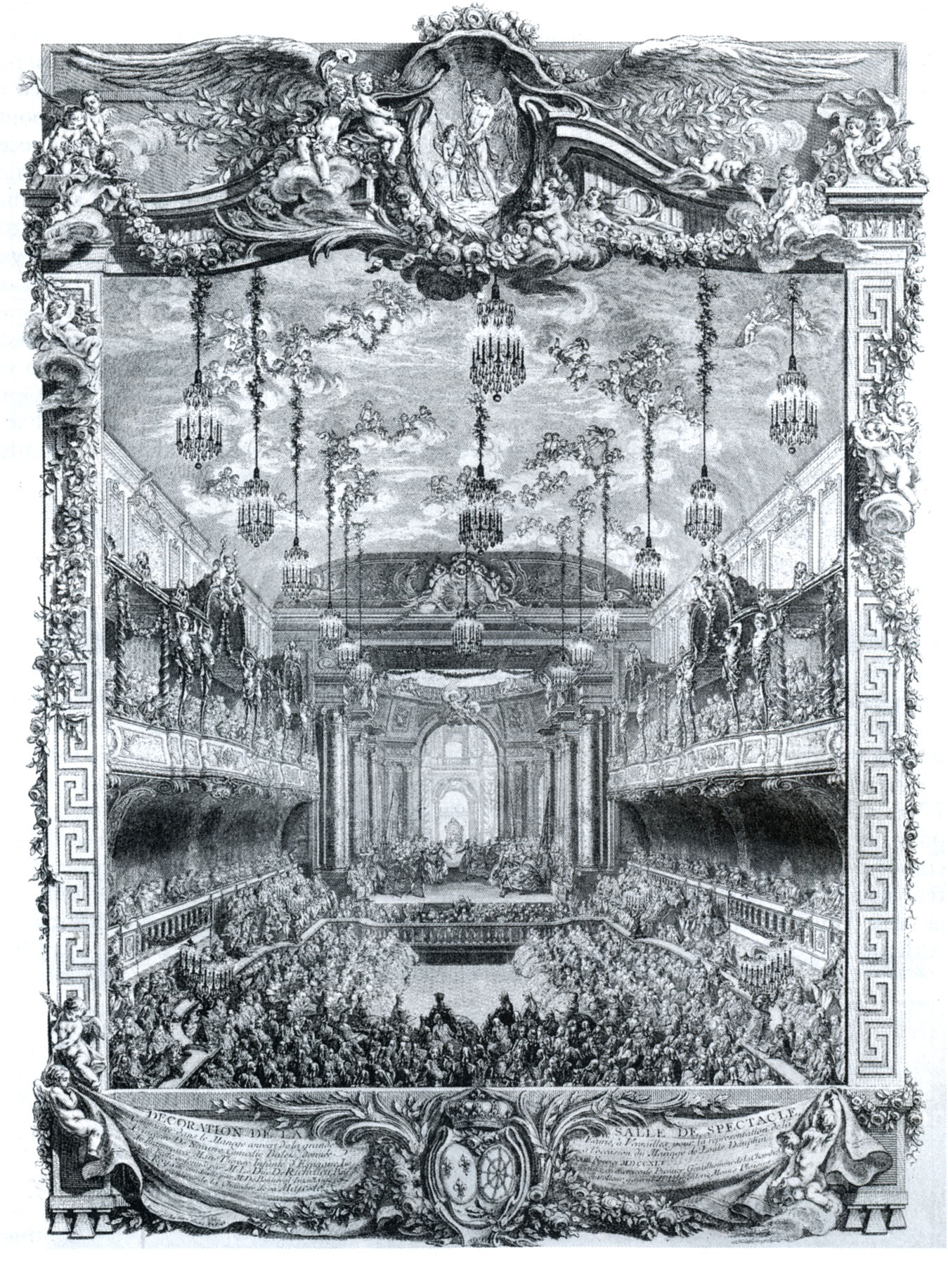
Representación de La Princesse de Navarre de Jean-Philippe Rameau el 23 de febrero de 1745 en el teatro de la Grande Écurie, Versalles, como parte de las celebraciones del matrimonio del delfín Luis con María Teresa de España

Al inicio de este período predominaba todavía la tragédie-lyrique lulliana, donde destacaba el gusto por el ballet. Así como la ópera italiana solía tener tres actos largos, la francesa tenía cinco cortos, con ballets intercalados. El más destacado operista de esta época fue Jean-Philippe Rameau. Tuvo varios empleos como organista y maestro de capilla en diversas catedrales francesas, al tiempo que escribió diversos tratados de teoría de la música. Hasta los cincuenta años no compuso su primera ópera, Hippolyte et Aricie (1733), a la que siguieron Les Indes galantes (1735), Castor et Pollux (1737) y Dardanus (1739). Tras unos años de inactividad, en 1745 compuso La Princesse de Navarre, Le temple de la gloire —ambas de Voltaire— y la ópera cómica Platée. Entre sus últimas obras destacan Zoroastre (1749) y Les boréades (1763). Las óperas de Rameau gozaron de gran popularidad, al tiempo que suscitaron intensos debates entre sus defensores y detractores: en 1733 se desató la llamada querella de lullystas y ramistas, entre los que abogaban por mantener la tradición operística iniciada por Lully y los que veían con agrado la nueva forma introducida por Rameau, que ponía más énfasis en la música que en el texto. Igualmente, en los años 1750 se planteó la denominada querella de los bufones entre los partidarios de Rameau, defensores de la ópera seria francesa, y el filósofo Jean-Jacques Rousseau y sus seguidores, partidarios de la ópera bufa italiana.

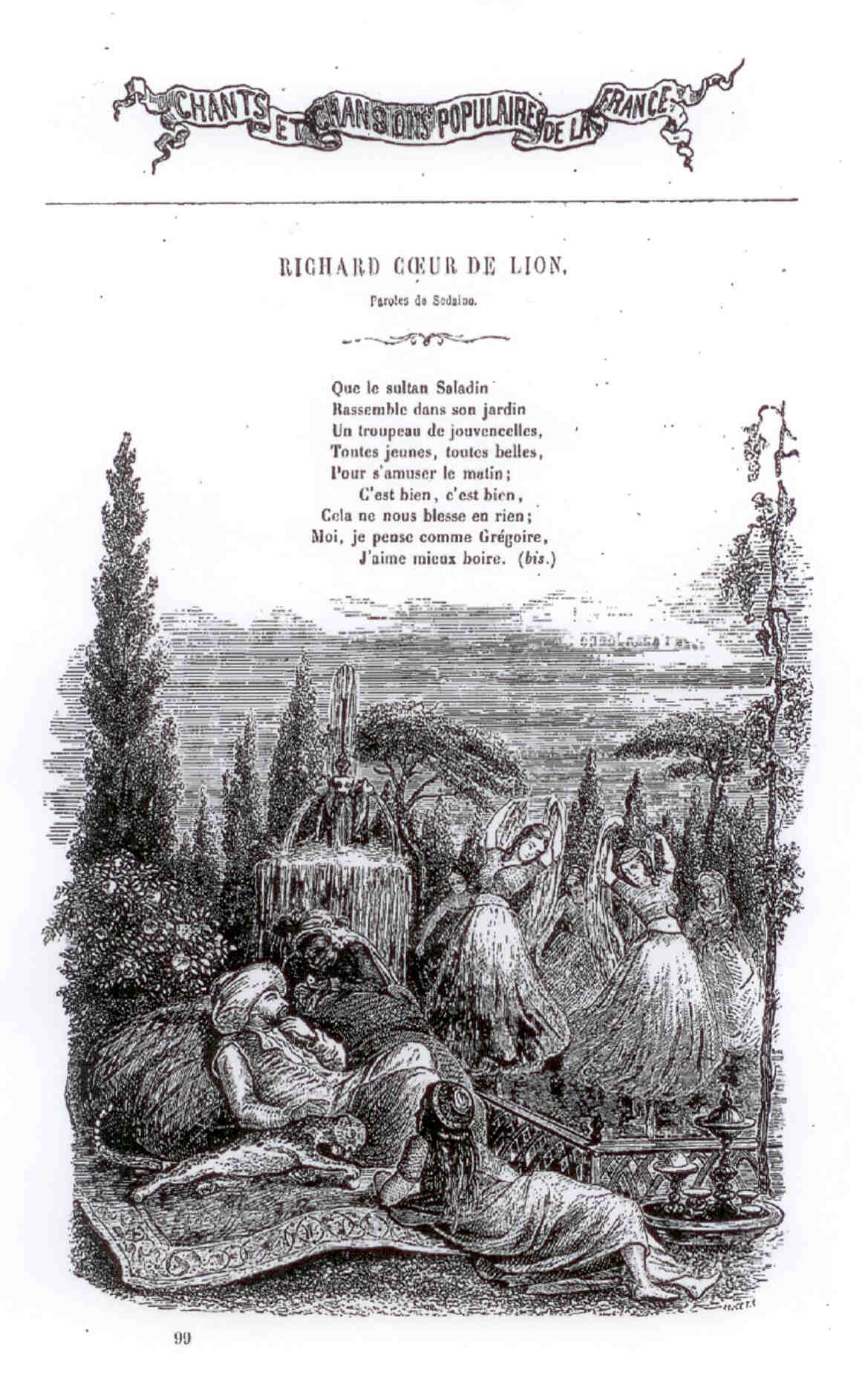
Canción extraída de la opéra-comique Richard Cœur-de-Lion, de André Ernest Modeste Grétry (1784)

André Cardinal Destouches fue director de la Ópera de París de 1728 a 1731. Su obra influyó en Rameau. Fue autor de óperas como Omphale (1700), Callirhoé (1712), Télémaque (1714), Les Élémens (1721) y Les Stratagèmes de l'amour (1726). Henri Desmarets fue maestro de capilla de la Orden jesuita francesa hasta que, acusado del asesinato de su esposa, se estableció en España, donde sirvió a Felipe V. Más tarde vivió en el ducado de Lorena, donde su ópera Le Temple d'Astrée inauguró el Teatro de Nancy en 1708. Otro exponente fue Michel Pignolet de Montéclair (Jephté, 1732).
El filósofo Jean-Jacques Rousseau, que era también un compositor aficionado, compuso una ópera, Le devin du village, en 1752. Era de escasa calidad, pero fue influyente por la introducción de unos personajes del campo mostrados como gente sencilla y virtuosa, en contraposición a la nobleza cínica y corrupta, unos ideales que tuvieron eco en la Revolución francesa.
En Francia, la ópera bufa tuvo su equivalente en la opéra-comique, un tipo de espectáculos sencillos, con argumentos contemporáneos, generalmente de corte doméstico y urbano, y de tono conservador, en que se ridiculizaban las innovaciones técnicas, las corrientes culturales y aspectos sociales en general, así como los defectos y costumbres de los personajes. Tenía ciertos elementos en común con la ópera bufa italiana, como el gusto por los disfraces y el travestismo, o los personajes inspirados en la Commedia dell'arte. Era frecuente la presencia de un tipo de canciones conocidas como vaudeville. Para este tipo de representaciones se creó el Théâtre National de l'Opéra-Comique. Sus principales representantes fueron François-André Danican Philidor y André Ernest Modeste Grétry. El primero se inició en la ópera italiana, pero al no ser del agrado del público se pasó a la cómica, donde cosechó grandes éxitos: Blaise le savetier (1759), Le sorcier (1764), Tom Jones (1765), Ernelinde, princesse de Norvège (1767). En sus obras introdujo sonidos extramusicales, como el de un martillo o el rebuzno de un asno. Grétry se ganó al público con sus melodías elegantes y expresivas. Su primer éxito fue Le Huron (1768), a la que siguieron Lucile y Le tableau parlant en 1769. Probó el género serio con Andromaque (1780), que no resolvió tan bien como sus obras cómicas. Su mayor éxito fue Richard Cœur-de-Lion (1784).
Otros compositores de opéra-comique fueron: Nicolas Dalayrac (Nina, ou La Folle par amour, 1786), Antoine Dauvergne (Les troqueurs, 1753), Egidio Romualdo Duni (Ninette à la cour, 1755; La fée Urgèle, 1765), François-Joseph Gossec (Les Pêcheurs de perles, 1766; Toinin et Toinette, 1767) y Pierre-Alexandre Monsigny (Le Cadi dupé, 1761; Le Roi et le fermier, 1762; Rose et Colas, 1764; Le Déserteur, 1769).

### Alemania y Austria

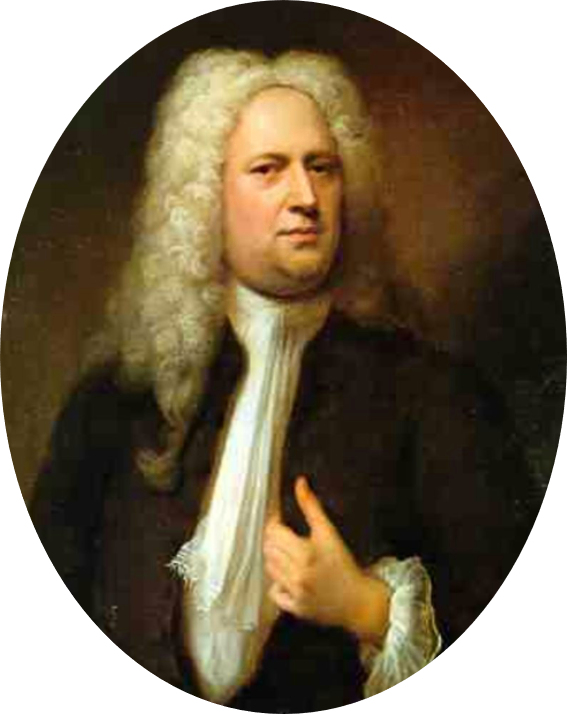
Georg Friedrich Händel

En Alemania no floreció un estilo autóctono y se siguió, por lo general, la estructura de la ópera italiana. Sin embargo, surgió el singspiel como género menor de tono cómico, análogo a la opéra-comique francesa y la zarzuela española, que alternaba diálogo con música y canciones. El primer ejemplo fue Croesus de Reinhard Keiser (1711).
Georg Philipp Telemann realizó óperas con arias en italiano y recitativos en alemán. Músico precoz, compuso su primera ópera a los doce años. Fue compositor, organista, director de orquesta y creador de la primera revista musical de la historia, Der getreue Musikmeister. Sin embargo, su obra cayó en el olvido y no se recuperó hasta principios del siglo XX, aunque sus óperas hoy día no se representan en el circuito teatral operístico. Se estima que compuso unas cincuenta óperas, aunque solo se conservan nueve, entre las que destacan Germanicus (1704), Pimpinone (1725) y Don Quichotte auf der Hochzeit des Camacho (Don Quijote en la boda de Camacho, 1761).

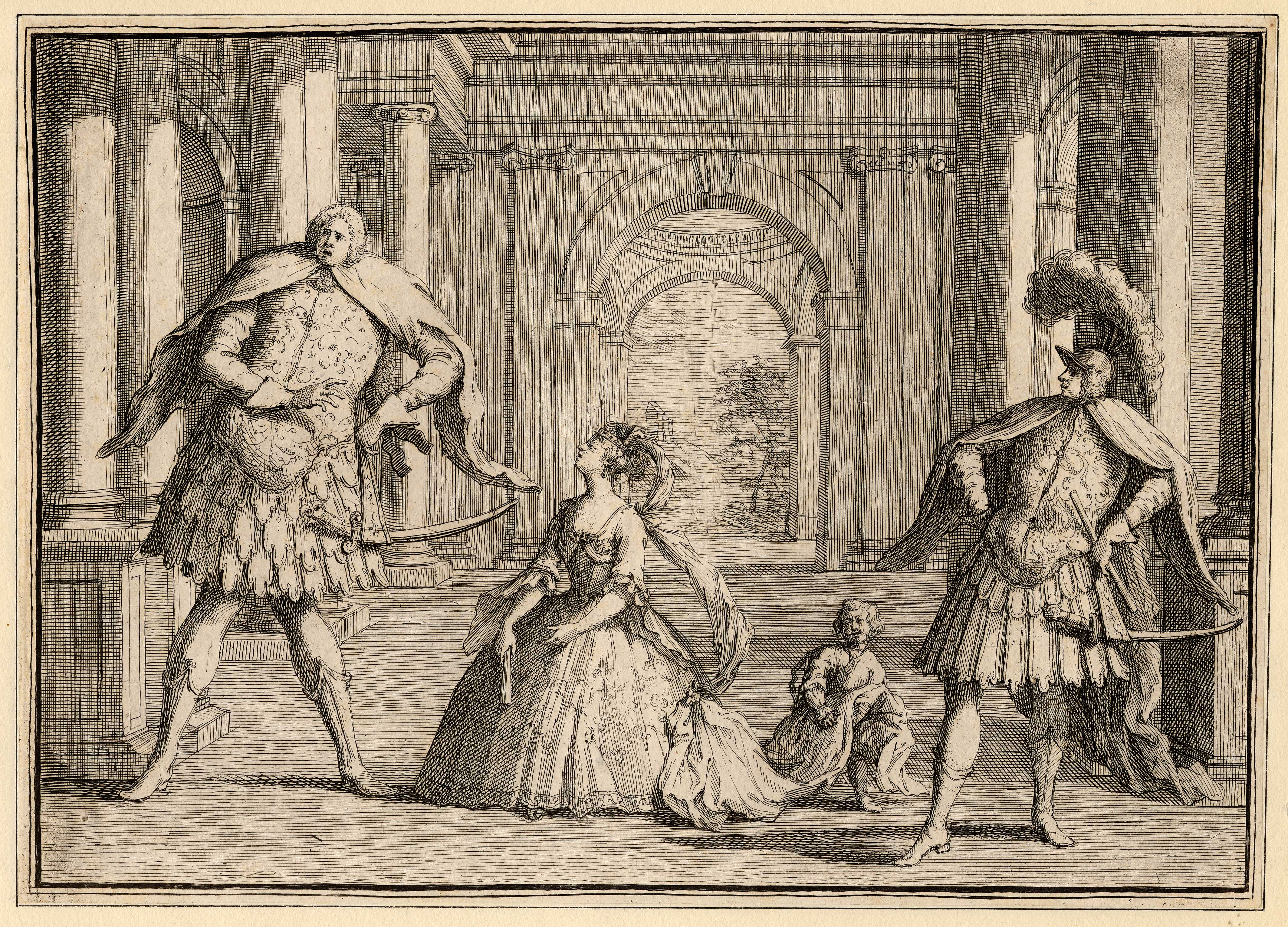
Caricatura de una representación de Flavio de Händel, con los cantantes Senesino, Cuzzoni y Berenstadt

Uno de los mejores operistas de la época fue Georg Friedrich Händel. Discípulo de Friedrich Wilhelm Zachow, en 1703 se estableció en Hamburgo, donde compuso su primera ópera, Almira, en 1705, a los diecinueve años. En 1707 viajó a Roma, Venecia y Florencia, ciudad esta última donde estrenó su primera ópera, Rodrigo. Pese a su origen, escribió todas sus óperas en italiano. En 1708 viajó a Nápoles, donde contactó con la notable escuela operística de esta ciudad. En 1710 estrenó en Venecia Agrippina, que cosechó un gran éxito. En sus obras aglutinó influencias italianas y francesas, sin carecer de su carácter germánico. Poco después, regresó a su país, donde se convirtió en el maestro de capilla del príncipe elector Jorge de Hannover, que en 1714 se convirtió en Jorge I de Gran Bretaña. En 1712 se instaló en Inglaterra, donde desarrolló la mayor parte de su obra, y donde fue director de la orquesta de la Royal Academy of Music, que tenía su sede en el King's Theatre. Compuso cuarenta y dos óperas, por lo general obras solemnes y grandiosas, donde solía incorporar coros, aunque no ballets como los franceses. Tenía preferencia por los argumentos heroicos y sus protagonistas solían ser héroes de la antigüedad, fuesen históricos o mitológicos, como Teseo, Jerjes, Alejandro Magno, Escipión o Julio César. Entre sus obras destacan: Rinaldo (1711), Amadigi di Gaula (1715), Giulio Cesare in Egitto (1724), Tamerlano (1724), Rodelinda (1725), Admeto (1727), Tolomeo (1728), Orlando (1732), Ariodante (1735), Alcina (1735), Serse (1738) e Imeneo (1740). Su libretista habitual fue Nicola Francesco Haym.
Otros exponentes fueron Johann Adolph Hasse, Johann Joseph Fux y Johann Mattheson. Hasse estudió en Nápoles con Scarlatti. Su primera ópera fue Antioco (1721), a los veintidós años, a la que siguieron Sesostrate (1726) y La sorella amante (1729). En 1730 estrenó en Venecia Artaserse, que resultó innovadora por sus contrastes expresivos que permitían un gran lucimiento de los cantantes. Ese año fue nombrado director de la Ópera de Dresde, donde fue uno de los principales promotores de la ópera seria. Dejó unas setenta óperas. Fux fue autor de dieciocho óperas, la mayoría con libretos de Pietro Pariati, aunque también de Zeno y Metastasio. Su mayor éxito fue Costanza e Fortezza (1723), estrenada en Praga en la coronación del emperador Carlos VI como rey de Bohemia. Mattheson fue tenor además de compositor. Trabajó como ayudante de otros operistas, entre ellos Keiser, antes de componer las suyas propias. En 1715 fue nombrado director de música de la catedral de Hamburgo. Entre sus obras destaca Cleopatra (1704).

### Otros países

Theatre Royal (Covent Garden) de Londres

En Inglaterra tampoco surgió una escuela nacional y el público se mantuvo fiel a la ópera italiana. En 1707, un intento de ópera inglesa, Rosamund, del músico Thomas Clayton y el escritor Joseph Addison, fue un estrepitoso fracaso. Ese mismo año, la ópera Semele de John Eccles —con libreto de William Congreve— ni siquiera llegó a estrenarse. Así como en Alemania se produjeron obras con recitativo en lengua alemana y arias en italiano, en Inglaterra tampoco cuajó la introducción del idioma inglés. Así pues, el panorama operístico estuvo ampliamente dominado por Händel, junto al estreno de producciones italianas. En 1732 se inauguró el Theatre Royal —también conocido como Covent Garden— en Londres, el principal centro operístico del país, reconstruido en 1809 y 1858; desde 1892 se llama Royal Opera House.
Con todo, con el paso del tiempo el público empezó a cansarse de las óperas händelianas, lo que explica el éxito de The Beggar's Opera (La ópera del mendigo, 1728), una especie de antiópera italiana con música de Johann Christoph Pepusch y libreto de John Gay, una reacción a la solemnidad algo pomposa de Händel. Esta obra inauguró el género ballad opera, equivalente a la opereta, la zarzuela española o el singspiel alemán. Eran obras basadas en baladas y canciones breves, con danzas y melodías populares. También surgieron los afterpieces, unas obras cortas que se representaban en los descansos de obras teatrales, al estilo de los intermezzi italianos. Algunos exponentes fueron: Samuel Arnold (The Maid of the Mill, 1765), Charles Dibdin (The Waterman, 1774), Stephen Storace (The Haunted Tower, 1789; The Pirates, 1792) y William Shield (The Magic Cavern, 1784; The Enchanted Castle, 1786; The Crusade, 1790).

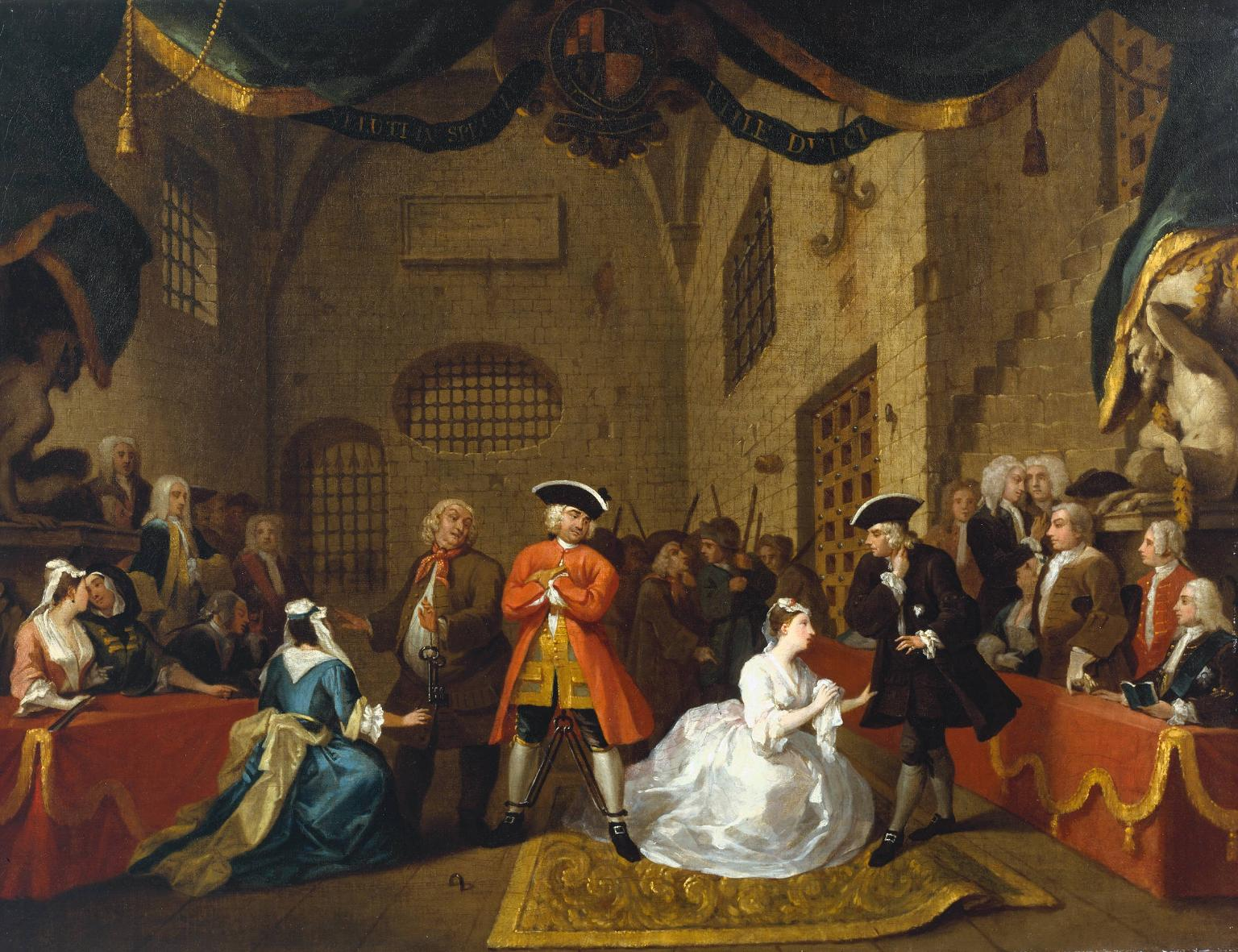
The Beggar's Opera, pintura de William Hogarth

Un último intento de ópera inglesa fue protagonizado por Thomas Arne, compositor y productor. Fue autor de la ópera cómica Rosamond (1733) y de la seria Comus (1738), así como la mascarada Alfred (1740), cuya canción Rule, Britannia! se convirtió en un himno patriótico inglés. Posteriormente compuso Artaxerxes (1762) —en inglés— y L'Olimpiade (1765) —en italiano—, ambas con libreto de Pietro Metastasio.
En Dinamarca, el rey Federico V protegió la ópera y acogió al compositor italiano Giuseppe Sarti, autor de la primera ópera en danés: Gam og Signe (1756). Entre los compositores daneses destacó Friedrich Ludwig Æmilius Kunzen, autor de Holger Danske (Holger el danés, 1789), mientras que el alemán Johann Abraham Peter Schulz introdujo el género del singspiel en danés (Høstgildet [Fiesta de la cosecha], 1790).
En España, durante el reinado de Felipe V, numerosos cantantes y compositores italianos se instalaron en el país, entre ellos el famoso Farinelli. Entre las obras producidas en estos años destacan Júpiter y Anfitrión (1720), de Giacomo Facco y libreto de José de Cañizares; y El rapto de las sabinas (1735), de Francesco Corselli. Fernando VI y Bárbara de Braganza fueron amantes de la ópera italiana, y favorecieron la estancia de compositores como Francesco Coradini y Giovanni Battista Mele.
Con la llegada al poder de los Borbones la zarzuela decayó, debido a la preferencia de los nuevos gobernantes por la ópera italiana. Sin embargo, durante el reinado de Carlos III resurgió brevemente, debido al rechazo por la ópera italiana provocado por el descontento popular con los ministros italianos del monarca. Destacó especialmente el sainetista Ramón de la Cruz, que definió en sus obras el llamado casticismo madrileño: entre sus obras cabe reseñar Las segadoras de Vallecas (1768), con música de Antonio Rodríguez de Hita. Otro exponente fue José de Nebra, autor de Viento es la dicha de amor (1743) y Donde hay violencia, no hay culpa (1744), entre otras.
En Barcelona, el marqués de la Mina fomentó la ópera y patrocinó la instalación de una compañía italiana en el Teatro de la Santa Cruz, en la que trabajaba el compositor Giuseppe Scolari, que estrenó algunas óperas como Alessandro nell'Indie (1750) y Didone abbandonata (1752). También hubo un compositor local, Josep Duran, autor de Antigono (1760) y Temistocle (1762).
Durante esta época se dio también el género de la tonadilla, unas obras de carácter lírico-teatral y de signo satírico y picaresco, que se representaban en los intermedios teatrales junto con sainetes o entremeses. Se dio sobre todo en la segunda mitad del siglo XVIII. La primera obra de este género fue Una mesonera y un arriero (1757), de Luis de Misón. Otros autores fueron: Antonio Guerrero, Blas de Laserna, Pablo Esteve y Fernando Ferandiere.
En Portugal, la ópera contó con el respaldo del rey Juan V, que favoreció la instalación de compositores italianos, como Domenico Scarlatti. Entre los compositores portugueses cabe destacar a Francisco António de Almeida, autor de óperas italianas: La pazienzia di Socrate (1733) y La Spinalba, ovvero Il vecchio matto (1739).

## Música galante y reforma gluckiana

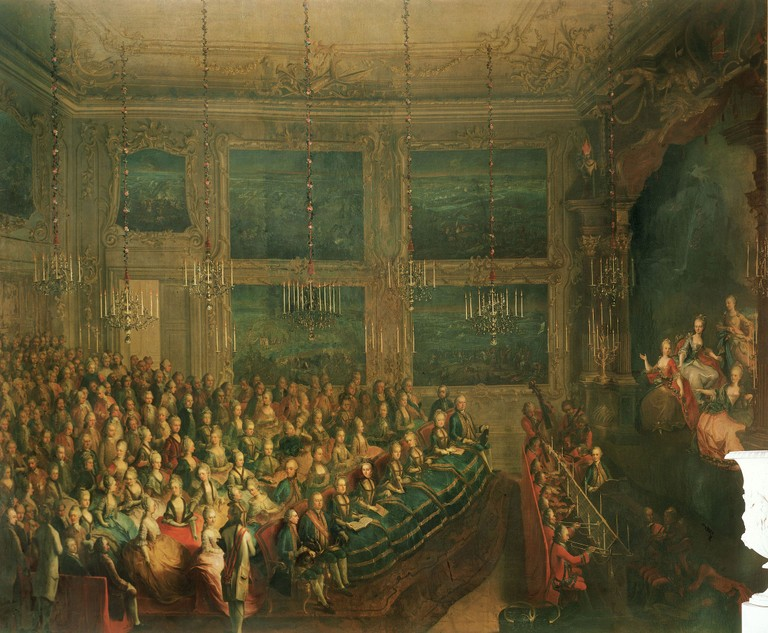
Representación de Il parnaso confuso de Christoph Willibald Gluck (1765), palacio de Schönbrunn, Viena

En el segundo tercio del siglo XVIII empezaron a surgir algunas voces críticas con la ópera seria, a la que se consideraba anquilosada y demasiado encaminada a las florituras vocales. Las primeras críticas partieron de algunos escritos como Il teatro alla moda de Benedetto Marcello (1720) o Saggio sull'opera de Francesco Algarotti (1755). Era la época del rococó, que en música dio la llamada «música galante», más tranquila que la barroca, más ligera y sencilla, amable, decorativa, melódica y sentimental. Desapareció el gusto por el contraste y se buscó la gradación sonora (crescendo, diminuendo). En la llamada Escuela de Mannheim se desarrolló la música sinfónica, con la primera gran orquesta moderna (40 instrumentos), iniciativa del elector Carlos Teodoro de Wittelsbach. Su principal representante, Johann Stamitz, es considerado el primer director de orquesta.

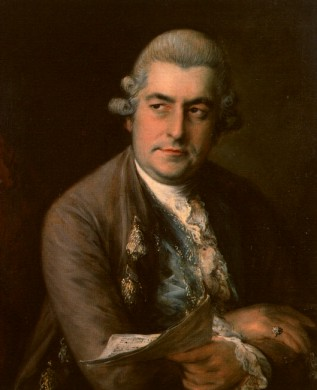
Johann Christian Bach

El principal centro de la música galante fue el ámbito germánico (Alemania y Austria), donde es conocida como Empfindsamer Stil («estilo sentimental»). En Alemania, tuvo un primer precedente en la obra tardía de Telemann y Mattheson. Su principal representante fue Johann Christian Bach, probablemente el más dotado de los hijos de Johann Sebastian Bach. Vivió un tiempo en Italia, donde se convirtió al catolicismo y se casó con una cantante de ópera, hecho que sin duda le influiría en abordar un género que no habían tratado ni su padre ni sus hermanos. Con un gran dominio de la música instrumental, aunó la sencillez y claridad de la música italiana con la precisión germánica. Posteriormente se afincó en Iglaterra, donde fue director del Theatre Royal de Londres. Su obra influyó en Mozart, al que llegó a dar lecciones cuando este viajó a Londres a los ocho años. Entre sus obras destacan: Artaserse (1760), Catone in Utica (1761), Alessandro nell'Indie (1762), Orione (1762), Lucio Silla (1775), La clemenza di Scipione (1778) y Amadis de Gaule (1779). Otro exponente fue Carl Heinrich Graun, maestro de capilla de Federico II de Prusia. Su ópera Cleopatra e Cesare inauguró el Staatsoper Unter den Linden de Berlín en 1742. El propio rey Federico escribió el libreto de su ópera Montezuma (1755). Por lo general, sus óperas seguían el estilo italiano, con influencia de Scarlatti. Cabe mencionar que la hermana de Federico II, Guillermina de Prusia, fue compositora de una ópera (Argenore, 1740) y promovió la creación del Markgräfliches Theater de Bayreuth.

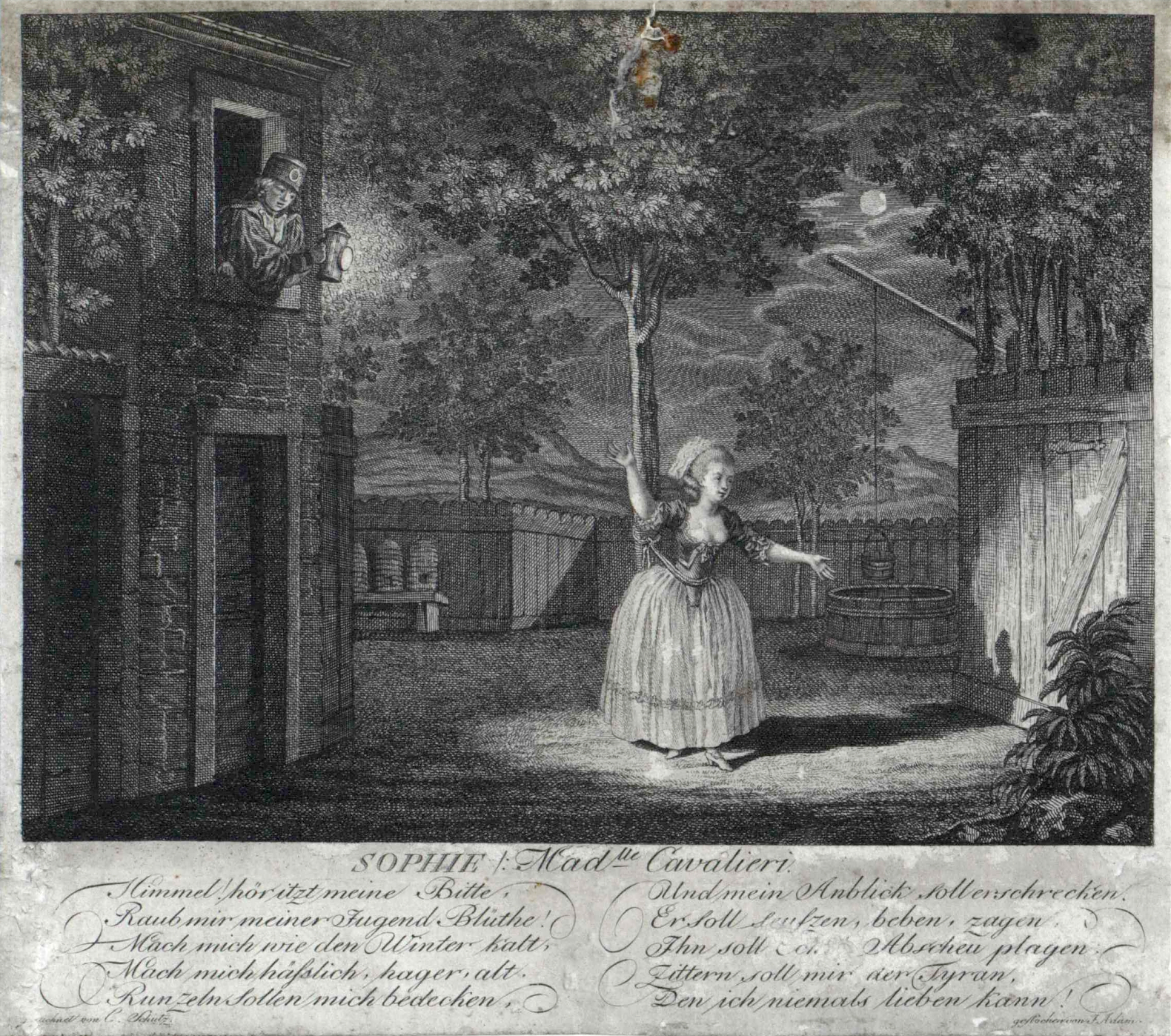
Caterina Cavalieri en la representación de Die Bergknappen (Los mineros), de Ignaz Umlauf (1779)

En Austria, Florian Leopold Gassmann, de origen checo, compuso varias óperas —preferentemente bufas— para la emperatriz María Teresa: L'amore artigiano (1767), La notte critica (1768), La contessina (1770), Il filosofo innamorato (1771), Le pescatrici (1771). Ignaz Holzbauer fue uno de los primeros compositores germánicos en componer óperas con recitativo en vez de diálogos, como Günther von Schwarzburg (1776), una obra admirada por Mozart. El checo Josef Mysliveček estudió en Italia, donde estrenó la mayoría de sus obras: Il Bellerofonte (1767), Demofoonte (1775), L'Olimpiade (1778).
En el ámbito germánico fue la época dorada del singspiel: en 1778, José II renombró el Teatro Francés de Viena como Deutsches Nationaltheater (actual Burgtheater) y lo dedicó a este género, que se estrenó con Die Bergknappen (Los mineros), de Ignaz Umlauf. Los más destacados compositores de singspiel fueron Johann Adam Hiller (Der Teufel ist los [El diablo anda suelto], 1766; Der Jagd [La caza], 1770) y Georg Anton Benda (Der Dorfjahrmarkt [La feria del pueblo], 1775; Romeo und Julie, 1776). Otros exponentes fueron: Karl von Ordonez (Diesmal hat der Mann den Willen [Esta vez la decisión es del hombre], 1778), Johann André (Erwin und Elmire, 1775), Christian Gottlob Neefe (Adelheit von Veltheim, 1780), Carl Ditters von Dittersdorf (Doktor und Apotheker [Médico y farmacéutico], 1786), Anton Eberl (Die Marchande des Modes, 1787), Paul Wranitzky (Oberon, König der Elfen [Oberon, rey de los elfos], 1789), Johann Friedrich Reichardt (Erwin und Elmire, 1790), Johann Baptist Schenk (Der Dorfbarbier [El barbero de pueblo], 1796) y Wenzel Müller (Die Teufelmühle [El molino del diablo], 1799).

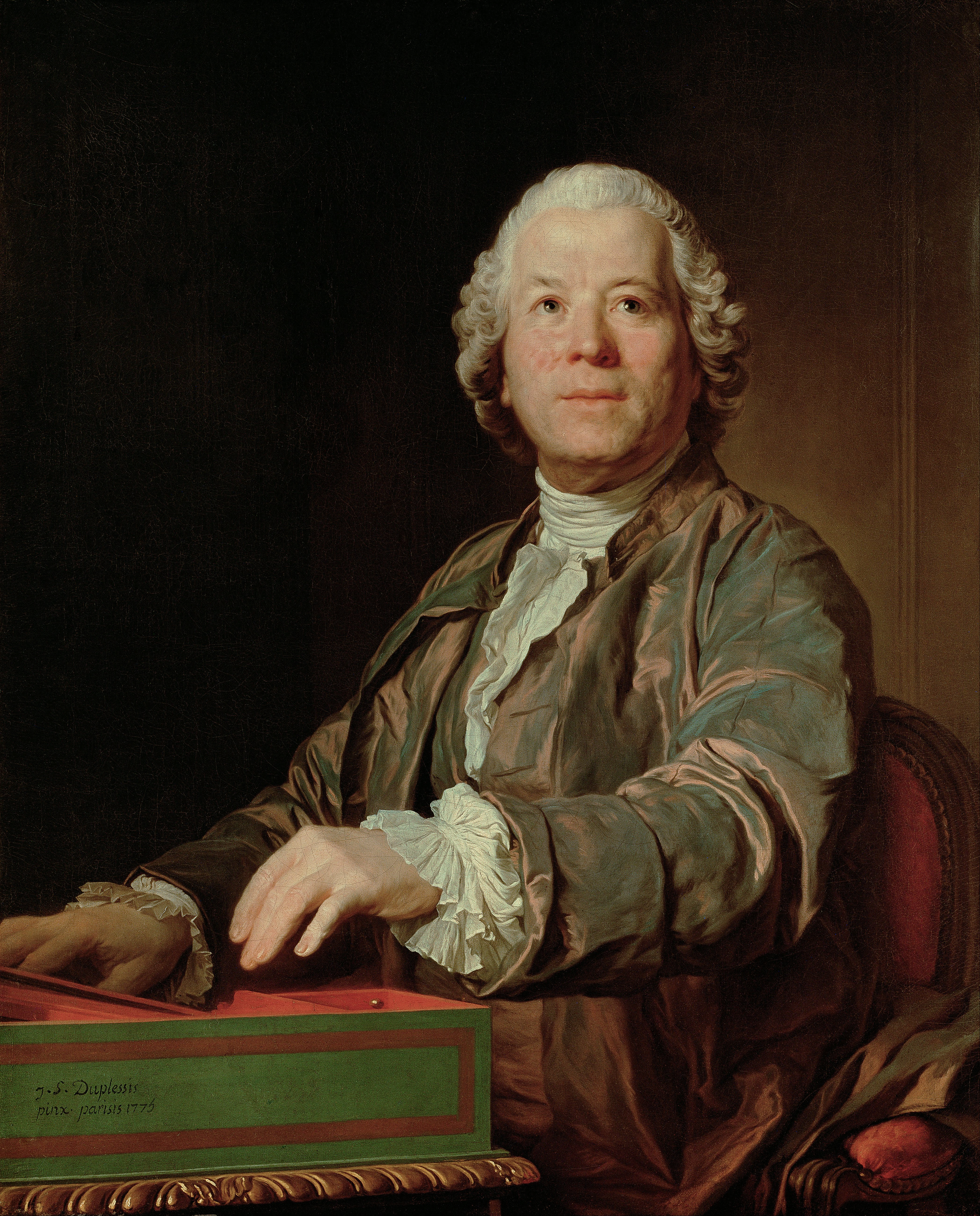
Christoph Willibald Gluck

En Francia, el estilo galante se denotaba ya en la obra de Rameau y, más plenamente, en Joseph Bodin de Boismortier (Les Voyages de l'Amour, 1736; Daphnis et Chloé, 1747) y Jean-Joseph de Mondonville (Daphnis et Alcimadure, 1754).
En Italia, la música galante tuvo menos incidencia, dado la presencia de las escuelas veneciana y napolitana. Aun así, se denota en la obra de Niccolò Piccinni, Domenico Scarlatti y Baldassare Galuppi, así como en Pietro Domenico Paradisi (Alessandro in Persia, 1738; Le muse in gara, 1740; Fetonte 1747; La Forza d'amore, 1751), Giovanni Marco Rutini (I matrimoni in maschera, 1763; L'olandese in Italia, 1765), Felice Alessandri (Ezio, 1767; Adriano in Siria, 1779; Demofoonte, 1783) y Giovanni Battista Martini (Don Chisciotte, 1746).
Durante este período se introdujo una reforma en la ópera que apuntaba ya a un cambio de estilo que culminaría con el clasicismo. Su artífice fue el alemán Christoph Willibald Gluck. Estudió en Milán, donde estrenó en 1741 Artaserse, con libreto de Metastasio. En 1745 se trasladó a Londres, donde buscó infructuosamente el apoyo de Händel; por ello, al año siguiente se instaló en Viena, hasta que en 1770 se afincó en París. Entre las reformas introducidas por Gluck se encuentran: preeminencia del argumento sobre las improvisaciones vocales, con personajes más verídicos; música austera, sin ornamentos; limitación de los recitativos, todos con acompañamiento orquestal; obertura, coro y ballet se integran en la acción de la ópera; abolición del da capo en las arias; música al servicio del texto, armonizando ambos elementos. Por otro lado, frente al concepto de «números cerrados» de la ópera italiana, Gluck introdujo el tableau («cuadro»), un concepto escénico que convertía cada acto en una unidad dramático-musical que englobaba solistas, coros, ensembles y ballets, que formaban una escena orgánica de conjunto. Este concepto se desarrolló especialmente en la ópera francesa del siglo XIX.
Entre sus obras destacan: Orfeo ed Euridice (1762), Alceste (1767) y Paride ed Elena (1770), estrenadas en Viena; e Iphigénie en Aulide (1774), Armide (1777), Iphigénie en Tauride (1779) y Écho et Narcisse (1779), estrenadas en París. Su libretista habitual fue Raniero di Calzabigi. Durante su estancia en Francia surgió la llamada querella de gluckistas y piccinnistas (1775-1779) entre los partidarios de la reforma de Gluck y los partidarios de la ópera italiana. Cabe señalar que Gluck no se limitó a su Reform-Opern («ópera renovada»), sino que hizo algunas obras cómicas al estilo italiano, como L'ivrogne corrigé (El beodo corregido, 1760) y La rencontre imprévue (El encuentro imprevisto, 1764).

## Clasicismo

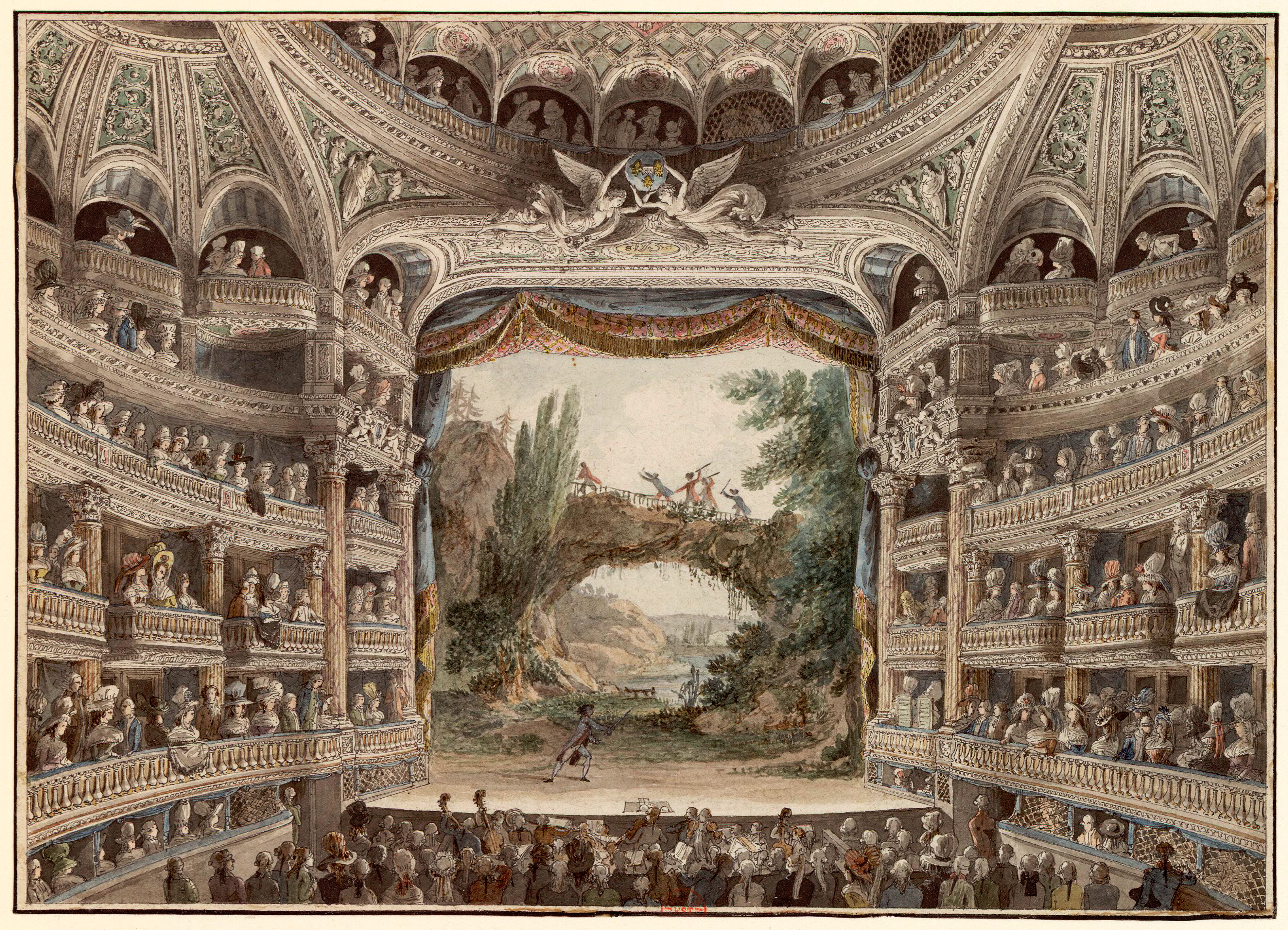
Teatro de la Comédie-Française, París (1790)

La música clásica —no confundir con el concepto general de «música clásica» entendida como la música vocal e instrumental de tradición culta producida desde la Edad Media hasta la actualidad— supuso entre el último tercio del siglo XVIII y principios del siglo XIX la culminación de las formas instrumentales, consolidadas con la definitiva estructuración de la orquesta moderna. El clasicismo se manifestó en el equilibrio y la serenidad de la composición, la búsqueda de la belleza formal, de la perfección, en formas armoniosas e inspiradoras de altos valores. Se buscaba la creación de un lenguaje musical universal, una armonización entre la forma y el contenido musical. Se empezó a valorar el gusto del público, con lo que surgió una nueva forma de producir la obra musical, así como nuevas formas de mecenazgo.
La ópera siguió gozando de gran popularidad, aunque fue sufriendo una paulatina evolución acorde a las novedades introducidas por el clasicismo. Junto a las voces solistas había dúos, tríos, cuartetos y otros ensembles —hasta un sexteto en Le Nozze di Figaro de Mozart—, así como coros, aunque no tan grandiosos como los barrocos. La orquesta se amplió y la música instrumental fue cobrando cada vez mayor protagonismo respecto a la línea vocal. En 1778 se inauguró el Teatro de La Scala de Milán, uno de los más famosos del mundo, con un auditorio de 2800 espectadores. Igualmente, en 1792 abrió el Teatro La Fenice de Venecia, que también ha gozado de gran prestigio.
Los principales compositores del clasicismo fueron Franz Joseph Haydn, Wolfgang Amadeus Mozart y Ludwig van Beethoven. Haydn, considerado el padre de la sinfonía, fue un gran innovador en el terreno de la música. De formación autodidacta, en su juventud tocó en bandas callejeras, hasta que entró al servicio del príncipe Pál Antal Esterházy, en cuyo palacio de Eisenstadt vivió durante treinta años. Creó una orquesta cercana a la moderna, con una correlación entre cuerdas y vientos. Haydn dio a la sinfonía la llamada «forma sonata», en cuatro movimientos. La ópera no fue el principal interés de Haydn, pero compuso varias para la corte de los Esterházy, generalmente cómicas; hoy día no suelen estar en el repertorio operístico. Entre ellas destacan: Acide e Galatea (1763), La canterina (1766), Lo speziale (1768), Le pescatrici (1770), L'infedeltà delusa (1773), L'incontro improvviso (1775), Il mondo della luna (1777), La vera costanza (1779), L'isola disabitata (1779), La fedeltà premiata (1781), Orlando paladino (1782), Armida (1784) y L'anima del filosofo (1791).

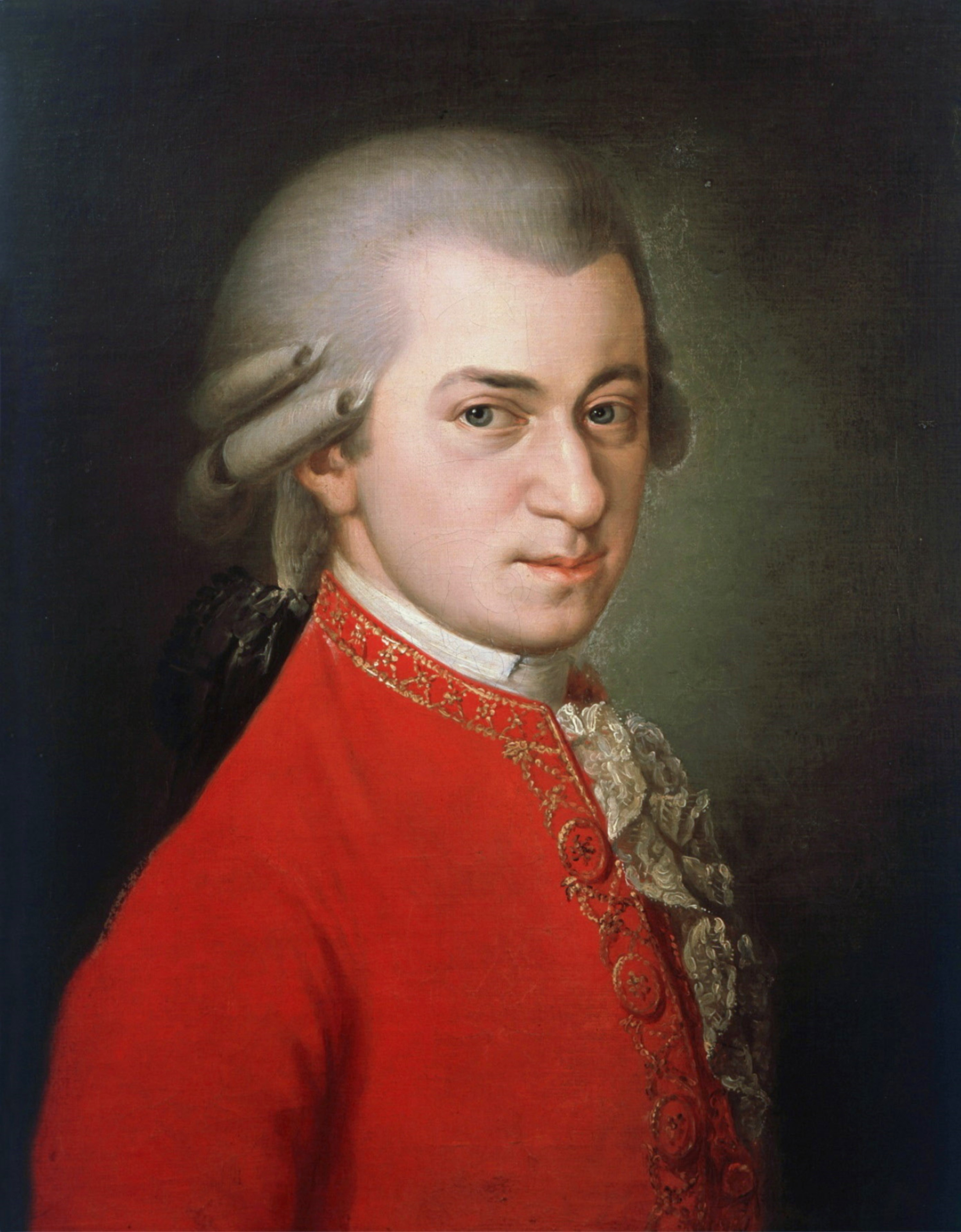
Wolfgang Amadeus Mozart

El principal exponente del clasicismo fue el austríaco Wolfgang Amadeus Mozart. Fue un niño prodigio, que recorrió Europa con su padre entre los seis y catorce años, conociendo las principales corrientes musicales del momento: ópera italiana y francesa, música galante, escuela de Mannheim. En su ciudad natal, Salzburgo, realizó en 1767 el singspiel sacro Die Schuldigkeit des ersten Gebots (La obligación del primer mandamiento), con solo once años. Ese mismo año realizó para la Universidad una opereta en latín, Apollo et Hyacinthus. Al año siguiente compuso el singspiel Bastien und Bastienne, una parodia de Le devin du village de Jean-Jacques Rousseau. Ese año recibió el encargo del gran duque de Toscana Leopoldo —futuro emperador Leopoldo II— de una ópera bufa italiana, y realizó La finta semplice. En una estancia en Nápoles compuso Mitridate, re di Ponto (1770), su primera ópera seria, que cosechó un notable éxito, y que presentaba una orquestación más rica y elegante que las óperas italianas de entonces. En los dos años siguientes compuso dos serenatas, unas operetas para ser representadas en un salón: Ascanio in Alba (1771) e Il sogno di Scipione (1772), esta última con libreto de Metastasio. Ese año realizó Lucio Silla, de influencia gluckiana. En 1775 recibió un encargo de Múnich y elaboró La finta giardiniera, de tono cómico, todavía de estilo barroco. Ese año realizó Il re pastore, una serenata pastoral. De nuevo en Salzburgo, entre 1779 y 1780 empezó Zaide, un singspiel que dejó inacabado. Idomeneo, re di Creta (1781) fue un nuevo encargo de Múnich. Esta obra supuso su entrada en la madurez musical y su abandono paulatino del barroco.

La Reina de la Noche en una producción de 1815 de la ópera Die Zauberflöte (La flauta mágica), de Wolfgang Amadeus Mozart

Tras el éxito del Idomeneo se instaló en Viena, donde recibió el encargo del emperador José II de una ópera en alemán, dada la política pangermanista que mantenía entonces el monarca. En 1782 estrenó en el Burgtheater Die Entführung aus dem Serail (El rapto en el serrallo), ambientada en un harén turco. Esta obra rompió completamente con el estilo barroco, sobre todo por romper con la sucesión de arias y la inclusión de personajes reales, que expresan sus sentimientos. Según el argumento introdujo diversos estilos musicales, como música folclórica para acompañar a la criada, o pasajes con música turca, caracterizada por su estridente percusión. Empleó una orquesta más densa, con más instrumentos de viento. También introdujo un aria en dos partes, una más lenta y otra más rápida (cabaletta). Al final introdujo un vaudeville, una escena que reúne a todos los personajes sobre el escenario, cuyo texto hace una síntesis de lo ocurrido en la obra.
Después de dos óperas bufas inacabadas en 1783 (L'oca del Cairo y Lo sposo deluso), hasta pasados tres años no recibió otros encargos en 1786: Der Schauspieldirektor (El director de teatro) y Le Nozze di Figaro (Las bodas de Fígaro). Esta última fue una ópera bufa con libreto de Lorenzo da Ponte, basada en Le mariage de Figaro de Pierre-Augustin de Beaumarchais. En ella mostró su maestría en el ensemble vocal, al introducir un sexteto en el acto tercero. También mostró una admirable capacidad psicológica en el tratamiento de los personajes, así como en las diversas cualidades emotivas de los instrumentos (clarinete para el amor, oboe para el dolor, fagot para la ironía). Al año siguiente realizó Il dissoluto punito, ossia il Don Giovanni, también con libreto de Da Ponte, basado por igual en el Don Juan de Tirso de Molina y en el de Molière, por encargo del Teatro Estatal de Praga. En esta obra combinó tragedia y comedia a partes iguales. En 1790 realizó Così fan tutte (Así hacen todas), su última colaboración con Da Ponte, que fue considerada frívola e inmoral. Sus dos últimas óperas son del año de su fallecimiento (1791): La clemenza di Tito, ópera seria con libreto de Metastasio, y Die Zauberflöte (La flauta mágica), un singspiel con libreto de Emanuel Schikaneder. Esta última mezclaba un cuento de hadas con una alegoría masónica, y fue una de sus obras más logradas.

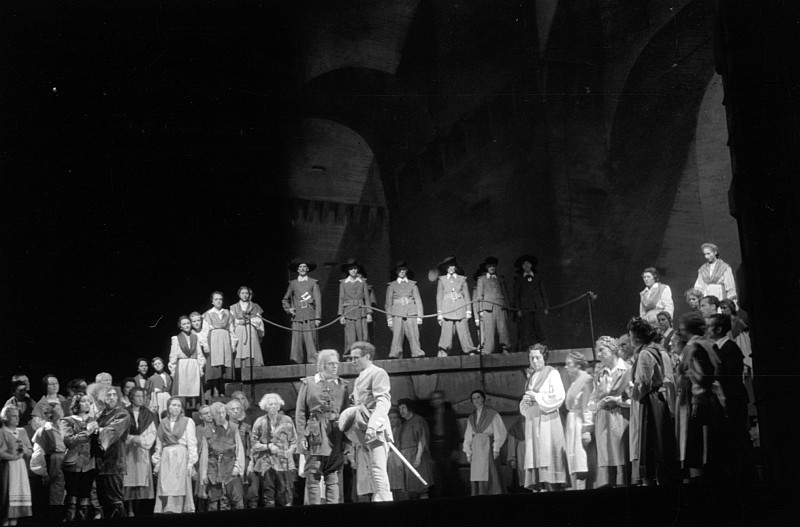
Representación de la ópera Fidelio de Ludwig van Beethoven, Deutsche Oper Berlin (1945)

Otro destacado compositor del clasicismo fue Ludwig van Beethoven, a medio camino ya hacia el Romanticismo. En 1803 intentó hacer una ópera, Vestas Feuer, con libreto de Emanuel Schikaneder, pero el proyecto quedó inacabado. Dos años más tarde hizo la que sería su única ópera, Fidelio (1805), un singspiel de carácter político-moral, un drama de corte ya romántico, basado en Léonore, ou l'amour conjugale de Jean-Nicolas Bouilly. En esta obra denotó la influencia de Mozart, especialmente de Così fan tutte y Die Zauberflöte. Debido a la poca experiencia que tenía en el terreno de la ópera, la música de esta obra era sinfónica, con una instrumentación tan densa que exigía grandes esfuerzos de los cantantes. Posteriormente hizo otros intentos de componer óperas, como un Macbeth (1808-1811) o un cuento de hadas titulado Melusine (1823-1824), que dejó incompletos.
En el ámbito germánico cabe hacer mención igualmente a: Franz Seraph von Destouches (Die Thomasnacht [La noche de Tomás], 1792; Das Mißverständnis [El malentendido], 1805), Anton Reicha (Argene, regina di Granata, 1806; Natalie, 1816), Joseph Weigl (La principessa d'Amalfi, 1794; Die Schweizerfamilie [La familia suiza], 1809) y Peter von Winter (Das unterbochene Opferfest [La fiesta de ofrenda interrumpida], 1796; Der Sturm [La tempestad], 1798; Maometto, 1817).

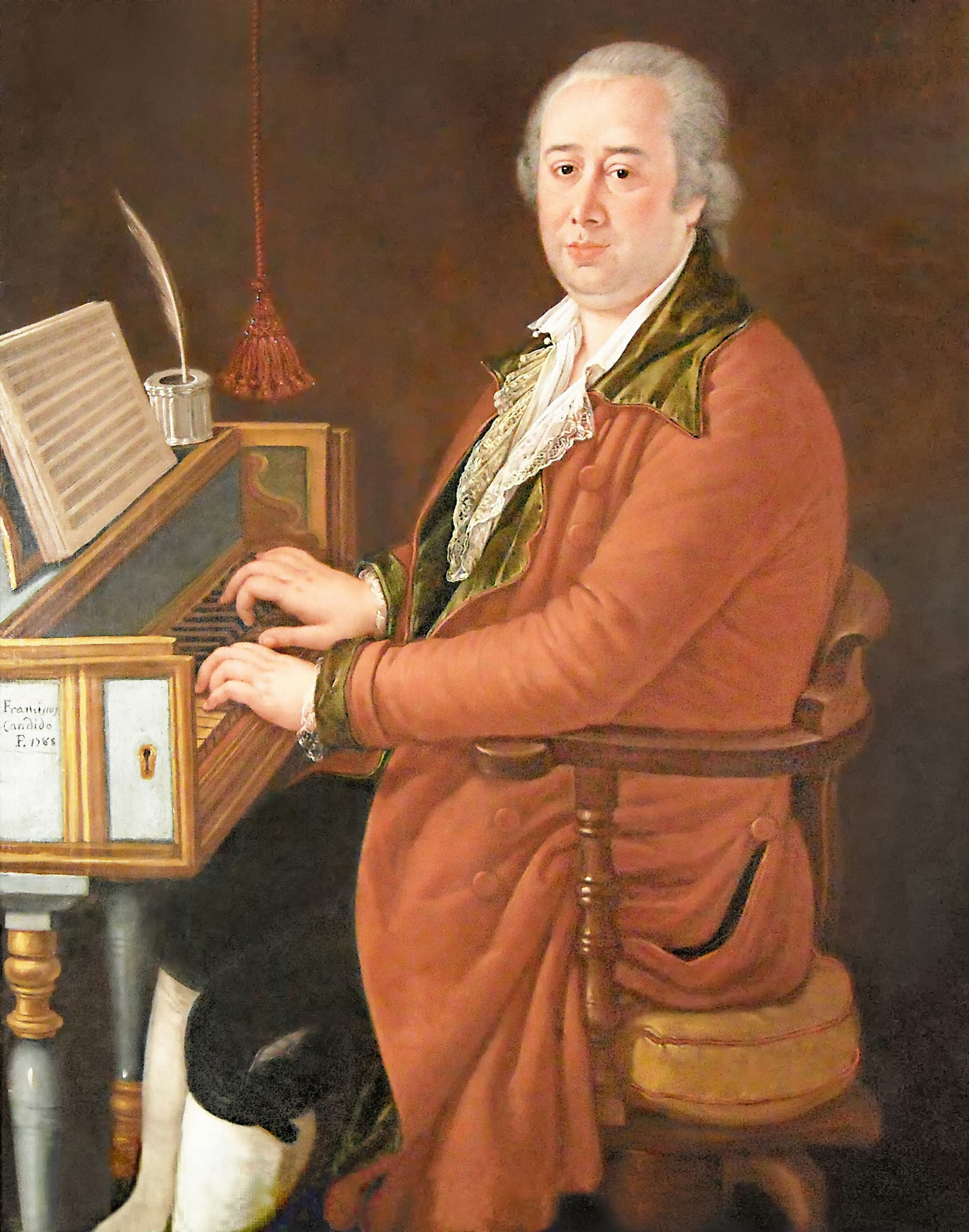
Domenico Cimarosa

En Italia, destacó la obra de Giovanni Paisiello y Domenico Cimarosa. Paisiello se inició en la ópera bufa (L'idolo cinese, 1767). En 1776 fue invitado a San Petersburgo, donde compuso Lucinda ed Armidoro (1777), Nitteti (1777) e Il barbiere di Siviglia (1782), sobre la obra de Beaumarchais, que también versionaría más adelante Rossini. En 1784 volvió a Viena, donde compuso Il re Teodoro in Venezia y, poco después, fue nombrado maestro de capilla del rey Fernando IV de Nápoles, para el que compuso su mayor éxito Nina, o sia La pazza per amore (1789). Compuso unas ochenta óperas, en género serio y bufo, aunque este último más dramático que el habitual, con lo que ayudó a prestigiarlo. Cimarosa fue un prolífico compositor, que a los treinta y cinco años había compuesto quince óperas, cuando en 1787 fue nombrado maestro de capilla en San Petersburgo, donde estrenó La vergine del sole (1788) y La Cleopatra (1789). En 1791 fue nombrado maestro de capilla en Viena, donde al año siguiente cosechó su mayor éxito con Il matrimonio segreto. Su producción final fue de unas sesenta óperas, en las que denotó una gran intensidad vital y calidez melódica.
Antonio Salieri fue discípulo de Florian Gassmann, quien le llevó a Viena en 1766, cuando contaba dieciséis años. A los veinte años compuso Le donne letterate (1770), que fue un gran éxito, por lo que en 1774 fue nombrado compositor de la corte del emperador José II. En 1784 fue nombrado director de la Ópera de París, donde sucedió a Gluck. Compuso aquí varias óperas de estilo gluckiano: Les Danaïdes (1784) y Tarare (1787). En 1788 fue nombrado maestro de capilla de la corte vienesa, encargado de la ópera italiana. Compuso unas treinta óperas, tanto serias como bufas, entre las que destacan: La fiera di Venezia (1772) y Falstaff ossia Le tre burle (1799). Gozó de gran éxito en vida, pero tras su fallecimiento su popularidad decayó.
Nicola Antonio Zingarelli fue el último gran representante de la escuela napolitana. Su primer éxito fue Montezuma (1781), que estrenó en el Teatro San Carlo y fue luego representada por Haydn en Esterháza. Realizó óperas bufas (Il mercato di Monfregoso, 1792; La secchia rapita, 1793) y serias (Artaserse, 1793; Giulietta e Romeo, 1796; Edipo a Colono, 1802).
Otros exponentes fueron: Gaetano Andreozzi (Giulio Cesare, 1789; La principessa filosofa, 1794), Francesco Bianchi (Il Gran Cid, 1773; La vilanella rapita, 1783; La vendetta di Nino, 1790; Ines de Castro, 1794), Valentino Fioravanti (Le cantatrici villane, 1798), Giuseppe Nicolini (Artaserse, 1795; La clemenza di Tito, 1797; Il trionfo del bel sesso, 1799; Il geloso sincerato, 1804; Traiano in Dacia, 1807), Ferdinando Paër (Griselda, 1796; Camilla, 1799; Achille, 1801; Leonora, 1804; Le Maître de chapelle, 1821), Silvestro Palma (La pietra simpatica, 1795) y Angelo Tarchi (Le disgrazie fortunate, 1781; Il guerriero immaginario, 1783).
En esta época surgió en Italia el género de la farsa, una variante de la ópera bufa de menor formato y argumento generalmente fantasioso, poco realista. Cimarosa compuso alguna farsa, como I matrimoni in ballo (1776) y L'impresario in angustie (1786). Algunos de sus principales exponentes fueron: Giuseppe Farinelli (Teresa e Claudio, 1801; Pamela, 1802), Pietro Generali (Pamela nubile, 1804) y Giuseppe Mosca (I tre mariti, 1811). Se desarrolló hasta comienzos del siglo XIX, en que, con el advenimiento del Romanticismo, prácticamente desapareció, aunque Rossini, Donizetti y Mayr aún produjeron alguna farsa.
En Francia se vivió un período de transición, ya que el ambiente generado por la Revolución francesa favoreció un cierto prerromanticismo en el género lírico francés. Cabe destacar en este período a Pierre Gaveaux (Léonore, ou l'amour conjugal, 1798) y Rodolphe Kreutzer (Lodoïska, 1791; Astianax, 1801; Aristippe, 1808; Abel, 1809).

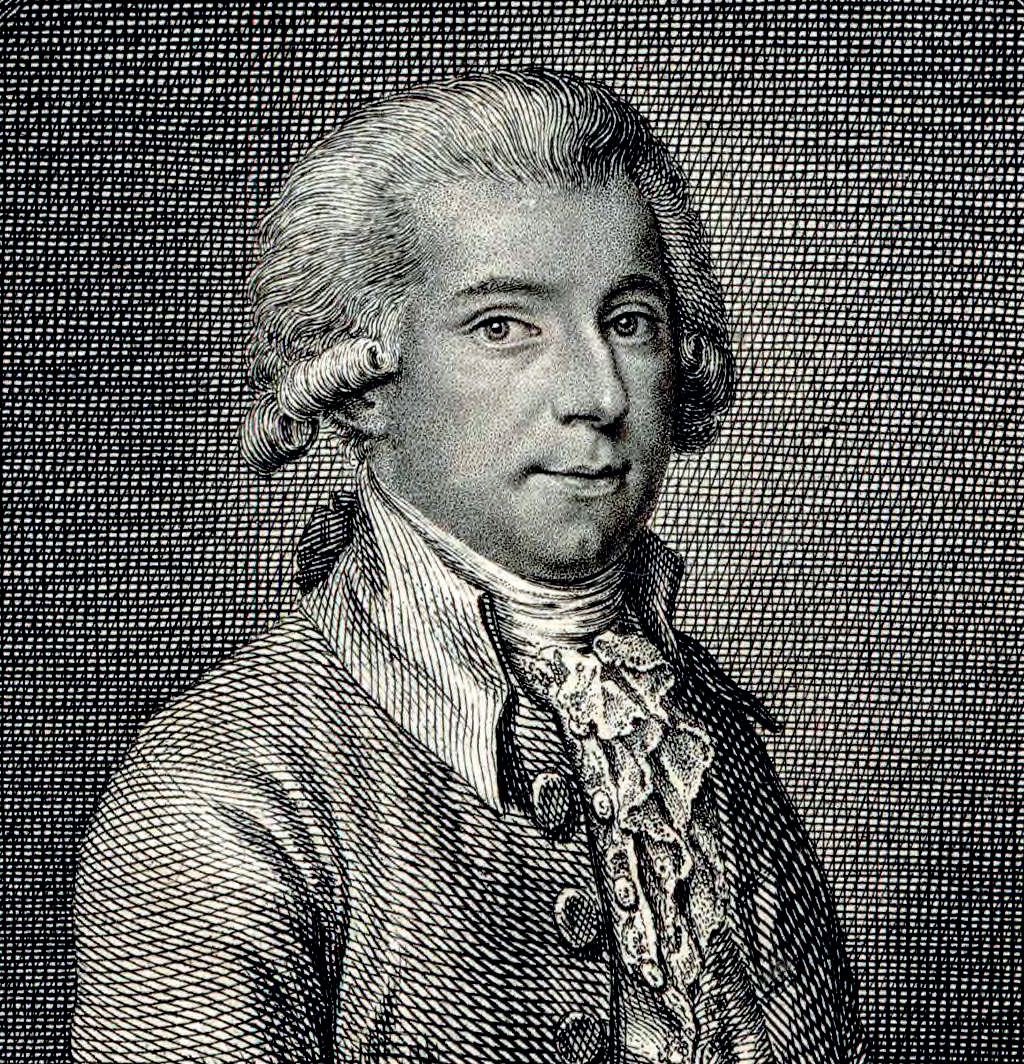
Vicente Martín y Soler

En España, sobresalió la figura de Vicente Martín y Soler, que destacó a nivel internacional. Se estableció en Italia, donde compuso óperas serias y bufas, que destacaron por la gracia de sus personajes y sus bellas melodías. Fue invitado a Viena, donde compuso tres óperas con libreto de Lorenzo da Ponte: Il burbero di buon cuore (1786), Una cosa rara, ossia bellezza ed onestà (1786) y L'arbore di Diana (1787). La más exitosa, Una cosa rara, desplazó a Le Nozze di Figaro de Mozart. En 1787 fue nombrado compositor de la corte de Catalina II de Rusia en San Petersburgo. Cabe mencionar también a Juan Crisóstomo de Arriaga, un niño prodigio apodado el «Mozart español». A los trece años compuso la ópera Los esclavos felices (1820), pero desgraciadamente murió de tisis a los veinte años. Fernando Sor estrenó en Barcelona su ópera en italiano Telemaco nell'isola di Calipso (1797). Posteriormente se instaló en Francia, donde destacó como compositor de música para guitarra. Carles Baguer, organista de la Catedral de Barcelona, fue autor de La principessa filosofa (1791).
En Portugal, destacó en esta época Marcos António de Fonseca Portugal. Se inició con óperas breves en portugués, como A castanheira (1787). En 1792 se instaló en Nápoles, donde realizó óperas serias y bufas: Cinna (1793), La confusione nata della somiglianza (1793), La vedova raggiratrice (1794), Lo spazzacamino principe (1794), Le donne cambiate (1797), Fernando nel Messico (1797).

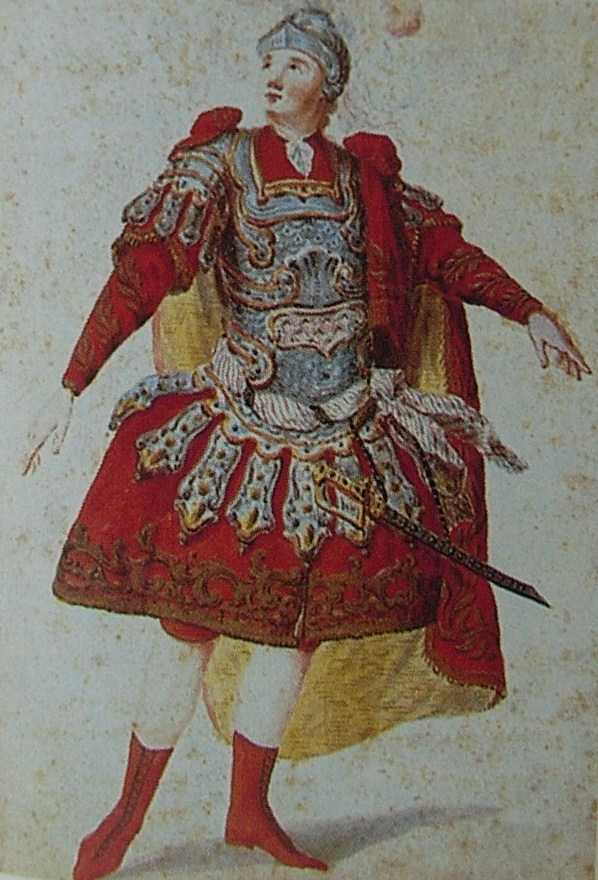
Anton Raaff en el papel de Idomeneo

En Rusia, en esta época comenzó el gusto por la ópera en la corte de los zares, gracias especialmente al apoyo de la emperatriz Catalina II, quien trajo a San Petersburgo a numerosos compositores, como Baldassare Galuppi, Tommaso Traetta, Giovanni Paisiello, Domenico Cimarosa, Giuseppe Sarti y Vicente Martín y Soler. La primera ópera escrita en ruso fue a cargo de un italiano, Francesco Araja, autor de Tsefal i Prokris (Céfalo y Procris, 1755). Vasili Pashkévich fue el pionero de la ópera entre los compositores rusos con Anyuta (1772), a la que siguió Neschastye ot karety (El accidente del carruaje, 1779). Realizó también dos óperas con libreto de la emperatriz Catalina II: Fevey (1786) y Fedul s det'mi (Fedul y sus hijos, 1792). Dmitri Bortniansky estudió en Italia con Galuppi y escribió varias óperas en italiano: Creonte (1776), Quinto Fabio (1778), Don Carlo (1786). Yevstignéi Fomín también estudió en Italia con el padre Martini. Con libreto de Catalina II compuso Novgorodskiy bogatyr’ Boyeslayevich (Boyeslayevich, el héroe de Novgorod, 1786).
En Polonia, los reinados de Augusto II, Augusto III y Estanislao II vieron florecer la ópera con el patrocinio real. Numerosos nobles polacos contrataban compañías italianas para sus palacios. En 1765 se inauguró el Teatr Narodowy (Teatro Nacional) de Varsovia. En 1778 se estrenó la primera ópera en polaco, Nedza Uzazesliwiona (El dolor convertido en alegría), de Maciej Kamieński. Tras la partición de Polonia, el gusto por la ópera continuó, con compositores como Jan Stefani (Krakowiacy Górale [Cracovianos y montañeses], 1794).
En Suecia, la reina Luisa Ulrica fomentó la construcción del Teatro de Drottningholm, inaugurado en 1766, e invitó a compositores como Francesco Uttini, autor de la primera ópera en sueco, Thetis och Pelée (1773). El rey Gustavo III fue promotor de la Kungliga Operan (Ópera Real) de Estocolmo, fundada en 1782. Allí se establecieron varios compositores alemanes, como Johann Gottlieb Naumann, autor de Cora och Alonzo (1782) y, en colaboración con el rey Gustavo III, Gustav Wasa (1786); y Joseph Martin Kraus, que fue apodado el «Mozart sueco», autor de Proserpin (1781) y Dido och Aeneas (1799).
En Hungría, incorporada al Imperio austrohúngaro, la ópera gozó de escasa protección, aparte de la ejercida por los Esterházy, protectores de Haydn. József Chudy fue autor de la primera ópera en húngaro, el singspiel Pikkó Herceg (El duque Pikkó, 1793, hoy perdida).
En estos años se fue introduciendo la ópera en Norteamérica: en Estados Unidos, las primeras representaciones se dieron en el John Street Theater de Nueva York, inaugurado en 1767. Entre los pioneros de la ópera se encuentran Benjamin Carr (The Archers, or the Mountaineers of Switzerland [Los arqueros, o los montañeros de Suiza], 1796) y John Bray (The Indian Princess, 1808). En Canadá, el francés Joseph Quesnel fue el primer autor de óperas en ese país: Colas et Colinette (1805), Lucas et Cécile (1809).
Entre los cantantes, en esta época conviene recordar a: la soprano austríaca Caterina Cavalieri, alumna y amante de Salieri, para la que Mozart escribió el papel de Konstanze en Die Entführung aus dem Serail y el de Elvira en Don Giovanni; la soprano inglesa Nancy Storace, hermana del compositor Stephen Storace, para la que Mozart escribió el papel de Susanna en Le Nozze di Figaro; Joseph Legros, tenor y compositor, que interpretó papeles de Lully, Rameau, Grétry y Gluck; y el tenor alemán Anton Raaff, para el que Mozart escribió su Idomeneo.

## sigloXIX
Entre finales del siglo XVIII y principios del xix se sentaron las bases de la sociedad contemporánea, marcada en el terreno político por el fin del absolutismo y la instauración de gobiernos democráticos —impulso iniciado con la Revolución francesa— y, en lo económico, por la Revolución Industrial y el afianzamiento del capitalismo, que tendría respuesta en el marxismo y la lucha de clases. En el terreno del arte y la música, comenzó una dinámica evolutiva de estilos que se sucedían cronológicamente cada vez con mayor celeridad, que culminaría en el siglo XX con una atomización de estilos y corrientes que conviven y se contraponen, se influyen y se enfrentan. La música fue reflejo en numerosas ocasiones de estos movimientos artísticos, que se dieron no solo en el arte y la música, sino en la literatura, el teatro, la danza y otras manifestaciones artísticas.
En música, el aspecto más destacado fue la progresiva independencia de compositores e intérpretes respecto al mecenazgo de la aristocracia y la Iglesia. El nuevo destinatario era el público, preferentemente de la burguesía, pero también del pueblo llano, en teatros y salas de conciertos. La nueva coyuntura proporcionó al músico mayor libertad creativa, pero también le sustrajo de la anterior seguridad que le proporcionaban sus mecenas, al verse sometidos a los vaivenes del éxito o el fracaso.
La ópera se desarrolló en este siglo de una manera cada vez más grandilocuente, en grandes escenarios y con grandes montajes escenográficos, con orquestas cada vez más grandes que interpretaban una música más potente y sonora. Ello obligó a los intérpretes vocales a incrementar su potencia de canto, para llenar todo el teatro y hacer que se les escuchase por encima de los instrumentos. Para ello aparecieron nuevas técnicas de potenciamiento de la voz y surgieron nuevos registros, como el «tenor robusto», el «tenore di forza» y la «soprano dramática».
En la segunda mitad de esta centuria se estableció la opereta como un género menor de la ópera, basada en una pieza teatral con bailes y canciones que se alternaban con diálogos, con música ligera de gusto popular. Se afianzó en Francia como una derivación de la opéra-comique, en pequeños teatros como los Bouffes-Parisiens que patrocinaba el compositor Jacques Offenbach. Tuvo también mucha implantación en Viena, donde se nutrió del tradicional singspiel alemán. Este tipo de obras dio origen al actual musical.
Durante este siglo se introdujeron numerosas innovaciones y adelantos en el campo escenográfico, especialmente en iluminación: en 1822 se introdujo la luz de gas por primera vez en la Ópera de París, en la representación de Aladin ou La lampe merveilleuse de Nicolas Isouard; en 1849 se estrenó la luz eléctrica en Le Prophète, de Giacomo Meyerbeer. Uno de los mejores escenógrafos fue Pierre-Luc-Charles Cicéri, creador de grandes e ingeniosos decorados con las últimas tecnologías de entonces, así como efectos especiales, fuegos artificiales y otras novedades. Inventó un panorama móvil compuesto de un telón que se enrollaba sobre un cilindro y, al desenrollarse, producía efectos de movimiento en la escena. Por otro lado, el pionero de la fotografía Louis Daguerre introdujo los decorados doblemente pintados, que gracias a efectos de iluminación provocaban sensación de movimiento. El teatro más prestigioso fue —junto con La Scala de Milán— la Ópera de París, que, tras diversas sedes, se ubicó en 1821 en la sala de la rue Le Peletier, donde disfrutó de la época dorada de la grand-opéra. Destruida por un incendio en 1873, dos años más tarde se inauguró la Ópera Garnier, diseñada por el arquitecto Charles Garnier, con aforo para 2600 espectadores.

### Romanticismo

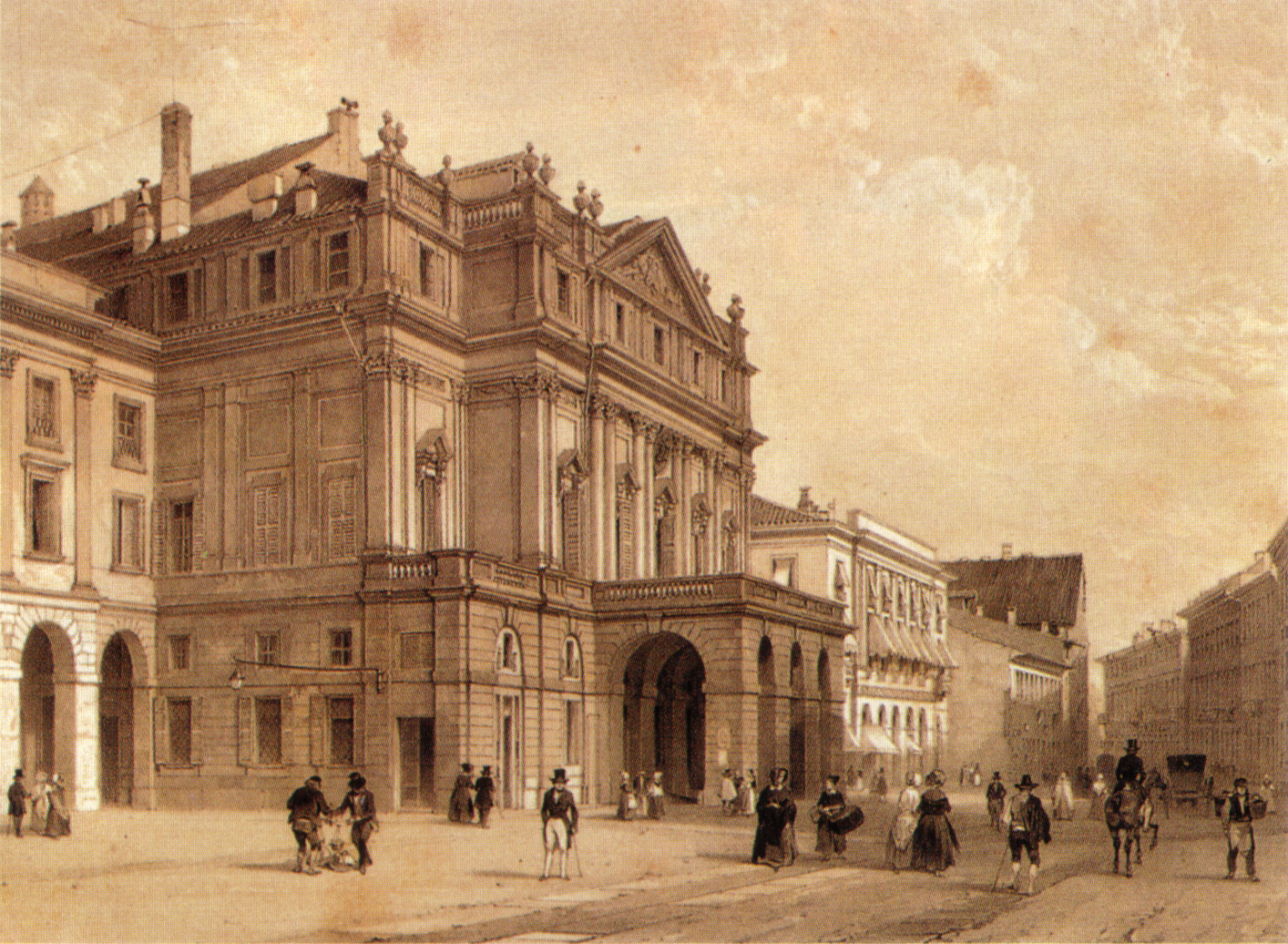
El Teatro de La Scala de Milán en el

La música romántica pervivió durante casi toda la centuria, hasta la aparición de las vanguardias musicales del siglo XX. Se caracterizó, como en el resto de las artes, por el predominio del sentimiento y la pasión, de la subjetividad y emotividad del artista, con exaltación de la música nacional y popular. Se amplió la orquesta, para poder satisfacer plenamente la expresividad del artista, los nuevos sentimientos que en él anidaban (lo sublime, lo patético). El romanticismo destacó la individualidad, la irracionalidad como reacción a la razón ilustrada. El protagonismo lo ganó el ser humano y sus acciones heroicas, frente a los dioses mitológicos y las intervenciones deus ex machina barrocas. Surgió un nuevo interés por la naturaleza y sus sonidos, que se imitaban en numerosas composiciones: tormentas, fuego, avalanchas, erupciones volcánicas, etc. El instrumento idóneo para reflejar las pasiones románticas fue el piano, del que surgieron numerosos virtuosos, como Franz Liszt y Frédéric Chopin. Junto a él fueron cobrando importancia los instrumentos de percusión —especialmente timbales y platillos—, en busca de sonidos más expresivos. También se incorporaron a la orquesta nuevos instrumentos, como el arpa, el flautín, el contrafagot y el corno inglés. Al tiempo, se buscaron movimientos que expresasen más las emociones, como prestissimo, molto agitato o adagio lamentoso. Cobró mayor relevancia la figura del director de orquesta y muchos compositores fueron al tiempo directores; uno de ellos, Carl Maria von Weber, introdujo la batuta para dirigir.
En esta época se desarrolló notablemente la ópera, sobre todo en Italia, donde fue la época dorada del bel canto. Destacó por el brillo de sus voces, la coloratura, la ornamentación, ganando importancia el papel de la soprano, mientras que para el tenor se puso de moda desde 1840 el do de pecho. La ópera romántica tuvo dos vertientes: la cómica –o bufa– y la dramática, sobre los grandes dramas literarios románticos. Se fue diluyendo la diferencia entre recitativo y aria, predominando la melodía cantabile sobre el resto de elementos. Por otro lado, la ópera romántica destacó por su gusto folclorista y la utilización de temas basados en la historia y mitología propias del país. También surgió un nuevo gusto por los temas llamados «góticos», que en ópera dio una variante denominada morte («muerte»), provocada por los hechos lúgubres de la Revolución francesa; un buen ejemplo sería Lucia di Lammermoor, de Gaetano Donizetti.
En este período los libretos variaron en cuanto a temas y argumentos, pero tuvieron pocas transformaciones estructurales, por lo que predominó como en épocas anteriores el lenguaje convencional y la simplificación de diálogos y situaciones. Uno de los novelistas de más éxito de la época fue Walter Scott, diecinueve de cuyas novelas fueron adaptadas en sesenta y tres óperas. Otro fue Johann Wolfgang von Goethe, cuyos textos fueron musicalizados en 122 óperas, veinte de ellas sobre su obra Fausto. También escribió personalmente ocho libretos para singspiel. Sobre textos de Friedrich von Schiller se compusieron también cincuenta y seis óperas. Otros escritores que también inspiraron numerosas óperas fueron Victor Hugo y Aleksandr Pushkin.

#### Francia

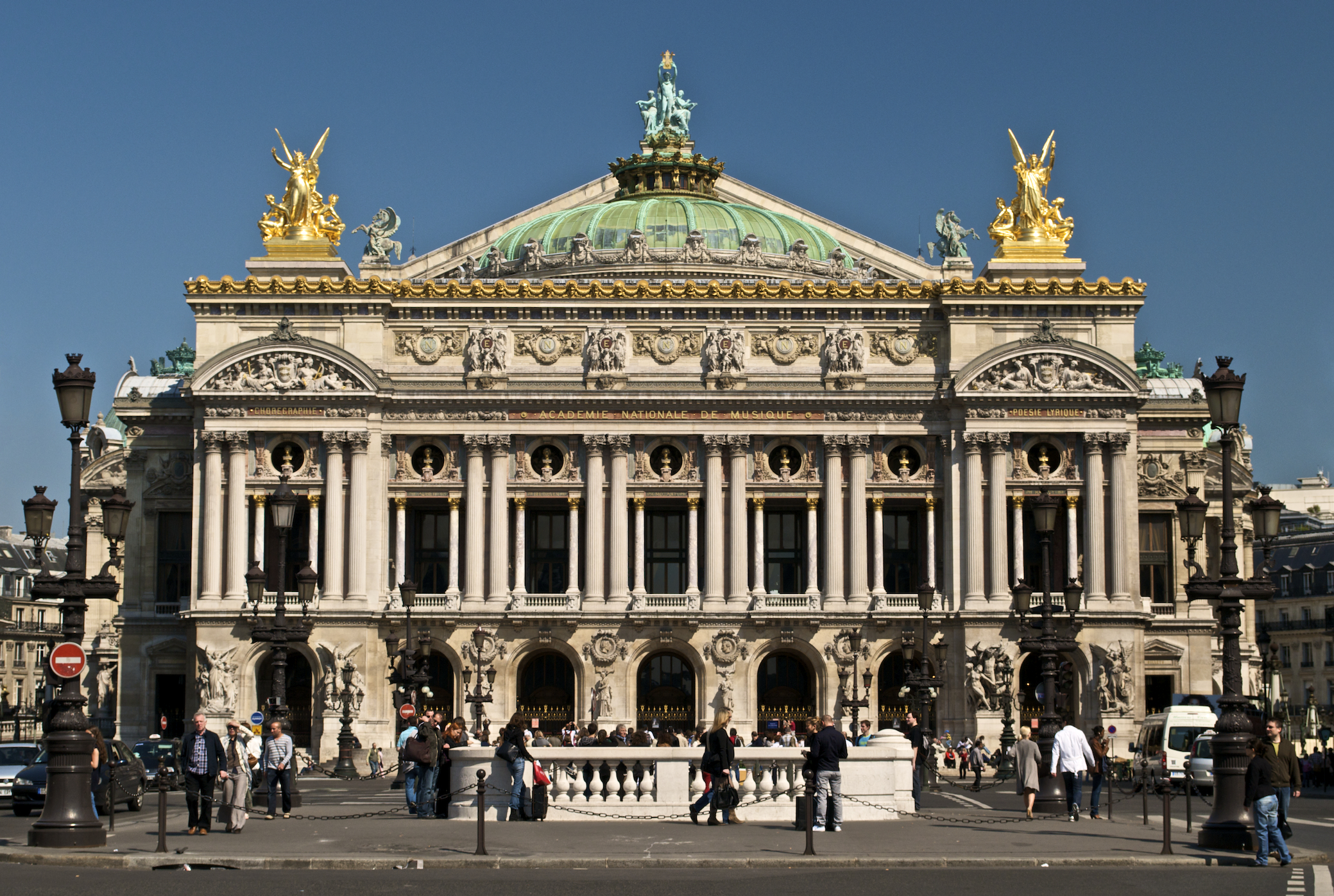
Ópera Garnier, París

El germen de la ópera romántica surgió en Francia, donde las óperas seria y bufa tendieron a converger, al tiempo que fructificaba la reforma gluckiana. Se descartaron los recitativos con clavecina, que pasaron a ser con orquesta. Se abandonaron los argumentos basados en los clásicos grecolatinos para musicalizar los nuevos dramas románticos, con preferencia por ambientaciones medievales (bardos, trovadores) o de leyendas populares. En esta época se desarrolló en Francia la llamada grand-opéra, caracterizada por la exuberancia de sus grandes montajes escénicos, con grandes orquestas y numerosos personajes, con temas generalmente históricos y épicos, dirigida a un público burgués. También continuó el género de la opéra-comique, que en 1805 se estableció en la Salle Feydeau y, en 1840, en la Salle Favart. Aquí se estrenaron obras poco convencionales, nuevas o extranjeras, que eran rechazadas en la Ópera de París, más conservadora.
Los inicios de la ópera romántica francesa se sitúan en el ambiente posrevolucionario. El cambio de régimen comportó la sustitución de los temas mitológicos clásicos, ligados a la aristocracia, por nuevos temas y personajes basados en el heroísmo popular, con una serie de obras que fueron denominadas «ópera de salvación», entre las que destacan Les rigueurs du cloître (1790) de Henri-Montan Berton y Le siège de Lille (1792) de Rodolphe Kreutzer. Sin embargo, estas obras propagandistas de la revolución no consiguieron hacer olvidar al público que la ópera era ante todo un entretenimiento, hecho al que coadyuvó la labor de Étienne Nicolas Méhul, que en esos años estrenó varias óperas: Euphrosine (1790), Stratonice (1792), Mélidore et Phrosine (1794) y Ariodant (1799). En estas obras los personajes se encontraban en situaciones azarosas que les abocaban a intensas emociones, hecho que sería el punto neurálgico de la ópera romántica.

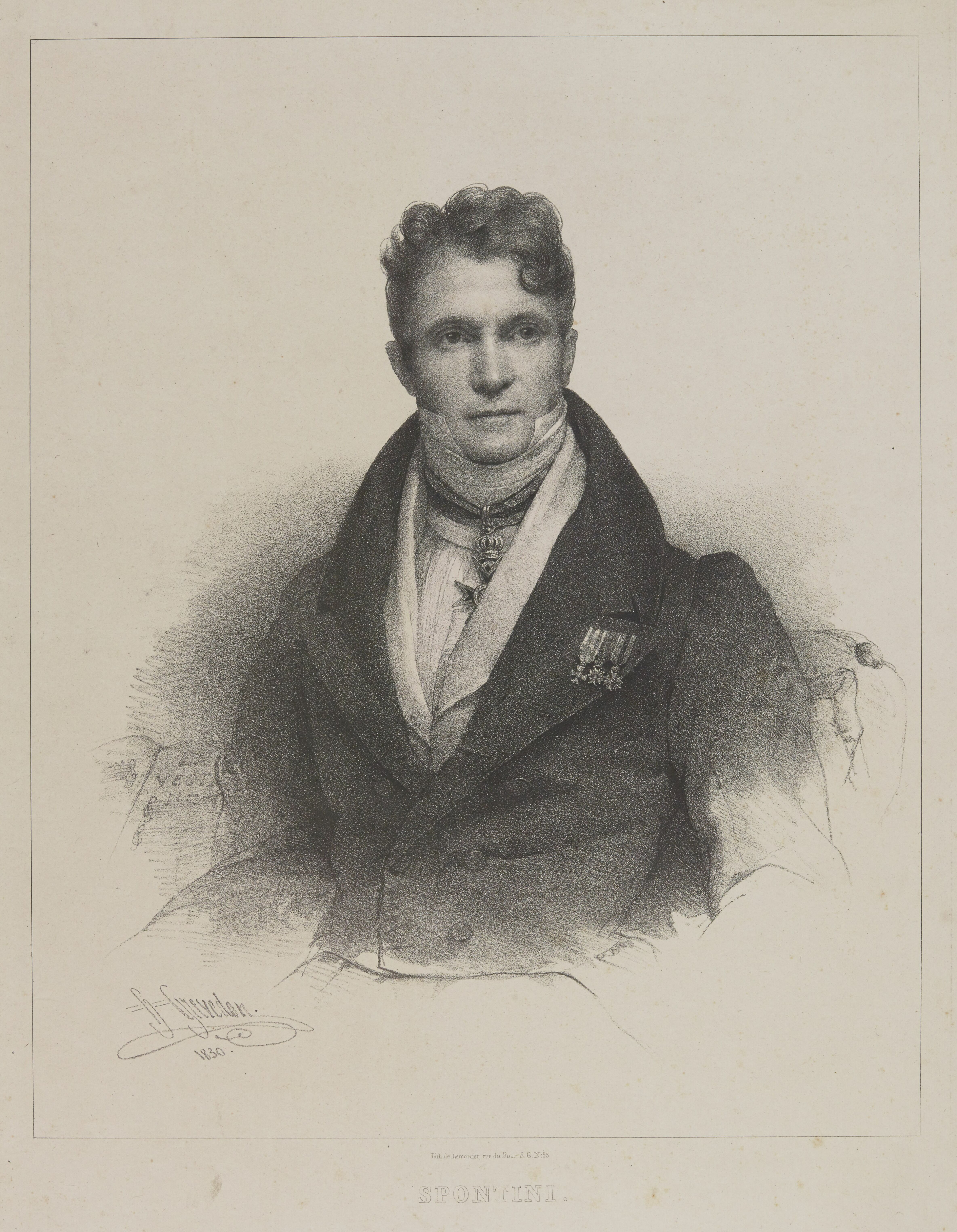
Gaspare Spontini

Paradójicamente, entre los primeros exponentes de la ópera romántica francesa se encuentran dos compositores italianos establecidos en Francia: Luigi Cherubini y Gaspare Spontini. El primero se instaló en París en 1787, cuando ya había compuesto trece óperas en Italia. En Démophon (1788) inició el rumbo de la que sería la ópera romántica francesa, que encarrilaría con Lodoïska (1791), donde introdujo personajes más reales y situaciones más dramáticas, con una orquestación más rica y potente, y efectos basados en la naturaleza, en este caso un incendio. Su obra maestra fue Médée (Medea, 1797), basada en una tragedia de Pierre Corneille. Spontini se trasladó a París en 1800, donde cultivó preferentemente el género trágico. Su primer éxito fue Milton (1804), al que siguió La vestale (1807). Fue el introductor de numerosos componentes de la grand-opéra, como los grandes coros, las procesiones o las bandas en el escenario, que culminaron en su Fernand Cortez (1809), sobre el conquistador español Hernán Cortés, que incluía una carga de caballería y el fuego de la flota.

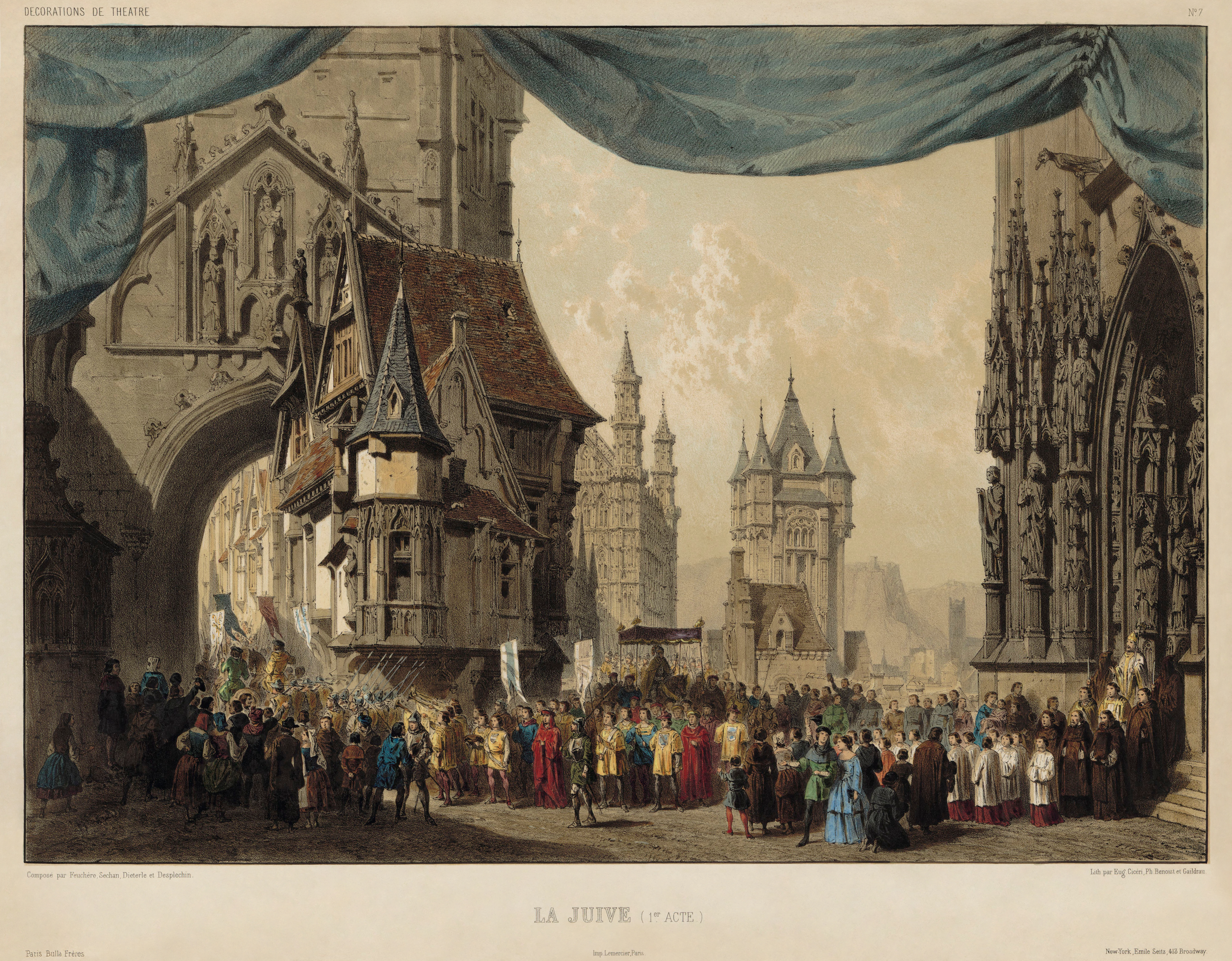
Acto I de la ópera La juive (1835), de Fromental Halévy

Cherubini tuvo varios alumnos, entre los que destacaron Daniel-François-Esprit Auber y Jacques Fromental Halévy. Auber fue el maestro de la opéra-comique, en la que se inició con La bergère châtelaine (1820) y Emma (1821). En 1823 se asoció con el dramaturgo Eugène Scribe, con el que creó Leicester (1823), La neige (1823), Léocadie (1824), Le Maçon (1825) y Fra Diavolo (1830). También probó la grand-opéra con La muette de Portici (La muda de Portici, 1828). Halévy sufrió varios fracasos hasta que tuvo su primer éxito con Clari (1828), que escribió para la mezzosoprano española María Malibrán. Su obra maestra fue La juive (La judía, 1835), de la que Wagner alabó el «sentimiento de su gran tragedia lírica». Alternó la opéra-comique (L'eclair, 1835; Le lazzarone, 1844) con la grand-opéra (Guido et Ginevra, 1838; Charles VI, 1844).
Entre los primeros exponentes del romanticismo francés se encuentra también François-Adrien Boieldieu. Compuso su primera ópera, La fille coupable (1793), a los dieciocho años. Establecido en París, triunfó con sus óperas cómicas, pero también probó otros géneros, como en Le Calife de Bagdad (1800), de gusto exótico y oriental. Tras una estancia en Rusia, a su regreso renovó éxito con Jean de Paris (1812). Su mayor éxito fue La dame blanche (1825).

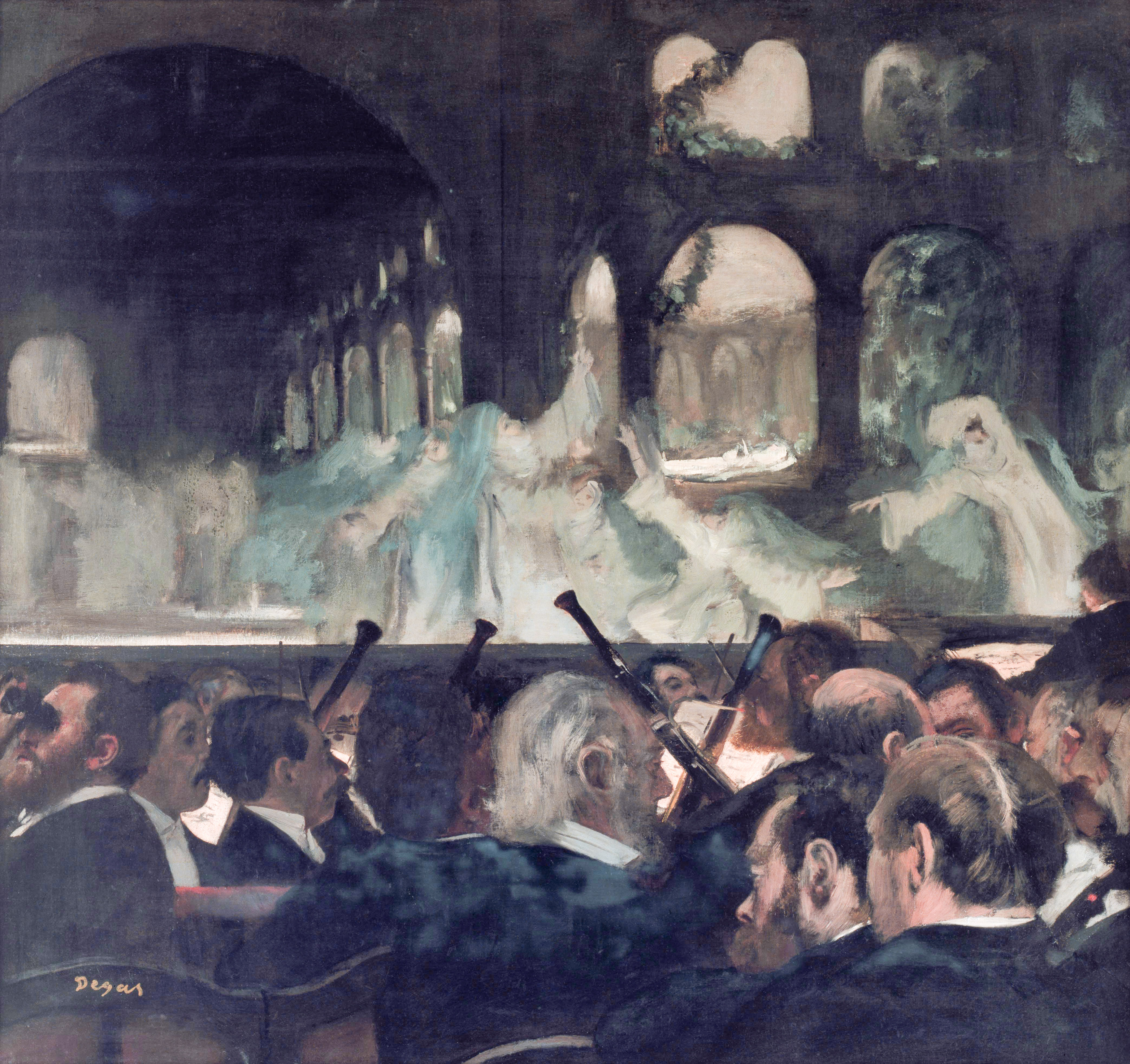
Ballet de las monjas, del acto III de Robert le diable de Giacomo Meyerbeer (1831), pintura de Edgar Degas (1876)

El mayor adalid para el inicio de la grand-opéra fue el alemán Giacomo Meyerbeer. Se instaló en París en 1831, cuando tuvo su primer éxito con Robert le diable, ambientada en la Sicilia medieval. Su obra maestra fue Les Huguenots (1836), sobre la persecución de los protestantes franceses (hugonotes) en el siglo XVI, que destacó por su fastuosa escenificación. Su tercer gran éxito fue Le Prophète (El profeta, 1849). Cabe señalar que Robert le diable incluía un ballet —el Ballet de las Monjas— en el que las bailarinas, en el papel de unos espíritus surgidos de las tumbas, iban vestidas de tul blanco, lo que se convirtió en el clásico vestuario de ballet (el tutú); esta obra se considera el primer ballet moderno de la historia.

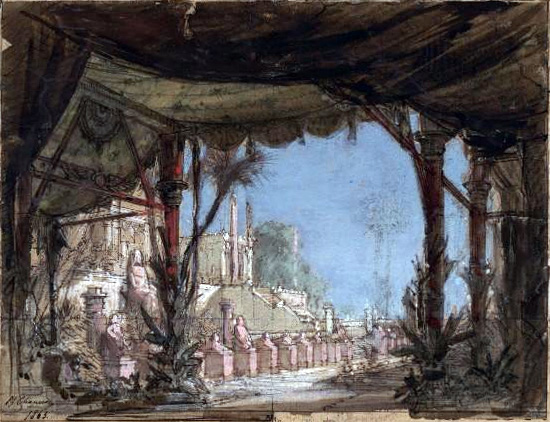
Diseño de decorado para Les troyens de Hector Berlioz, de Philippe Chaperon

Hector Berlioz se dedicó a la ópera épica. Inició cinco óperas, de las que solo terminó tres: Benvenuto Cellini (1838), sobre la vida del escultor renacentista, basada en su autobiografía; Les troyens (Los troyanos, 1856-1858), con libreto del propio Berlioz basado en La Eneida de Virgilio, una obra de larga duración que se dividió en dos partes para su estreno; y Béatrice et Bénédict (1862), también escrita por el propio compositor a partir de Mucho ruido y pocas nueces de Shakespeare. Fue autor también de La Damnation de Faust (La condenación de Fausto, 1846), una obra musical para orquesta, voces solistas y coro que suele representarse también en teatros de ópera.

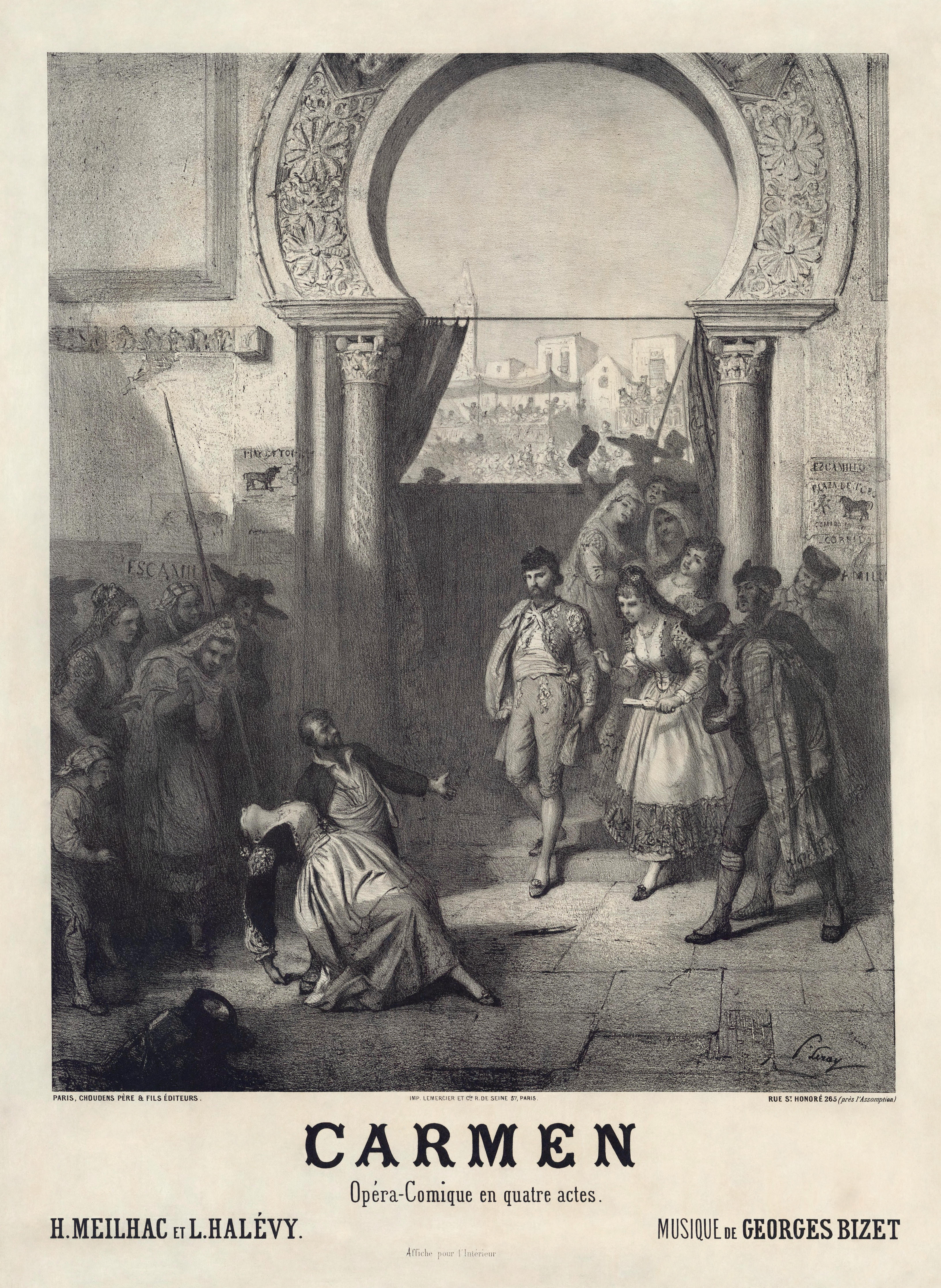
Cartel de Carmen (1875), de Georges Bizet

En una segunda generación —a veces denominada como Romanticismo tardío—, destacó Georges Bizet, un compositor prematuramente fallecido a los treinta y seis años, por lo que solo pudo completar seis óperas, aunque proyectó unas treinta. Fue discípulo de Halévy, quien le escribió su primer libreto, la opereta Le Docteur Miracle (1857). Residió por tres años en Italia, donde estrenó Don Procopio (1859), una ópera bufa. Su siguiente proyecto fue Les pêcheurs de perles (Los pescadores de perlas, 1863), ambientada en Ceilán, que reflejaba el gusto por el exotismo de la época. En 1865 realizó Ivan IV para el Théâtre Lyrique. En el mismo teatro estrenó dos años después La jolie fille de Perth (La bella muchacha de Perth), basada en una obra de Walter Scott. Otra apuesta por el exotismo fue Djamileh (1872), sobre una obra de Alfred de Musset, ambientada en Egipto. En 1875 estrenó su obra maestra, Carmen, basada en una novela de Prosper Mérimée, ambientada en la España folclórica de gitanos y bandoleros. Era una opéra-comique que, sin embargo, introdujo elementos realistas, acorde al naturalismo literario de la época, un fenómeno que en Italia daría el verismo. Introdujo músicas y bailes populares españoles, como una seguidilla, así como una habanera (L'amour est un oiseau rebelle), un género de procedencia cubana. Bizet murió tres meses después del estreno.
Charles Gounod se inició en la música eclesiástica, hasta que pasó a la ópera, con un total de doce obras en su carrera. Sus primeras obras fueron del género de la grand-opéra (Sapho, 1851; La nonne sanglante, 1854), pero no tuvieron mucho éxito, por lo que se pasó a la opéra-comique. Escogió una obra de Molière, Le médecin malgré lui, que estrenó en 1858. Le siguió Faust (1859), su obra maestra. De sus obras posteriores destacan Mireille (1864) y Roméo et Juliette (1867).

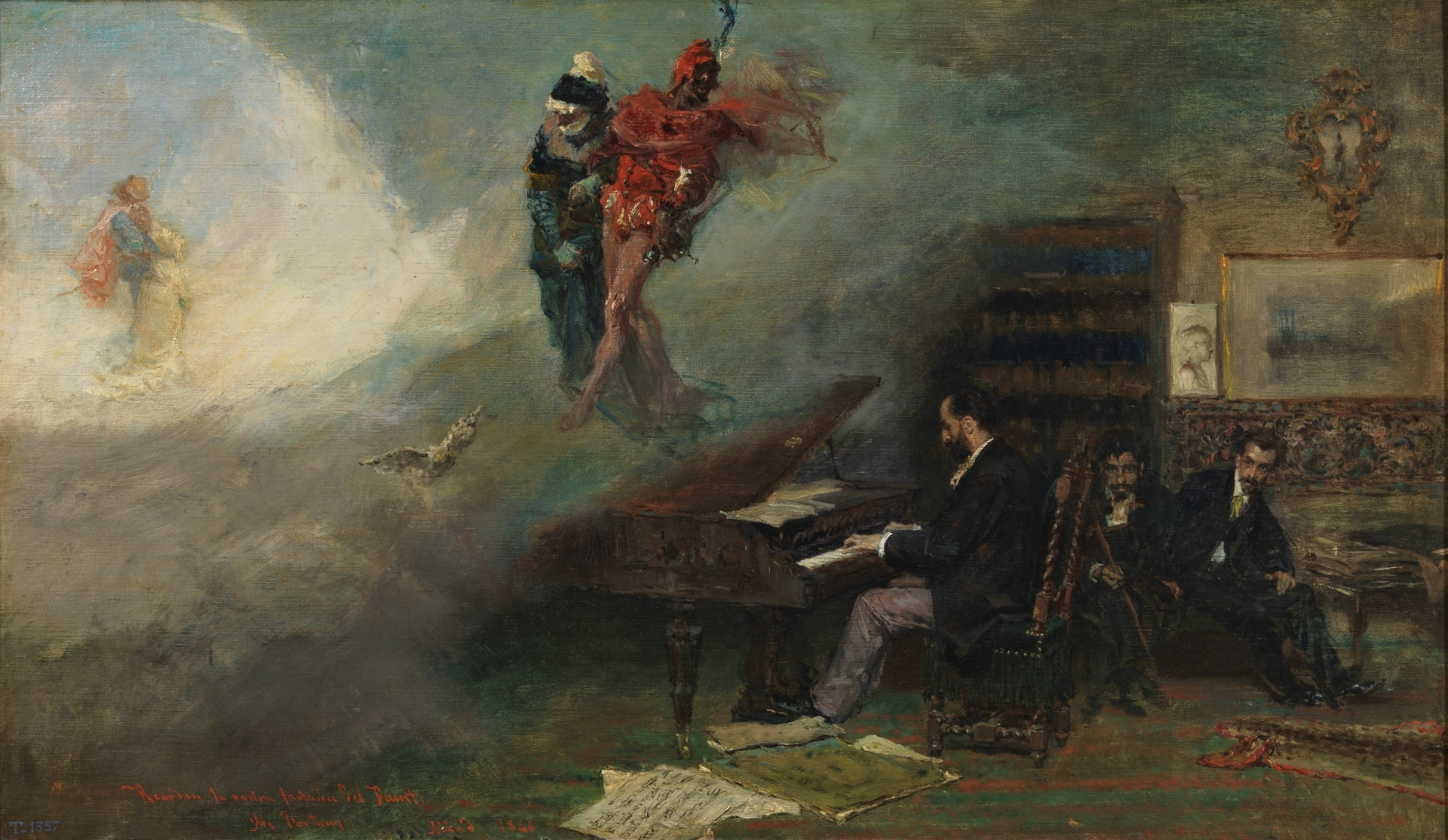
Fantasía sobre Fausto, de Mariano Fortuny (1866), óleo inspirado en la ópera Faust de Charles Gounod

Ambroise Thomas fue un clasicista, ferviente detractor de Wagner y de la música «moderna». Compuso nueve óperas, estrictamente basadas en la tradición francesa. Su primer éxito fue La double échelle (La doble escalera, 1837). Trató el género cómico con Le songe d'une nuit d'été (El suelo de una noche de verano, 1850), no basada en Shakespeare pese al título. Recibió la influencia de Gounod, como se aprecia en Mignon (1866) y Hamlet (1868).
Otro alemán, Jacques Offenbach, destacó en el género cómico. Inició su carrera musical como chelista, hasta que pasó a la composición. Dotado de un agudo sentido del arte dramático y buen conocedor de los gustos del público francés, se dedicó a la opereta, para lo que alquiló el Théâtre Marigny, que renombró como Bouffes-Parisiens, donde estrenó obras suyas y de otros compositores. En 1858 compuso Orphée aux enfers (Orfeo en los infiernos), una irreverente reinterpretación de los mitos clásicos griegos, que escandalizó al público purista de la grand-opéra. Le siguieron La belle Hélène (1864) y La vie Parisienne (1866). Con Les Contes d'Hoffmann (1881) intentó algo más serio, pero murió durante los ensayos. Contó como libretistas con Henri Meilhac y Ludovic Halévy, sobrino del compositor Fromental Halévy —autores también del libreto de Carmen de Bizet—. Otros exponentes de la opereta fueron: Edmond Audran (Le Grand Mogol, 1877; La Mascotte, 1880) y Alexandre Charles Lecocq (La fille de Madame Angot, 1872; Le petit duc, 1878).
Camille Saint-Saëns fue un niño prodigio como pianista y empezó a componer a los seis años. Fue un autor prolífico, que compuso trece óperas, además de música orquestal y vocal. Su primer éxito fue con la opereta La Princesse jaune (La princesa amarilla, 1872). Tras ella se pasó a la grand-opéra, con la que tuvo su mayor éxito con Samson et Dalila (1877), sobre el relato bíblico. En 1883 estrenó Henri VIII, sobre la relación entre Enrique VIII de Inglaterra y Ana Bolena.

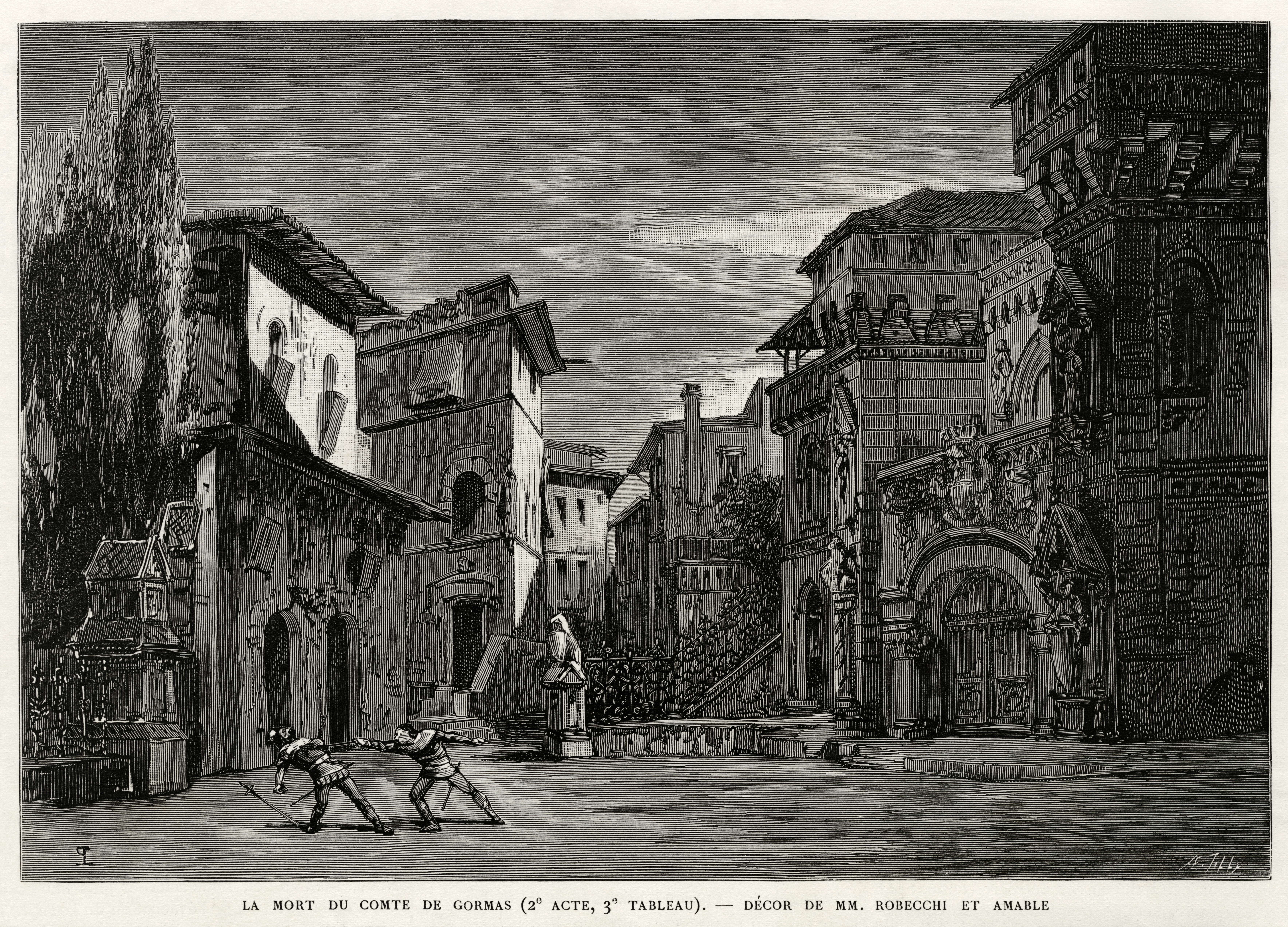
Escena del original de la producción de 1885 de Le Cid de Jules Massenet

Léo Delibes destacó sobre todo en la opereta y el ballet. Su primer éxito, Deux vieilles gardes (1856), ya denotó su facilidad para componer melodías. Su obra maestra fue Lakmé (1883), ambientada en la India colonial, que destacó por su exotismo.
Jules Massenet fue alumno de Ambroise Thomas, hecho que le decantó hacia la ópera. Su primer éxito fue Le roi de Lahore (1877). Le siguieron Hérodiade (1883) y Manon (1884). Tras recibir un encargo de la Ópera de París compuso Le Cid (1885). Tras Esclarmonde (1889) tuvo varios fracasos, hasta alcanzar de nuevo el éxito con Werther (1892), sobre la obra de Goethe. Gozó de igual fortuna con Thaïs (1894), de gusto orientalista, cuya Meditación es una de sus melodías más conocidas. Su siguiente éxito fue La Navarraise (1894), que incluía sonidos de cañón. Entre sus últimas obras destacan Sapho (1897), Cendrillon (1899), Chérubin (1905) y Don Quichotte (1909).
Emmanuel Chabrier estudió Derecho, pero con el tiempo se volcó en su mayor afición, la música. Gran admirador de Wagner, en 1886 estrenó Gwendoline, donde utilizó el leitmotiv wagneriano. Posteriormente se encaminó, sin embargo, hacia la música ligera de tono cómico, con la que consiguió su mayor éxito, Le roi malgré lui (El rey a su pesar, 1887).
Otros compositores del Romanticismo francés fueron: Adolphe Adam (Le Chalet, 1834; Le Postillon de Lonjumeau, 1836; Le toréador, 1849; Si j'étais roi, 1852), Félicien David (La perle du Brésil, 1851; Lalla-Roukh, 1862; Le Saphir, 1965), Vincent d'Indy (Le Chant de la cloche, 1886; Fervaal, 1897; L'Étranger, 1903), Benjamin Godard (Les Bijoux de Jeannette, 1878; Pedro de Zalaméa, 1884; Jocelyn, 1888; La Vivandière, 1893), Ferdinand Hérold (Zampa, 1831; Le Pré aux Clercs, 1832), Nicolas Isouard (Cendrillon, 1810; Jeannot et Colin, 1814), Édouard Lalo (Le Roi d'Ys, 1888), Jean-François Lesueur (Ossian, ou les Bardes, 1804) y Ernest Reyer (Sigurd, 1882; Salammbô, 1890).

#### Italia

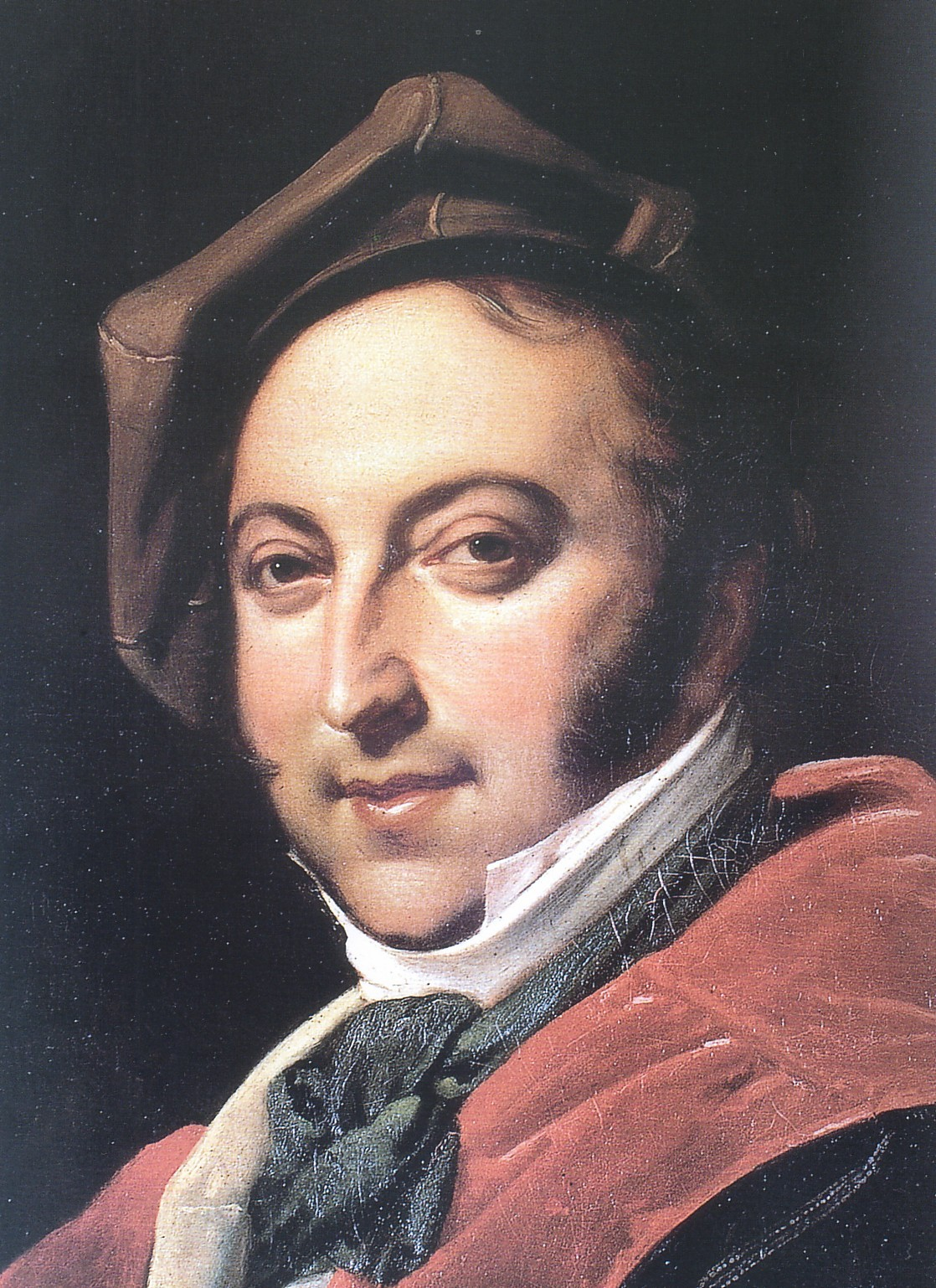
Gioachino Rossini

En Italia, el Romanticismo tuvo un componente marcadamente populista y nacionalista, en que la ópera fue un medio de reivindicación política para la unificación de la península, que tendría lugar en 1870. Fue la época del bel canto, del lucimiento de las voces, especialmente de soprano. Compositores como Rossini, Bellini y Donizetti fueron acérrimos defensores del bel canto, en una época en Europa en general en que cada vez cobraba mayor protagonismo la orquesta. Sin embargo, el bel canto clásico tuvo su final prácticamente con Rossini, mientras que Bellini y Donizetti introdujeron algunas innovaciones, como la sustitución del canto fiorito por el canto declamato, y la reserva de pasajes belcantistas para momentos de intensidad, como en la cabaletta o las llamadas arias «de locura», en todo caso con menor ornamento vocal.
El primer gran nombre del período fue Gioachino Rossini, un compositor a caballo entre el clasicismo y el Romanticismo. Estudió en el Liceo de Bolonia. Siguiendo los pasos de Paisiello y Cimarosa, enriqueció la orquesta con más instrumentos de viento. En 1810 estrenó en Venecia La cambiale di matrimonio, una farsa cómica en un acto, deudora de la ópera napolitana, pero con el nuevo espíritu romántico, más dinámico, con un ritmo más marcado y con las gradaciones tonales introducidas por la escuela de Mannheim. Esta obra gustó tanto a los tradicionales como a los partidarios de la innovación, a quienes agradó su agilidad tímbrica y su ritmo vivaz.  Le siguieron L'equivoco stravagante (1811), L'inganno felice (1812), La scala di seta (1812), L'occasione fa il ladro (1812) e Il signor Bruschino (1813). Tras una ópera seria, Ciro in Babilonia (1812), en Tancredi, estrenada al año siguiente en el teatro La Fenice de Venecia, abandonó los esquemas clásicos y dio la estructura de la ópera bufa a la seria, con arias, cabalette y recitativo con orquesta. También introdujo cambios en la estructura habitual de la ópera bufa, en La pietra del paragone (1812) y L'italiana in Algeri (1813). Il turco in Italia (1814) es una farsa teatral, donde aparece el libretista haciendo ver que escribe la ópera mientras se desarrolla. Ese año compuso su última ópera seria al estilo tradicional: Aureliano in Palmira, que aún incluía un castrato en su reparto, el cual añadió diversas ornamentaciones que no agradaron al compositor, por lo que desde entonces compuso él mismo los ornatos musicales, cerrando las puertas a las improvisaciones de los cantantes. Con esta obra, Rossini abandonó los temas históricos y mitológicos propios de la ópera seria tradicional y empezó a elaborar obras de corte contemporáneo, basadas en la nueva literatura romántica; un primer caso sería Elisabetta, regina d'Inghilterra (1815).
En 1816 estrenó en el Teatro Argentina de Roma Il barbiere di Siviglia (El barbero de Sevilla), sobre la obra de Beaumarchais, uno de sus mayores éxitos, de género bufo, al igual que La Cenerentola (1817), basada en el cuento La Cenicienta de Charles Perrault. La gazza ladra (La urraca ladrona, 1817) fue una ópera semiseria, de argumento romántico, pero con elementos cómicos; cultivó el mismo género en Matilde di Shabran (1821). Con Mosè in Egitto (1818) elaboró un nuevo híbrido, que denominó «azione sacrotragica». En género serio elaboró Otello (1816), La donna del lago (1819), Maometto secondo (1820, reconvertida en 1826 en Le Siège de Corinthe), Zelmira (1822) y Semiramide (1823). Inició entonces un viaje de varios años que le llevó a Viena, París, Londres y de nuevo París, donde estrenó Le comte Ory (1828) y Guillaume Tell (1829). En sus obras, Rossini eliminó el recitativo sin acompañamiento musical, por lo que estaban musicalizadas de principio a fin. Introdujo el llamado «crescendo Rossini», un crescendo gradual en que un mismo tema se repetía sucesivamente aumentando la intensidad. También introdujo coros, que se pusieron de moda, situados generalmente entre el aria y la cabaletta y entre las dos partes de la cabaletta. Dejó de componer a los treinta y seis años y vivió de sus ganancias desde entonces.

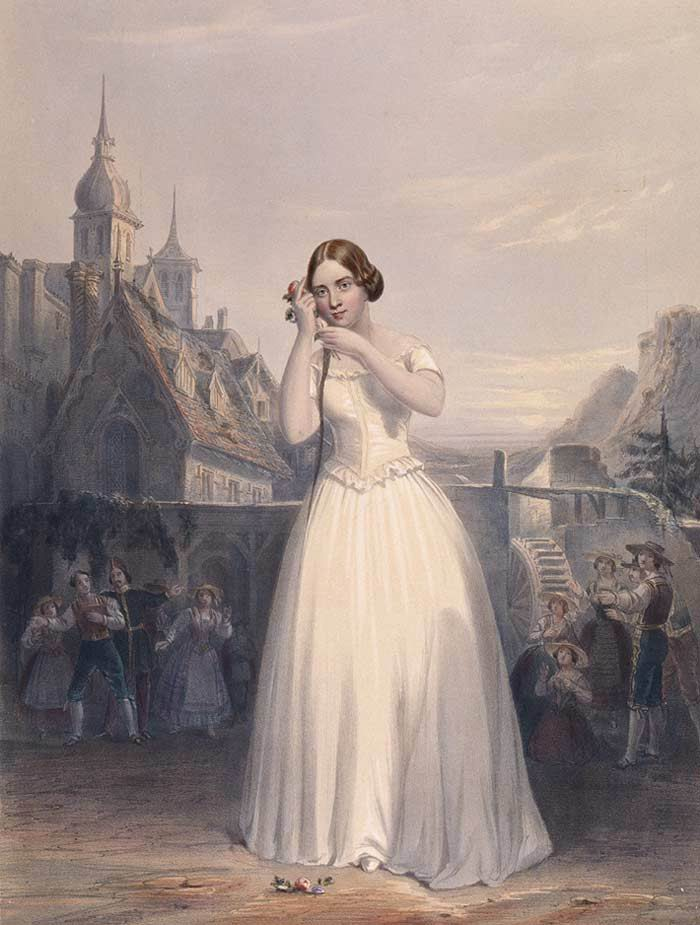
Jenny Lind interpretando La sonnambula de Vincenzo Bellini

Las siguientes figuras del Romanticismo fueron Vincenzo Bellini y Gaetano Donizetti. Bellini realizó obras más sentimentales y melancólicas, de evocación onírica, con frases entrecortadas, irregulares, flotando la voz sobre la melodía. Se le considera el maestro del bel canto, por sus largas y líricas melodías vocales. Tras dos óperas por las que empezó a ser reconocido (Adelson e Salvini, 1825; y Bianca e Fernando, 1826), cosechó su primer éxito con Il pirata (1827), representada en La Scala de Milán. Le siguieron dos fracasos: La straniera (1829) y Zaira (1829). En 1830 estrenó en Venecia I Capuleti e i Montecchi (Capuletos y Montescos), una tragedia lírica con libreto de Felice Romani. Sus siguientes obras fueron plenamente románticas, con el argumento común de la muerte de uno de los amantes y la sublimación del amor. La sonnambula (1831) fue una ópera semiseria, basada en un guion para una pantomima-ballet de Eugène Scribe. Del mismo año es Norma, su obra más famosa, con libreto igualmente de Romani, que incluye la famosa aria Casta Diva. En 1833, Beatrice di Tenda no cosechó el éxito esperado. Su última obra, I Puritani (1835), la compuso y estrenó en París, donde obtuvo un gran éxito. Murió a los treinta y cuatro años.
Donizetti alcanzó su primer éxito con su octava ópera, Zoraida di Granata (1822), gracias a la cual consiguió un contrato para componer óperas para varios teatros de Nápoles. Se decicó entonces a componer óperas generalmente cómicas, que denotaban la influencia de Rossini y Bellini, como L'ajo nell'imbarazzo (1824) y Viva la mamma! (1827). También abordó el género serio con Emilia di Liverpool (1824) e Il castello di Kenilworth (1829). Con Anna Bolena (1830) tuvo su primer éxito internacional, e inició una línea argumental basada en personajes de carácter humano —especialmente mujeres en el papel de heroína—, tratados psicológicamente. Esta obra le abrió las puertas para otras ciudades: así, compuso para Milán L'elisir d'amore (1832), una comedia sentimental con libreto de Felice Romani, donde humanizó de igual manera los personajes de la ópera bufa; incluye el aria Una furtiva lagrima, una de las más famosas de la ópera. Probó entonces con el género dramático con la sombría Lucrezia Borgia (1833), basada en una historia de Victor Hugo. Le siguieron Parisina d'Este (1833), Torquato Tasso (1833) y Maria Stuarda (1834). Poco después se inspiró en la grand-opéra francesa para Lucia di Lammermoor (1835), basada en una novela de Walter Scott (con libreto de Salvatore Cammarano). Le siguieron Il campanello (1836), Belisario (1836), Pia de' Tolomei (1837), Roberto Devereux ossia il conte d'Essex (1837), Maria di Rudenz (1838) y Poliuto (1838). Viajó a París, donde estrenó La Fille du régiment (1840) y La favorite (1840), en la que introdujo el do de pecho e inició la época dorada de los tenores. Pasó por Viena, donde fue nombrado Kapellmeister. En 1841 estrenó Maria Padilla y, al año siguiente, Linda di Chamounix. Le siguió Maria di Rohan (1843). De vuelta a su país retomó el género cómico con Don Pasquale (1843). Entre sus últimas obras destacan: Caterina Cornaro (1844) y Dom Sébastien, roi de Portugal (1843). Compuso en total sesenta y siete óperas. En sus obras están presentes los adornos musicales del bel canto, pero compuso escenas dramáticas vibrantes, donde la música potencia el efecto de la voz. Sus melodías eran cristalinas, vivaces, con un magnetismo vigente hoy día.
En los inicios del Romanticismo destacaron también Saverio Mercadante y Giovanni Pacini. Mercadante estudió en Nápoles y fue animado a componer óperas por Rossini. Su primer éxito fue L'apoteosi d'Ercole (1819). Le siguieron Elisa e Claudio (1821) y Donna Caritea, regina di Spagna (1826). En 1827 se instaló en España, donde estrenó Il posto abbandonato ese mismo año. De vuelta a su país en 1831, obtuvo un gran éxito al año siguiente con I normanni a Parigi. En 1837 estrenó en Milán Il giuramento, su obra maestra. Tras la muerte de Bellini y la instalación de Donizetti en París fue por unos años el compositor más famoso de su país, con obras como Le due illustri rivali (1838), Elena de Feltre (1838), Il bravo (1839), La Vestale (1840), Il reggente (1843), Leonora (1844) y Gli Orazi e i Curiazi (Horacios y Curiacios, 1846). Pacini obtuvo una gran éxito en 1824 en Nápoles con Alessandro nell'Indie, lo que valió ser nombrado director del Teatro San Carlo de dicha ciudad. Su obra maestra fue Saffo (1840). Otras obras suyas fueron: La fidanzata corsa (1842), Medea (1843), Lorenzino de' Medici (1845) y Buondelmonte (1845).
Los hermanos Luigi y Federico Ricci compusieron diversas obras tanto juntos como por separado, y se les recuerda como autores de la última ópera bufa tradicional: Crispino e la comare (1850).

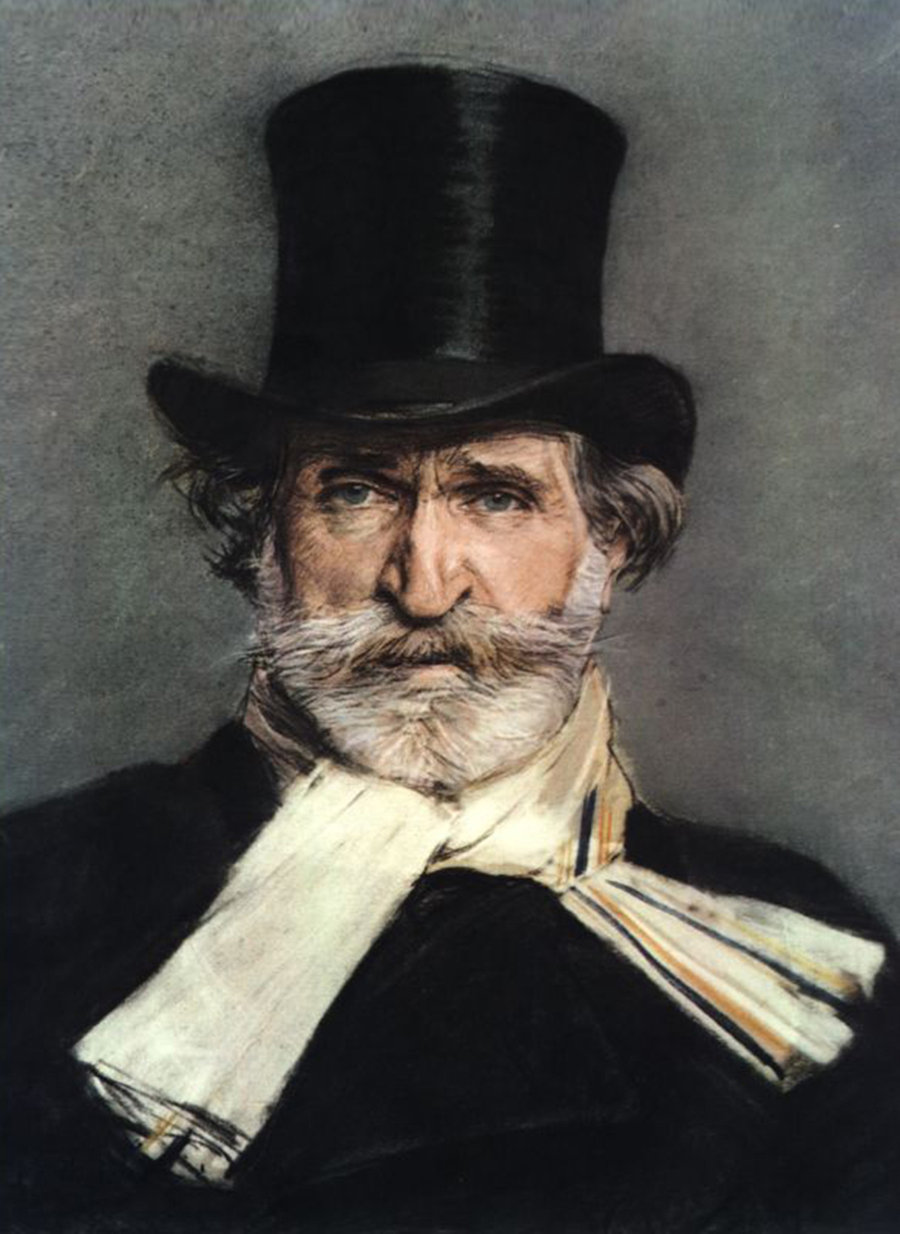
Giuseppe Verdi

El Romanticismo tardío estuvo dominado en Italia por la figura de Giuseppe Verdi. Se inició en la ópera romántica de aire bufo, con su estructura recitativo-aria-cabaletta, con temas inspirados generalmente en la Italia medieval. Su obra inicial denotó la influencia de Rossini y continuó las formas típicas del bel canto. Sin embargo, paulatinamente fue evolucionando hacia las formas del drama musical, restando protagonismo al aria —de la que no llegó a desprenderse, como hizo Wagner— y potenciando la melodía. Las óperas de Verdi tenían un fuerte componente nacionalista, que convirtieron sus obras en alegatos contra la ocupación extranjera de varias regiones de Italia, hecho que lo convirtió en un símbolo del Risorgimento, el proceso que condujo a la unificación de Italia.
Tras una primera ópera que nunca se representó (Rocester, 1836), con Oberto, Conte di San Bonifacio (1839) tuvo un clamoroso éxito en La Scala de Milán. En cambio, su siguiente obra, Un giorno di regno (1840), fracasó. Repitió el éxito con Nabucco (1842), con la que se inició su vinculación con la política: el argumento basado en el cautiverio hebreo en Babilonia fue comparado con los italianos, bajo dominio extranjero en buena parte de sus territorios. Incluye el famoso coro Va, pensiero. Le siguió I Lombardi alla prima crociata (1843). Ernani (1844) fue su obra más plenamente romántica, basada en una obra de Victor Hugo. Las siguientes óperas que compuso fueron: I due Foscari (1844), Giovanna d'Arco (1845), Alzira (1845), Attila (1846) e I masnadieri (1847). En Macbeth (1847) introdujo una soprano de voz fea, acorde con el personaje de Lady Macbeth, con lo que rompió con el bel canto. Fue su primera obra basada en Shakespeare, del que era un gran admirador. Con Luisa Miller (1849) y Stiffelio (1850) abandonó el Romanticismo en busca de un mayor realismo.
Vinieron a continuación sus tres obras maestras: Rigoletto (1851), Il trovatore (1853) y La Traviata (1853) son dramas más realistas, que se atienen más al aspecto histórico. La primera, basada en la obra de Victor Hugo El rey se divierte, giraba en torno a un bufón supersticioso sobre el que recae una maldición. Incluye un motiv o «motivo evocador», un pasaje asociado a algún aspecto de la ópera, antecedente del leitmotiv wagneriano, que aparece por ejemplo en la famosa aria La donna è mobile. Il trovatore se basó en una obra de Antonio García Gutiérrez sobre un trovador medieval. Compuesta en solo treinta días, contiene una amplia gama de melodías, que incluyen el famoso coro de gitanos con sus golpes de yunque. La Traviata se basó en La dama de las camelias de Alexandre Dumas, una obra polémica por tener de protagonista a una cortesana tuberculosa, con lo que Verdi se anticipó al verismo de fin de siglo. Incluye el famoso dúo Libiamo ne' lieti calici, también conocido como el «brindis».

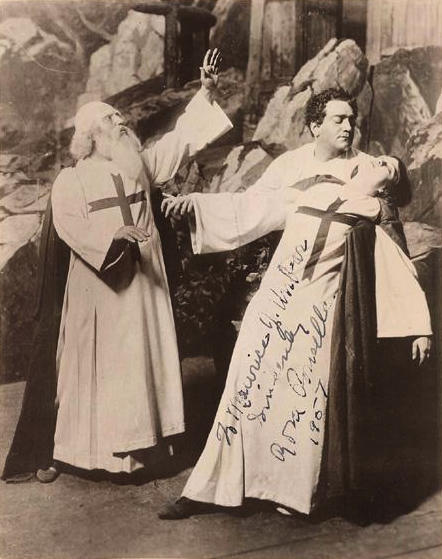
Rosa Ponselle y Enrico Caruso interpretando La forza del destino de Giuseppe Verdi

Su siguiente obra fue Les vêpres siciliennes (Las vísperas sicilianas, 1855), estrenada en París, basada en un libreto de una ópera que Donizetti dejó inacabada al morir (Le duc d'Albe). Le siguió Simon Boccanegra (1857), basada también en una obra de García Gutiérrez, una ópera oscura que no gustó al público. Un ballo in maschera (1859) estaba inspirado en el asesinato de Gustavo III de Suecia durante un baile de máscaras; al contener un regicidio fue censurada en Nápoles, por lo que tuvo que estrenarla en Roma. La forza del destino (1862), basada en textos de Ángel de Saavedra y Friedrich von Schiller, fue un encargo del Teatro Imperial de San Petersburgo, donde fue estrenada. Don Carlo (1867) se basó en el drama Don Carlos de Schiller, sobre el trágico destino del hijo primogénito de Felipe II de España. Aida (1871), ambientada en el Antiguo Egipto, fue una de sus producciones más grandiosas. Fue un encargo del jedive de Egipto, Ismail Pachá, para inaugurar el Teatro Real de la Ópera de El Cairo, construido en conmemoración de la apertura del canal de Suez; sin embargo, Verdi no llegó a tiempo y no fue estrenada hasta dos años más tarde. Sus dos últimas óperas se basaron en obras de Shakespeare: Otello (1887) y Falstaff (1893), ambas con libretos de Arrigo Boito. La primera fue la culminación de sus grandes óperas, mientras que Falstaff —basada en Las alegres comadres de Windsor y Enrique IV— la compuso como entretenimiento, su segunda obra cómica tras el fracaso de Un giorno di regno. Verdi trabajó con varios libretistas (Temistocle Solera, Salvatore Cammarano, Francesco Maria Piave, Eugène Scribe), con los que a menudo tuvo conflictos, ya que era muy exigente con los textos que musicalizaba. En ocasiones, escribió sus propios argumentos, que luego pasaba a un libretista solo para que los versificara.
Tras Verdi destacó la labor de dos compositores que ya preludiaban un cierto cambio de estilo que se concretaría a finales de siglo con el verismo: Arrigo Boito y Amilcare Ponchielli. Boito fue compositor y libretista, autor de los libretos de las últimas óperas de Verdi. Su primera ópera fue Mefistofele (1868), basada en el Fausto de Goethe, que fracasó, por lo que abandonó temporalmente la composición y se dedicó a la escritura. Sin embargo, tras unas revisiones y gracias al apoyo de Verdi, en 1875 la reestrenó, y esta vez sí cosechó un éxito. Dos años después empezó Nerone, en la que trabajó durante cuarenta años hasta su fallecimiento. Completada por Vincezo Tommasini y Arturo Toscanini, fue estrenada en 1924. Ponchielli compuso nueve óperas, aunque solo triunfó con una, La Gioconda (1876), basada en una obra de Victor Hugo adaptada para libreto por Arrigo Boito. Su primera obra, I promessi sposi (1856), tuvo escaso éxito. I Lituani (1874) tuvo buena acogida, pero no permaneció en el repertorio operístico. Probó el orientalismo con Il figliuol prodigo (1880) y el género cómico con Marion Delorme (1885).
Otros compositores italianos de la época fueron: Luigi Arditi (I briganti, 1840; Gulnara, 1848; La spia, 1856), Giovanni Bottesini (Cristoforo Colombo, 1848; Marion Delorme, 1864), Antonio Cagnoni (Don Bucefalo, 1847; Papà Martin, 1871), Michele Carafa (Jeanne d'Arc, 1821; Le nozze di Lammermoor, 1829), Carlo Coccia (Maria Stuarda, 1833; Caterina di Guisa, 1833), Filippo Marchetti (Ruy Blas, 1869), Francesco Morlacchi (Il barbiere di Siviglia, 1816; Tebaldo ed Isolina, 1820; La gioventù di Enrico V, 1823), Carlo Pedrotti (Fiorina, 1851; Tutti in maschera, 1869), Errico Petrella (Mario Visconti, 1854; Jone, 1858), Lauro Rossi (I falsi monetari, 1846; Il dominò nero, 1849; La sirena, 1855; Lo zingaro rivale, 1867) y Nicola Vaccai (Giulietta e Romeo, 1825).

#### Países germánicos

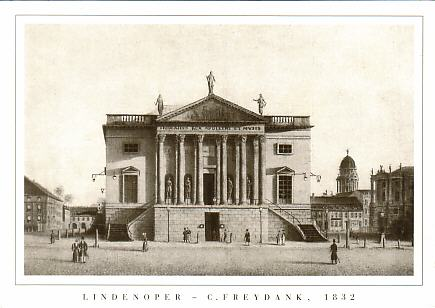
Staatsoper Unter den Linden, Berlín (1832)

En Alemania, la actividad musical estuvo repartida entre los diversos estados en que estaba dividida la nación, hasta la unificación del país en 1871, que comportó un mayor patrocinio cultural de la casa reinante, los Hohenzollern, hasta entonces reyes de Prusia. Durante esta centuria se fue abandonando progresivamente la influencia italiana, hasta entonces predominante, sobre todo gracias a la obra de Richard Wagner. En Austria, tras la disolución del Sacro Imperio Romano Germánico, se formó el Imperio austrohúngaro, gobernado igualmente por los Habsburgo. En 1869 se inauguró la Wiener Staatsoper (Ópera Estatal de Viena), que enseguida se convirtió en uno de los centros más activos de la ópera europea; y, en 1898, la Wiener Volksoper (Ópera Popular de Viena), dedicada a la opereta y el ballet.

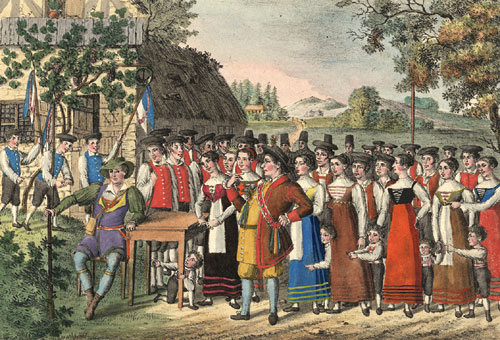
Representación de Der Freischütz de Carl Maria von Weber (1822)

Carl Maria von Weber es considerado el creador de la ópera nacional alemana. Fue director del Teatro de la Ópera de Dresde, desde donde impulsó varias reformas en la ópera, como la disposición de la orquesta y el coro, y un programa de ensayos que potenciaba que los intérpretes estudiasen antes el drama que la música. Escribió su primera ópera a los doce años, Der Macht der Liebe und des Weins (El poder del amor y del vino, 1798), a la que siguieron Das Waldmädchen (La chica del bosque, 1800, que posteriormente remodeló y retituló Silvana, 1810), Peter Schmoll und seine Nachbarn (Peter Schmoll y sus vecinos, 1803) y Abu Hassan (1811). Su principal ópera es Der Freischütz (El cazador furtivo, 1821), un tema basado en leyendas populares: toda la acción transcurre en un bosque, con elementos alusivos a la naturaleza, el misterio, la magia y el populismo, todos los ingredientes necesarios para una ópera romántica. Con esta ópera, Weber creó la ópera nacional alemana y, al mismo tiempo, la primera ópera plenamente romántica. Su siguiente ópera, Euryanthe (1823), no tuvo tanto éxito. Su última ópera, Oberon (1826), encargada en inglés por la Royal Opera de Londres, está basada en El sueño de una noche de verano de Shakespeare. Excepto en Alemania, sus óperas no son muy representadas hoy día, pero sus oberturas aún gozan de justa fama como piezas sinfónicas.
En los inicios del Romanticismo alemán cabe destacar la obra de Johann Simon Mayr, Ludwig Spohr y Heinrich Marschner. Mayr estudió en Italia, donde Piccinni le animó a componer ópera. Su primer éxito fue Saffo (1794), a la que siguió Ginevra di Scozia (1801). Su obra maestra fue Medea in Corinto (1813), tras lo que sus óperas se representaron por toda Europa y en Nueva York. Su obra influyó en Rossini. Spohr obtuvo un primer éxito con Faust (1816), la primera adaptación operística de la obra de Goethe. Director musical de la Ópera de Fráncfort, estrenó allí Zemire und Azor (1819). Posteriormente pasó a Kassel, donde desarrolló el resto de su carrera: Jessonda (1823), Der Berggeist (El espíritu de la montaña, 1825), Pietro Albano (1827), Der Alchymist (El alquimista, 1830). Marschner tuvo la suerte de que Weber estrenase su primera ópera en Dresde: Heinrich IV und d'Aubigné (1818). Tras algunos fracasos, cosechó un gran éxito con Der Vampyr (1828), basado en El vampiro (1819) de John William Polidori, que denota la influencia de Der Freischütz de Weber. Su tercer éxito fue Hans Heiling (1833), basada en una leyenda bohemia.

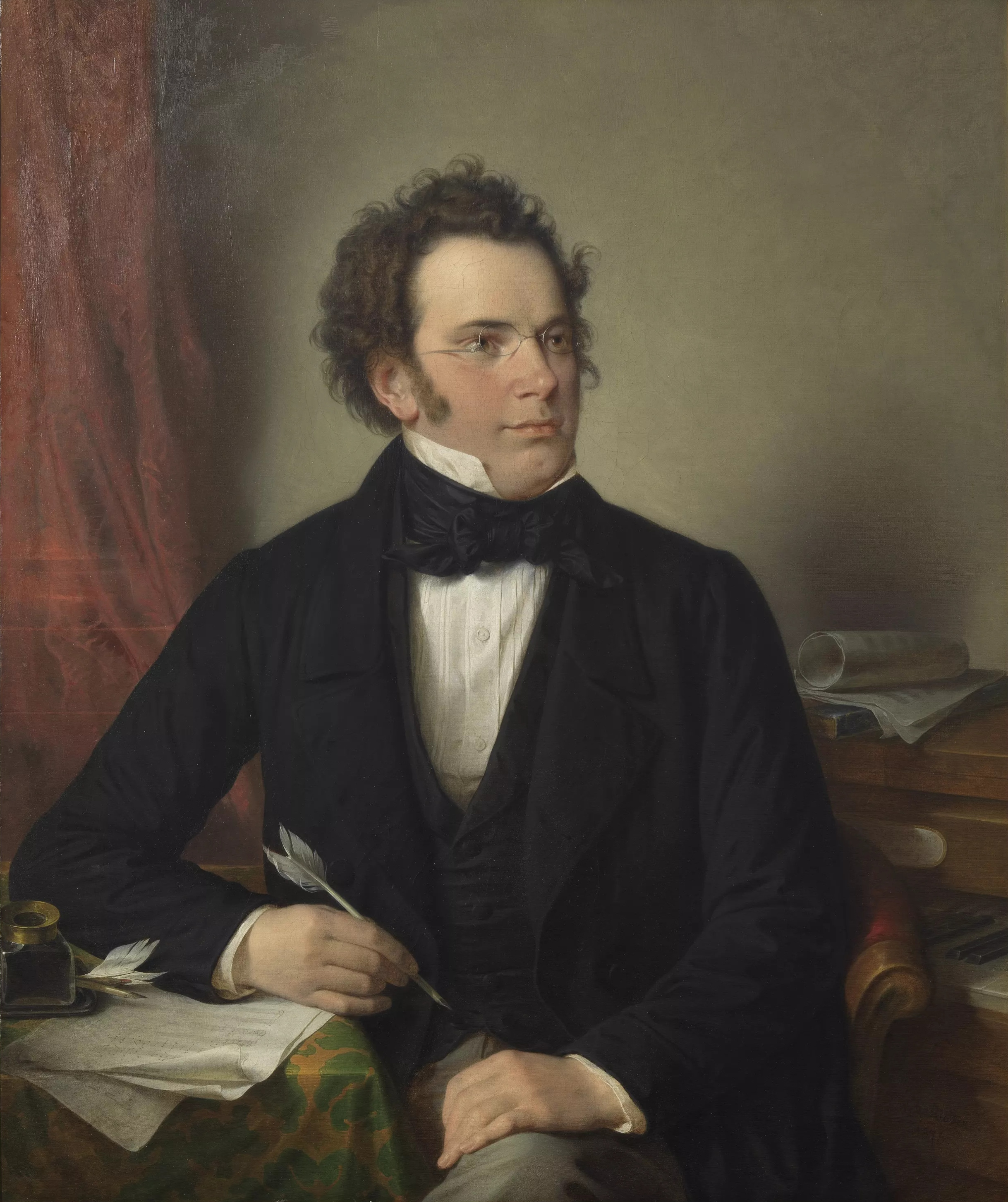
Franz Schubert

El austríaco Franz Schubert fue uno de los más destacados compositores románticos, famoso por sus lieder. A los diecisiete años compuso la «ópera mágica» Des Teufels Lustschloß (El palacio de placer del demonio, 1814). Le siguió la opereta Die Zwillingsbrüder (Los hermanos gemelos, 1819). Pasó al melodrama con Die Zauberharfe (El arpa mágica, 1820), que fue un fracaso. Alfonso und Estrella (1822) y Fierrabras (1823) no llegaron a estrenarse en vida del compositor, pese a la belleza de sus melodías; en general, a Schubert le solían fallar los argumentos, que no estaban a la altura de su música. Su mayor éxito fue Die Verschworenen (Los conspiradores, 1823), basada en la Lisístrata de Aristófanes.
Otros famosos compositores románticos, como Felix Mendelssohn, Robert Schumann y Franz Liszt, incursionaron ocasionalmente en la ópera. Mendelssohn compuso óperas sobre todo en su juventud, con singspiele como Die Soldatenliebschaft (El amor del soldado, 1820), Die beiden Pädagogen (Los dos educadores, 1821), Die wandernden Komödianten (Los comediantes errantes, 1822), Der Onkel aus Boston, oder Die beiden Neffen (El tío de Boston, o los dos sobrinos, 1823) y Die Hochzeit des Camacho (La boda de Camacho, 1825). También compuso Die Heimkehr aus der Fremde (El regreso del extranjero, 1829), un liederspiel, un género menor del singspiel basado en canciones (lieder). Schumann, que destacó sobre todo como músico sinfónico, compuso una única ópera, Genoveva (1850). Liszt, de origen húngaro, fue además de compositor un virtuoso pianista y director de orquesta. Realizó también una única ópera, Don Sanche (1825), en un acto. El novelista Ernst Theodor Amadeus Hoffmann, también compositor, realizó diversos singspiele, como Dirna (1809), Aurora (1813) y Undine (1816).
Las siguientes figuras del período fueron Albert Lortzing, Carl Otto Nicolai y Friedrich von Flotow. Lortzing fue compositor y director de orquesta, de formación casi autodidacta. Su primera obra fue Ali Pascha von Janina (1824). En 1837 estrenó dos óperas cómicas: Die beiden Schützen (Los dos escuderos) y Zar und Zimmermann (Zar y carpintero). Desde 1839 compuso una ópera por año, entre las que destacan: Hans Sachs (1841), Der Wildschütz (El cazador del bosque, 1842), Undine (1845) y Der Waffenschmied (El maestro armero, 1846). Su obra fue aún heredera en buena medida de Mozart. Nicolai fue organista en Roma, donde se aficionó a la ópera. Compaginó su actividad como compositor con la de director de orquesta, principalmente en el Hofoper de Viena. Su primer éxito fue Enrico II (1839). En 1849 —año de su fallecimiento— logró su obra maestra: Die lustigen Weiber von Windsor (Las alegres comadres de Windsor), basada en la comedia homónima de Shakespeare. Flotow estudió en París, por lo que sus obras siguieron el estilo francés. Fue famoso por sus temas pegadizos, como en Alessandro Stradella (1844), su primer éxito internacional. Establecido en Viena, estrenó Martha (1847), su obra maestra, que incluía la canción popular Die letzte rose (La última rosa). Fue un compositor ecléctico, que aglutinó la gracia de la opéra-comique francesa, el lirismo italiano y la rica orquestación germánica.

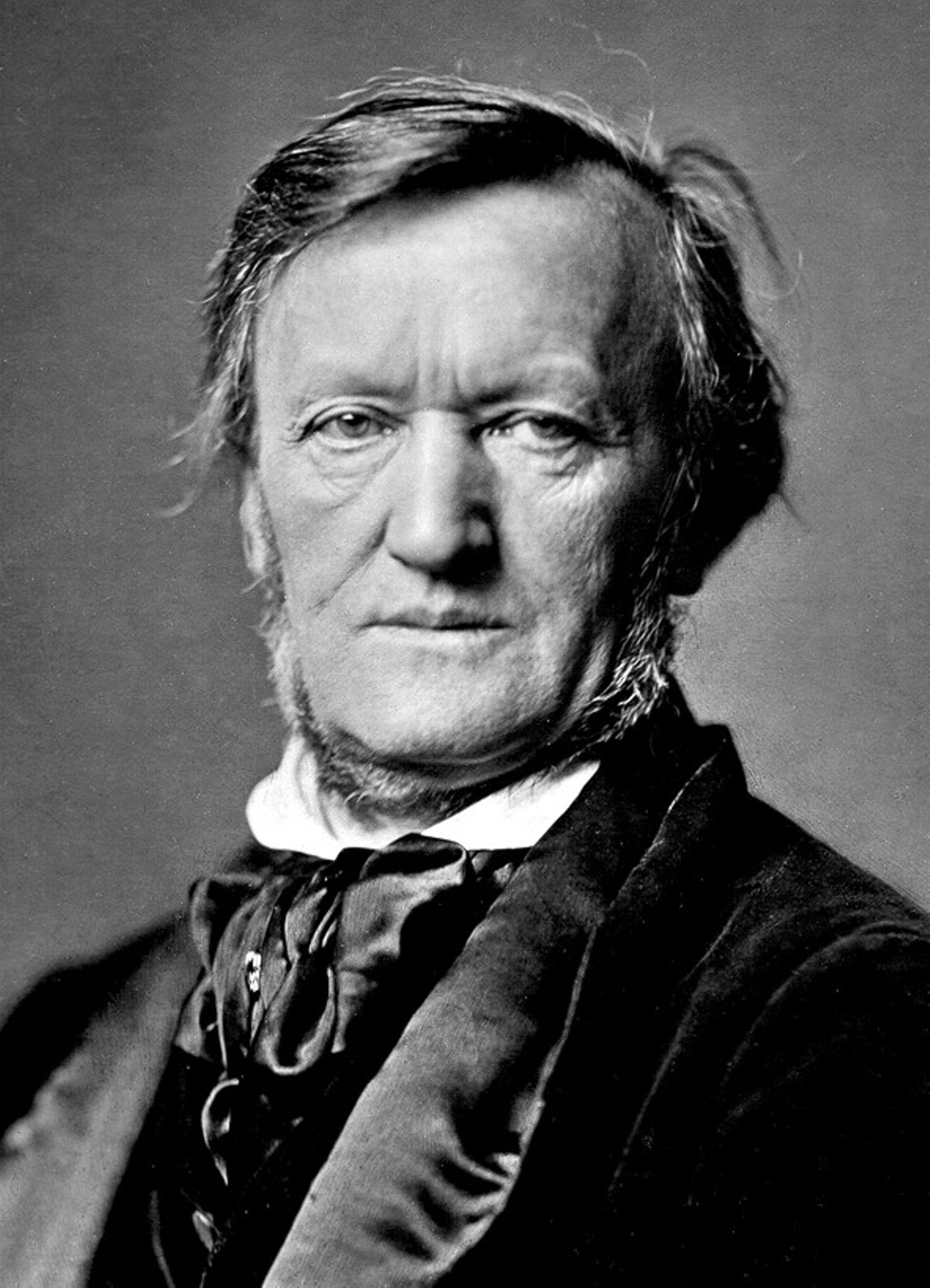
Richard Wagner

En una segunda generación destacó la figura de Richard Wagner. Fue compositor, director de orquesta y crítico musical en la Gazette musicale. Dio a la ópera cotas de gran brillantez, con la pretensión de hacer una «obra de arte total» (Gesamtkunstwerk) que aunase música, poesía, drama, filosofía, escenografía y otras artes, teoría que plasmó en su ensayo Ópera y drama (1851). A Wagner no le gustaba el término ópera, prefería el de «drama musical» (Musikdrama). Abandonó el singspiel por la orquesta sinfónica, siguiendo el modelo de la ópera grandilocuente de Giacomo Meyerbeer. Renovó la orquesta operística, a la que añadió la tuba wagneriana. En su tetralogía de los Nibelungos llegó a conformar una orquesta de ciento quince instrumentos. Tal potencia orquestal presentaba serias dificultades a la voz humana para estar a la altura, por lo que sus intérpretes necesitaron un entrenamiento especial, lo que conllevó la aparición de dos nuevas figuras vocales: la soprano wagneriana y el tenor heroico o wagneriano (heldentenor). Crítico con la ópera italiana, que consideraba artificiosa y convencional, en sus obras suprimió el aria, así como el concepto de «números cerrados», de episodios aislados del resto, creando en cambio obras de una fluencia continua, un todo integrado que discurría de principio a fin con un único concepto musical; incluso los intermedios estaban conectados con el resto de la composición. A este sistema se le denomina «transcomposición» (en alemán: Durchkomposition), y fue utilizado por numerosos compositores desde Wagner. Era tan meticuloso con sus representaciones que fue el primero en oscurecer la sala y focalizar la atención del espectador en el escenario. Igualmente, prohibió los aplausos durante la representación, que estaban permitidos solo al final. Otra de las innovaciones de Wagner fue el leitmotiv, un pasaje donde asociaba un determinado motivo musical con una idea recurrente (un personaje, un sentimiento, un objeto, una situación escénica). Desarrolló este concepto mientras componía las tres primeras partes de El anillo del nibelungo y lo aplicó desde entonces a todas sus óperas. Cabe destacar que Wagner escribía sus propios libretos, por lo que controlaba todos los aspectos de la obra.

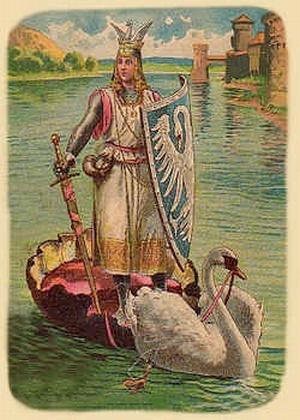
Postal con la imagen de Lohengrin

Tras un primer intento de ópera inacabada (Die Hochzeit [La boda], 1832) y otra que no estrenó (Die Feen [Las hadas], 1833), su primer estreno, Das Liebesverbot (La prohibición de amar, 1836), fue un fracaso. Tras viajar por Noruega, Londres y París, compuso Rienzi (1842) y Der fliegende Holländer (El holandés errante, 1843). Esta ópera inició una serie de obras de temas germánicos ambientados generalmente en la Edad Media, con amores románticos que presentan una moraleja recurrente: la redención por amor a través de la muerte. En 1843 fue nombrado maestro de capilla en Dresde. En 1845 estrenó Tannhäuser, sobre un trovador medieval. Le siguió Lohengrin (1850), sobre la búsqueda del Santo Grial, la primera en que eliminó las arias y recitativos, con escenas melódicas continuas. Tras participar en la Revolución liberal de 1849, se vio obligado a exiliarse, por lo que se instaló en Zúrich (Suiza). Su siguiente ópera, Tristan und Isolde (1865), fue una obra difícil para el público, donde introdujo disonancias armónicas que confundían al espectador, con una melodía que se pierde en el infinito.
Su siguiente proyecto fue la tetralogía Der Ring des Nibelungen (El anillo del nibelungo), compuesta por Das Rheingold (El oro del Rin, 1851-1854), Die Walküre (La valquiria, 1851-1856), Siegfried (Sigfrido, 1851-1857 y 1864-1871) y Götterdämmerung (El ocaso de los dioses, 1848-1852 y 1869-1874), que pudo desarrollar gracias al mecenazgo de Luis II de Baviera. Basada en la epopeya medieval Cantar de los Nibelungos, el planteamiento inicial para una sola ópera se extendió a cuatro por la vastedad del argumento. Wagner se alejó del relato legendario y lo adaptó a su ideal anarquista, en el que el mito equivalía a cambio social, a la lucha universal entre las fuerzas reaccionarias y la evolución humanista. Para ello se inspiró también en las Eddas nórdicas, de las que tomó el verso aliterativo stabreim. La tetralogía le llevó veintiséis años de trabajo, y su representación le llevó serias dificultades por la enormidad de las obras: hasta 1876 no estrenó el ciclo completo en el Festspielhaus de Bayreuth, un nuevo teatro patrocinado por él para la reproducción de sus óperas.

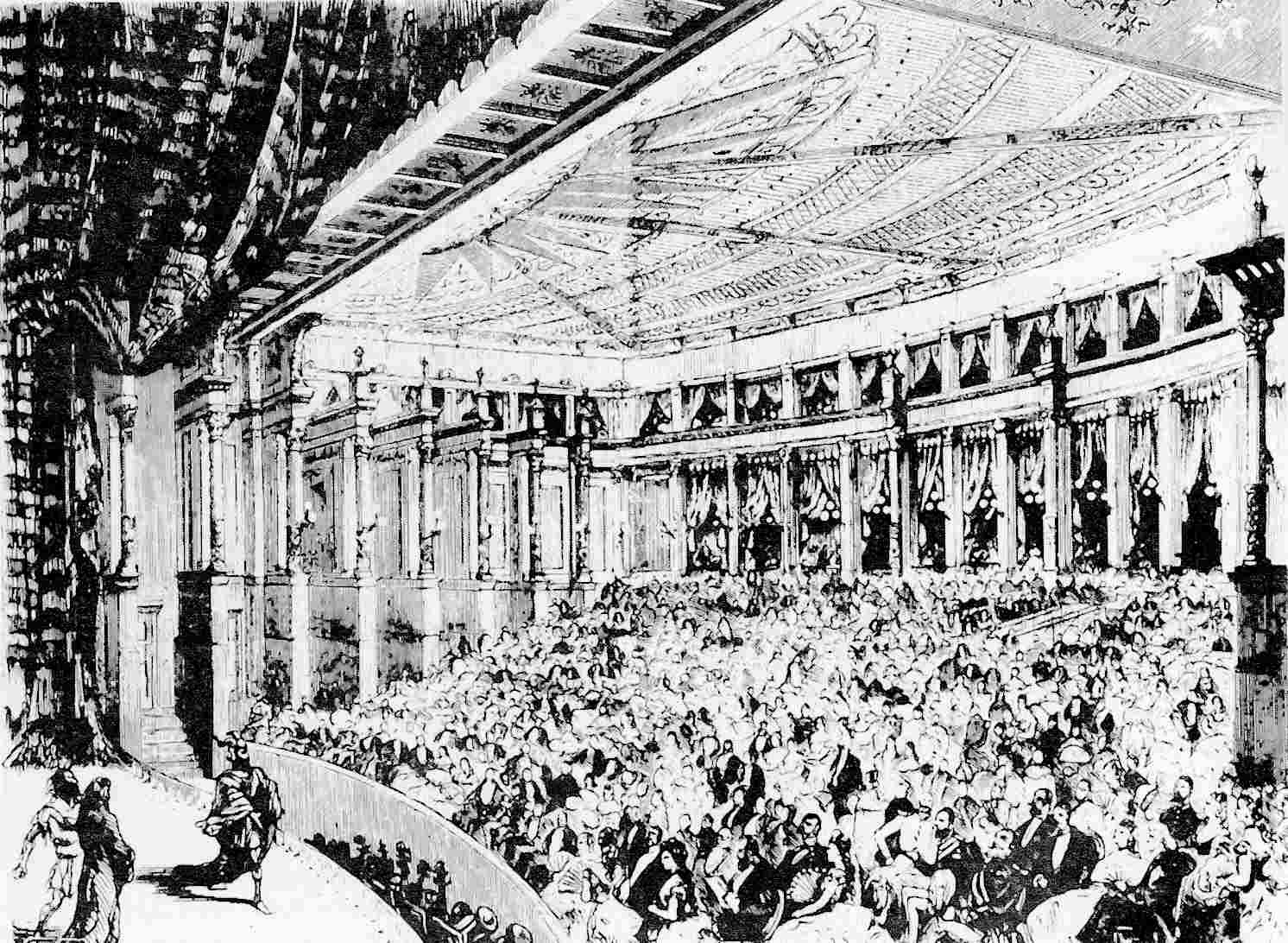
Primera representación de Der Ring des Nibelungen, Festspielhaus de Bayreuth (1876)

Compaginó este proyecto con Die Meistersinger von Nürnberg (Los maestros cantores de Núremberg, 1868), calificada de comedia, pero no en el sentido corriente del término, sino como evocación de la «amarga comedia humana». Su última obra fue Parsifal (1882), sobre el personaje del ciclo artúrico, que destacó por una música diáfana que anticipaba en cierta medida el impresionismo musical.
Entre las últimas figuras destaca Peter Cornelius. Era un admirador de Wagner, pero rechazó su influencia y se empeñó en buscar un camino propio. Se centró en la ópera cómica, con la intención de crear un nuevo género cómico alemán más serio y profundo que el singspiel tradicional. Inspirándose en los cuentos tradicionales árabes de Las mil y una noches compuso y escribió Der Barbier von Bagdad (El barbero de Bagdad, 1858), que fracasó. Posteriormente hizo el drama histórico Der Cid (El Cid, 1865).
Cabe nombrar también entre los compositores de ópera romántica del ámbito germánico a: Franz Joseph Gläser (Des Adlers Horst [El nido de las águilas], 1832), Karl Goldmark (Die Königin von Saba [La reina de Saba], 1875), Conradin Kreutzer (Das Nachtlager in Granada [El hostal de Granada], 1834) y Johann Peter Pixis (Der Zauberspruch [El cuento mágico], 1822; Bibiana, 1829; Die Sprache des Herzens [El lenguaje del corazón], 1836).
En la segunda mitad del siglo, sobre todo en Austria, hubo un renacimiento de la opereta, que gozó de gran popularidad en la sociedad vienesa. Su representante más destacado fue Johann Strauss II, violinista, director y compositor, miembro de una familia de músicos famosos sobre todo por su especialización en valses. Intentó el género serio con Ritter Pásmán (1892), pero fue más famoso por sus operetas: Indigo und die vierzig Räuber (Índigo y los cuarenta ladrones, 1871), Die Fledermaus (El murciélago, 1874), Eine Nacht in Venedig (Una noche en Venecia, 1883), Der Zigeunerbaron (El Barón gitano, 1885) y Wiener Blut (Sangre vienesa, 1899). El austrohúngaro Franz Lehár fue director de orquesta en el Theater an der Wien. Destacó en la opereta con un estilo ingenioso, enérgico e imaginativo: Wiener Frauen (Mujeres vienesas, 1902), Der Rastelbinder (1902), Die lustige Witwe (La viuda alegre, 1905). Franz von Suppé, de origen croata, fue compositor y director de orquesta, autor de operetas algunas de las cuales recordadas especialmente por sus oberturas: Die Schöne Galathée (La bella Galatea, 1865), Die Leichte Kavallerie (Caballería ligera, 1866), Fatinitza (1876), Boccaccio (1879). Otros exponentes fueron: Carl Millöcker (Der Bettelstudent [El estudiante mendigo], 1882) Robert Stolz (Schön Lorchen [La bella Lorchen], 1903), Oscar Straus (Der tapfere Soldat [El soldado de chocolate], 1908) y Carl Zeller (Der Vogelhändler [El vendedor de pájaros], 1891).

#### Otros países

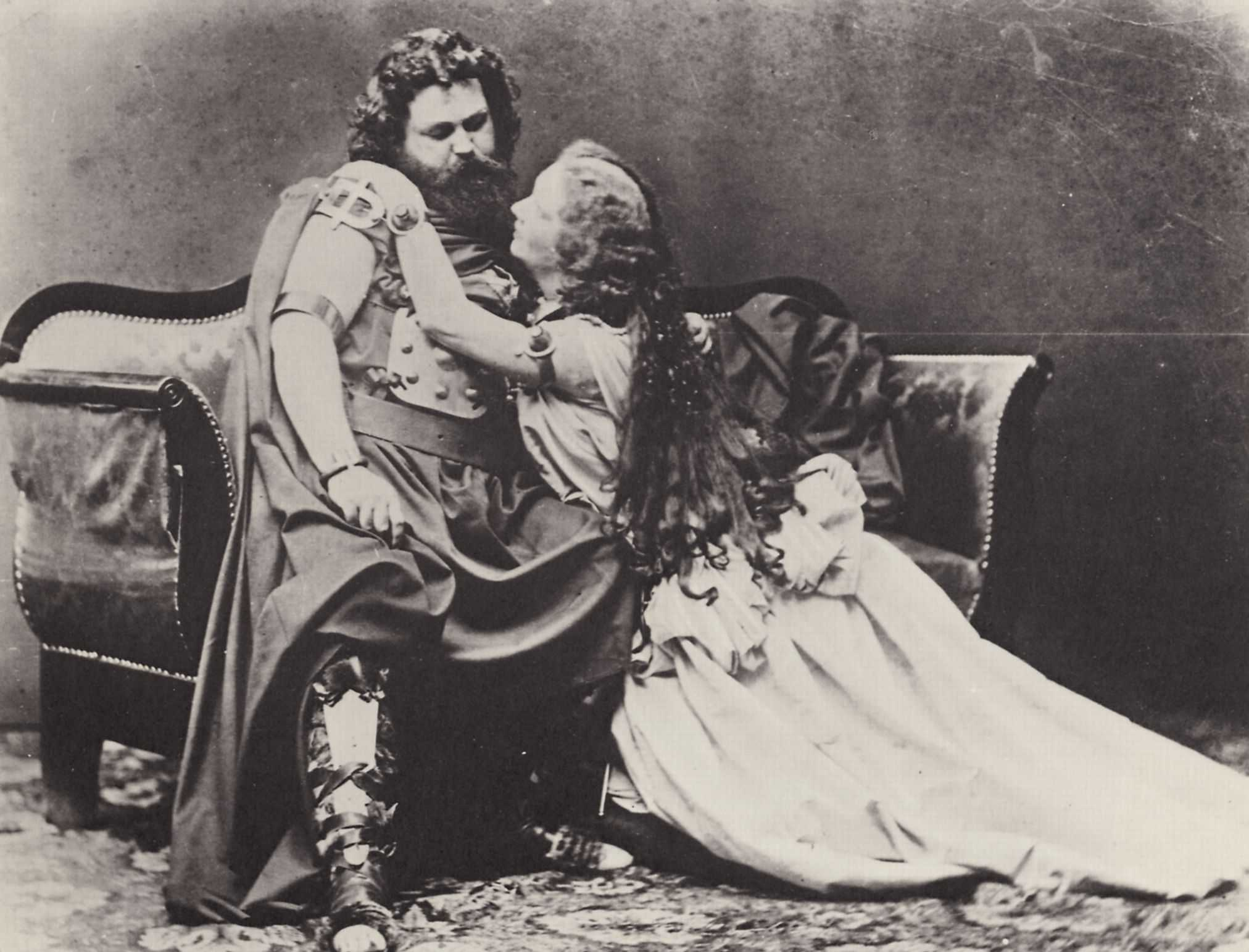
Ludwig y Malwine Schnorr von Carolsfeld como Tristán e Isolda, Múnich (1865)

En España, la ópera vivió la influencia directa de Italia, hasta el punto de que la producción de autores locales fue en idioma italiano. Destacó la obra de Ramón Carnicer, autor de óperas de influencia rossiniana, aunque con alguna reminiscencia mozartiana: Adele di Lusignano (1819), Elena e Costantino (1821), Don Giovanni Tenorio (1822), Elena e Malvina (1829), Cristoforo Colombo (1831), Eufemio di Messina (1832), Ismailia (1838). Igualmente, Marià Obiols fue discípulo de Saverio Mercadante y escribió en italiano Odio ed amore (1837), que estrenó en La Scala de Milán. Posteriormente fue director del Conservatorio del Liceo de Barcelona y compuso Laura Debellan y Edita di Belcourt (1874). Baltasar Saldoni fue el último compositor en utilizar libretos de Metastasio: Ipermestra (1848), Cleonice, regina di Siria (1840). Cabe mencionar también a: Vicente Cuyás (La Fattuchiera, 1838), Eduard Domínguez (La dama del castello, 1845), Nicolau Manent (Gualtiero di Monsonís, 1857) y Nicolau Guanyabens (Arnaldo di Erill, 1859).
El inglés John Fane, fundador de la Royal Academy of Music de Londres, dejó obras en italiano: Fedra (1824), Il torneo (1829), L'assedio di Belgrado (1830).

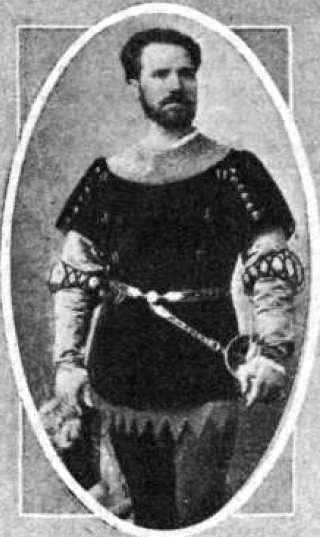
Julián Gayarre en su debut en La Scala de Milán en 1876

En Rusia, donde durante el reinado de Catalina II había predominado el gusto por la ópera italiana, con Alejandro I fue la ópera francesa la que estuvo de moda. Aun así, el italiano Catterino Cavos, instalado en el país, fue nombrado director del Teatro Imperial de San Petersburgo y estrenó varias óperas, como Ilya Bogatyr (1807) e Ivan Susanin (1815). Entre los compositores rusos, cabe citar a: Stepan Davydov (Lesta, 1803), Alekséi Titov (Yam, ili Pochtovaja stancija [Yam, o la estación de postas], 1805) y Alekséi Verstovski (Askol'dova mogila [La tumba de Askold], 1835).
En Polonia, Józef Ksawery Elsner, profesor de Frédéric Chopin, fue autor de algunas óperas, entre las que destaca Andromeda (1807), compuesta en honor a Napoleón Bonaparte. Karol Kurpiński fue director de la Ópera de Varsovia de 1824 a 1840. Compuso más de veinte óperas, entre las que destaca Zamek na Czorsztynie (El castillo de Czorsztyn, 1819).
El checo Vojtěch Jírovec (también llamado en alemán Adalbert Gyrowetz) desarrolló su obra entre Viena, Nápoles, París y Londres. Compuso en italiano Il finto Stanislao (1818) y, en alemán, Agnes Sorel (1806), Der Augenartz (El oculista, 1811) y Hans Sachs im vorgerückten Alter (Hans Sachs a una edad avanzada, 1834).

#### Cantantes del Romanticismo
Entre los intérpretes líricos del Romanticismo conviene recordar a: Isabella Colbran, mezzosoprano española, esposa de Rossini, en muchas de cuyas óperas actuó, considerada una de las primeras «divas»; Giovanni Davide, tenor italiano, para el que Rossini escribió algunos papeles; Gilbert Duprez, tenor francés, primera figura de la Ópera de París durante doce años; Cornélie Falcon, mezzosoprano francesa de corta, pero brillante carrera; Manuel del Pópulo Vicente García, tenor y compositor español, intérprete de obras de Rossini, padre de María Malibrán, mezzosoprano; Julián Gayarre, tenor español de amplia trayectoria internacional; Giulia Grisi, soprano italiana de éxito internacional; Jenny Lind, soprano y prima donna sueca, una de las más famosas de la centuria; Jean-Blaise Martin, barítono francés que por su registro de una octava más en falsete dio nombre al denominado barítono Martin; Giuditta Pasta, soprano italiana considerada de las mejores exponentes del bel canto; Adelina Patti, soprano y diva italiana, considerada la mejor del último cuarto del siglo XIX; Fanny Persiani, soprano italiana ideal en papales de heroína; Jean de Reszke, tenor polaco de físico atractivo que se ajustaba a la perfección a los papeles románticos; Giovanni Battista Rubini, tenor italiano de dulce, pero potente voz; Ludwig Schnorr von Carolsfeld, tenor alemán, el primer heldentenor wagneriano; Wilhelmine Schröder-Devrient, soprano alemana que destacó por su sentimentalismo; Henriette Sontag, soprano alemana de la que Rossini dijo que tenía «la voz más pura»; Teresa Stolz, soprano checa que destacó sobre todo en papeles de Verdi; Francesco Tamagno, tenor italiano famoso por su do de pecho; Enrico Tamberlick, tenor italiano de potente voz y tono vibrante; y Giovanni Battista Velluti, el último castrato de renombre.

### Nacionalismo

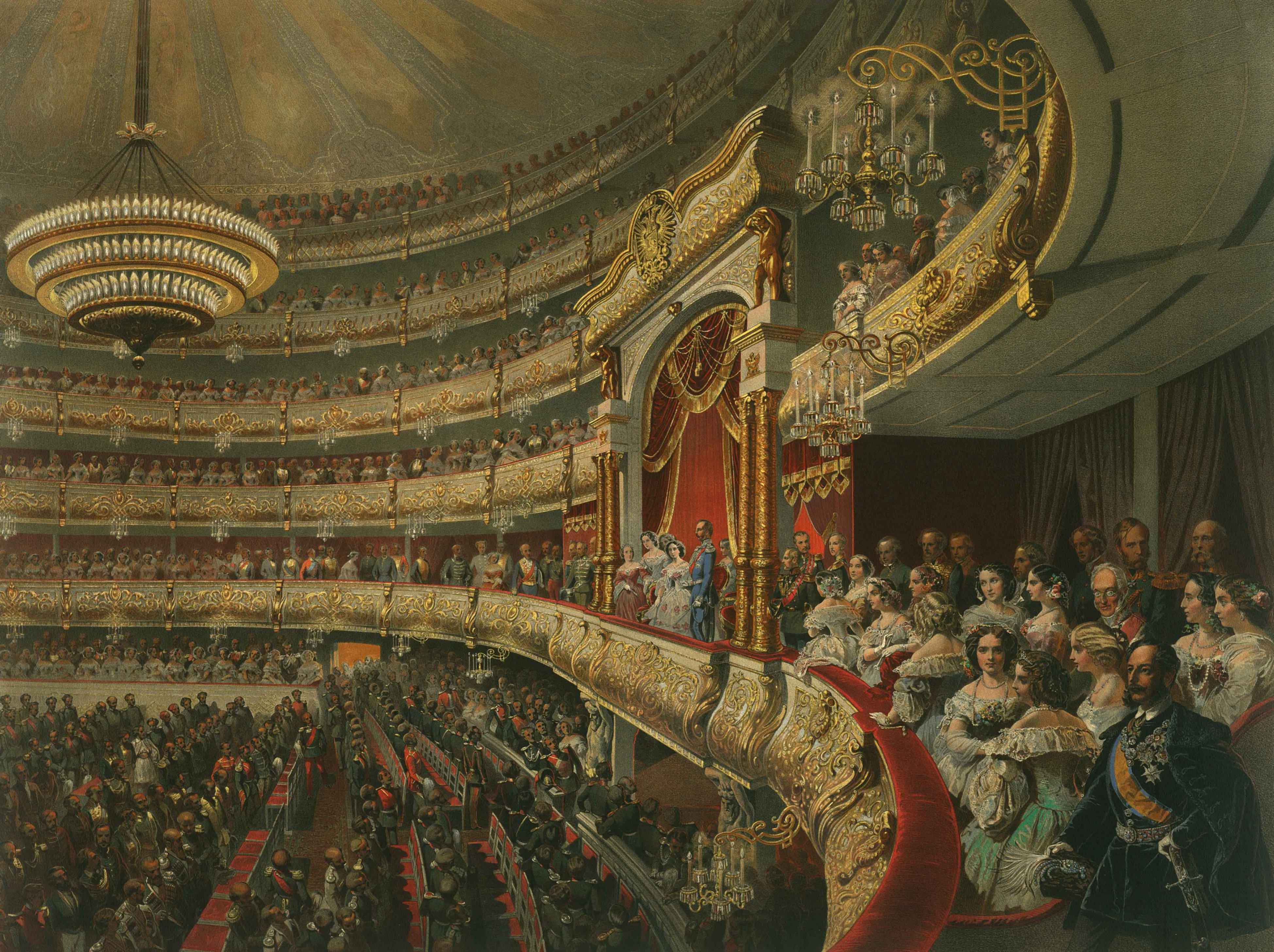
Actuación en el Teatro Bolshói de Moscú (1856)

En la segunda mitad del siglo XIX —especialmente desde las revoluciones liberales de 1848— numerosas naciones que hasta entonces no habían destacado en la música vivieron un renacer musical, potenciado por los sentimientos nacionalistas aparejados al Romanticismo y al liberalismo político. En general, la mayoría de estas composiciones estuvieron vinculadas al Romanticismo musical, aunque a menudo con un componente nacional basado en la tradición folclórica y popular de cada uno de estos países. La mayoría de argumentos eran históricos y nacionales —Rimski-Kórsakov dedicó trece de sus quince óperas a temas rusos— y se introdujeron las lenguas vernáculas en los textos operísticos. Varias de estas naciones no gozaban en la época de autonomía política, por lo que la ópera —y el conjunto de la cultura en general— fueron factores identitarios de reivindicación nacional. Estos movimientos duraron en muchos casos hasta los inicios del siglo XX.

#### Rusia

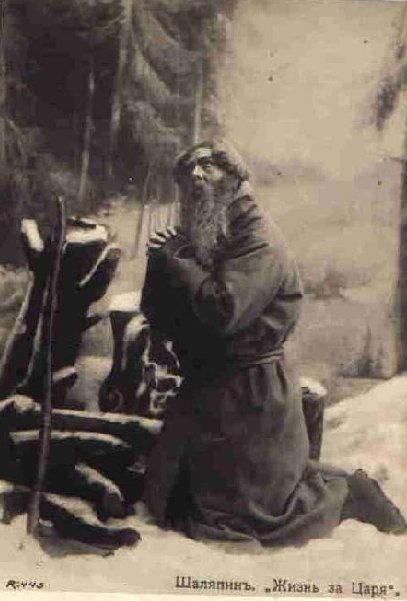
Fiódor Chaliapin como Ivan Susanin en Zhizn za tsaryá (Una vida por el zar, 1836), de Mijaíl Glinka

La música rusa destacó por el colorido de los timbres, la preferencia por instrumentos de metal, la tendencia al modo menor y un espíritu melancólico y expresivo, así como una fuerte influencia orientalista, sobre todo árabe y china. También gustaban de ballets y danzas populares. En el siglo XIX la ópera rusa atravesó tres fases: durante el reinado de Nicolás I, de signo absolutista, la ópera debía estar al servicio de la propaganda monárquica, como en la obra de Glinka; durante el reinado de Alejandro II, en que se introdujeron ciertas reformas, la ópera presentó un componente más popular y tendente al realismo social, cuyo paradigma fue el Boris Godunov de Músorgski; la tercera, con la vuelta a la autocracia de Alejandro III, coincide con la obra de Chaikovski. Por otro lado, en Rusia surgió la opéra dialogué, un género de canto recitativo elevado ocasionalmente hasta el arioso, pero renunciando al aria, los coros y los ensembles.
La sede de la Ópera Imperial se hallaba en el Teatro Bolshói Kámenny de San Petersburgo, inaugurado en 1783, hasta que en 1862 se trasladó al Teatro Mariinski. En 1825 se inauguró el Teatro Bolshói de Moscú. En el ámbito empresarial, cabe destacar también las producciones realizadas por Serguéi Diáguilev y el Teatro de las Artes fundado en 1898 por Vladimir Nemirovich-Danchenko y Konstantin Stanislavski, grandes innovadores en los ámbitos de la interpretación y la escenografía.
Mijaíl Glinka está considerado el «padre de la música rusa». Su primer éxito fue Zhizn za tsaryá (Una vida por el zar, 1836), la historia de un héroe popular ruso, Iván Susanin. Presentaba influencias francesa e italiana, pero introducía melodías claramente rusas, basadas en el folclore popular, como en el uso de la balalaica. En 1842 estrenó Ruslán y Liudmila, sobre un poema de Aleksandr Pushkin, que inauguró el género de la llamada «ópera mágica» rusa.
Aleksandr Dargomizhski, amigo de Glinka, se comprometió igualmente en crear una ópera nacional fundamentada en el folclore ruso. Su primera ópera, Esmeralda (1840), se basó en El jorobado de Notre Dame de Victor Hugo. Su obra maestra fue Rusalka (1856), con melodías líricas basadas en las pautas del idioma ruso. Dejó inacabada su última ópera, Kámenni gost (El convidado de piedra), sobre una tragedia de Aleksandr Pushkin, que terminaron Cui y Rimski-Kórsakov, y fue estrenada en 1872.

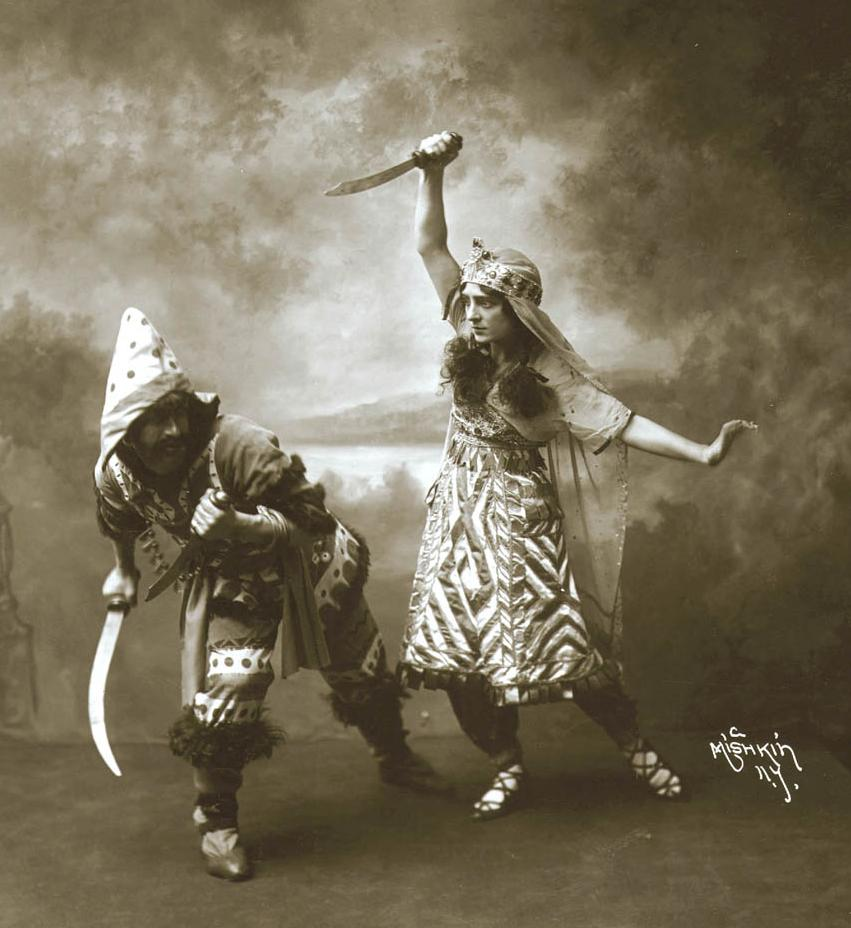
Giuseppe Bonfiglio y Rosina Galli en las Danzas polovtsianas de la ópera Kniaz Ígor (El príncipe Igor), de Aleksandr Borodín (1915)

El siguiente impulso vino de un grupo de compositores conocidos como Los Cinco, interesados en componer una música específicamente rusa. Estaba formado por Mili Balákirev, Aleksandr Borodín, César Cui, Modest Músorgski y Nikolái Rimski-Kórsakov, si bien el primero no incursionó en la ópera. Borodín era químico y practicó la música como afición. Solo completó una ópera, Bogatyri (1867), y dejó inacabada la que sería su obra maestra, Kniaz Ígor (El príncipe Igor, 1869-1870, completada entre 1874 y 1887 y estrenada en 1890). César Cui era ingeniero de profesión. Fue autor de varias óperas, como Kavkazski plénnik (El prisionero del Cáucaso, 1883) y Kot v sapogaj (El gato con botas, 1915), no representadas en el repertorio operístico actual. Modest Músorgski, de origen aristocrático, inició la carrera militar, que abandonó para dedicarse a la música. Entre 1868 y 1869 compuso su obra maestra, Boris Godunov, basada en un texto de Aleksandr Pushkin, en la que introdujo su característico estilo declamatorio basado en el lenguaje coloquial ruso. Entre 1872 y 1880 compuso Jovánschina (El caso Jovanski), que fue terminada por Rimski-Kórsakov. Ambas son óperas de difícil representación, por lo que a menudo se ofrecen únicamente en su versión orquestal. Su última ópera fue Soróchinskaya yármarka (La feria de Sorochinets, 1876-1881), de género cómico, que también dejó inacabada. Rimski-Kórsakov fue oficial naval y compositor aficionado. Fue alumno de Balakirev, y destacó por su dominio de la orquesta y sus evocadoras armonías, pese a lo que no triunfó mucho en Occidente. Después de óperas como Snegúrochka (La doncella de nieve, 1882), Mlada (1892), Noch péred Rózhdestvom (La noche de Navidad, 1895), Mozart y Salieri (1898), Sadkó (1898), Tsárskaya nevesta (La novia del zar, 1899), Tsaré Saltane (El zar Saltan, 1900) y Skazániye o nevídimom grade Kítezhe (La ciudad invisible de Kítezh, 1907), su mayor éxito fue Zolotói Petushok (El gallo de oro, 1909), basado en una obra de Pushkin, estrenada tras su muerte.
Otro destacado exponente fue Piotr Chaikovski, un personaje atormentado por su homosexualidad y con tendencia a la depresión, pero de una gran sensibilidad como compositor. Su primera ópera fue Voivoda (1868), de la que no quedó satisfecho. Con Opríchnik (El guardia, 1874) y Kuznets Vakula (Vakula el herrero, 1876) inició su personal estilo dramático, caracterizado por la música lírica, los bailes y las melodías folclóricas, con cierto gusto orientalista. Con esos parámetros compuso Evgeni Onegin (1879), su obra maestra. Le siguieron Orleanskaya deva (La doncella de Orleans, 1881), Mazepa (1884), Charodeyka (La hechicera, 1887), Píkovaya dama (La dama de picas, 1890) e Iolanta (1891). Chaikovski fue el más europeísta de los compositores rusos de la época, así como el más romántico —se le suele denominar «el último romántico»—.
Otros exponentes fueron: Aleksandr Aliábiev (Burya, 1835; Rusalka, 1843), Antón Arenski (Son na Volge, 1891; Rafael, 1894), Mijaíl Ippolítov-Ivánov (Ruth, 1887), Antón Rubinstein (Demon, 1875) y Aleksandr Serov (Judith, 1863; Rogneda, 1865).
En Ucrania, perteneciente a Rusia hasta 1991, Mykola Lysenko fue el principal compositor en lengua ucraniana: Natalka Poltavka (1889), Taras Bulba (1890). Su obra fue admirada por Chaikovski y Rimski-Kórsakov, pero no fue muy divulgada porque se negó a que se tradujese al ruso.

#### Checoslovaquia

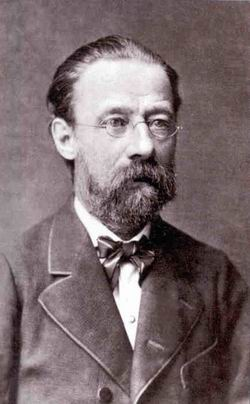
Bedřich Smetana

Bohemia (actual República Checa) y Eslovaquia formaban parte en el siglo XIX del Imperio austrohúngaro. Las revoluciones liberales de esta época —especialmente la de 1848— despertaron el anhelo independentista de estas regiones, que fue sofocado. Hasta el fin de la Primera Guerra Mundial no se conformó el estado de Checoslovaquia, actualmente dividido entre la República Checa y Eslovaquia. La ópera checa partió del singspiel alemán, con un componente popular y folclórico. Su primer exponente fue František Škroup, autor de la primera ópera en checo: Dráteník (El calderero, 1829).
El padre del nacionalismo checo fue Bedřich Smetana. Director del Teatro Nacional de Praga, mostró grandes dotes para la orquestación y la dramatización, y adaptó las cadencias del lenguaje checo a la música. Por ello se le considera el primer compositor nacional checo, circunstancia algo diluida, sin embargo, por su fuerte influencia wagneriana. Su primera ópera fue Braniboři v Čechách (Los brandemburgueses en Bohemia, 1866). Su principal éxito fue Prodaná nevěsta (La novia vendida, 1866), de género cómico. Le siguieron Dálibor (1868), Tajemství (El secreto, 1878), Libuše (1881) y Čertova stěna (El muro del Diablo, 1882).
Antonín Dvořák fue un destacado sinfonista, autor de diez óperas que continuaron el camino iniciado por Smetana. Se inició con obras cómicas, como Šelma sedlák (El campesino astuto, 1877). Su obra maestra fue Rusalka (1901), con libreto del también compositor Jaroslav Kvapil, una historia de amor de tono lírico alejada de los explosivos dramas realistas que triunfaban por entonces.
Zdeněk Fibich aunó la música tradicional checa con la influencia de Wagner, Weber y Schumann. Musicalizó obras de Schiller, Byron y Shakespeare, así como de la mitología griega (Hippodamia, 1889) y checa (Šárka, 1897).
Leoš Janáček se puede considerar un representante tardío del nacionalismo checo, aunque su obra entra ya en la modernidad y, por la calidad de sus obras, se puede considerar un compositor universal. Natural de Moravia, incorporó en sus obras las melodías populares propias de esa región, con preferencia por argumentos sencillos sobre gente corriente. Su primer éxito fue Jenůfa (1904), una historia de ambiente rural. Tras unos años de obras fracasadas, sus mayores éxitos vinieron en los años 1920: Káťa Kabanová (1921), Příhody lišky bystroušky (La zorra astuta, 1924) y Věc Makropulos (El caso Makropoulos, 1926), inspiradas en su amor obsesivo por la joven Kamila Stösslová. Murió cuando trabajaba en su última obra, Z mrtvého domu (De la casa de los muertos, 1928).
Otros compositores fueron: Karel Bendl (Černohorci [Los montenegrinos], 1881; Karel Škréta, 1883), Eduard Nápravník (Nizhegorodski, 1868; Harold, 1886; Dubrovski, 1895; Francesca da Rimini, 1902), Vítězslav Novák (Karlstejn, 1916; Lucerna [La linterna], 1923) y Otakar Ostrčil (Vlasty Skon [La muerte de Vlasta], 1904; Honzovo království [El reino de Juanito], 1934).

#### Hungría

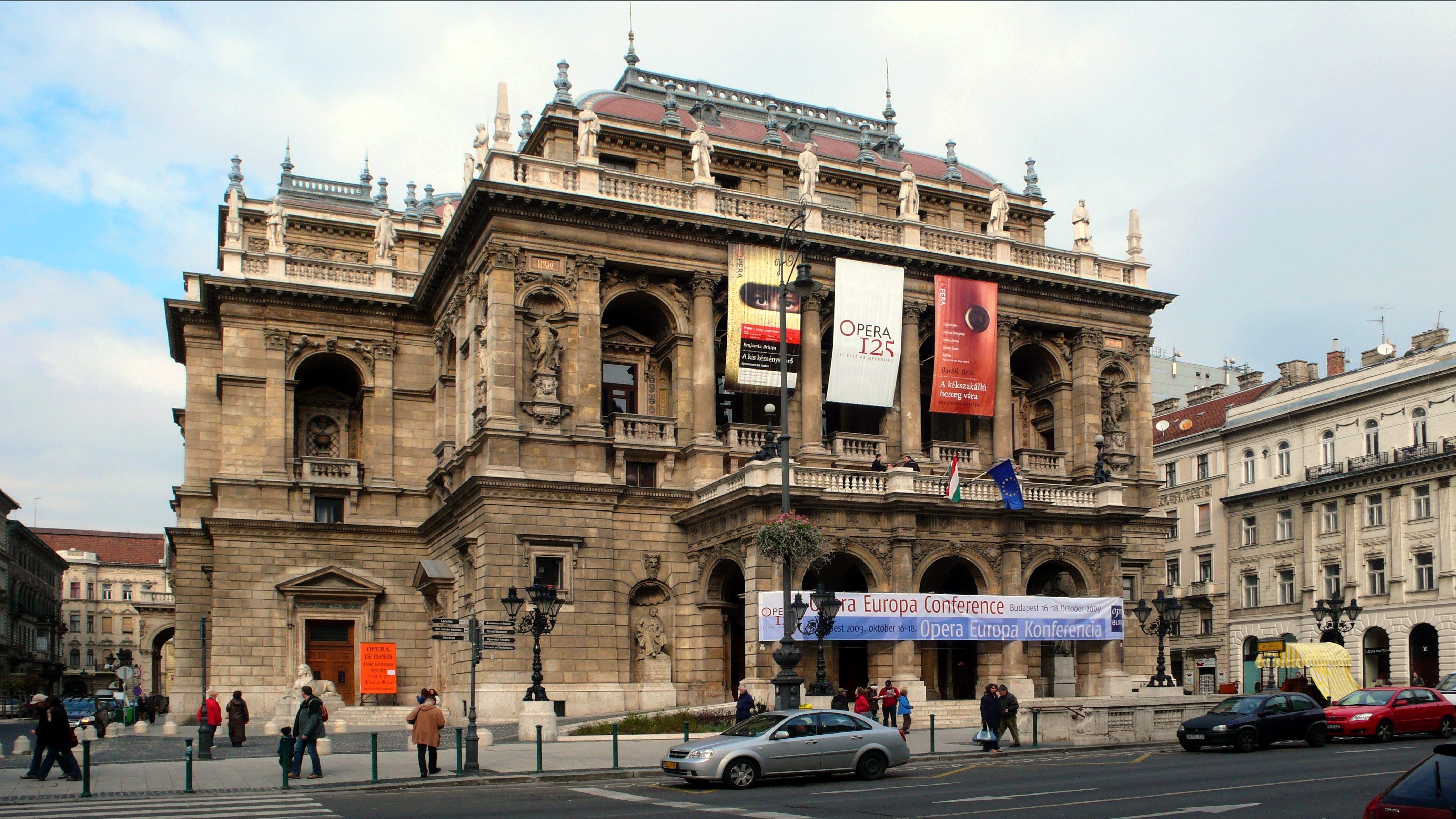
Operaház (Ópera Nacional) de Budapest

Hungría formaba parte durante el siglo XIX del Imperio austrohúngaro y no alcanzó la independencia hasta pasada la Primera Guerra Mundial. Su vinculación política le llevó a tener un estrecho contacto con el ambiente operístico de Viena, la capital del imperio. En 1884 se inauguró la Operaház (Ópera Nacional) de Budapest. La primera ópera húngara que se conserva es Béla Király Futása (La fuga del rey Béla, 1822), de József Ruzitska. Otros pioneros fueron: András Bartay (Csel [El truco], 1839) y Franz Doppler (Benyovszky, 1847).
Ferenc Erkel está considerado el padre de la ópera nacional húngara. Fue director y pianista además de compositor y, en 1853, fundó la Orquesta Filarmónica de Budapest. Su primera ópera fue Bátori Mária (1840), a la que siguió Hunyadi László (1844). En estas obras incorporó bailes folclóricos (csárdás, verbunkos) y adaptó los recitativos a las inflexiones del idioma húngaro. Su mayor éxito fue Bánk bán (1861), donde incorporó el címbalo, la cítara húngara. De sus obras posteriores destaca Brankovics György (1874).
El wagnerismo influyó en la obra de Ödön Mihalovich, fundador de la Sociedad Wagner de Budapest y autor de Toldi szereime (El amor de Toldi, 1893), de claras reminiscencias wagnerianas.
Con posterioridad, Béla Bartók aunó un estilo propio con melodías tradicionales del folclore húngaro, a los que adaptó los patrones asimétricos del lenguaje de su país. Compuso una sola ópera, A kékszakállú herceg vara (El castillo de Barbazul, 1918), basada en una obra de Maurice Maeterlinck, de un solo acto con prólogo.
Zoltán Kodály triunfó en 1926 con Háry János (1926), a la que siguieron Székely fond (Las hilanderas, 1932) y el singspiel Czinka Panna (1948). Otros miembros de la escuela nacional húngara fueron: Emil Ábrányi (Monna Vanna, 1907; Paolo és Francesca, 1911; Don Quixote, 1917), Imre Kálmán (Die Csárdásfürstin [La princesa gitana], 1915; Gräfin Maritza [La condesa Maritza], 1924; Die Zirkusprinzessin [La princesa del circo], 1926) y Mihály Mosonyi (Szép Ilonka [La bella Elena], 1861).

#### Polonia

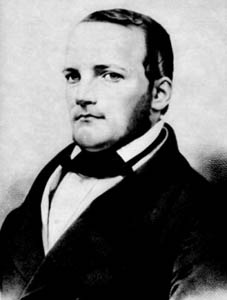
Stanisław Moniuszko

Polonia pertenecía en esta época a Rusia. El pionero de la ópera polaca moderna fue Stanisław Moniuszko. Compuso varias operetas hasta que pasó al género grande con Halka (1847), su mayor éxito. En esta, como en casi todas sus obras, mostraba las relaciones entre la nobleza polaca y la gente del pueblo como víctimas de su crueldad. En sus obras introdujo danzas populares polacas, como la mazurca o la polonesa. Tras él, por un tiempo se hizo sentir la influencia wagneriana, como en la obra de Władysław Żeleński (Konrad Wallenrod, 1885) y Ludomir Różycki (Meduza, 1912).
Tras la independencia de Polonia, ocurrida tras la Primera Guerra Mundial, Karol Szymanowski fue el principal artífice de una música nacional polaca. Vivió en Zakopane, en los montes Tatras, donde estudió los ritmos sincopados que allí interpretaban. Su primera obra fue Hagith (1913), que denotaba influencias alemana, francesa y rusa. Su obra maestra fue Król Roger (El rey Roger, 1924), una obra evocadora, de ricos matices y colorida orquestación, algo influida por Daphnis et Chloé de Maurice Ravel. Otros compositores fueron: Ignacy Jan Paderewski (Manru, 1901), Henryk Opieński (Maria, 1905) y Witold Maliszewski (Syrena, 1927).

#### Escandinavia

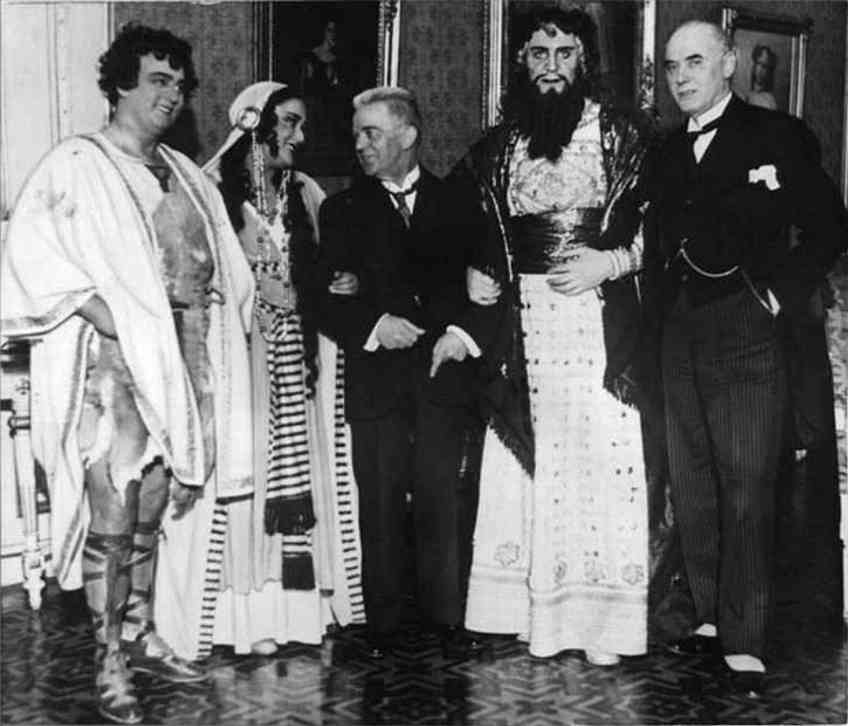
Carl Nielsen en una representación de Saul og David en Estocolmo (1931)

En Dinamarca, se habían dado algunas óperas en danés desde finales del siglo XVIII, pero fue con el advenimiento del Romanticismo que germinó la ópera danesa, con compositores como Christoph Ernst Friedrich Weyse (Festen på Kenilworth [El castillo de Kenilworth], 1836), Johan Peter Emilius Hartmann (Ravnen [El cuervo], 1832; Korsarerne [Los corsarios], 1835), Niels Gade (Mariotta, 1850), Peter Heise (Drot og Marsk [Rey y mariscal], 1878), August Enna (Keksen [La bruja], 1892), Carl Nielsen (Saul og David, 1902; Maskarade, 1906) y Paul von Klenau (Gudrun auf Island [Gudrun en Islandia], 1924).
En Suecia, tras la presencia de compositores alemanes en los inicios de la ópera sueca a finales del siglo XVIII, en el siglo XIX surgieron los primeros autores nacionales, como Kurt Atterberg, autor de Härvard Harpolekare (Härvard el arpista, 1919), Bäckahästen (1925), Fanal (1934), Aladdin (1941) y Stormen (1948); Franz Adolf Berwald (Ein ländliches Verlobungsfest in Schweden, [Una boda campestre en Suecia], 1847); e Ivar Hallström (Den bergtagna [La novia del rey de la montaña], 1874).
Noruega perteneció a Dinamarca hasta 1814, y a Suecia hasta 1905. La primera ópera noruega fue Fjeldeventyret (Una aventura del campo, 1824), de Waldemar Thrane. Por su parte, Martin Andreas Udbye fue autor de la ópera Fredkulla (1858) y algunas operetas. Otros exponentes fueron: Ole Olsen (Stig Hvide, 1876; Lajla, 1893; Stallo, 1902), Catharinus Elling (Kosakkerne [Los cosacos], 1897), Johannes Haarklou (Marisagnet [La leyenda de María], 1910) y Christian Sinding (Der heilige Berg [La montaña sagrada], 1914).
Finlandia estuvo ligada a Suecia hasta 1808, año en que fue anexionada por Rusia, hasta que se independizó tras la Primera Guerra Mundial. Las primeras obras autóctonas fueron escritas en sueco: Kung Carls jakt (La cacería del rey Carlos, 1880), de Fredrik Pacius; Jungfrun i tornet (La muchacha de la torre, 1896), de Jean Sibelius. Las primeras obras en finés aparecieron tras la independencia, con compositores como Oskar Merikanto (Pojhan neiti [La muchacha de Botnia], 1908) y su hijo Aarre Merikanto (Juha, 1922), así como Leevi Madetoja (Pohjalaisa [Los botnianos del este], 1924).

#### Bélgica y Países Bajos

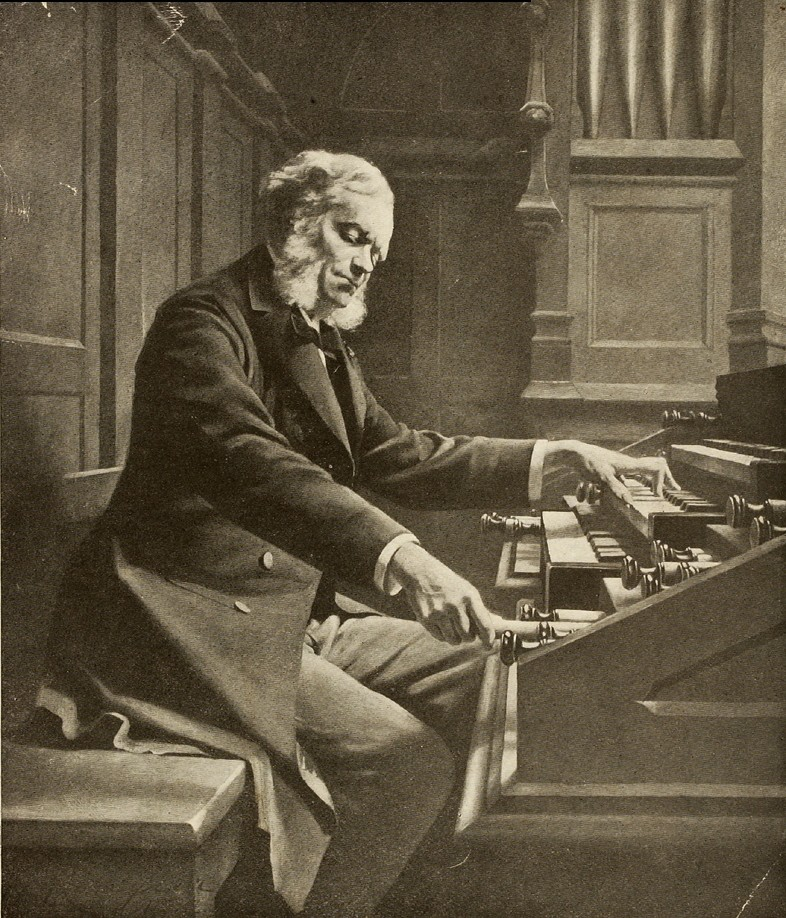
César Franck al órgano

Los Países Bajos entraron en contacto con la ópera gracias a compañías ambulantes francesas o italianas. El primer autor de ópera neerlandés fue Johannes Bernardus van Bree, autor de Sapho (1834) y Le Bandit (1840). En general, la ópera ha interesado poco a los compositores neerlandeses. Cabe destacar la ópera Halewijn de Willem Pijper (1933).
Bélgica se independizó de los Países Bajos en 1830. Precisamente, fue la ópera La muette de Portici de Daniel-François Auber, basada en la sublevación napolitana contra los españoles en 1647, la que impulsó a la población a sublevarse y proclamar la independencia. Entre los primeros compositores belgas se encuentran Albert Grisar (Le Mariage impossible, 1833; L'Eau merveilleuse, 1839), François-Auguste Gevaert (Quentin Durward, 1858) y César Franck (Hulda, 1894). Paul Gilson escribió en flamenco: Prinses Zonneschijn (1903). Jan Blockx reflejó en sus obras el folclore de su país: Herbergprinses (La princesa del hostal, 1896), De Bruid der zeen (La novia del mar, 1901), De kapel (La capilla, 1903).

#### Países anglosajones

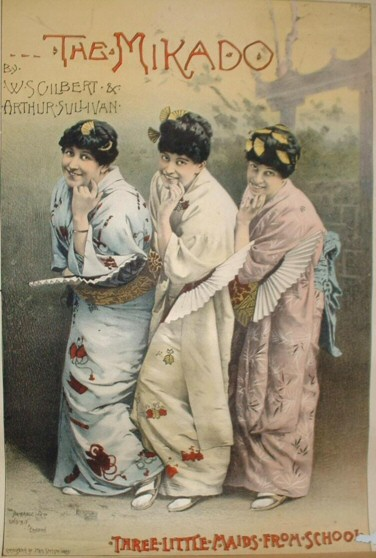
Cartel de The Mikado (1885), de Arthur Sullivan

En Reino Unido no se puede hablar de una ópera de reivindicación nacionalista en el sentido político que tuvo en otros países, pero sí hubo intentos de crear una ópera inglesa ajena a las influencias italiana, francesa o alemana. En el ámbito de la ópera seria esta iniciativa no cuajó, pese a intentos de autores como Henry Rowley Bishop, George Alexander Macfarren y el irlandés Michael Balfe. Bishop fue director del Covent Garden, autor de la ópera Aladdin (1826). Macfarren fue director de la Royal Academy of Music; compuso, entre otras, An Adventure of Don Quixote (1846) y King Charles II (1849). Balfe, compositor, cantante y violinista, fue primer barítono en Palermo, donde estrenó su primera ópera, I rivali di se stessi (1830). En 1835 regresó a Inglaterra y se sumó al empeño de crear una ópera nacional inglesa. Compuso veintinueve óperas, entre las que destacan The Siege of La Rochelle (1835), The Maid of Artois (1836) y The Bohemian Girl (1843).
Otros dos compositores irlandeses desarrollaron su obra en Londres, como Balfe: William Vincent Wallace y Charles Villiers Stanford. El primero viajó por varios países hasta que se estableció en Londres, donde obtuvo un primer éxito con la ópera italianizante Maritana (1845). Tras varias obras de menor aceptación realizó The Amber Witch (1861), Love's Triumph (1862) y The Desert Flower (1864). Stanford estudió en Londres y Alemania. Fue autor de varias óperas en inglés: Shamus O'Brien (1896), Much Ado About Nothing (1908), The Traveling Companion (1925). Cabe citar también entre los compositores británicos a: Granville Bantock (Caedmar, 1893; The Seal Woman, 1924), John Barnett (The Mountain Sylph, 1834; Fair Rosamond, 1837), Julius Benedict (The Lily of Killarney, 1862), Isidore de Lara (Messaline, 1899; Naïl, 1912) y Ethel Smyth (The Boatswain's Mate, 1916).
Sin embargo, en el terreno de la ópera cómica hubo más fortuna, en consonancia con el éxito que desde hacía tiempo gozaba la ballad opera, que fue renovada por un nuevo tipo de operetas elaboradas por el tándem Arthur Sullivan (compositor)-W. S. Gilbert (dramaturgo), que inauguraron un género denominado ópera del Savoy —por el teatro donde se representaban—. Su colaboración empezó con Thespis (1871) y tuvieron un primer éxito con Trial by Jury (1875). Sus mejores obras fueron The Mikado (1885) y The Gondoliers (1889), que ya reflejaron sus desavenencias, hasta que poco después se separaron. Sullivan probó la ópera seria con Ivanhoe (1891), sobre la obra de Walter Scott.
En Irlanda, durante el siglo XIX triunfó sobre todo la ópera italiana, así como alguna en inglés. Compositores como Michael Balfe, Vincent Wallace y Charles Stanford se establecieron en Londres y escribieron en inglés. No fue hasta el siglo XX que se compusieron óperas en irlandés, la primera de las cuales fue obra de Robert O'Dwyer (Eithne, 1910). Posteriormente destacó Geoffrey Molyneux Palmer (Sruth na Maoile [El mar de Moyle], 1923).
En Estados Unidos fue creciendo la afición por la ópera europea a lo largo del siglo XIX. En 1883 se inauguró la Metropolitan Opera House de Nueva York, el teatro más prestigioso del país, que en 1966 se cambió a un nuevo edificio en el Lincoln Center. En el siglo XIX predominó la ópera italiana, pese a intentos de óperas en inglés como los de George Frederick Barstow (Rip van Winkle, 1855) y Silas Gamaliel Pratt (Zenobia, Queen of Palmyra, 1882). En el siglo XX se fueron introduciendo influencias de músicas populares, especialmente el jazz. Frederick Converse fue autor de The Pipe of Desire (1906), la primera ópera estadounidense estrenada en el Metropolitan. Scott Joplin, un músico de color exponente de los ritmos ragtime, fue autor de la ópera Treemonisha (1911). Al año siguiente, Horatio Parker estrenó Mona, que pasó sin mayor trascendencia.
Virgil Thomson fue autor de la que se considera la primera gran ópera estadounidense, Four Saints in Three Acts (1928), con libreto de Gertrude Stein. Ambos colaboraron de nuevo en The Mother of Us All (1947), basada en la vida de la feminista Susan B. Anthony. Su tercera y última ópera fue Lord Byron (1972). Henry Kimball Hadley estudió en Boston y Viena, y fue director de la Sinfónica de Seattle. Entre sus óperas se encuentran: Safie (1909), Azora (1917) y Cleopatra's Night (1919). En 1933 estrenó por radio A Night in Old Paris.
George Gershwin aunó música clásica con elementos de la música popular estadounidense, especialmente el jazz y el blues. En 1922 estrenó la ópera-jazz Blue Monday, que no tuvo mucho éxito. Su siguiente proyecto fue Porgy and Bess (1935), una ópera-folk que incorporaba ritmos de jazz y blues, con libreto de su hermano, Ira Gershwin, y DuBose Heyward. No fue muy bien recibida inicialmente, aunque con el tiempo fue incrementando su prestigio hasta ser considerada una de las mejores óperas estadounidenses.

#### Países bálticos

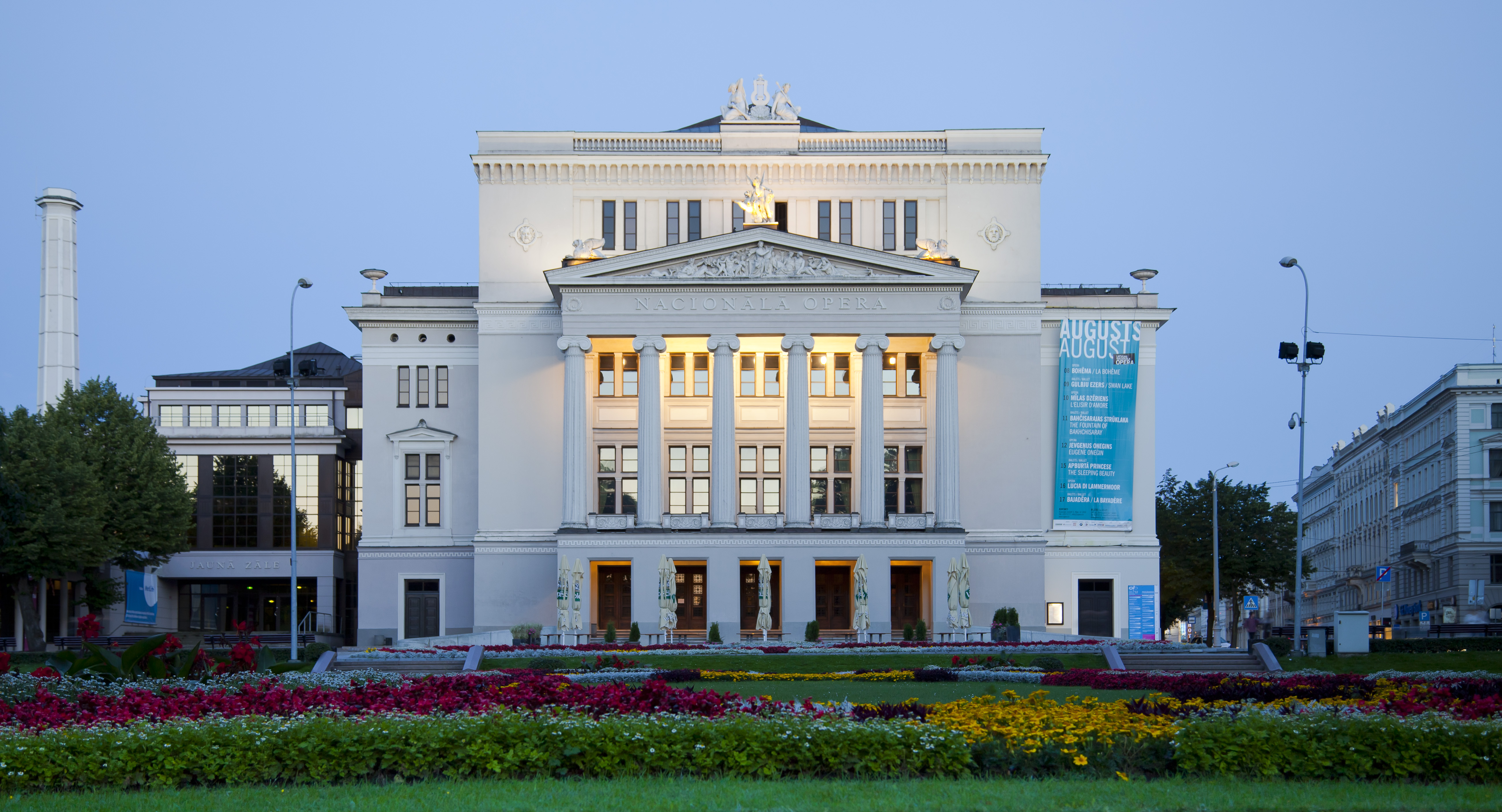
Ópera Nacional de Letonia, Riga

Las actuales repúblicas bálticas tuvieron un período de independencia entre 1918 y 1940, para ser absorbidas entonces por la Unión Soviética, hasta que volvieron a independizarse en 1991. En Estonia, la primera ópera en el idioma local fue Sabina (1906), de Artur Lemba. En el período de entreguerras destacó Evald Aav, autor de Vikerlased (Los vikingos, 1928).
Letonia se encontraba en el ámbito cultural germánico, por lo que predominó esta influencia en el origen de su tradición operística. En 1919 se inauguró la Ópera Nacional de Letonia (Latvijas Nacionālā Opera) en Riga, donde se estrenó en 1920 la ópera letona Banjuta, de Alfrēds Kalniņš. Su hijo Jānis Kalniņš fue autor de Hamlet (1936). Otros exponentes de la ópera letona fueron los hermanos Jānis Mediņš (Uguns un nakts [Fuego y noche], 1921) y Jāzeps Mediņš (Vaidelote [La vestal], 1927).
Lituania, más próxima a Polonia, recibió como esta el influjo inicial de la ópera italiana. En 1922 se fundó el Teatro Nacional Lituano (Lietuvos Tautas Teatras) en Vilnius. La primera ópera lituana fue Biruta (1906), de Mikas Petrauskas. Posteriormente destacaron Antanas Račiūnas (Trys talismanai [Tres talismanes], 1936) y Jurgis Karnavičius (Gražina, 1932).

#### Países balcánicos

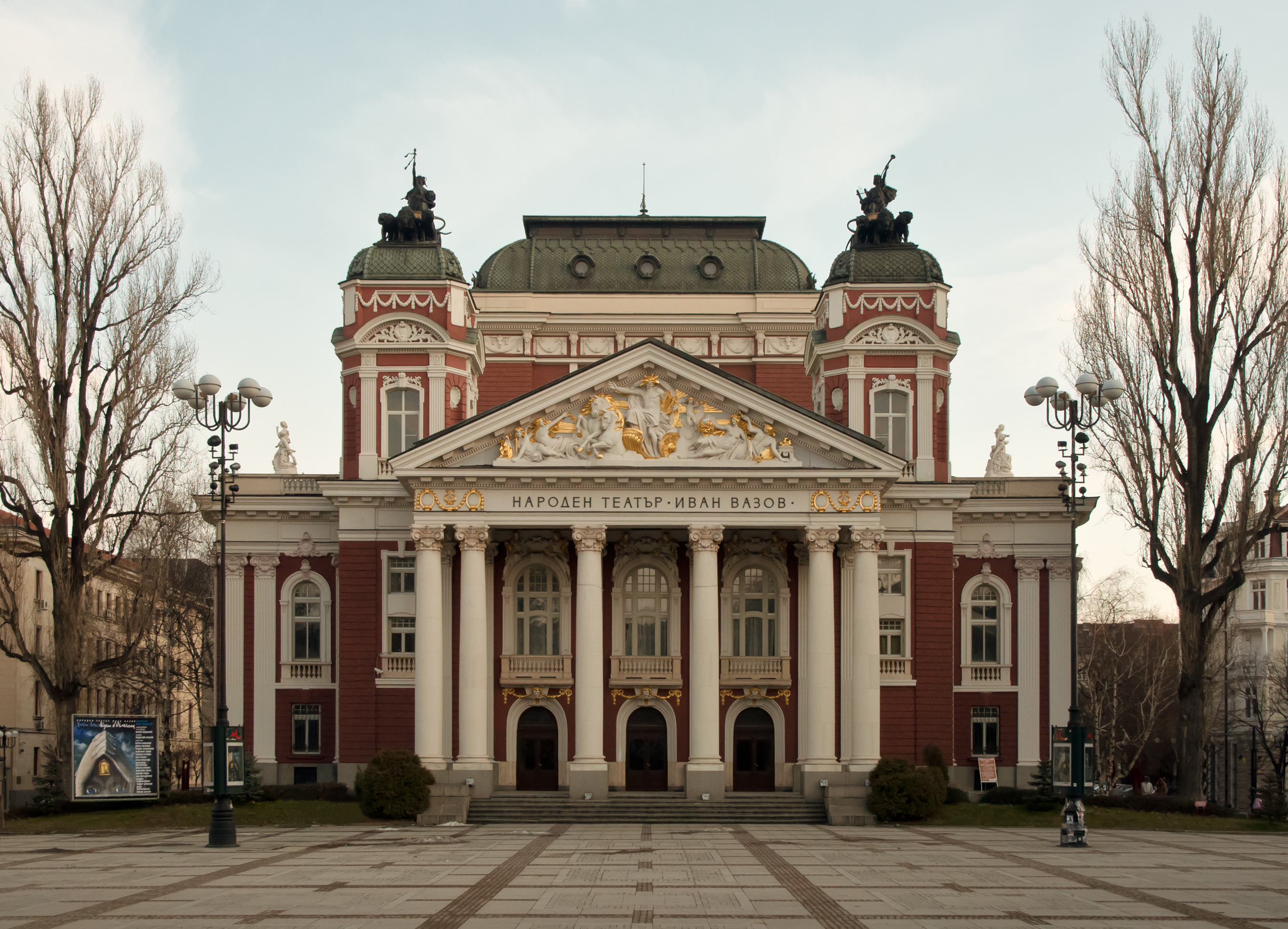
Teatro Nacional de Bulgaria, Sofía

Bulgaria se independizó del Imperio otomano en 1885. En 1908 se fundó el Naroden Teatar (Teatro Nacional) de Sofía. La primera ópera en búlgaro fue Shiromakhinya (La pobre mujer, 1910), de Emanuil Manolov. El principal artífice de la ópera nacional búlgara fue Georgi Atanasov, alumno de Pietro Mascagni en Italia. Fue autor de Borislav (1911), Gergana (1917), Zapustyalata vodenitsa (El molino abandonado, 1923) y Tsveta (La flor, 1923). Otros exponentes fueron: Ivan Ivanov, autor de Kamen i Tsena (La pirámide de piedra, 1911); Dimitar Hadjigeorgiev (Takhin Begovitsa, 1911); y Pancho Vladigerov (Tsar Kalojan, 1936).
Rumanía se independizó del Imperio otomano en 1878, tras lo que se incorporó a la vida cultural europea. La cercanía del rumano —lengua de origen latino— con el italiano favoreció la difusión de la ópera italiana. Entre los pioneros se encuentra Ciprian Porumbescu, autor de la opereta Crai nou (Luna nueva, 1880). Posteriormente destacaron Nicolae Bretan (Luceafărul, 1921) y, principalmente, George Enescu, formado en Francia, donde fue alumno de Gabriel Fauré y Jules Massenet. En 1917 compuso su ópera Œdipe (Edipo), cuyo manuscrito perdió durante un viaje, por lo que tuvo que reescribirla y finalmente la estrenó en la Ópera de París en 1936. Era una obra grandilocuente, que necesitaba tres grupos de timbales y una maquinaria para simular viento.
Croacia fue parte integrante del Imperio austrohúngaro, hasta que en 1918 se formó el Reino de los Serbios, Croatas y Eslovenos (desde 1929, Yugoslavia). Se independizó en 1991. En 1895 se inauguró el Teatro Nacional de Zagreb. El primer compositor que escribió en su lengua fue Vatroslav Lisinski: Ljubav i zloba (Amor y malicia, 1846). Posteriormente, Krešimir Baranović fue autor de óperas cómicas, como Nevjesta od Cetingrada (La novia de Cetingrada, 1942). Otros autores fueron: Blagoje Bersa (Der Eisenhammer [El martillo de hierro], 1911; Der Schuster von Delft [El zapatero de Delft], 1914), Jakov Gotovac (Ero s onoga svijeta [Ero del otro mundo], 1935) e Ivan Zajc (Nikola Šubić Zrinjski, 1876).
Eslovenia tuvo la misma evolución histórica que Croacia. En 1892 se fundó la Ópera de Liubliana. La primera ópera en esloveno se debe a Jakob Frančišek Zupan (Belin, 1782), hoy perdida. A lo largo del siglo XIX algunos compositores eslovenos se dedicaron ocasionalmente a la ópera, con escasos resultados. En la transición con el siglo XX destacó Risto Savin (Lepa Vida [Hermosa Vida], 1907).
En Serbia, bajo dominio otomano, no se introdujo la ópera hasta el último cuarto del siglo XIX. Se independizó en 1882, para formar parte tras la Primera Guerra Mundial del Reino de los Serbios, Croatas y Eslovenos, posterior Yugoslavia. En 1894 se fundó el Teatro Nacional (Pozorište Narodno) de Belgrado. El pionero de la ópera serbia fue Petar Konjović (Koštana, 1931).
Grecia se independizó del Imperio otomano en 1830. Enseguida se establecieron varias compañías italianas y comenzó el gusto por la ópera. En 1888 se fundó la Ópera de Grecia en Atenas, desde 1939 Ópera Real y, actualmente, Ópera Nacional. Un primer pionero en el género fue Spyridon Xyndas, que compuso algunas óperas en italiano y una en griego (O ypopfisios vouleftis [El candidato parlamentario], 1867). Posteriormente destacaron: Manolis Kalomiris (O Protomastoras [El maestro constructor], 1916), Dionysios Lavrangas (Ta dyo adelfia, [Los dos hermanos], 1900; Dido, 1909) y Theophrastos Sakellaridis (O Vaftistikos [El ahijado], 1918).

#### Turquía y países caucásicos

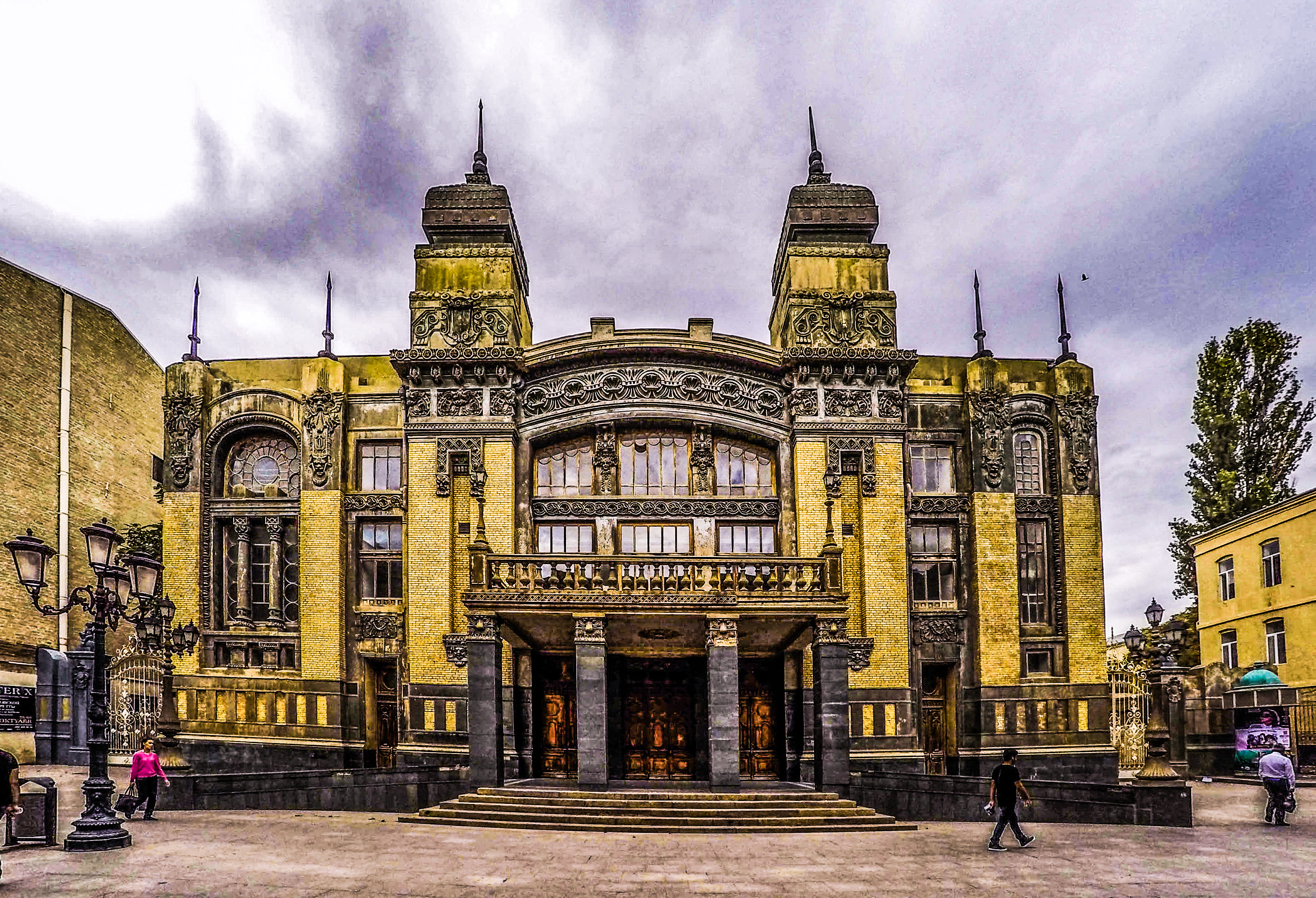
Teatro de Ópera y Ballet Académico Estatal de Azerbaiyán, Bakú

En el Imperio otomano (actual Turquía) hubo presencia de compañías italianas desde finales del siglo XVIII. La primera ópera turca se estrenó en el Volksoper de Viena en 1918: Kenan çobanları, de Vedî Sabra. Con el proceso de europeización iniciado por Kemal Atatürk en los años 1920, la ópera tuvo una mayor difusión en el país: en 1929 se estrenó Köyde bir facia, de Cemal Reşit Rey; en 1934, Ahmet Adnan Saygun recibió un encargo oficial para una ópera por la visita del sah de Persia, para la que compuso Özsoy.
En Armenia, cuyo territorio estuvo repartido entre Turquía y Rusia, la ópera gozó de gran popularidad. La primera ópera armenia fue debida a Tigran Chukhacheán (Arshak Erkrod, 1868). Posteriormente destacaron Armen Tigranian (Anusha, 1912) y Alexander Spendiaryan (Almast, 1928).
En Georgia, a mediados del siglo XIX se introdujo la ópera italiana. El primer compositor georgiano de cierto renombre fue Meliton Balanchivadze, autor de Daredžan Tsviery (Daredžan la astuta, 1898). Posteriormente destacaron Zakharia Paliashvili (Abesalom da Eteri, 1919) e Iona Tuskiya, autor de Rodina (Patria, 1939).
En Azerbaiyán existía un género tradicional de música cantada, el mugam. La ópera se introdujo a finales del siglo XIX: se considera la primera ópera azerí Leyli y Medzhnun (1908), de Uzeyir Hajibeyov. En 1910 se inauguró el Teatro Taghiyev (actual Teatro de Ópera y Ballet Académico Estatal de Azerbaiyán) de Bakú, que promocionó la ópera local, liderada por Müslüm Maqomayev (Shah Ismail, 1919).

#### Portugal
En Portugal, durante el siglo XIX predominó la ópera italiana, con escasas producciones locales. En 1793 se inauguró el Teatro São Carlos de Lisboa. El primer compositor destacado fue José Augusto Ferreira Veiga (L'elisir di giovinezza, 1876; Dina la derelitta, 1885). En un tardorromanticismo destacó Alfredo Keil (Dona Branca, 1883; Irene, 1893; Serrana, 1899).

#### España

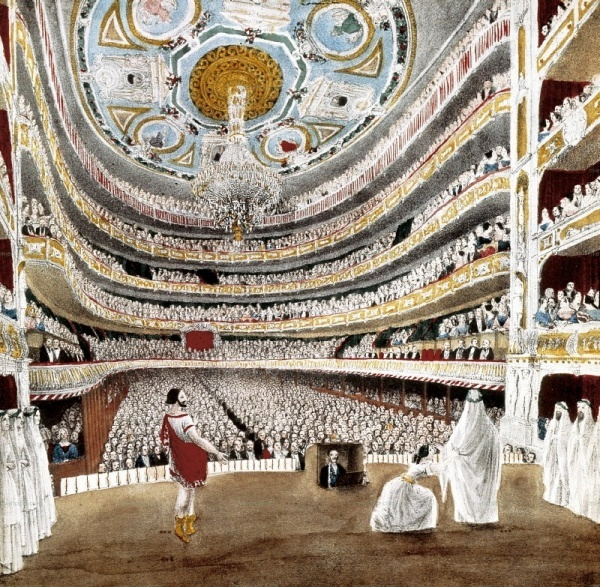
Representación de Norma de Vincenzo Bellini en el Gran Teatro del Liceo de Barcelona (1847)

En España no se puede hablar de nacionalismo propiamente dicho: no se reivindicó una nacionalidad española frente a un dominador extranjero, no se afirmaron identidades patrias o esencias culturales perdidas, no se buscaron fórmulas del pasado, no se recurrió a las leyendas populares ni al folclore tradicional. Sí se recurrió en cambio a las diversas modalidades regionales de la música popular (andaluza, asturiana, aragonesa, catalana, vasca, gallega), aunadas a una cierta influencia orientalista de moda en Europa y que aquí se consideraba como más genuina por el pasado andalusí de la península ibérica. Durante prácticamente la primera mitad del siglo continuó la influencia de la ópera italiana, especialmente la rossiniana. Algunos compositores siguieron esa línea, como Baltasar Saldoni e Hilarión Eslava. En 1832  se inauguró el Teatro Principal de Valencia, en 1847 el Gran Teatro del Liceo de Barcelona y, en 1850, el Teatro Real de Madrid.
El pionero de la ópera en España fue Felipe Pedrell, uno de los padres —con Francisco Asenjo Barbieri— de la musicología moderna española. En sus primeras obras, algunas de ellas en italiano, mostró la influencia de la ópera italiana, como en L'ultimo abenzerraggio (El último abencerraje, 1874), Quasimodo (1875) y Cleopatra (1878). Más tarde denotó la influencia wagneriana: I Pirinei (Los Pirineos, 1902), La Celestina (1904).

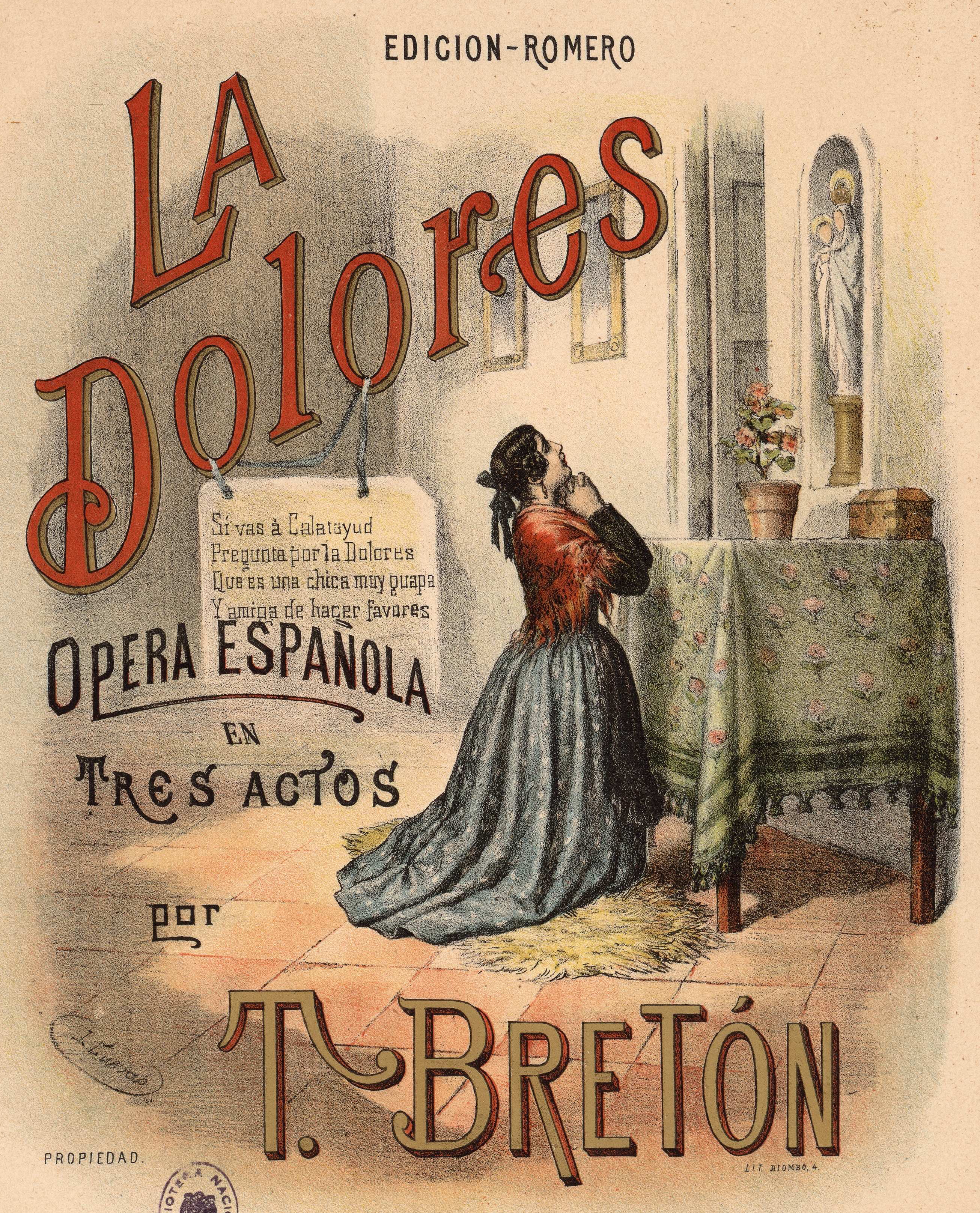
Cartel de La Dolores (1895), de Tomás Bretón

Otros pioneros fueron Ruperto Chapí y Tomás Bretón. Chapí estudió en París gracias a una beca conseguida tras componer la ópera breve Las naves de Cortés (1874). En 1876 estrenó en el Teatro Real La hija de Jefté. Desde entonces se dedicó sobre todo a la zarzuela, pero aún compuso varias óperas, como Roger de Flor (1878), Circe (1902) y Margarita la tornera (1909). Bretón estudió en Italia y Viena. Se inició con la ópera corta Guzmán el Bueno (1878), a la que siguieron Los amantes de Teruel (1889), Garín (1892), La Dolores  (1895) y Raquel (1900). En algunas de sus obras introdujo música folclórica española, como una sardana en Garín y una jota en La Dolores.
Entre los grandes compositores del período se encuentran Isaac Albéniz, Enrique Granados y Manuel de Falla. Albéniz se inició en la zarzuela, hasta que firmó un contrato con un banquero inglés para escribir óperas, fruto del cual fueron The Magic Opal (1893), Henry Clifford (1895), Pepita Jiménez (1896) y Merlin (1897-1902), esta última sobre un ciclo basado en el rey Arturo del que solo efectuó este primer título. Granados alcanzó la fama con sus piezas para piano. En 1898 estrenó su ópera María del Carmen, cercana a la zarzuela. Posteriormente, adaptó varias composiciones para piano en su ópera Goyescas (1916), que estrenó en el Metropolitan de Nueva York. Falla, uno de los mejores compositores españoles modernos, aunó el nacionalismo musical —con cierta influencia del noruego Edvard Grieg— con el impresionismo, que conoció en una estancia en Francia. Aunque no se prodigó mucho en la ópera dejó dos obras notables: La vida breve (1913) y El retablo de Maese Pedro (1923). Inició una adaptación de La Atlántida de Jacinto Verdaguer, que finalizó Ernesto Halffter y fue estrenada en 1962 como Atlántida.
Otros exponentes fueron: Enric Morera, que se inició en la ópera con La fada (1897), de estilo wagneriano. En 1906 estrenó dos obras en el Liceo de Barcelona, Bruniselda y Emporium, a las que siguieron Titaina (1912) y Tassarba (1916). Amadeo Vives fue alumno de Pedrell y, junto con Lluís Millet, fundador del Orfeón Catalán. En 1897 estrenó su primera ópera, Artús, a la que siguieron Euda d'Uriac (1900), Colomba (1910), Maruxa (1914) y Balada de Carnaval (1919). Jesús Guridi fue profesor de órgano en el Conservatorio de Madrid. Compuso dos óperas: Mirentxu (1910, en euskera) y Amaya  (1920). Jaume Pahissa, alumno de Enric Morera, escribió varias óperas en catalán, como Gal·la Placídia (1913), La morisca (1919), Marianela (1923) y La princesa Margarida (1928). Joaquín Turina conoció a Falla y Albéniz en París, por cuya influencia se orientó hacia la música nacional española, con cierta influencia impresionista. Su ópera más relevante es Jardín de Oriente (1923).
Cabe citar también a: Conrado del Campo (Fantochines, 1923; Lola, la piconera, 1950), Óscar Esplá (La bella durmiente, 1909), Joan Lamote de Grignon (Hesperia, 1907), Juan Manén (Giovanna di Napoli, 1903; Acté, 1904), Manuel Penella Moreno (El gato montés, 1917; Don Gil de Alcalá, 1932), Emilio Serrano (Doña Juana la Loca, 1890; Irene de Otranto, 1891) y Eduard Toldrà (El giravolt de maig, 1928).

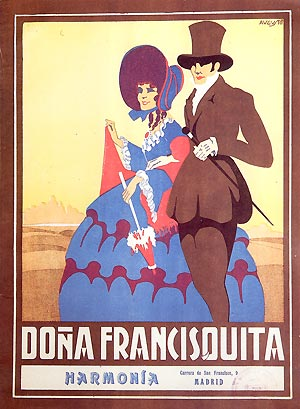
Portada de Doña Francisquita (1923), de Amadeo Vives

En este siglo resurgió de nuevo la zarzuela, recuperada por el nuevo gusto romántico y el resurgir nacionalista. En 1856, un grupo de compositores formado por Francisco Asenjo Barbieri, Joaquín Gaztambide, José Inzenga, Rafael Hernando y Cristóbal Oudrid creó la Sociedad Artística para promocionar el género e impulsaron la creación del Teatro de la Zarzuela en Madrid (1856). Se diferenció entonces en «género grande» y «género chico», el primero dividido en tres actos y el segundo compuesto por uno solo. Incluía partes cantadas y habladas, así como bailes populares, con una temática generalmente de tipo costumbrista —especialmente casticista— y tendencia cómica. Se desarrolló especialmente en el tercer cuarto del siglo, la época del «género grande», obras en tres actos con influencia del buf parisien francés. Entre sus exponentes se encuentran: Cristóbal Oudrid (Buenas noches, señor don Simón, 1852; El postillón de La Rioja, 1856), Emilio Arrieta (El grumete, 1853; Marina, 1855; La suegra del Diablo, 1867; Las fuentes del Prado, 1870), Joaquín Gaztambide (Catalina, 1854; Los magiares, 1857; El juramento, 1858), Francisco Asenjo Barbieri (Los diamantes de la corona, 1854; Pan y toros, 1864; El barberillo de Lavapiés, 1874; El diablo cojuelo, 1878) y Ruperto Chapí (La tempestad, 1883; La bruja, 1887; El rey que rabió, 1891).
Hacia finales de siglo estuvo más de moda el «género chico», obras de un acto, con más recitativo, con cierta influencia de la opereta vienesa. Cabe destacar a: Tomás Bretón (La verbena de la Paloma, 1884), Federico Chueca (La Gran Vía, 1886; El año pasado por agua, 1889; Agua, azucarillos y aguardiente, 1897), Ruperto Chapí (La Revoltosa, 1897; El puñao de rosas, 1902), Manuel Fernández Caballero (El dúo de La africana, 1893; Gigantes y cabezudos, 1898), Gerónimo Giménez (El baile de Luis Alonso, 1896; La boda de Luis Alonso, 1897; La tempranica, 1900), Amadeo Vives (La balada de la luz, 1900; Bohemios, 1903; Doña Francisquita, 1923), José Serrano Simeón (La Reina mora, 1903; Moros y cristianos, 1905; La canción del olvido, 1916; Los claveles, 1929; La dolorosa, 1930), Vicente Lleó Balbastre (La corte de Faraón, 1910), Pablo Luna (Molinos de viento, 1910; Los cadetes de la reina, 1913; El asombro de Damasco, 1916; El niño judío, 1918), José María Usandizaga (Las golondrinas, 1914), Francisco Alonso (La linda tapada, 1924; Las Leandras, 1931), Jacinto Guerrero (Los gavilanes, 1923; El huésped del sevillano, 1926; La rosa del azafrán, 1930), José Padilla Sánchez (La bien amada, 1924), el tándem Juan Vert-Reveriano Soutullo (La leyenda del beso, 1924; La del Soto del Parral, 1927; El último romántico, 1928), Jesús Guridi (El caserío, 1926; La meiga, 1928; Peñamariana, 1944), Federico Moreno Torroba (Luisa Fernanda (1932) y Pablo Sorozábal (La del manojo de rosas, 1934; La tabernera del puerto, 1936; La eterna canción, 1945; Los burladores, 1948; La ópera del mogollón, 1954). Cabe mencionar también Cançó d'amor i de guerra (1926), de Rafael Martínez Valls, zarzuela escrita en catalán.
Tras la Guerra Civil Española, la zarzuela fue decayendo, hasta su práctica desaparición en los años 1960. Hoy día se siguen representando los clásicos del género, pero no existe nueva producción.

#### Latinoamérica

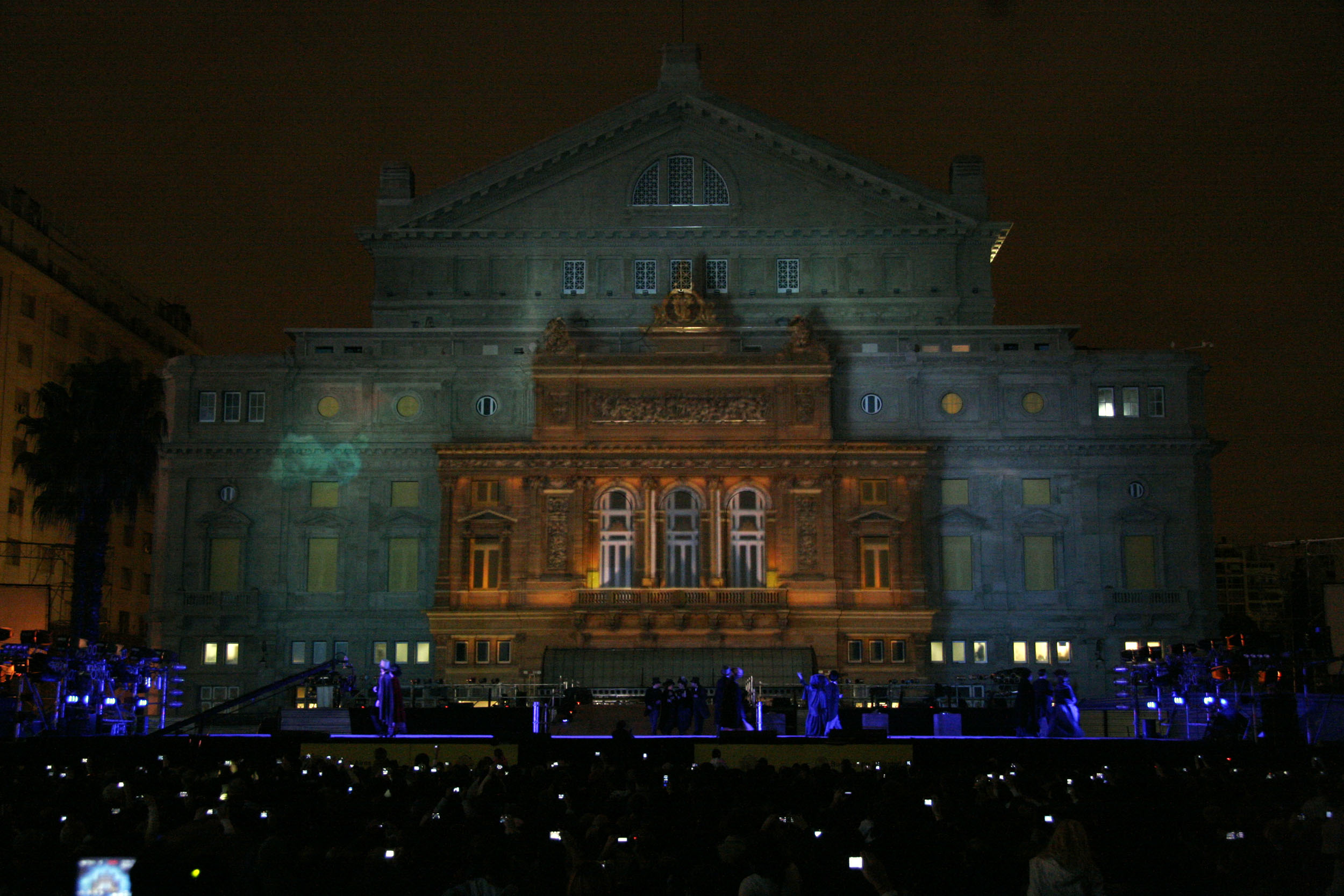
Teatro Colón, Buenos Aires

La ópera latinoamericana vivió a lo largo del tiempo una paulatina evolución: durante la época colonial se representaban óperas italianas o españolas; tras la independización de las colonias empezaron a producirse obras autóctonas, pero que seguían las reglas de la ópera italiana; con el tiempo se fueron añadiendo elementos locales, generalmente de aire folclórico o popular; por último, empezaron a producirse obras de carácter universal.
En Argentina, la ópera fue llevada por compañías italianas, tras la independencia del país. En 1857 se abrió el Teatro Colón de Buenos Aires. Uno de los primeros compositores locales fue Arturo Berutti, autor de Pampa (1897) y Yupanqui (1899). En 1908, Héctor Panizza tuvo un gran éxito con Aurora. En 1916, Felipe Boero compuso Tucumán para conmemorar el centenario de la independencia; otra obra suya fue El Matrero (1929), considerada la ópera nacional argentina. Otros autores fueron: Pascual De Rogatis (Huémac, 1916), Constantino Vicente Gaito (Petronio, 1919; Ollantay, 1926), Floro Ugarte (Saika, 1920) y Athos Palma (La novia del hereje, 1935).

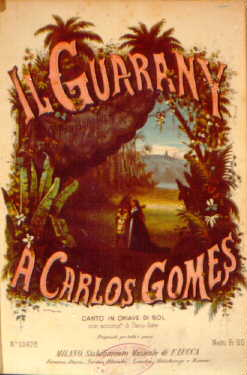
Cartel de Il Guarany (1870), de Carlos Gomes

En Brasil, cuando la corte portuguesa se trasladó al nuevo continente en 1808, a causa de la invasión napoleónica, llevó el gusto por la ópera italiana. Poco a poco fueron surgiendo compositores locales, entre los que destaca Carlos Gomes, el primer compositor latinoamericano que triunfó en Europa (Joana de Flandres, 1863; Il Guarany, 1870; Salvator Rosa, 1874; Maria Tudor, 1878; Lo Schiavo, 1889), que, sin embargo, escribió en italiano, con un estilo tardoverdiano. Los primeros intentos en portugués fueron de compositores como Francisco Braga (O contractador de diamantes, 1901) y Oscar Lorenzo Fernández (Malazarte, 1921).
En Colombia, la primera producción fue Ester (1874), de José María Ponce de León. En Chile, Telésfora (1841), de Aquinas Ried.
Cuba se inició en la tradición operística siendo colonia española. A lo largo del siglo XIX triunfó sobre todo la ópera italiana. En 1875, Laureano Fuentes Matons compuso la primera ópera cubana, La hija de Jefté. Posteriormente cabe citar a Ignacio Cervantes (Los Saltimbanquis, 1899) y Eduardo Sánchez de Fuentes (El náufrago, 1901). También hubo compositores de zarzuelas, como Ernesto Lecuona (María la O, 1930; El cafetal, 1930) y Eliseo Grenet (Niña Rita, 1927; La virgen morena, 1928).

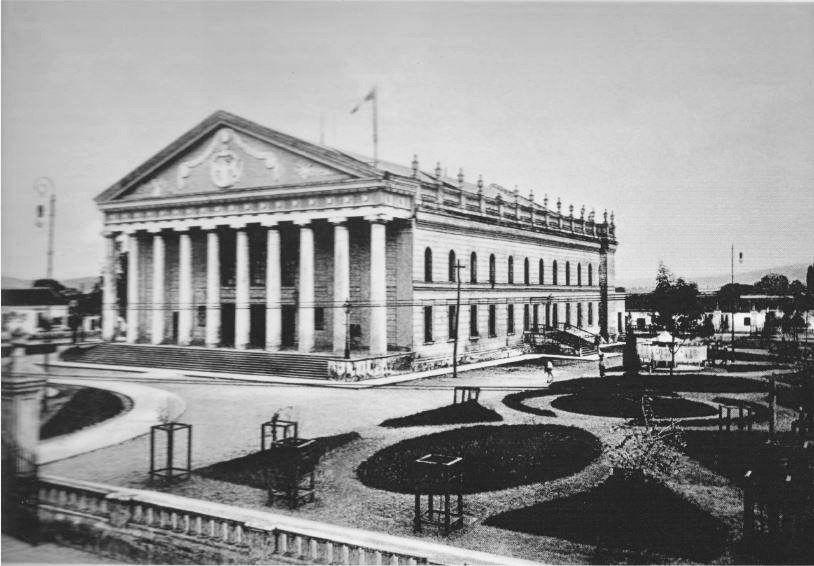
Teatro Carrera (Guatemala)

En Guatemala, se introdujo la ópera italiana a inicios del siglo XIX. En 1859 se inauguró el Teatro Carrera, posteriormente llamado Nacional y, desde 1886, Colón. La primera ópera local fue La mora generosa (1850), de José Escolástico Andrino. Ya en el siglo XX destacó Jesús Castillo (Quiché Vinak, 1924).
México tenía una tradición operística desde su pasado colonial: ya en el siglo XVIII se produjo una ópera mexicana, La Parténope (1711), de Manuel de Sumaya. La tradición operística se centró en Ciudad de México (Palacio de Bellas Artes, inaugurado en 1934) y ciudades como Guanajuato y Guadalajara. En los inicios del siglo XIX predominó la ópera italiana, hasta que en la segunda mitad surgieron las primeras producciones locales con autores como Melesio Morales (Romeo y Julieta, 1863; Ildegonda, 1866; Gino Corsini, 1877), Aniceto Ortega (Guatemotzin, 1871), Felipe Villanueva (Keofar, 1892), Ricardo Castro (Atzimba, 1900) y Gustavo Campa (El rey poeta, 1901).
En Nicaragua destacó Luis Abraham Delgadillo: Final de Norma (1930), Mabaltayán (1942).
En Perú, en el siglo XIX se siguió de cerca la vida cultural europea. La primera ópera del país fue Atahualpa (1875), del italiano Carlo Enrico Pasta. Posteriormente destacaron José María Valle Riestra (Ollanta, 1900) y Ernesto López Mindreau (Nueva Castilla, 1926).
En Uruguay, se abrió en 1856 el Teatro Solís de Montevideo, el principal centro operístico del país. Entre sus compositores cabe citar a: Tomás Giribaldi (La Parisina, 1878), Alfonso Broqua (Tabaré, 1888), León Ribeiro (Colón, 1892; Liropeya, 1912), Manuel M. Ponce (El patio florido, 1913) y Carlos Pedrell (Ardid de amor, 1917; La guitarra, 1924).
En Venezuela, cabe citar a: José Ángel Montero (Virginia, 1873) y Reynaldo Hahn (Le Marchand de Venise, 1935).

### Verismo

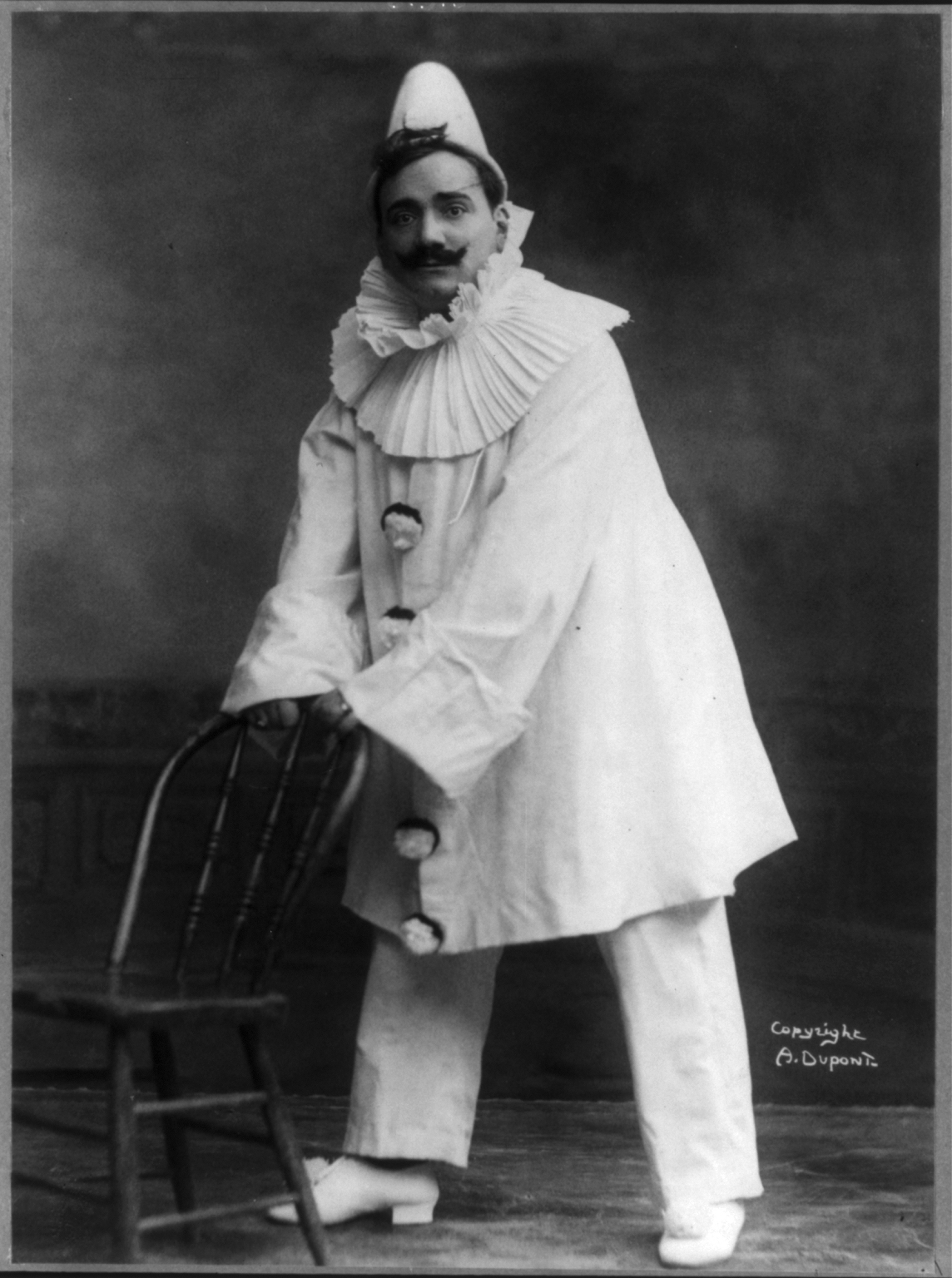
Enrico Caruso como Canio, en la ópera Pagliacci de Ruggero Leoncavallo

El verismo italiano —también conocido como Giovane Scuola (Joven Escuela)— buscaba reflejar la realidad, con argumentos más populares, en ambientes rurales y proletarios, donde los protagonistas eran personajes corrientes. Este movimiento surgió de la literatura naturalista iniciada en Francia por Émile Zola, que tuvo como exponentes en Italia a Giovanni Verga y Luigi Capuana. Los compositores veristas denotaron la influencia de Verdi y Wagner, aunque rompieron con la tradición romántica. La música era continua, transcompuesta al estilo wagneriano, sin cabaletta y con arias sin norma fija. Eliminaron las oberturas, pero añadieron intermezzi, de una vistosa orquestación de tono dramático. La voz se llevaba al límite de sus posibilidades expresivas. En el verismo se llegó incluso a otorgar papeles protagonistas a villanos y personajes reprobables, como asesinos, proxenetas, prostitutas y otros personajes de baja extracción. Sin embargo, con el tiempo, el mensaje didáctico que pretendía transmitir el verismo derivó en argumentos sensacionalistas, que junto a una orquestación colorista y efectista reflejaron los nuevos gustos del público.
El inicio del éxito del verismo fue con dos óperas: Cavalleria rusticana de Pietro Mascagni y Pagliacci de Ruggero Leoncavallo. Mascagni trabajó como director de orquesta con varias compañías por toda Italia hasta que en 1888 se presentó a un concurso musical convocado por el editor Edoardo Sanzogno con la ópera de un acto Cavalleria rusticana (estrenada en 1890), con la que ganó el concurso y cosechó un enorme éxito. Basada en una obra de Giovanni Verga, destacó por sus personajes corrientes movidos por violentas pasiones. No repitió tanto éxito con sus siguientes obras: L'amico Fritz (1891), I Rantzau  (1893) y Guglielmo Ratcliff (1895). Leoncavallo compuso su primera ópera a los diecinueve años (Chatterton, 1876). Tras un encargo del editor Giulio Ricordi, emprendió una trilogía al estilo wagneriano, que no llegó a completar. Tras un tiempo en que se dedicó sobre todo a la escritura, el éxito de Cavalleria rusticana le animó de nuevo y compuso su mayor éxito, Pagliacci (1892), una historia trágica sobre cuatro actores ambulantes, con libreto escrito por él mismo. Sus siguientes obras no tuvieron tanto éxito: I Medici (1893), La bohème (1897) y Zazà (1900).

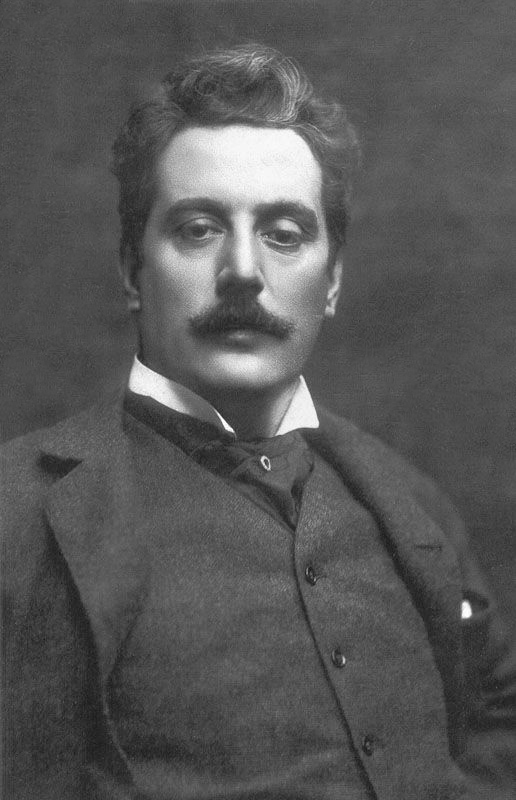
Giacomo Puccini

El compositor más destacado de esta corriente fue Giacomo Puccini. Alumno de Ponchielli, tenía un gran instinto para las melodías sugerentes y los argumentos apasionados, así como para aunar en perfecta armonía la música y el drama, siempre con la voz como eje central de su composición. Admirador de Wagner, utilizó el leitmotiv en varias de sus obras. Tuvo un primer éxito con Le Villi (Las Willis, 1884), pero por diversos motivos se retrasó su siguiente trabajo operístico, Edgar (1889), que no fue bien acogida. Sí obtuvo un gran éxito con Manon Lescaut (1893), que le proporcionó fama y fortuna. En colaboración con los libretistas Giuseppe Giacosa y Luigi Illica creó sus tres óperas más relevantes: La Bohème (1896), Tosca (1900) y Madama Butterfly (1904). La primera, sobre la vida bohemia parisina, mezclaba tragedia, pasión y humor, junto con una música seductora que gustó en gran medida al público. Tosca presentó un argumento igualmente trágico potenciado por disonancias musicales y retorcidas armonías, con uno de los papeles femeninos más complejos esbozados hasta entonces. Su aria E lucevan le stelle es una de las más famosas de la ópera, también conocida como el «adiós a la vida». Madama Butterfly está ambientada en Japón, en consonancia con el gusto exótico de la época. Aunque en su estreno no fue bien acogida, con el tiempo se ha valorado su colorido tonal y lenguaje armónico. Incluye la famosa aria Un bel dì, vedremo.

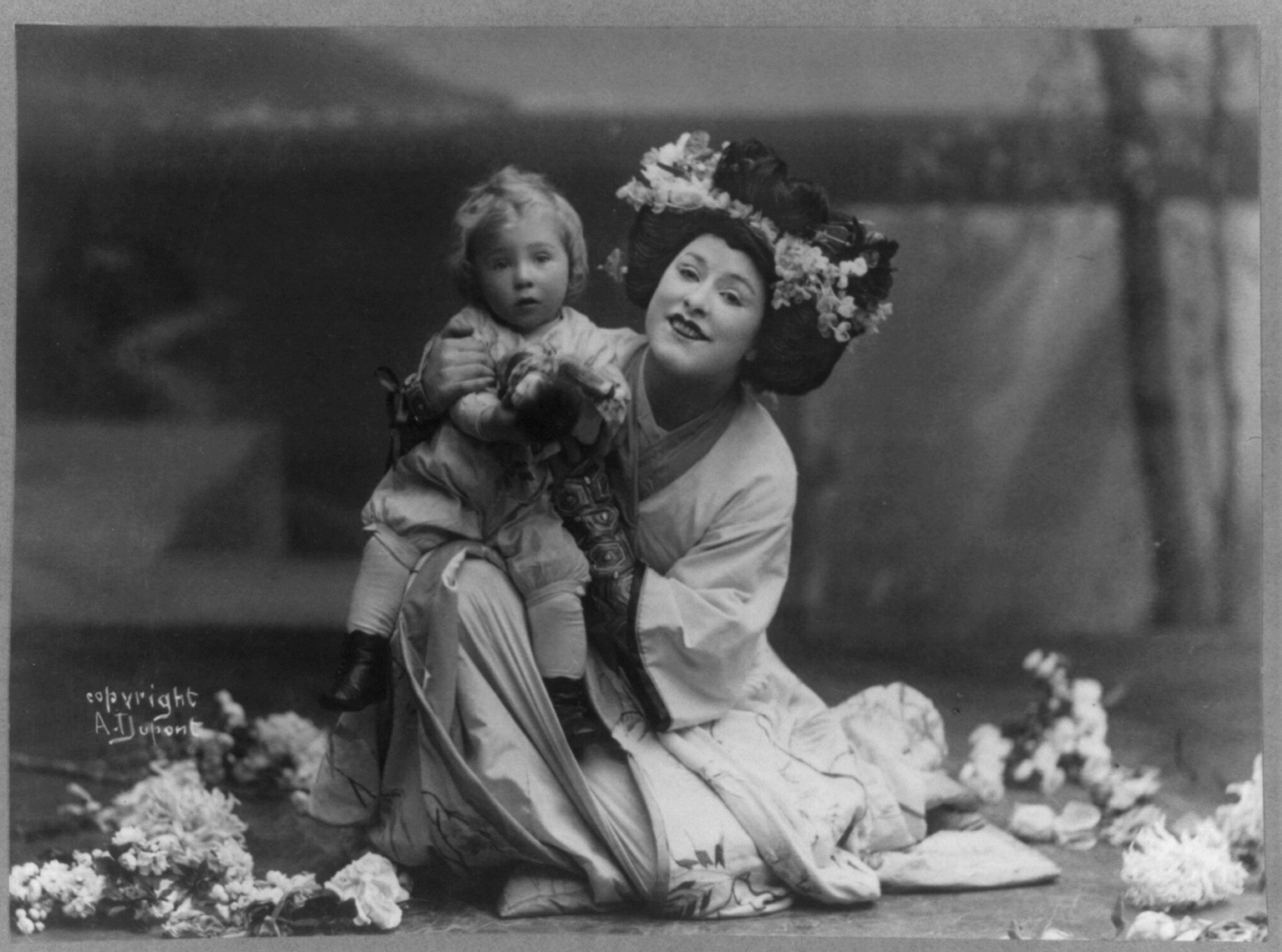
Geraldine Farrar como Madama Butterfly

En 1910 estrenó en Nueva York La fanciulla del West (La chica del oeste). Tras La rondine (La golondrina, 1917), su siguiente proyecto fue Il trittico (El tríptico), un conjunto de tres óperas para ser representadas en una única sesión: Il tabarro (El tabardo), Suor Angelica y Gianni Schicchi (1918). Su última ópera fue Turandot, en la que trabajó entre 1920 y el año de su fallecimiento (1924), y que fue finalizada por Franco Alfano y estrenada en 1926. En esta obra sintetizó su estilo musical: conjunción de drama y música, personajes reales de gran fuerza emotiva y música de gran intensidad sinfónica. Incluye la famosa aria Nessun dorma.
Otros destacados compositores del verismo fueron Umberto Giordano, Alfredo Catalani y Francesco Cilea. Giordano se inició en el concurso de Sanzogno con la ópera de un acto Marina (1889). Le siguieron Mala vita (1892) y Regina Diaz (1894). Logró su mayor éxito con Andrea Chénier (1896), con libreto de Luigi Illica. Repitió éxito con Fedora (1898), a la que siguieron una serie de fracasos, hasta que renovó fama con La cena delle beffe (La cena de las burlas, 1924). Catalani evolucionó desde una primera influencia wagneriana hacia el verismo. Su primera ópera, La falce (1875), fue con libreto de Arrigo Boito. Vino a continuación Elda (1880), transformada diez años después en Loreley. Su mayor éxito fue La Wally (1892), de estilo germanizante, con libreto de Luigi Illica. Cilea abandonó el Derecho por la música. Consiguió un primer éxito con Gina (1889), a la que siguieron La tilda (1892), L'arlesiana (1897) y su obra maestra, Adriana Lecouvreur (1902), una mezcla de tragedia y comedia, en la que combinó verismo con cierto belcantismo.
Otros exponentes fueron: Franco Alfano (Risurrezione, 1904),, Alberto Franchetti (Cristoforo Colombo, 1892; Germania, 1902), Franco Leoni (L'oracolo, 1905; Francesca da Rimini, 1914), Giacomo Orefice (Chopin, 1901; Il Mosè, 1905) y Antonio Smareglia (Nozze istriane, 1895; La Falena, 1897).

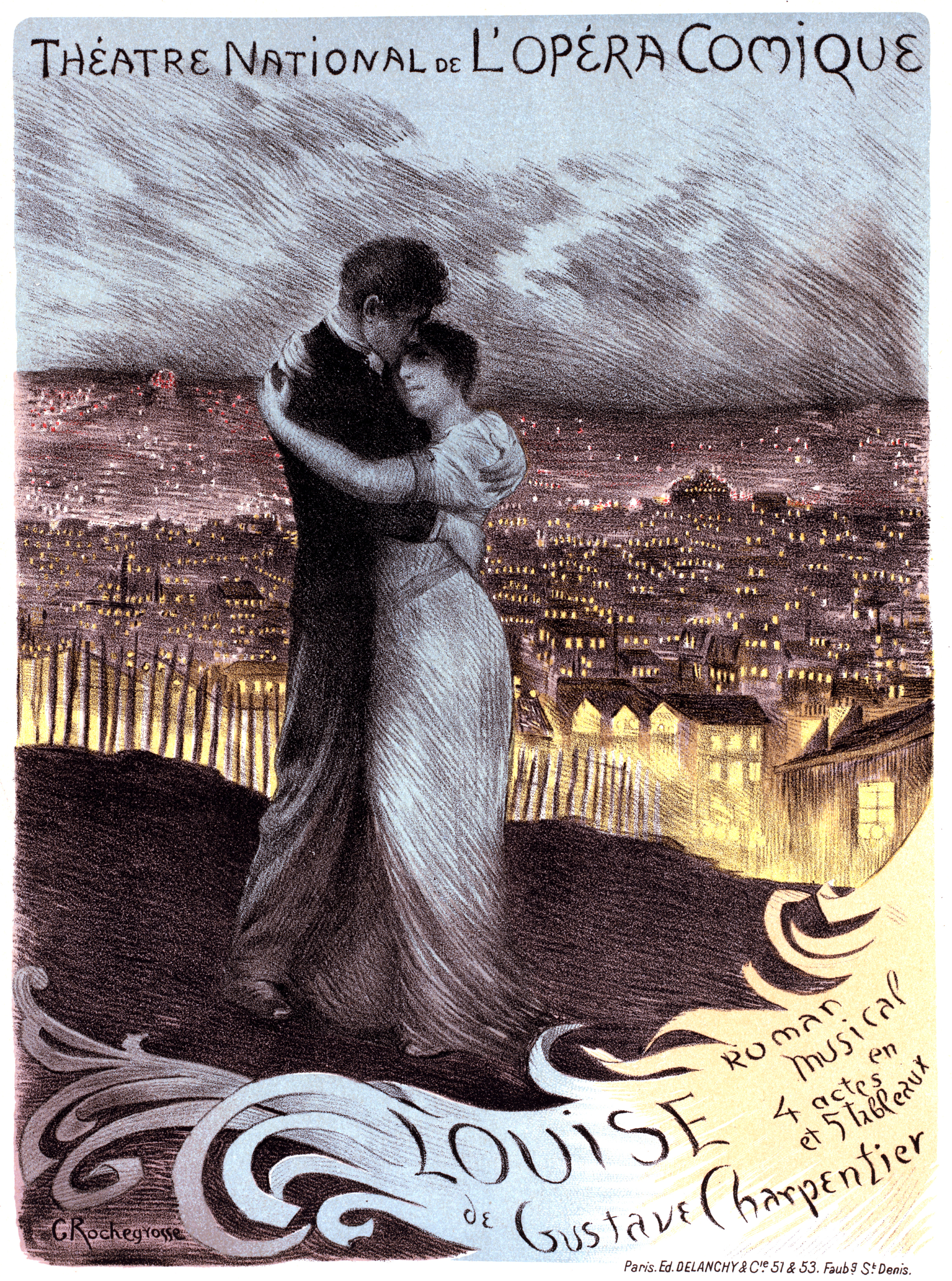
Cartel de Louise (1900), de Gustave Charpentier

Cercano al verismo, pero de estilo más personal se sitúa Ermanno Wolf-Ferrari. Alumno de Arrigo Boito, fue un compositor inconstante, que parecía no encontrar un estilo propio. Hizo obras veristas, así como óperas serias y cómicas, entre las que destacan: Cenerentola (1900), Le donne curiose (1903), I quatro rusteghi (1906), Il segreto di Susanna (1909) y L'amore medico (1913), que no han perdurado en el repertorio operístico.
En los años 1910 este estilo evolucionó hacia un llamado posverismo, caracterizado por la fuerte influencia del escritor Gabriele D'Annunzio y una mayor vinculación al nacionalismo italiano. En esta corriente destacaron Italo Montemezzi y Riccardo Zandonai. El primero, compositor y director de orquesta en buena parte autodidacta, tuvo un gran éxito con sus dos primeras óperas, Giovanni Gallurese (1905) y L'amore dei tre re (1913). Posteriormente realizó La nave (1918), La notte di Zoraima (1931) y L'incantesimo (1943). Zandonai llamó la atención del editor Ricordi con La coppa del re (1907), por lo que le encargço una ópera, Il grillo del focolare (1908), sobre un cuento de Dickens. Su primer gran éxito fue Francesca da Rimini (1914), basada en un episodio de la Divina Comedia de Dante. Desarrolló un estilo más original en Giulietta e Romeo (1922), a la que siguió I cavalieri di Ekebù (1925). Dejó inacabada su última ópera, Il bacio. Cabe mencionar también a Alfredo Casella, un compositor de estilo cosmopolita que recibió también la influencia del posromanticismo y el impresionismo, autor de La donna serpente (1929).
Fuera de Italia, la influencia verista se denota en la obra del francés Gustave Charpentier. Fue alumno de Massenet y, en 1887, ganó el premio de Roma. Fue en esa ciudad donde se contagió del ambiente verista y compuso su ópera más famosa, Louise (1900), la historia de amor de dos jóvenes de Montmartre, con libreto de Saint-Pol-Roux. También en Francia, Alfred Bruneau musicalizó varios textos de Émile Zola, como Le rêve (1891), L'Attaque du moulin (1893), Messidor (1897), L'Ouragan (1901) y L'Enfant roi (1905). Henry Février fue autor de Monna Vanna (1909), sobre un texto de Maurice Maeterlinck, una obra semiverista de inspiración simbolista.
En Alemania, Eugen d'Albert fue un prolífico compositor, autor de unas veinte óperas, entre las que destacan Die Abreise (El viaje de partida, 1898) y Tiefland (1903), esta última basada en Tierra baja de Ángel Guimerá.
El checo Josef Bohuslav Foerster se inició en un estilo verista con sus dos primeras óperas: Debora (1893) y Eva (1899). Posteriormente fue autor de Jessika (1905), basada en El mercader de Venecia de Shakespeare, así como Nepřemožení (Los invencibles, 1919), Srdce (El corazón, 1923) y Bloud (El tontorrón, 1936).
El griego Spyridon Samaras fue autor de óperas en italiano de estilo verista: La martire (1894), La furia domata (1895), Rhea (1908).

### Posromanticismo

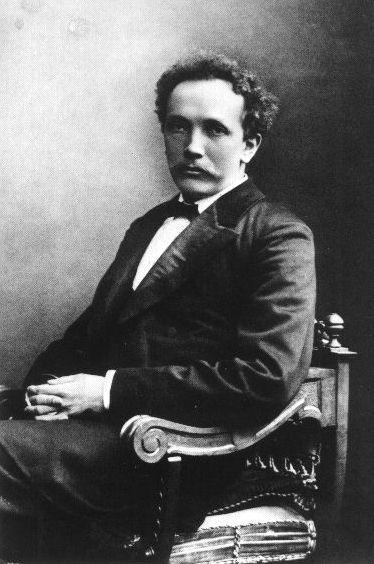
Richard Strauss

Entre finales del siglo XIX y principios del xx se dio el posromanticismo, que como su nombre indica fue una evolución del Romanticismo en base a premisas más modernas, pero manteniendo el mismo espíritu que caracterizó ese movimiento. La principal influencia de este estilo fue la de Wagner, por lo que a veces también se le llama poswagnerismo.
Su principal representante fue Richard Strauss, que destacó por su creatividad armónica y su dominio de la orquestación. Por influencia de Wagner se inició en la ópera con Guntram (1894) y Feuersnot (La necesidad de fuego, 1901), que fracasaron. En cambio, gozó del favor del público con Salome (1905), basada en la obra homónima de Oscar Wilde, pese al escándalo provocado por la carga erótica del argumento. Desde entonces inició una colaboración con el dramaturgo austríaco Hugo von Hofmannsthal, quien escribió la mayoría de sus libretos. Su primera obra conjunta fue Elektra (1909), a la que siguieron Der Rosenkavalier (El caballero de la rosa, 1911), Ariadne auf Naxos (Ariadna en Naxos, 1912), Die Frau ohne Schatten (La mujer sin sombra, 1919), Die ägyptische Helena (La Helena egipcia, 1928) y Arabella (1933). Posteriormente contó con Stefan Zweig para Die schweigsame Frau (La mujer silenciosa, 1935) y con Joseph Gregor para Friedenstag (Día de paz, 1938), Daphne (1938) y Die Liebe der Danae (El amor de Dánae, 1940). Su última ópera fue Capriccio (1942). En estas obras introdujo un nuevo lenguaje armónico que traspasaba los límites tonales tradicionales, con sonidos pasionales que podían incluir gritos y otros sonidos guturales, con lo que anticipó el posterior expresionismo.

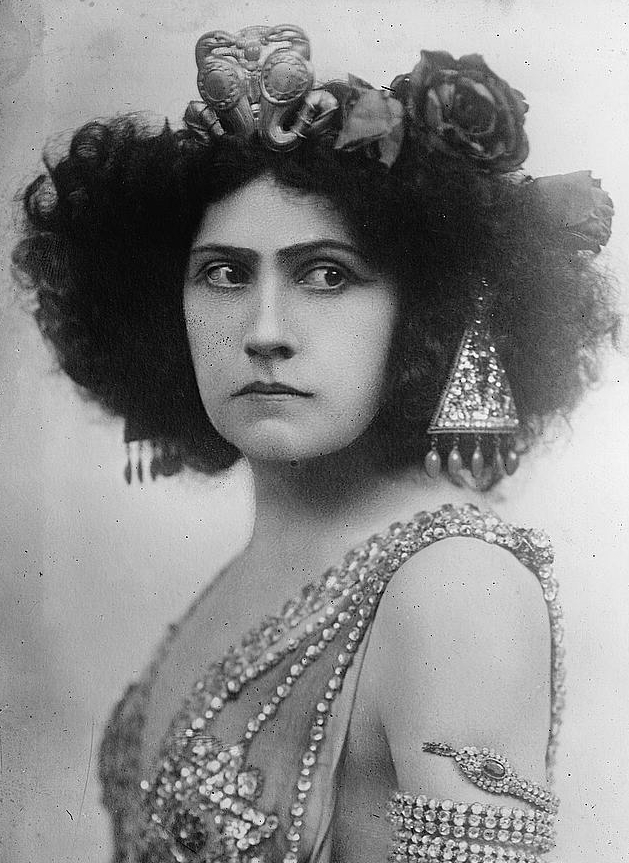
La soprano Aino Ackté en la ópera Salome (1905), de Richard Strauss

Otros exponentes fueron Engelbert Humperdinck, Alexander von Zemlinsky y Hans Pfitzner. Humperdinck fue un estudiante dotado, que en 1881 conoció a Wagner, quien lo tomó como ayudante para la producción de Parsifal. Sin embargo, su producción se orientó hacia una línea más sencilla, como en Hänsel und Gretel (1893), su primera y más exitosa ópera, basada en el cuento de los hermanos Grimm. Escogió los mismos autores para su siguiente proyecto, Die sieben Geißlein (Los siete niños, 1898), que no tuvo tanto éxito. Tras varios fracasos más, triunfó con Königskinder (Los hijos del rey, 1910), de estilo más wagneriano. Zemlinsky se dedicó a la ópera tanto como compositor como director de orquesta. Su primer éxito fue Es War Einmal (Érase una vez, 1899), que representó Gustav Mahler en la Hofoper de Viena. En 1906 compuso Der Traumgörge (Görge el soñador), que no se estrenó hasta cuarenta años más tarde. Le siguieron sus dos mayores éxitos, Eine florentinische Tragödie (Una tragedia florentina, 1917) y Der Zwerg (El enano, 1922), ambas de un solo acto. En 1932, Der Kreidekreis (El círculo de tiza) fue prohibida por los nazis, tras lo que se exilió a Estados Unidos, donde murió en el anonimato. Pfitzner recibió la influencia de Schumann y Wagner, perceptible en sus primeras óperas: Der arme Heinrich (Pobre Heinrich, 1893) y Die Rose vom Liebesgarten (La rosa del jardín del amor, 1900). Su mayor éxito fue Palestrina (1917), una obra de gran envergadura sobre la posición del artista en la sociedad. Sus siguientes obras, Von deutscher Seele (Del alma alemana, 1921) y Das dunkle Reich (El reino oscuro, 1929), expresaron sus ideas sobre una música alemana «pura».
El austríaco Erich Wolfgang Korngold fue considerado un niño prodigio, y despertó la admiración de Mahler, Puccini y Strauss. Sus primeras óperas fueron Der Ring des Polykrates (El anillo de Polícrates, 1916), Violanta (1916) y Die Tote Stadt (La ciudad muerta, 1920), de un romanticismo tardío. Das Wunder der Heliane (El milagro de Heliane, 1927) fue una obra de cierto erotismo con una partitura concebida en escala épica que crea una gran dificultad para los intérpretes. Con la instauración del Anschluss en 1938, emigró a Estados Unidos, donde compuso bandas sonoras de películas y ganó dos Oscars.
En el ámbito germánico cabe citar también a: Wilhelm Kienzl (Der Evangelimann [El evangelista], 1895), Max von Schillings (Moloch, 1900; Mona Lisa, 1915), Siegfried Wagner —hijo de Richard Wagner— (Der Bärenhäuter [La piel de oso], 1899; Der Kobold [El duende], 1904; Der Schmied von Marienburg [El herrero de Marienburg], 1923) y Hugo Wolf (Der Corregidor, 1895).
El británico Rutland Boughton intentó establecer un «wagnerismo a la inglesa», con óperas como The Immortal Hour (1922), Alkestis (1922), The Queen of Cornwall (1924) y The Lily Maid (1934). De igual manera, Joseph Holbrooke pretendió trasladar a la mitología celta el universo wagneriano, a través de la trilogía The Cauldron of Annwyn (La caldera de Annwyn, 1912-1929), formada por The Children of Don (1912), Dylan, Son of the Wave (1914) y Bronwen (1929).
En Francia, Gabriel Fauré mostró una clara influencia wagneriana en su ópera Pénélope (1913). Jean Nouguès fue autor de Quo Vadis? (1909), sobre la novela de Henryk Sienkiewicz, una obra de una ambiciosa puesta en escena que incluía animales de circo.
En Italia, Luigi Mancinelli mostró un estilo claramente wagneriano, aunque con un componente más cosmopolita, no tan germanizado como el de otros seguidores del compositor alemán. Sus dos mejores obras fueron Ero e Leandro (1897) y Paolo e Francesca (1907).

### Impresionismo

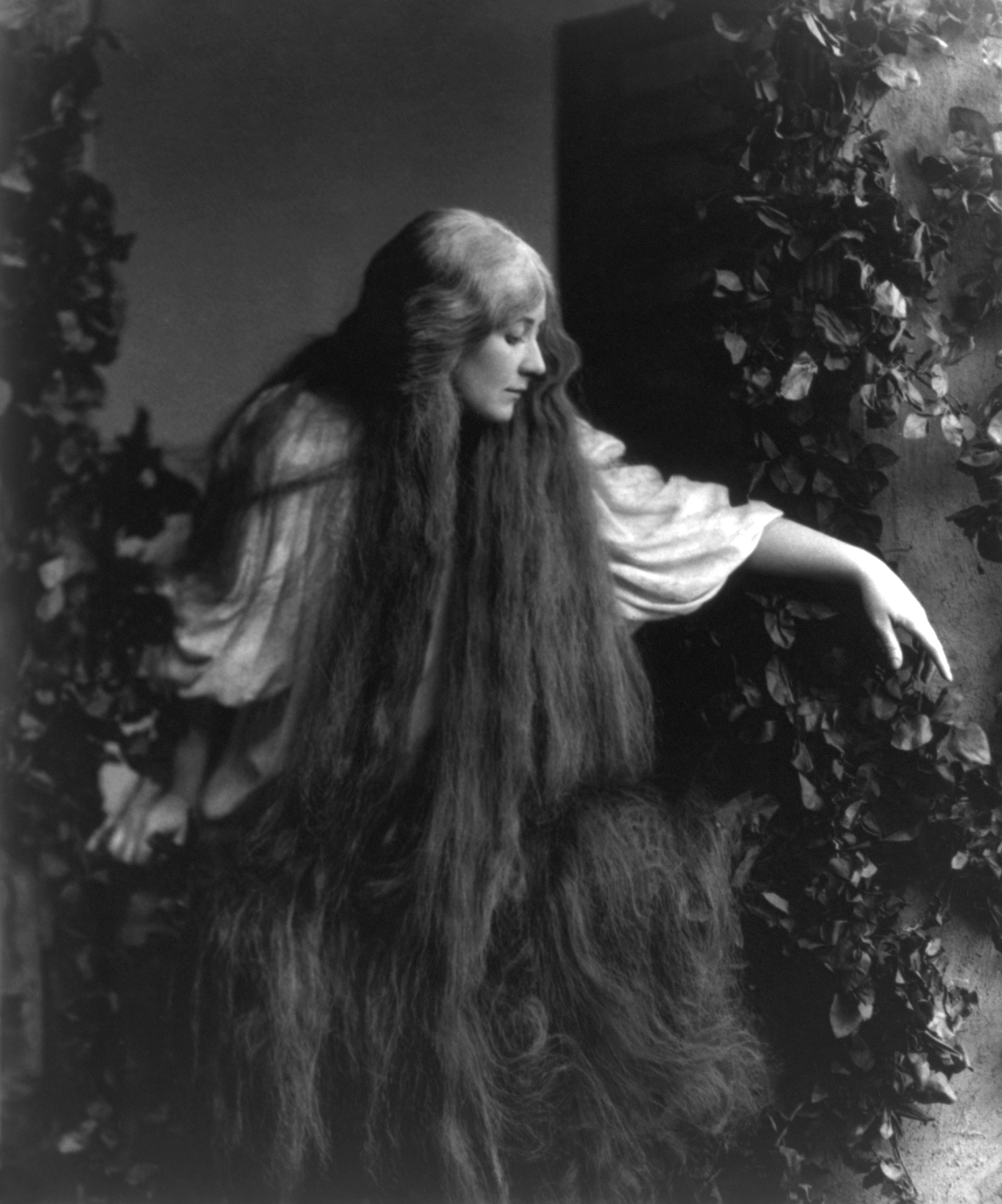
Mary Garden en una representación de Pelléas et Mélisande de Claude Debussy (1908)

Al igual que su homólogo pictórico, el impresionismo surgió en Francia, con un afán modernizador de la concepción musical, que se desarrolló entre finales del siglo XIX e inicios del xx. Como en pintura, se pretendía captar las sensaciones que al artista producía el mundo circundante, con una base de realidad, pero interpretada de forma subjetiva. Influido igualmente por la poesía simbolista (Verlaine, Baudelaire, Mallarmé), buscaban un nuevo lenguaje enfrentado tanto al purismo formal del clasicismo como a la violencia pasional del Romanticismo. Para ello, Claude Debussy, su principal representante, recurrió a una escala de tonos no utilizada hasta entonces, los tonos enteros e intervalos complejos de la novena en adelante, así como intervalos de cuartas y quintas paralelas.
Claude Debussy inició varios proyectos operísticos que dejó inacabados —un par sobre historias de Edgar Allan Poe y uno sobre el Cid titulado Rodrigue et Chimène—, hasta que encontró un proyecto que le fascinó: Pelléas et Mélisande (1902), sobre una obra de Maurice Maeterlinck. Fue sú única ópera, pero una obra maestra. Pese a su argumento sencillo —una rivalidad amorosa entre dos hermanos y una joven—, Debussy creó una obra profunda y conmovedora, evocadora y sugerente, que aún resulta novedosa hoy día. Con esta obra inició el género de la «ópera literaria» (Literaturoper), un tipo de ópera basada en textos literarios respetados en su integridad que, si bien pueden ser reducidos, no pueden ser alterados en su esencia, y que son declamados al estilo de la opéra dialogué rusa y presentados con forma transcompuesta.

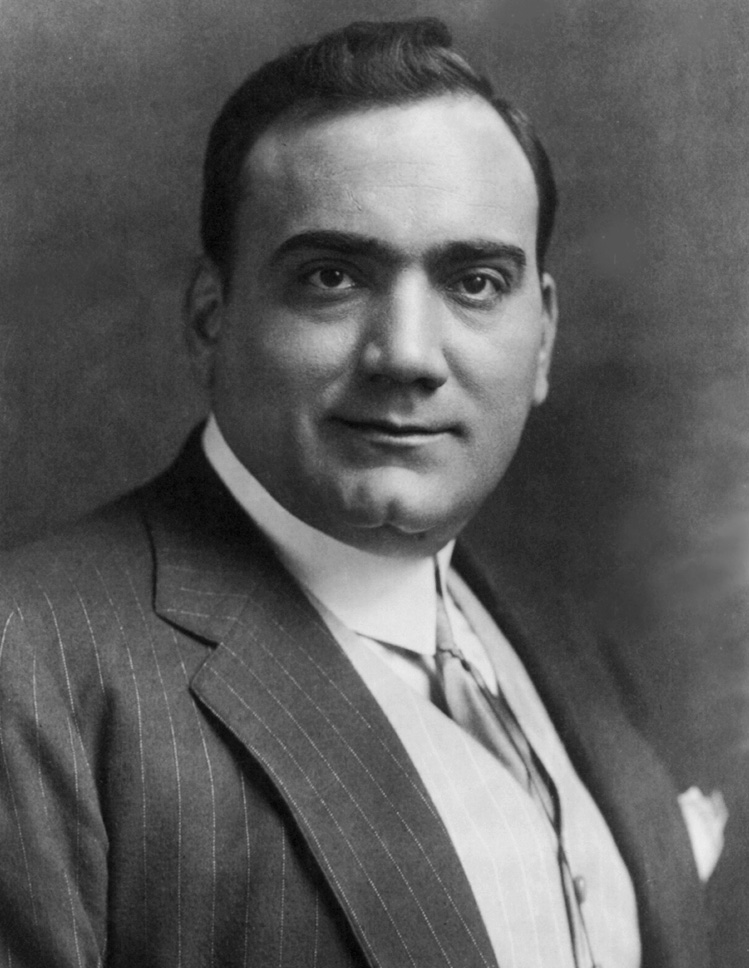
Enrico Caruso, uno de las más célebres tenores de todos los tiempos

En Francia destacaron también Maurice Ravel y Paul Dukas. Ravel fue un convencido antiwagneriano, que buscó afanosamente un estilo propio. Era muy meticuloso e inconformista en su trabajo, por lo que revisaba continuamente sus obras, lo que explica su escasa producción. De madre vasca, sentía gran atracción por la cultura española, lo que se denota en su primera ópera, L'heure espagnole (La hora española, 1911), una obra cómica de un solo acto, con efectos sonoros de máquinas y relojes. Su siguiente ópera fue L'enfant et les sortilèges (El niño y los sortilegios, 1925), con libreto de Colette. Dukas acusó inicialmente la influencia wagneriana, como se denota en Horn et Riemenhild (1892) y L'arbre de science (1899), que dejó inacabadas. Solo completó una ópera, Ariane et Barbe-bleu (Ariadna y Barbazul, 1907), basada en el texto de Maurice Maeterlinck, donde mezcló el cromatismo wagneriano con la escala pentatónica utilizada por Debussy.
El italiano Ottorino Respighi intentó compaginar el impresionismo con la música tradicional, especialmente la barroca. Sus dos primeras óperas fueron de género cómico: Re Enzo (1905) y Semirâma (1910). Posteriormente realizó Belfagor (1923), La campana sommersa (1927), La Fiamma (1934) y Lucrezia (1937).
El británico Frederick Delius se acercó al impresionismo partiendo de la influencia wagneriana. Solo se dedicó a la ópera en los inicios de su carrera: Koanga (1904), A Village Romeo and Juliet (1907), Fennimore and Gerda (1919).
El suizo Ernest Bloch aunó la influencia de Debussy con la de Richard Strauss. Realizó una única ópera, Macbeth (1910). En 1916 emigró a Estados Unidos, donde empezó una ópera que dejó inacabada, Jezabel.

### Cantantes de fin de siglo
En el cambio de siglo destacaron a nivel vocal: Mattia Battistini, barítono italiano de voz aguda y cristalina, ajustada a lo que en la época se denominaba baritenor; Enrico Caruso, tenor italiano, uno de los más famosos de todos los tiempos, con un tono flexible que le permitía una gran variedad de papeles; Fiódor Chaliapin, bajo ruso que representó tanto el repertorio de su país como a Rossini, Bellini y Verdi; Emmy Destinn, soprano checa que destacó en papeles de Puccini y Strauss; Geraldine Farrar, soprano estadounidense con gran presencia en el escenario; igual nacionalidad tuvo la soprano Mary Garden, que destacó en el papel protagonista de Pelléas et Mélisande de Debussy; Hipólito Lázaro, tenor español de repertorio verista; Victor Maurel, barítono francés admirado por Verdi, quien le dio varios papeles; Nellie Melba, soprano australiana de gran virtuosismo; Claudia Muzio, soprano italiana que destacó en papeles trágicos, principalmente en óperas veristas; Elisabeth Schumann, soprano alemana de voz aguda y delicada, intérprete de Mozart, Wagner y Strauss; Francisco Viñas, tenor español de amplio registro que tanto podía cantar de tenor lírico como heroico; y Giovanni Zenatello, tenor italiano de gran facilidad para el registro más alto.

## sigloXX

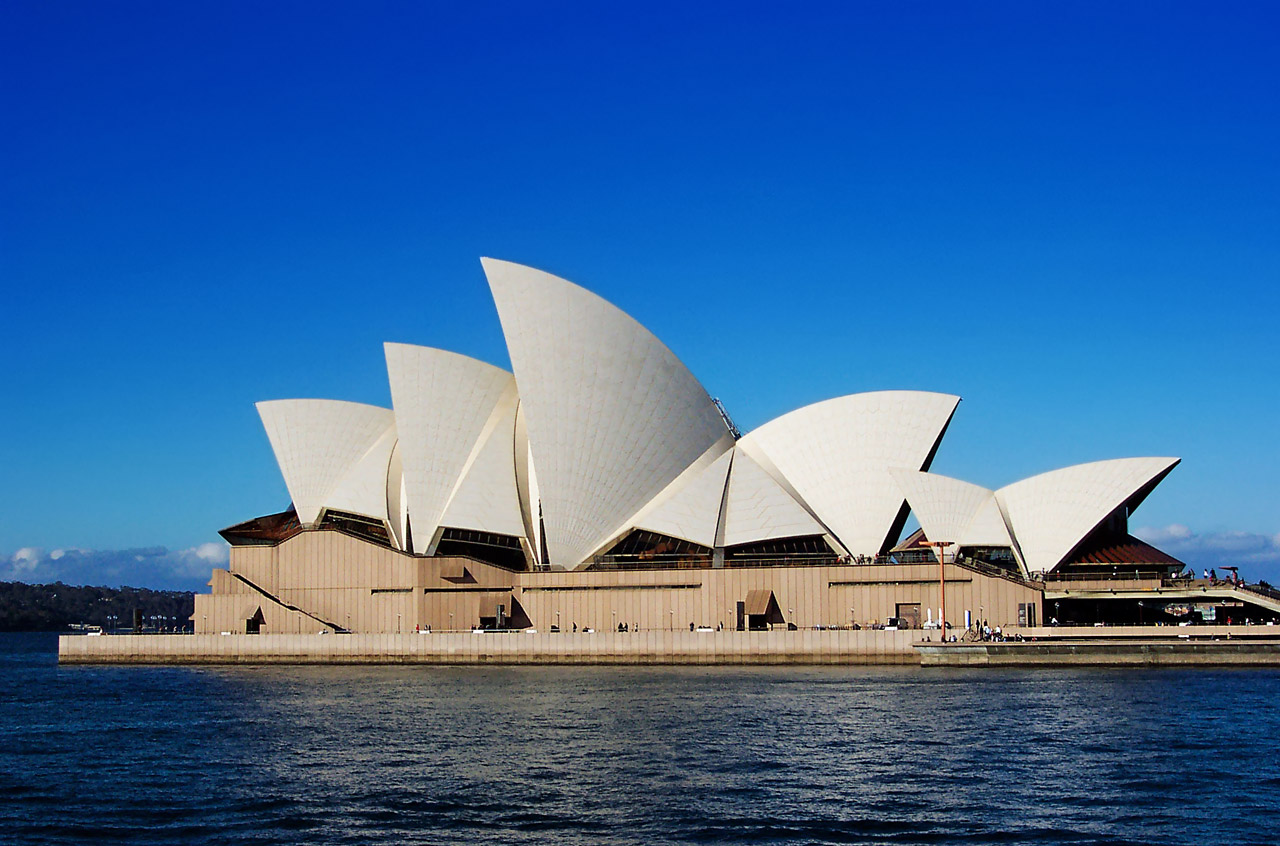
Ópera de Sídney, inaugurada en 1973, obra del arquitecto danés Jørn Utzon

En el siglo XX se produjo una gran revolución en la música, motivada por los profundos cambios políticos y sociales acaecidos durante la centuria. El interés transformador, experimental y renovador de las vanguardias artísticas se tradujo en un nuevo lenguaje musical, al tiempo que se produjo una renovación técnica motivada por la aparición de nuevas tecnologías, como la música electrónica. Todo ello se tradujo en nuevos métodos compositivos y nuevas gamas sonoras, que se fueron adaptando a los nuevos movimientos musicales que se fueron sucediendo en el transcurso del siglo. La nueva música compuesta en esta centuria rompió radicalmente con el pasado y buscó un lenguaje nuevo, rompiendo el esquema del discurso musical tradicional: si era necesario, se rompía la armonía, la melodía, la tonalidad. Numerosas de estas innovaciones causaron desconcierto, especialmente la atonalidad, en un público acostumbrado a una jerarquía de notas donde dominaba una nota fundamental; en la atonalidad, cada nota tiene igual relevancia que las demás. Por ello, la música contemporánea no ha gozado de un gran éxito de público y se ha visto circunscrita numerosas veces a un círculo cerrado de intelectuales.
La ópera en el siglo XX mantuvo vigente el repertorio anterior, que se continuó representando con éxito en los mejores teatros y auditorios del mundo, mientras que, a nivel productivo, si bien existió una copiosa y excelente producción, las innovaciones producidas en este terreno no gozaron de gran éxito entre el público mayoritario. El afán experimentador de los compositores provocó duras críticas y polémicas, cuando no incluso la censura o la persecución política: en la Unión Soviética, Stalin obligó a Shostakovich a ceñirse a las directrices culturales del régimen, tras asistir a una representación de Lady Macbeth de Mtsensk en 1936; en la Alemania nazi, los compositores vanguardistas fueron clasificados como «músicos degenerados», y muchos tuvieron que exiliarse. Durante esta centuria se llegó incluso a experimentar con el repertorio operístico tradicional a través de producciones vanguardistas, escenografías más modernas y adaptaciones contemporáneas de las óperas clásicas, como fue tendencia en los años 1920 en la Ópera Kroll de Berlín o como efectuó Wieland Wagner —nieto del compositor— en el Festival de Bayreuth. Por otro lado, en este período continuó e incluso se incrementó la fascinación por los cantantes de ópera, que en ocasiones se convirtieron en fenómenos de gran popularidad, como los llamados Tres Tenores (Luciano Pavarotti, José Carreras y Plácido Domingo). Cabe resaltar que los adelantos técnicos que permitieron la grabación de voz popularizaron este género a nivel doméstico: Enrico Caruso, por ejemplo, fue uno de los cantantes que más se prodigó en registrar sus actuaciones, con lo que aumentó su popularidad. Otros medios que coadyuvaron en la difusión de la ópera fueron la radio, el cine y la televisión.
En este siglo se produjeron numerosas novedades en el terreno de la escenografía: desde el verismo surgió una tendencia más sobria y realista en la representación escénica, cuyos pioneros fueron André Antoine, fundador del Théâtre Libre de París, y Otto Brahm, al frente del Freie Bühne de Berlín. Max Reinhardt, director del Deutsches Theater, introdujo numerosas novedades, como los decorados tridimensionales y el uso de la iluminación para crear ambiente. Otro innovador fue Alfred Roller, que formó equipo con Gustav Mahler, director de orquesta en el Hofoper de Viena, los cuales se afanaron en integrar la representación escénica con el drama musical como un todo conjuntado.
A comienzos de esta centuria surgió la ópera de cámara, una modalidad menor del género compuesta por obras de un solo acto, con pocos personajes y una orquesta reducida, un formato similar al género chico de la zarzuela española. Algunos ejemplos serían L'heure espagnole de Ravel (1911), Arlecchino de Busoni (1917) e Histoire du soldat de Stravinski (1918). En Viena, se fundó en 1953 la Kammeroper, dedicada a este género. El compositor inglés Benjamin Britten llegó a fundar su propia orquesta de ópera de cámara, la English Opera Group. Por otro lado, el género tradicional de la opereta evolucionó hacia el musical, un género renovado que apostó más por la música popular y el baile, en centros como los teatros de West End de Londres o los de Broadway en Nueva York.
Otro fenómeno de relevancia en esta centuria fue la proliferación de festivales de ópera, que contaron con el ejemplo del Festival de Bayreuth (1876). En 1901 apareció el Festival de Múnich, al que siguieron los de Savonlinna (1912), Verona (1913), Salzburgo (1920), Florencia (Maggio Musicale Fiorentino, 1933), Glyndebourne (1934), Ravinia (1936), Edimburgo (1947), Aldeburgh (1948), Aix-en-Provence (1948), Santander (1952), Spoleto (1958), Tanglewood (1970) y Peralada (1987), entre los más famosos.

### Expresionismo

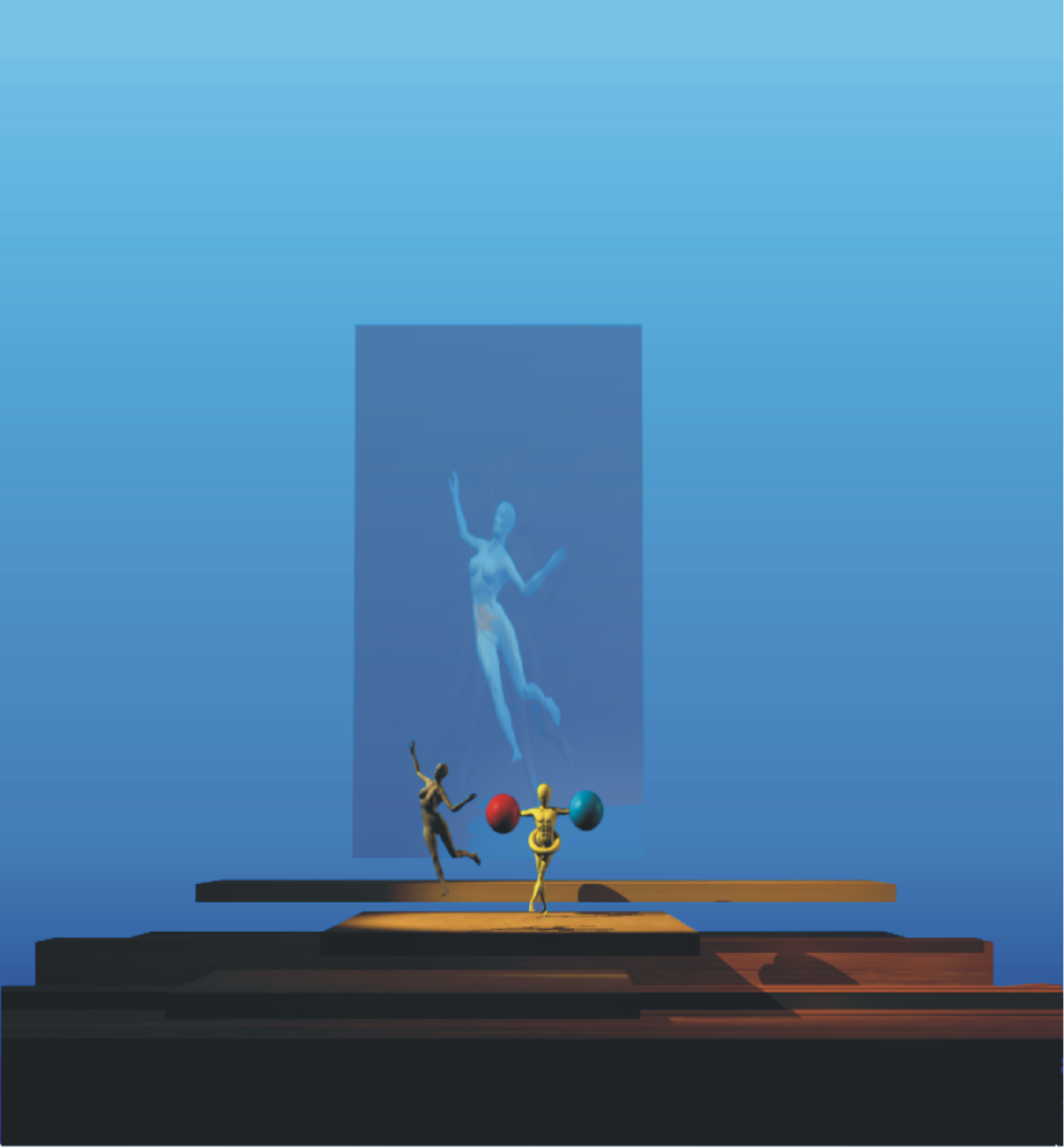
Representación de Les mamelles de Tirésias de Francis Poulenc (2001)

El expresionismo surgió a principios de siglo como un estilo preocupado fundamentalmente en la expresividad interior del individuo, en su profundización psicológica, en contraposición al naturalismo dominante en la transición de siglo, que en ópera dio el verismo. En esta corriente se valoraban especialmente las relaciones interpersonales, la emotividad y los estados psíquicos de los personajes. A nivel literario, sus referentes fueron Franz Kafka, James Joyce y los dramaturgos alemanes Ernst Toller, Frank Wedekind y Georg Kaiser. Para los autores expresionistas, el arte era una forma de expresión, no un entretenimiento, por lo que se preocuparon más del mensaje que querían transmitir que no del estilo o el efectismo musical o argumental.
En Francia, practicaron este estilo algunos compositores que formaron un grupo llamado Les Six (Francis Poulenc, Darius Milhaud, Arthur Honegger, Germaine Tailleferre, Georges Auric y Louis Durey), interesados por las vanguardias musicales y los ritmos populares, con un estilo informal y espontáneo. Poulenc, autor de sus propios libretos, destacó por sus melodías líricas. Su primera ópera fue Les mamelles de Tirésias (Los pechos de Tiresias, 1947), sobre un texto de Guillaume Apollinaire. Le siguió Dialogues des Carmélites (Diálogos de carmelitas, 1957), basado en una obra de Georges Bernanos. En La voix humaine (La voz humana, 1959) presentó una ópera con solo una soprano que habla por teléfono durante cuarenta minutos, con libreto de Jean Cocteau. Milhaud fue alumno de Paul Dukas y Vincent d'Indy. Realizó grandes obras de carácter histórico, como Christophe Colomb (1930), Bolívar (1950) y David (1954), así como obras menores: Les Malheurs d'Orphée (Los males de Orfeo, 1926), Le pauvre matelot (El pobre marinero, 1927) y La mère coupable (La madre culpable, 1966). Honegger se inició en el campo operístico con Philippa (1903), a la que siguieron Judith (1925), Antigone (1927) y las operetas Les Aventures du roi Pausole (1930), La Belle de Moudon (1931) y Les Petites Cardinales (1937). También en 1937 compuso de forma conjunta con Jacques Ibert L'Aiglon, su última ópera. Vinculado con este grupo estuvo Erik Satie, más conocido por sus composiciones sinfónicas y para piano, quien compuso varias operetas: Geneviève de Brabant (1899), Pousse l'amour (1905), Le Piège de Méduse (1913). Cabe citar también a Jacques Ibert (Angélique, 1927; Le Roi d'Yvetot, 1930).

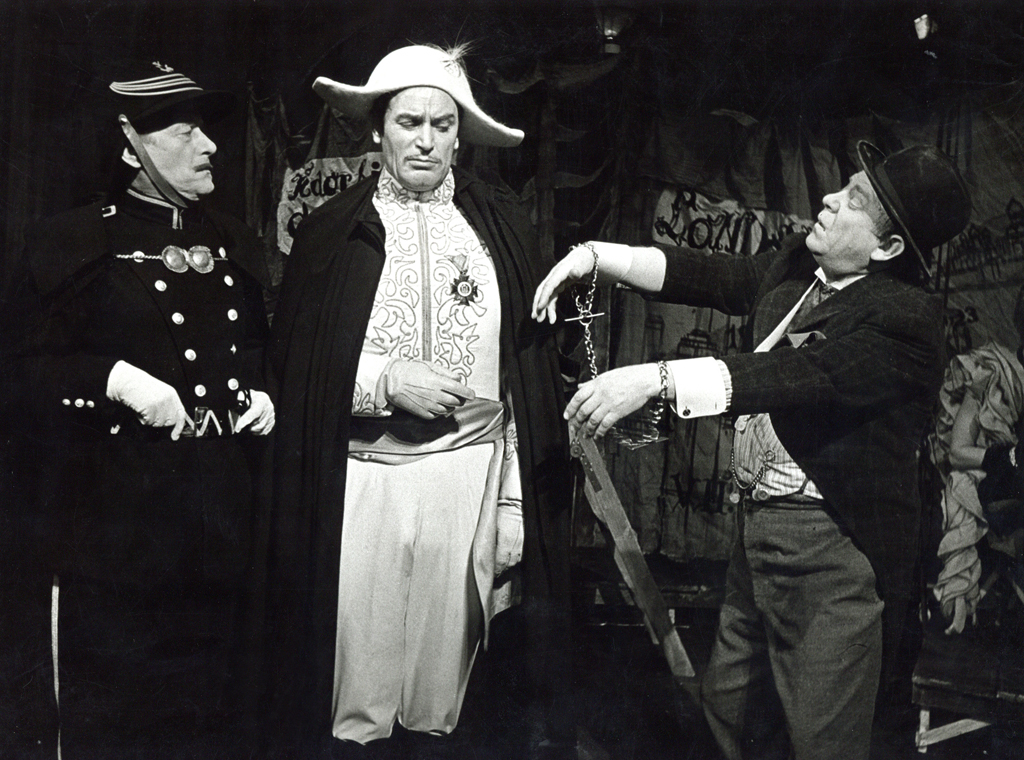
Representación de Die Dreigroschenoper (La ópera de los tres centavos), de Kurt Weill (1961)

En Alemania, Franz Schreker se inició en el posromanticismo, pero posteriormente se decantó por un estilo cercano al expresionismo. Su primera ópera fue Der ferne Klang (El sonido lejano, 1910), con la que obtuvo un gran éxito. Le siguió Die Gezeichneten (Los Marcados, 1918), una ópera de gran complejidad que requería una orquesta de 120 músicos, de temática sombría y torturada, plenamente inmersa en el espíritu deprimente de la posguerra. En Der Schatzgräber (El buscador de tesoros, 1920) mostró igualmente una temática centrada en la soledad, la desesperación y el deseo sexual. Sus últimas obras, Christophorus (1931) y Der Schmied von Gent (El herrero de Gante, 1932), fueron saboteadas por los nazis, que lo consideraban un «músico degenerado», con el motivo acentuado de ser judío.
Paul Hindemith se inició en el expresionismo con tres óperas de un solo acto (Mörder, Hoffnung der Frauen [El asesinato, esperanza de las mujeres], 1919; Das Nusch-Nuschi, 1920; Sancta Sussana, 1921), pero posteriormente evolucionó hacia un estilo neobarroco con uso de la polifonía. En ese sentido, Cardillac (1926) fue una obra de transición, mientras que en Mathis der Maler (Matías el pintor, 1928) aunó influencias medievales con el folclore alemán y técnicas de contrapunto. Tras ser considerado «músico degenerado» por los nazis, se exilió a Suiza y Estados Unidos. Die Harmonie der Welt (La armonía del mundo, 1957) fue la culminación de su estilo neobarroco.
Kurt Weill fue representante de la llamada Nueva objetividad (Neue Sachlichkeit), un movimiento que en cierta forma reaccionaba contra el subjetivismo expresionista, si bien utilizaba muchos de sus recursos, al tiempo que tenía puntos en común con el neoclasicismo y asimilaba nuevas formas musicales como el jazz, el tango o el cabaré. Buscó en sus obras un tipo de teatro musical que contase con los mejores artistas y profesionales, desde dramaturgos hasta bailarines. Sus primeras óperas fueron Der Protagonist (1926) y Der Zar lässt sich photographieren (El zar se hace una fotografía, 1928). Desde entonces formó una fructífera ascociación con el dramaturgo Bertolt Brecht, que produjo numerosos éxitos: Die Dreigroschenoper (La ópera de los tres centavos, 1928), Happy End (Final feliz, 1929), Aufstieg und Fall der Stadt Mahagonny (Alzamiento y caída de la ciudad de Mahagonny, 1929) y Der Jasager (El que dice sí, 1930). Su mayor éxito fue La ópera de los tres centavos, basada en The Beggar's Opera de John Gay y Johann Christoph Pepusch. En 1933 estrenó Der Silbersee (El lago de plata), con libreto de Georg Kaiser. Poco después se exilió a los Estados Unidos, donde hizo varios musicales.
Erwin Schulhoff compuso en 1928 su ópera Flammen (Llamas), una obra de corte fantástico, en la que el autor abandonó las reglas teatrales aristotélicas vigentes hasta entonces en el teatro y la ópera en aras de un nuevo concepto de puesta en escena, que entendía el teatro como un juego, un espectáculo, una fantasía que desborda la realidad. Berthold Goldschmidt, alumno de Schrecker, fue director de la Ópera de Darmstadt. En 1930 adaptó Der Gewaltige Hanrei (El poderoso Hanrei) de Fernand Crommelynck, estrenada en 1932, si bien su condición de judío provocó que fuese inmediatamente retirada, por lo que emigró a Reino Unido.

### Dodecafonismo

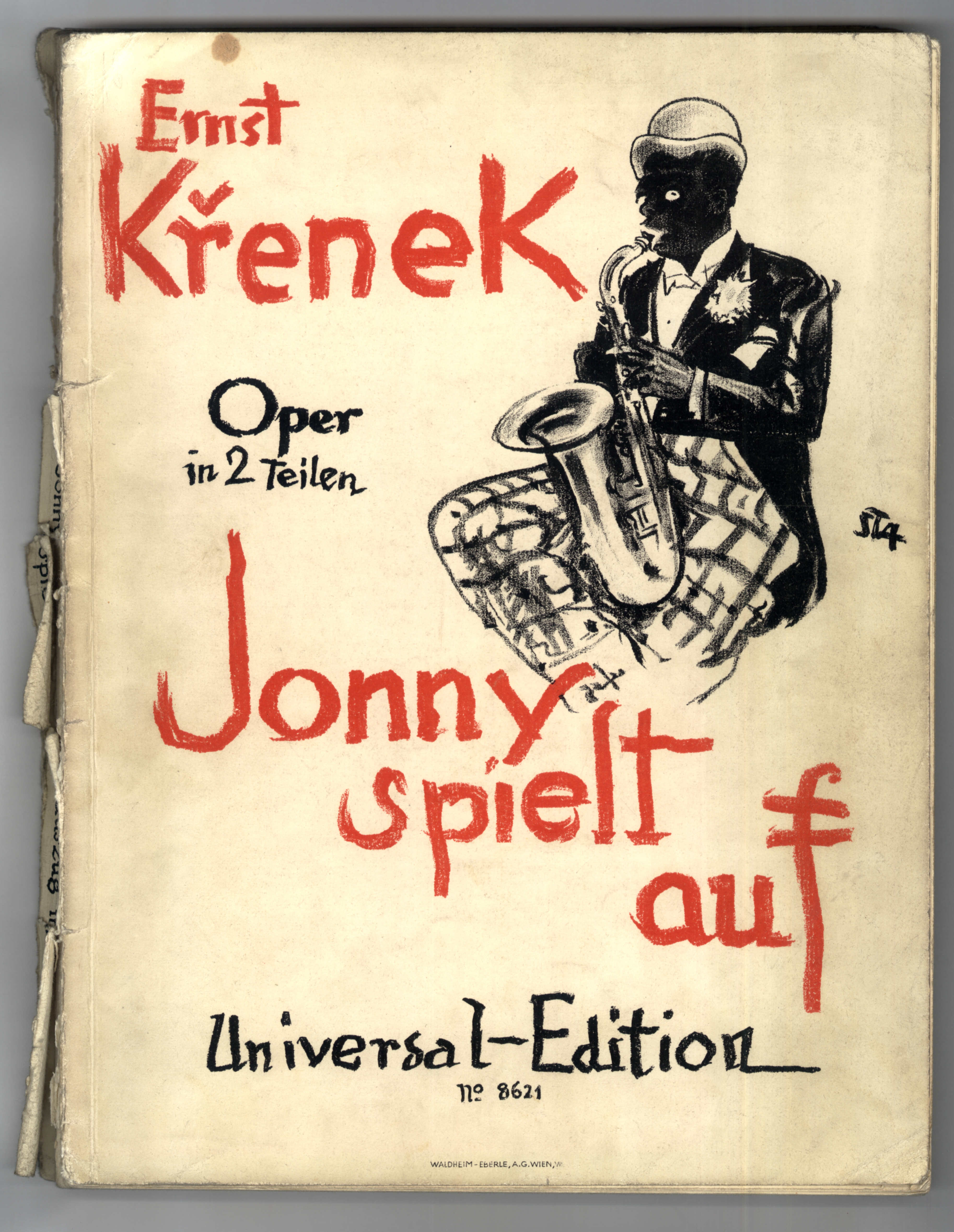
Programa de mano de la ópera Jonny spielt auf (1927), de Ernst Krenek

El espíritu renovador del cambio de siglo, que llevó a todas las artes a una ruptura con el pasado y a buscar un nuevo impulso creador, condujo al compositor austríaco Arnold Schönberg a crear un sistema donde todas las notas tienen el mismo valor y la armonía es sustituida por la progresión de tonos. En el dodecafonismo, se emplean las doce notas de la escala (las principales y las intermedias), pero rompiendo la jerarquía entre las mismas. Estilísticamente, el dodecafonismo estuvo fuertemente ligado al expresionismo. Schönberg compuso dos óperas en ese contexto: Moses und Aron (compuesta desde 1926 e inacabada) y Von Heute auf Morgen (De hoy a mañana, 1930). Pero sin duda, la gran ópera del atonalismo fue Wozzeck (1925), de Alban Berg, basada en la obra teatral de Georg Büchner, una ópera romántica en cuanto a temática, pero de compleja estructura musical, donde experimentaba con todos los recursos musicales disponibles desde el clasicismo hasta la vanguardia, de lo tonal a lo atonal, del recitativo a la música, de la música popular a la música sofisticada de contrapunto disonante. Obra de fuerte expresión psicológica, aunó el atonalismo musical con el expresionismo argumental. Su segunda ópera, Lulú (1929-1935), basada en dos dramas de Frank Wedekind, estuvo más cercana al dodecafonismo, y aplicó la transcomposición wagneriana. La obra quedó incompleta y fue terminada por Friedrich Cerha en 1979.
En 1927, Ernst Krenek estrenó su ópera Jonny spielt auf (Jonny empieza a tocar), que consiguió un notable éxito y fue la ópera más representada del momento. Con gran influencia del jazz, Krenek experimentó con las principales tendencias musicales de la época: neorromanticismo, neoclasicismo, atonalidad, dodecafonismo y otros estilos. En 1934 compuso Karl V con técnica serialista, que incluía escenas filmadas y de pantomima. Con el advenimiento del nazismo emigró a Estados Unidos, donde compuso Der goldene Bock (El vellocino de oro, 1964) y Der Zauberspiegel (El espejo mágico, 1966).
Viktor Ullmann fue alumno de Schönberg y, aunque no utilizó la atonalidad, su obra empleó el cromatismo de la moderna Escuela de Viena. Su primera ópera fue Der Sturz des Antichrist (La caída del Anticristo, 1935). Al ser judío, fue ingresado en el campo de concentración de Theresienstadt (Terezín), donde compuso su ópera Der Kaiser Von Atlantis (El emperador de la Atlántida, 1944). Sin embargo, antes de su estreno fue prohibida por la SS, que encontró cierta similitud entre el protagonista y la figura de Hitler, y el autor fue enviado al campo de Auschwitz para su exterminio. Igual suerte corrió el checo Hans Krása, autor de la ópera infantil Brundibár (1941).
Otro campo de experimentación fue el microtonalismo, en el que se utilizaban microtonos, intervalos musicales menores que un semitono. En esta corriente destacó el checo Alois Hába, autor de la ópera Matka (La madre, 1931), que por su poca efectividad ha sido escasamente representada.

### Neoclasicismo

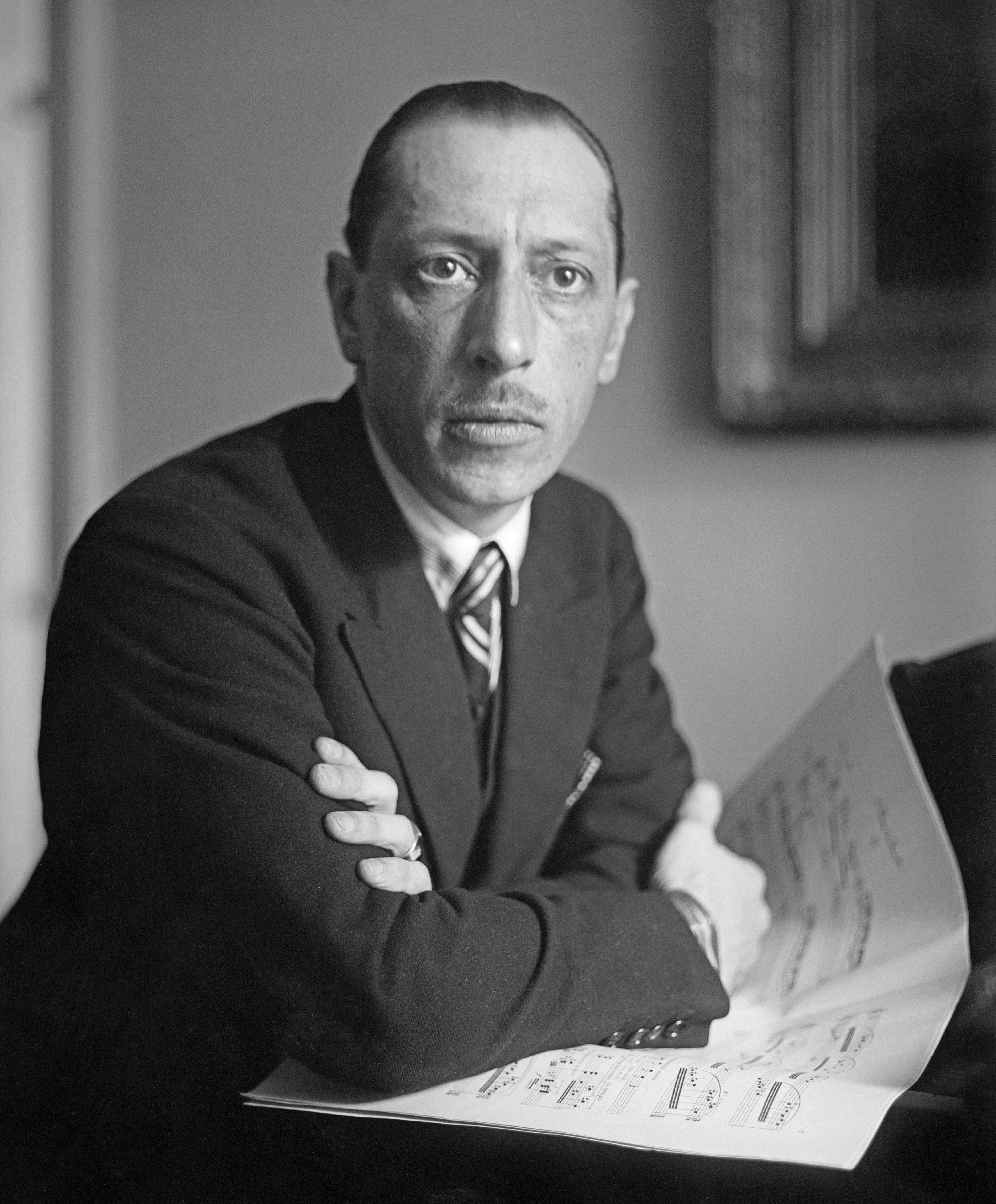
Ígor Stravinski

El neoclasicismo supuso el retorno a los modelos musicales del clasicismo dieciochesco, caracterizados por la contención, el equilibrio y la claridad formal. Se desarrolló especialmente en el período de entreguerras (años 1920 y 1930). Sus modelos fueron básicamente los clasicistas, pero también recuperaron formas barrocas, así como diversas opciones expresivas como la disonancia. En general, se buscaron formas musicales más objetivas y definidas, con una tímbrica más contrastada y diáfana, ritmos repetitivos —con uso frecuente del ostinato— y una armonía más diatónica, alejada del cromatismo wagneriano.
Uno de los más países donde más se dio este estilo fue la Unión Soviética. Su principal representante, Ígor Stravinski, se acercó al expresionismo, aunque en ocasiones puede ser calificado de neoclásico, pero más que nada fue un genio inclasificable con una sorprendente paleta de sonidos de gran variedad; él mismo nunca quiso asociarse a ningún estilo determinado. En sus inicios, influido todavía por el folclore ruso, y con cierta influencia del impresionismo francés, gozó de gran éxito con sus ballets, representados por los Ballets Rusos de Serguéi Diáguilev. Tras ellos, inició una nueva etapa de una musicalidad más sobria, reduciendo los recursos instrumentales, lo que se evidencia en su primera ópera, Le rossignol (El ruiseñor, 1914), sobre un cuento de Hans Christian Andersen, que aunaba influencias neorrománticas y orientalistas. Su siguiente obras escénica fue Mavra (1922), un homenaje a la escuela rusa de ópera tradicional. Un proyecto más ambicioso fue Œdipus Rex (1927), con un libreto de Jean Cocteau traducido al latín, de estilo neoclásico. Tras estas obras, todas cortas, su única ópera larga fue The Rake's Progress (El progreso del libertino, 1951), basada en una serie de grabados de William Hogarth que vio en el Instituto de Arte de Chicago, que fueron dramatizados por el poeta Wystan Hugh Auden.

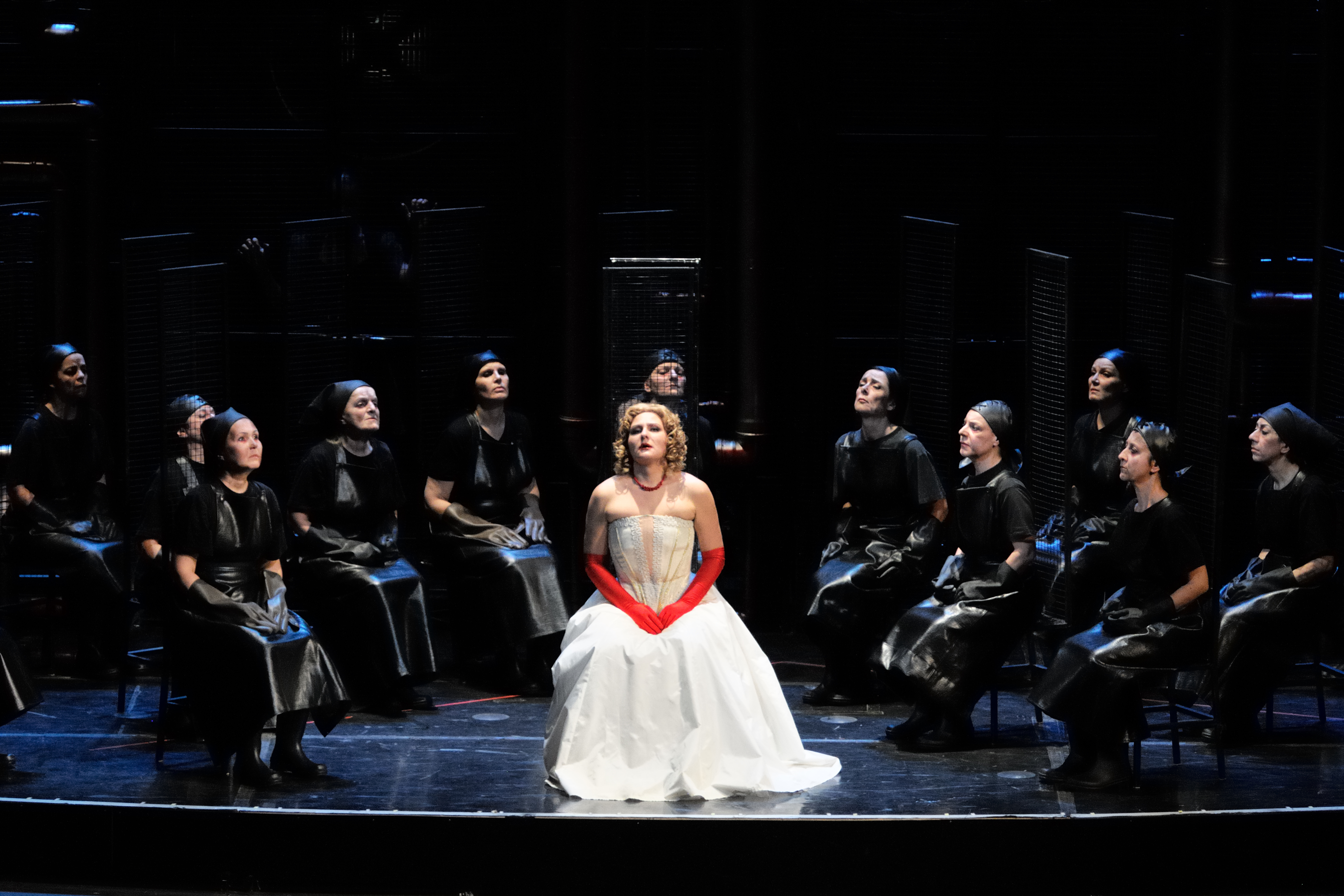
Representación de Lady Macbeth de Mtsensk de Dmitri Shostakóvich, Teatro Comunale de Bolonia (2014)

Dmitri Shostakóvich vivió toda su vida bajo la lupa censora del régimen soviético, pero logró algunas de las mejores composiciones de la centuria. Su primera ópera fue Nos (La nariz, 1928), una crítica del reinado de Nicolás I. Su obra maestra fue Ledi Mákbet Mtsénskogo Uyezda (Lady Macbeth de Mtsensk, 1936), sobre una obra de Nikolái Leskov, que gozó de un gran éxito fuera de su país, pero no fue del agrado de las autoridades soviéticas por su estilo disonante. En 1963 se estrenó en Moscú una versión revisada con el título de Katerina Ismailova.
Serguéi Prokófiev, alumno de Rimski-Kórsakov, combinó la música tradicional con algunos rasgos experimentales. Compuso su primera ópera, Maddalena (1911) a los veinte años. Durante una gira por Estados Unidos, la Ópera de Chicago le encargó una ópera, The Love of the Three Oranges (El amor de las tres naranjas, 1919), basada en un texto de Carlo Gozzi, una obra cómica de tono surrealista. Vivió unos años en París, época en la que hizo Ógnenny ánguel (El ángel de fuego, 1923). Tras regresar a su país en 1933, abordó Vojna i Mir (Guerra y paz, 1946), de Lev Tolstói, que no fue bien recibida por las autoridades soviéticas, que lo tildaron de antipatriota. Para congratularse con ellas compuso Póvest' o nastoyáschem cheloveke (La historia de un hombre real, 1948), más adepta al régimen.

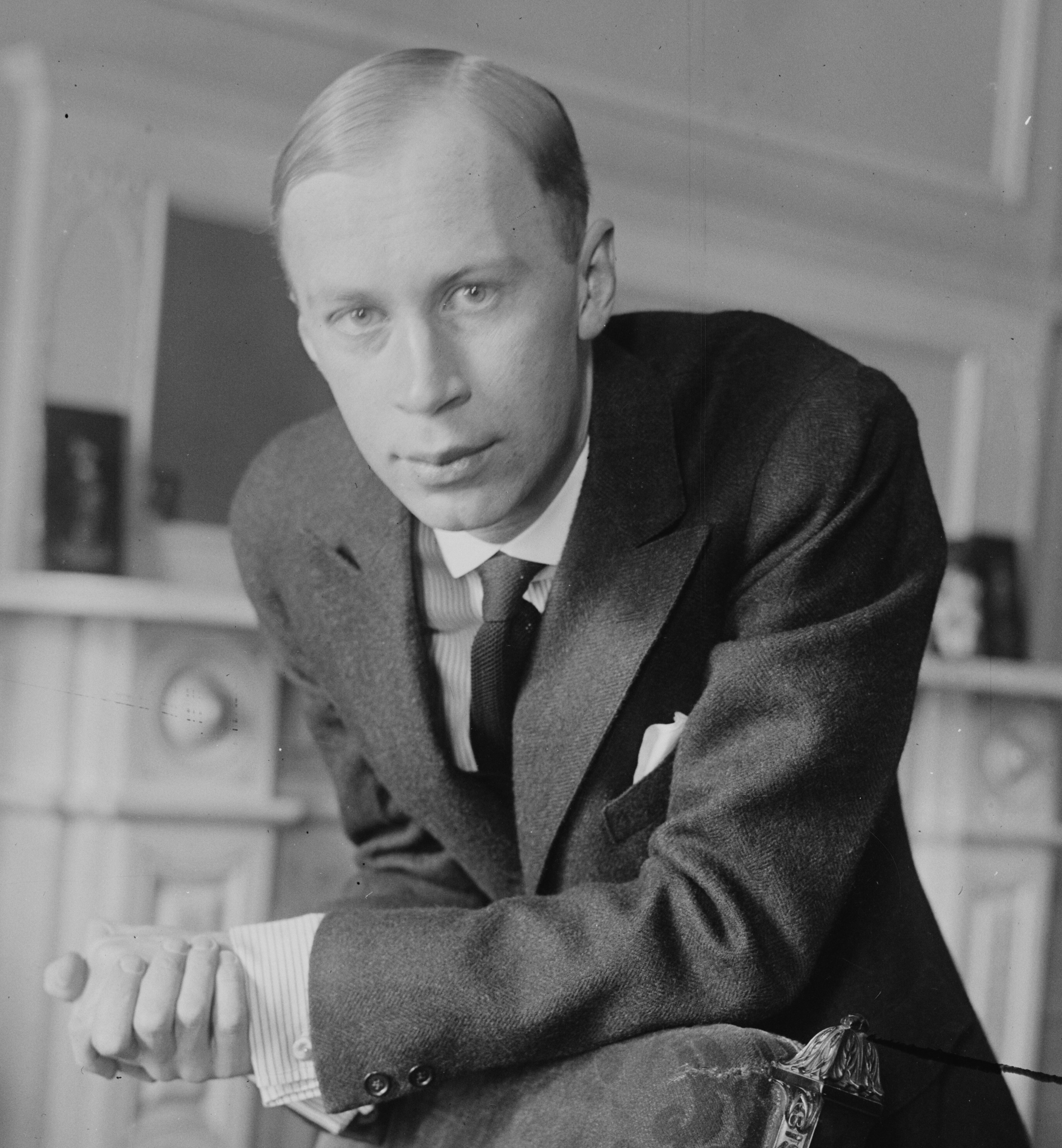
Serguéi Prokófiev

Serguéi Rajmáninov recibió la influencia de Chaikovski. Se dedicó sobre todo a la música sinfónica y de piano, pero abordó la ópera en obras como Aleko (1893), Skupój rýtsar’ (El caballero avaro, 1906) y Francesca da Rimini (1907).
El británico de origen sueco Gustav Theodor Holst estrenó en 1916 Savitri, una ópera de cámara basada en el Mahābhārata indio, en la que empleó la bitonalidad. Posteriormente compuso The Perfect Fool (1923), At the Boar's Head (1925) y The Tale of the Wandering Scholar (1934).
Ralph Vaughan Williams fue autor en 1924 de una ballad opera, Hugh the Drover (Hugh el ganadero). En 1929 estrenó Sir John in Love, sobre el personaje shakespeariano de Falstaff. Tras la opereta The Poisoned Kiss (El beso envenenado), compuso Riders to the Sea (Jinetes al mar), de filiación entre verista y wagneriana. Su última obra fue The Pilgrim's Progress (El progreso del peregrino, 1951).

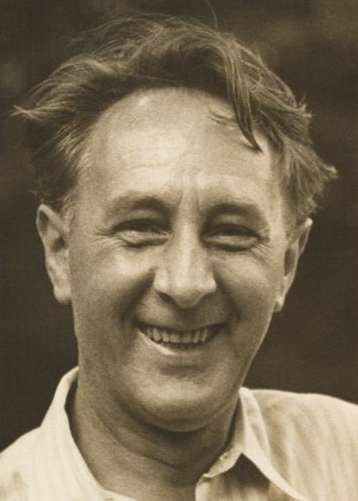
Bohuslav Martinů

El alemán Carl Orff fue autor de las óperas Der Mond (La luna, 1939), Die Kluge (La astuta, 1943), Antigonae (1949) y Oedipus der Tyrann (Edipo rey, 1959). Su cantata Carmina Burana (1937), basada en unos poemas goliárdicos medievales, pese a no ser ópera suele representarse en teatros de ópera.
En Italia, Gian Francesco Malipiero desarrolló un estilo que, pese a su modernidad, denotaba el peso de la tradición musical italiana, especialmente de Monteverdi y Vivaldi. Fue autor de L'Orfeide (1925), Giulio Cesare (1936), I caprici di Callot (1942), Il figliuol prodigo (1953) e Il capitan Spavento (1963). Ildebrando Pizzetti también aunó modernidad y tradición, con influencia de la música renacentista y barroca. Tras varias obras juveniles, en 1915 estrenó Fedra, basada en una obra de Gabriele D'Annunzio. Le siguieron óperas como Debora e Jaele (1922), Fra Gherardo (1928) y Lo straniero (1930). En sus siguientes obras dio predominio al arioso: Orseolo (1935), Vanna Lupa (1950) y Cagliostro (1953). Uno de sus mayores éxitos fue Assassino nella cattedrale (1958), sobre una obra de T. S. Eliot. Ferruccio Busoni, afincado en Alemania, evolucionó de un posromanticismo influido por Schumann, Brahms y Mendelssohn a un «clasicismo joven» —según sus palabras— que asumía paulatinamente las novedades contemporáneas. Fue autor de Die Brautwahl (La elección de la novia, 1912), Arlecchino (1917), Turandot (1917) y Doktor Faust (1925); esta última, incompleta, fue terminada por su discípulo Philipp Jarnach. Licinio Refice, que era sacerdote, hizo óperas de tema religioso: Santa Cecilia (1934) y Margherita da Cortona (1938).
El checo Bohuslav Martinů fue un músico ecléctico que aglutinó el neoclasicismo con cierta tendencia neobarroca, el impresionismo y la música popular estadounidense (jazz y gospel). Instalado en París, realizó obras como Le Soldat et la danseuse (El soldado y la bailarina, 1927), Les Trois Souhaits (Los tres deseos, 1929) y Hry o Marii (Los milagros de María, 1934). Posteriormente compuso dos óperas para la radio: Veselohra na mostě (Comedia en el puente, 1935) y Julietta (1937). Sus últimas obras fueron Ariane (1958) y Řecké pašije (La pasión griega, 1959).
Otros exponentes fueron: Werner Egk (Die Zaubergeige [El violín mágico], 1935; Irische Legende [Leyenda irlandesa], 1954; Der Revisor [El revisor], 1957), Dmitri Kabalevski (Colas Breugnon, 1938), Albert Roussel (Padmâvatî, 1923), Othmar Schoeck (Penthesilea, 1927), Heinrich Sutermeister (Die schwarze Spinne [La araña negra], 1936; Romeo und Julia, 1940; Die Zauberinsel [La isla mágica], 1942; Raskolnikoff, 1948) y Rudolf Wagner-Régeny (Der Günstling, 1935; Die Bürger von Calais [Los burgueses de Calais], 1939).

### Posguerra mundial: tradición y vanguardia

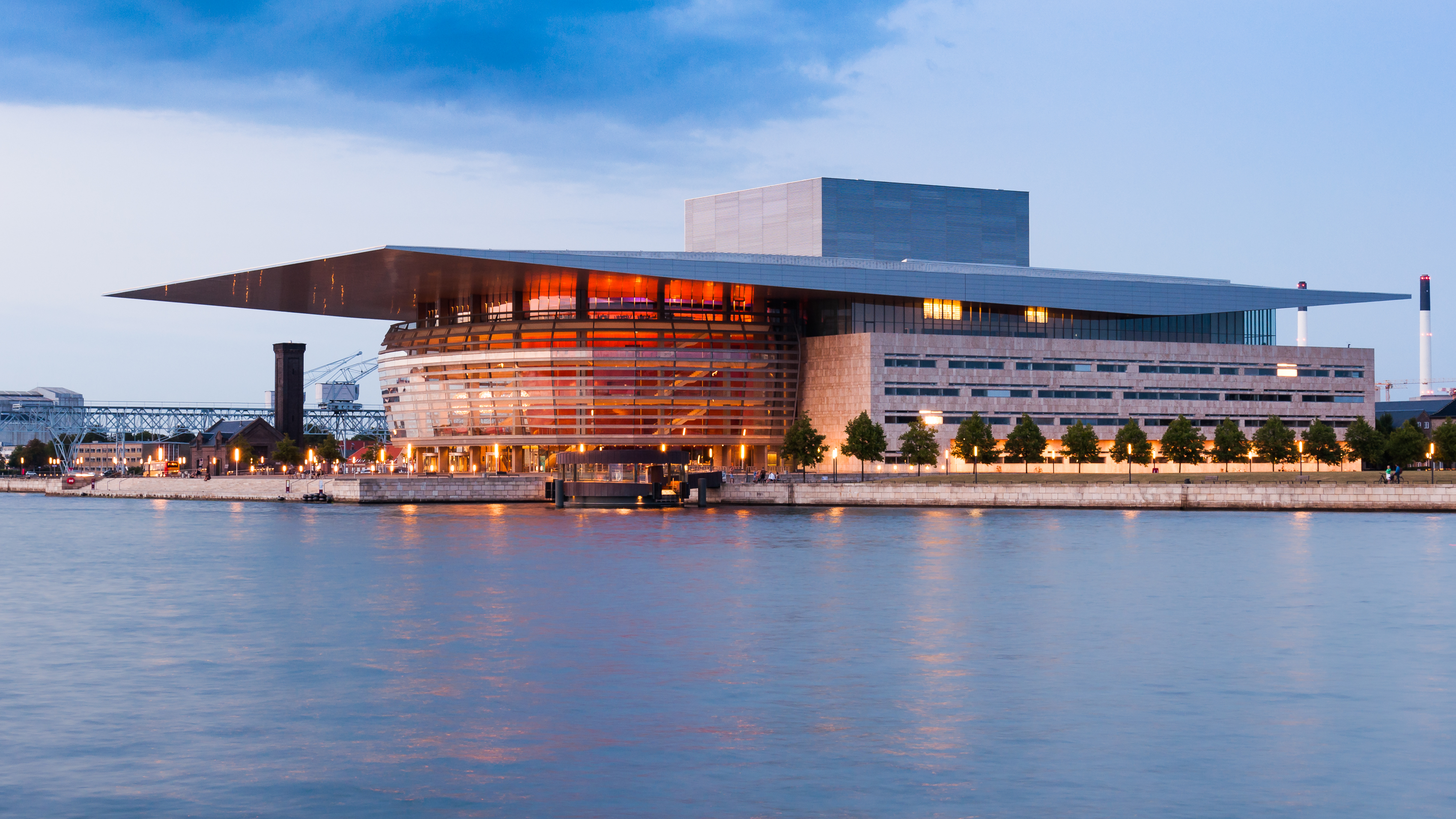
Ópera de Copenhague, inaugurada en 2005

Tras la Segunda Guerra Mundial, la ópera continuó con su escisión, quizá más acentuada, entre la tradición neoclásica y las vanguardias musicales herederas del impresionismo, el expresionismo y el atonalismo, que dieron nuevos estilos musicales como la música concreta, el serialismo integral, la música aleatoria, el minimalismo, etc. En general, los nuevos lenguajes musicales han sido mal entendidos por el público, que se ha mantenido anclado en el repertorio tradicional.
La inmediata posguerra fue un período difícil para la ópera, no solo por la destrucción causada durante la contienda, sino por el pesimismo y escepticismo de las élites intelectuales, que llegaron a plantearse la viabilidad del género operístico, que consideraban obsoleto. En esos primeros años predominaron las producciones modestas, junto a formas experimentales como la llamada «antiópera», basada en la deconstrucción de los recursos tradicionales del género. Otros autores, como John Cage, probaron un tipo de música escénica sin argumento e, incluso en ocasiones, sin texto, en obras como Living Room Music (1940) o Water Walk (1959). György Ligeti creó un tipo de «teatro fonético» basado en ruidos y onomatopeyas (Nouvelles Aventures, 1966).
En los años 1960, la ópera fue resurgiendo y los compositores se lanzaron a obras más ambiciosas y de mayor envergadura. Junto a producciones de carácter más tradicional, siguió la antiópera con elementos experimentales y aleatorios, sin ningún carácter narrativo; algunos ejemplos serían: Glossolalie de Dieter Schnebel (1961), Votre Faust de Henri Pousseur (1969) y Staatstheater de Mauricio Kagel (1970). Como reacción, entre los años 1970 y 1980 surgió la «anti-antiópera», que recuperaba el texto narrativo y los recursos tradicionales de la ópera, aunque con un lenguaje contemporáneo y un cierto componente irónico y satírico; algunos exponentes serían: We Come to the River de Hans Werner Henze (1976), Le Grand Macabre de György Ligeti (1978), Jakob Lenz de Wolfgang Rihm (1979) y Un re in ascolto de Luciano Berio (1984).

#### Reino Unido

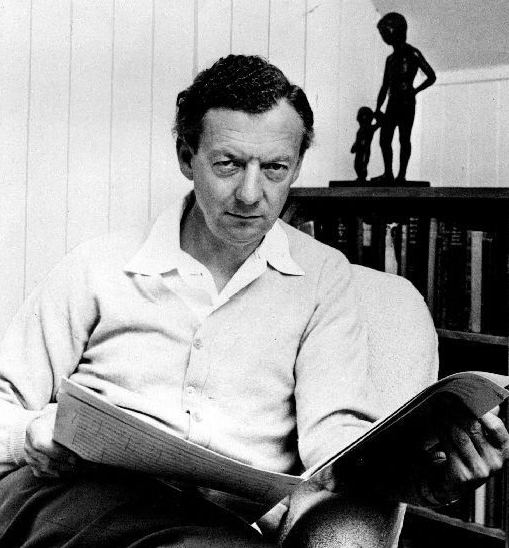
Benjamin Britten

En este período, uno de los compositores de ópera más prolíficos fue Benjamin Britten. Los temas más recurrentes en sus obras fueron la soledad y el dolor, sus mayores preocupaciones existenciales, como se deonta en su primera obra, Peter Grimes (1945). Incursionó entonces en la ópera de cámara, como en sus obras The Rape of Lucretia (La violación de Lucrecia, 1946) y Albert Herring (1947). Para ello fundó la orquesta English Opera Group y el Festival de Aldeburgh (Sussex). En 1951, la Royal Opera le propuso componer una segunda parte de Peter Grimes, lo que dio por resultado Billy Budd, basado en un texto de Herman Melville. Para la coronación de Isabel II compuso Gloriana (1953). Trató el drama psicológico con The Turn of the Screw (Otra vuelta de tuerca, 1954), sobre una obra de Henry James. En 1960 se basó en Shakespeare para A Midsummer Night's Dream (El sueño de una noche de verano). Tras unas obras de inspiración religiosa, Owen Wingrave (1971) se centró en el pacifismo, una de las preocupaciones de Britten, cuyo estreno se produjo en televisión. Su última obra fue Death in Venice (Muerte en Venecia, 1973), sobre la novela de Thomas Mann. Fue pareja del tenor Peter Pears, con el que colaboró en numerosas obras.

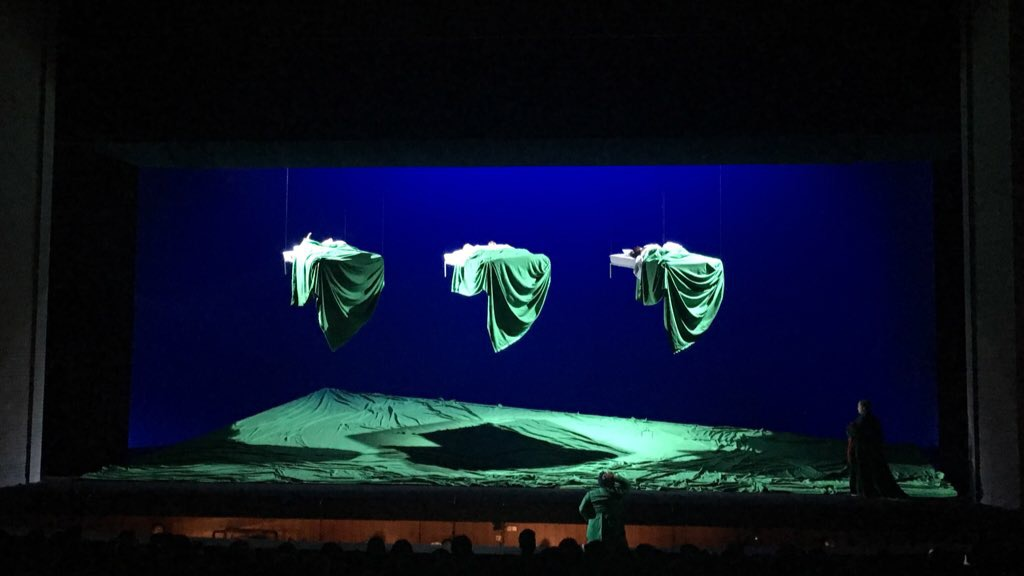
Representación de A Midsummer Night's Dream de Benjamin Britten, Festival de Música de Pequín (2016)

William Walton recibió la influencia de Stravinski, Sibelius y el jazz. En 1947 recibió el encargo de una ópera para la reapertura de la Royal Opera House de Londres y, tras seis años de trabajo, presentó Troilus and Cressida, cuyo estreno en 1954 no obtuvo el éxito esperado. En 1967 estrenó The Bear (El oso), una comedia de un solo acto que parodiaba los excesos vocales de la ópera tradicional.
Michael Tippett se inspiró en Die Zauberflöte de Mozart para su primera ópera, The Midsummer Marriage (El matrimonio del solsticio de verano, 1955). Sus siguientes proyectos fueron todos diferentes en temática y estructura: King Priam (1962), The Knot Garden (El jardín intrincado, 1970), The Ice Break (Rompiendo el hielo, 1977) y New Year (Año Nuevo, 1989). En esta última introdujo algunos elementos de rap.
Harrison Birtwistle obtuvo un gran éxito con su primera ópera, Punch and Judy (1968), que destacó por su ausencia de narración directa, al ser una historia contada desde varios puntos de vista. Repitió la misma fórmula en The Mask of Orpheus (La máscara de Orfeo, 1984). Otras obras suyas fueron: Yan Tan Tethera (1986), Gawain (1991), The Second Mrs. Kong (1994) y The Last Supper (La última cena, 2000).
Mark-Anthony Turnage desarrolló una obra innovadora, con gran influencia del jazz y gusto por la percusión. En Greek (1988) requirió de los cantantes una declamación vocal que debía sonar como si no fuese ópera. En 1997 adaptó la obra de H. G. Wells The Country of the Blind (El país de los ciegos) y, en 2002, una obra de Sean O'Casey, The Silver Tassie.
En el minimalismo destacó Michael Nyman, autor de The Man who mistook his Wife for a Hat (El hombre que confundió a su esposa con un sombrero, 1986) y Facing Goya (Enfrentándose a Goya, 2000).
Otros exponentes fueron: Lennox Berkeley (Ruth, 1956; The Castaway [El náufrago], 1967), Arthur Bliss (The Olympians, 1949; Tobias and the Angel, 1960), Alan Bush (Wat Tyler, 1950; The Man of Blackmoor, 1955; The Sugar Reapers [Los segadores de azúcar], 1964), Peter Maxwell Davies (Taverner, 1962; The Lighthouse [El faro], 1980), Thea Musgrave (Mary, Queen of Scots [María, reina de los escoceses], 1977; A Christmas Carol [Cuento de Navidad], 1978) y John Tavener (St. Mary of Egypt [Santa María Egipcíaca], 1992). Más recientemente cabe reseñar a Thomas Adès (Powder Her Face [Empolvarse la cara], 1995; The Tempest [La tempestad], 2004), Judith Weir (A Night at the Chinese Opera, 1987) y George Benjamin (Written on Skin [Escrito sobre piel], 2012).

#### Francia e Italia

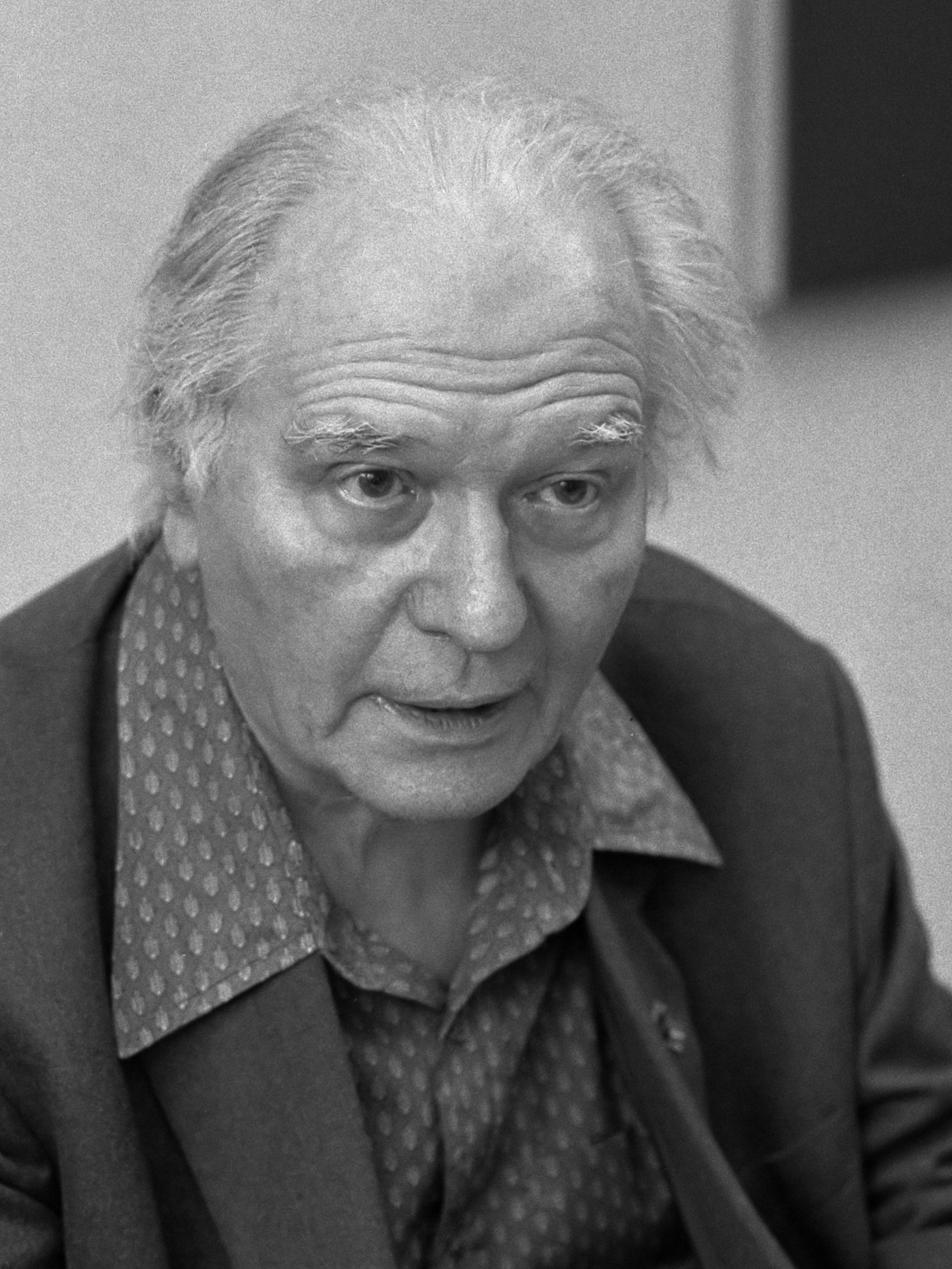
Olivier Messiaen

En Francia, uno de los músicos más destacados del período fue Olivier Messiaen. Alumno de Paul Dukas, integró en su estilo diversas influencias, desde las clásicas hasta el serialismo y la música oriental. Compuso una sola ópera, Saint-François d'Assise (San Francisco de Asís, 1983), una obra de gran puesta en escena, que incluía tres ondas Martenot.
Emmanuel Bondeville fue director de la Opéra-Comique y de la Ópera de París. Fue autor de Madame Bovary (1951), basada en la obra de Gustave Flaubert, y de Antoine et Cléopâtre (Antonio y Cleopatra, 1974), basada en Shakespeare.
Philippe Fénelon fue discípulo de Messiaen, autor de óperas como Le chevalier imaginaire (1992), Salammbô (1998) y Faust (2007).

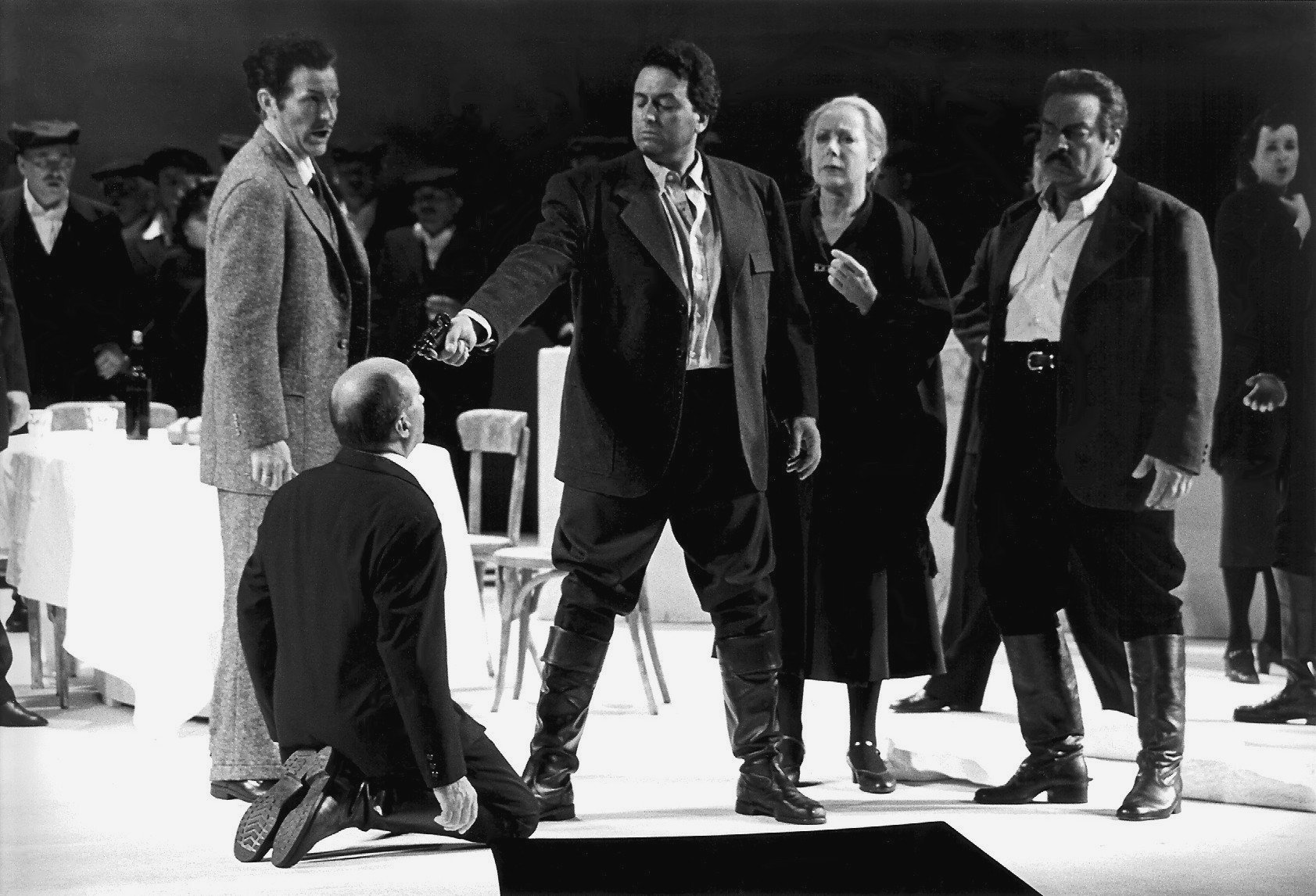
Representación de Salvatore Giuliano de Lorenzo Ferrero, Staatstheater Kassel (1996)

En Italia, Luigi Dallapiccola se enmarcó en el serialismo, con una fuerte influencia de Schönberg, como se denota en su primera ópera, Volo di notte (Vuelo de noche, 1940), sobre una obra de Antoine de Saint-Exupéry. En 1949 estrenó Il prigioniero, en la que empleó tres filas de doce tonos que conectaban de forma simbólica cada elemento de la ópera. Le siguieron Job (1950) y Ulisse (1968), que no cosecharon tanto éxito.
Luigi Nono se inició en el serialismo para pasar luego a la música electrónica. Fue autor de Intolleranza 1960 (1961), a la que siguieron Al gran sole carico d'amore (1975) y Prometeo. Tragedia dell'ascolto (1984).
Luciano Berio, discípulo de Dallapiccola, evolucionó desde el neoclasicismo hacia el serialismo integral. Compuso algunas óperas, como Opera (Ópera, 1970), La vera storia (La verdadera historia, 1982), Un re in ascolto (Un rey escucha, 1984) —las dos últimas con libretos de Italo Calvino—, Outis (1996) y Cronaca del luogo (Crónica del lugar, 1999). También compuso un nuevo final para la ópera Turandot de Giacomo Puccini, en sustitución del de Franco Alfano, que estrenó en 2002.
Otros exponentes fueron: Franco Mannino (Vivì, 1957; Il diavolo in giardino, 1963; Il ritratto di Dorian Gray, 1982), Jacopo Napoli (Miseria e nobiltà, 1945; Massaniello, 1953), Goffredo Petrassi (Il cordovano, 1949; Morte dell'aria, 1960), Renzo Rossellini (La guerra, 1956; Il vortice, 1958; Uno sguardo dal ponte, 1961) y Nino Rota (Il cappello di paglia di Firenze, 1944). Más recientemente, cabe citar a: Lorenzo Ferrero (Salvatore Giuliano, 1986; La Conquista, 2005; Risorgimento!, 2011) y Salvatore Sciarrino (Luci mie traditrici, 1998).

#### Alemania y Austria

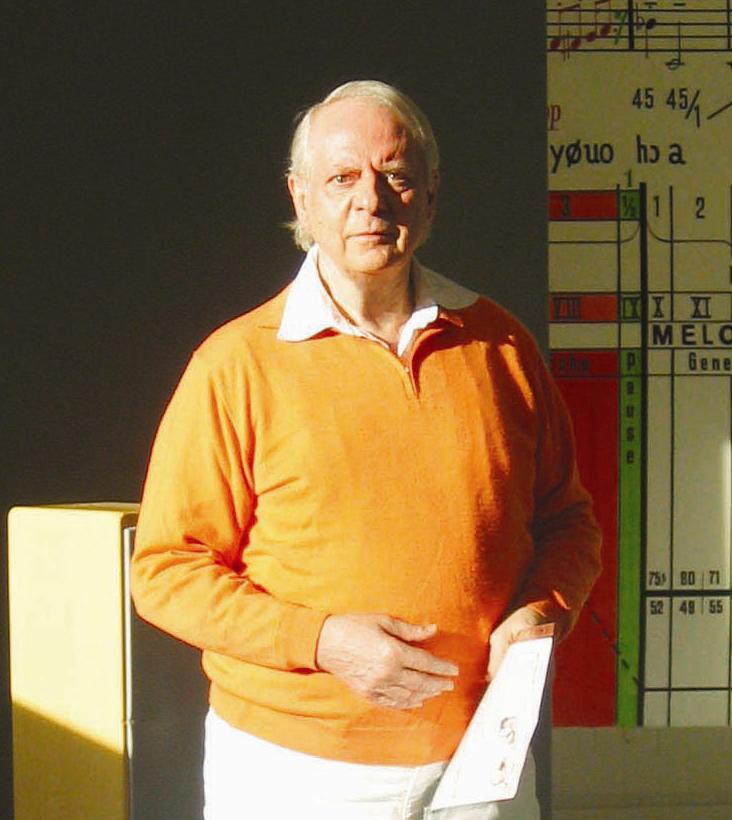
Karlheinz Stockhausen

En Alemania, Karlheinz Stockhausen fue uno de los representantes más destacados del serialismo y la música electrónica. Abordó uno de los más complejos proyectos operísticos, Licht: Die Sieben Tage der Woche (Luz: los siete días de la semana), un ciclo de siete óperas compuestas entre 1977 y 2003. Fue estrenada íntegramente en 2011, aunque cada parte se había estrenado ya por separado. La pretensión de Stockhausen era realizar un «teatro cósmico» que aunase música y religión, en búsqueda una visión trascendental del ser humano.
Bernd Alois Zimmermann fue un músico vanguardista que recibió la influencia del dodecafonismo de Schönberg y de compositores como Stravinski, Honegger, Poulenc y Milhaud. En su obra aglutinó sonidos acústicos y electrónicos, y utilizó la grabación como recurso adicional. Compuso una sola ópera, Die Soldaten (Los soldados, 1965), que fue considerada una de las mejores óperas alemanas de la segunda mitad de siglo. Fue una obra innovadora, que presentaba un escenario de cinco niveles en los que se podían representar hasta tres escenas de forma simultánea.
Hans Werner Henze aglutinó en su obra el expresionismo, el serialismo, el dodecafonismo, el neoclasicismo y músicas populares como el jazz. Tras su primera ópera larga, Boulevard Solitude (1952), se trasladó a Italia, donde su estilo se volvió más sensual y exuberante, en obras como König Hirsch (El rey ciervo, 1956), Der Prinz von Homburg (1960), Elegie für junge Liebende (Elegía para jóvenes amantes, 1961), Der junge Lord (El joven lord, 1965) y Die Bassariden (Las bacantes, 1962). Sus siguientes obras expresaron su compromiso político izquierdista: We Come to the River (1976), Die englische Katze (1983). En L'Upupa und der Triumph der Sohnesliebe (La abubilla y el triunfo del amor filial, 2003) escribió también el libreto.
Wolfgang Rihm fue alumno de Stockhausen, aunque procuró superar los lenguajes experimentales en busca de una mayor expresividad. Influido por el «teatro de la crueldad» de Antonin Artaud, buscó una mayor comunión entre el espectáculo musical y el público, a través de una orquesta con más texturas, una vocalidad matizada y una música lírica y dinámica. Compuso seis óperas: Faust und Yorick (1976), Jakob Lenz (1978), Die Hamletmaschine (1986), Oedipus (1987), Die Eroberung von Mexico (La conquista de México, 1992) y Séraphin (1994).
Wolfgang Fortner fue autor de dos óperas basadas en obras de Federico García Lorca: Bluthochzeit (Bodas de sangre, 1958) e In seinem Garten lebt Don Perlimplín mit Belisa (Don Perlimplín con Belisa en su jardín, 1962). Compuso también la ópera bufa Corinna (1958) y Elisabeth Tudor (1972).
Otros compositores alemanes fueron: Boris Blacher (Fürstin Tarakanowa, 1945; Die Flut [La inundación], 1947; Preußisches Märchen [Cuento de hadas prusiano], 1949), Paul Dessau (Die Verurteilung des Lukullus [La condenación de Lúculo], 1951; Puntila, 1966; Einstein, 1974), Giselher Klebe (Die Räuber [Los bandoleros], 1957; Figaro lässt sich scheiden [Figaro se divorcia], 1963), Helmut Lachenmann (Das Mädchen mit den Schwefelhölzern [La cerillera], 1996) y Aribert Reimann (Ein Traumspiel [Fantasmagoría], 1965; Lear, 1978; Bernarda Albas Haus [La casa de Bernarda Alba], 2000).
En Austria, Gottfried von Einem recibió la influencia de Stravinski, Prokófiev y el jazz. Debutó con Dantons Tod (La muerte de Danton, 1947), sobre un texto de Georg Büchner, y Der Prozeß (El proceso, 1953), sobre la obra de Franz Kafka. En 1971 estrenó Der Besuch der alten Dame (La visita de la vieja dama), basado en la obra de Friedrich Dürrenmatt. Su última ópera fue Kabale und Liebe (1976), basada en la obra de Friedrich Schiller que utilizó Verdi para Luisa Miller.

#### Estados Unidos

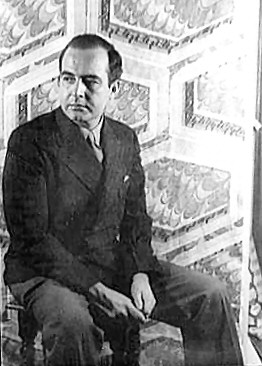
Samuel Barber

En Estados Unidos, Samuel Barber destacó como melodista, con un estilo conservador calificado en ocasiones de posromántico. Colaboró en ocasiones con Gian Carlo Menotti, quien escribió el libreto de su primera y más famosa ópersa, Vanessa (1957), basada en una obra de Isak Dinesen, por la que obtuvo un premio Pulitzer. Más grandilocuente fue Antony and Cleopatra (1966), encargada para la Metropolitan Opera. Por su parte, el italoestadounidense Menotti fue un talento precoz, que a los trece años ya había escrito dos óperas. Influido por el verismo italiano, su obra destaca por su melodramatismo: Amelia Goes to the Ball (Amelia va al baile, 1937), The Medium (La médium, 1946), The Telephone (1947), The Consul (1950), Amahl and the Night Visitors (Amahl y los visitantes nocturnos, 1951), The Saint of Bleecker Street (1954).
Leonard Bernstein fue compositor y director de orquesta, autor de numerosos musicales y bandas sonoras de películas. Su primera ópera fue Trouble in Tahiti (1951), que mezclaba el género operístico tradicional con la música pop. En 1956 estrenó su opereta cómica Candide, de la que no quedó muy satisfecho y estuvo retocando durante treinta años.
Carlisle Floyd compuso dos óperas durante su etapa de estudiante: Slow Dusk (1949) y The Fugitives (1951). Con Susannah (1955), que aunaba un cierto posromanticismo con elementos del folclore estadounidense —especialmente los himnos cuáqueros—, obtuvo un gran éxito y excelentes críticas. Sus siguientes obras no gozaron de tanto éxito: Wuthering Heights (Cumbres borrascosas, 1958), sobre la obra de Emily Brontë; y Of Mice and Men (De ratones y de hombres), 1969), sobre un texto de John Steinbeck.
John Adams fue calificado de minimalista, aunque en su música se encuentran ecos neorrománticos y elementos de música popular, como el jazz, el ragtime, el swing, el pop y el rock. Su primera ópera fue Nixon in China (1987), a la que siguió The Death of Klinghoffer (La muerte de Klinghoffer, 1991), las óperas-oratorios El Niño (2000) y The Gospel According to the Other Mary (2012) y otras obras escénicas.
Philip Glass fue uno de los más destacados representantes del minimalismo, un estilo que, frente a las densas estructuras utilizadas por entonces en Europa, pretendía elaborar música con pocos elementos, utilizando por ejemplo patrones repetitivos en distinta velocidad, duración y volumen, en alteraciones escalonadas o superpuestas. También estuvo influido por la música oriental —especialmente india— y norteafricana. En 1967 formó el grupo Philip Glass Ensemble. Su primera ópera, Einstein on the Beach (Einstein en la playa, 1976), le catapultó a la fama. Le siguieron Satyagraha (1980) y Akhnaten (1984). Tras su ópera The Voyage (1992) realizó una trilogía basada en películas de Jean Cocteau: Orphée (1993), La Belle et la Bête (1994) y Les enfants terribles (1996). En 1998 estrenó una ópera digital en 3-D, Monsters of Grace. Otro exponente del minimalismo fue Steve Reich (Three Tales, 2002).
Cabe mencionar también a: Mark Adamo (Little Women [Mujercitas], 1998; Lysistrata, 2005), George Antheil (Volpone, 1953; The Brothers, 1954; The Wish, 1955), Marc Blitzstein (Regina, 1949; Idiots First, 1963), William Bolcom (Casino Paradise, 1990; A View from the Bridge, 1999) y Aaron Copland (The Tender Land, 1954).

#### España y Latinoamérica

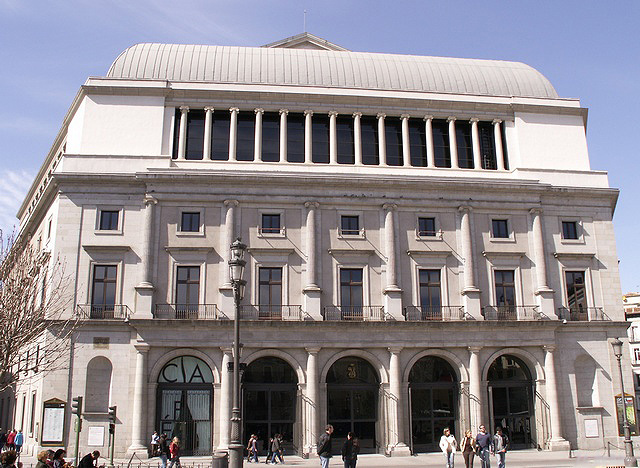
Teatro Real (Madrid)

España se adentró en la segunda mitad del siglo en la modernidad, tras dejar atrás el nacionalismo musical y desaparecer prácticamente la zarzuela. Xavier Montsalvatge destacó por su diestro uso de la instrumentación, con cierta influencia de Olivier Messiaen. Fue autor de El gato con botas (1947) y Una voce in off (1961). Roberto Gerhard fue alumno de Schönberg y el primer compositor español en utilizar el dodecafonismo. Recibió también la influencia de Falla. Fue autor de la ópera The Duenna (1951). Luis de Pablo, de formación autodidacta, partió del serialismo hacia la música aleatoria, al tiempo que practicaba la música electrónica. Fue autor de las óperas Kiú (1982), El viajero indiscreto (1988) y La madre invita a comer (1992). Cristóbal Halffter desarrolló su obra partiendo del serialismo y el dodecafonismo. Fue autor de las óperas Don Quijote (2000) y Lázaro (2007). Cabe mencionar también a: Salvador Bacarisse (El tesoro de Boabdil, 1958), Xavier Benguerel (Llibre vermell, 1988), José María Cano (Luna, 1998), Francisco Escudero (Gernika, 1987), Josep Maria Mestres Quadreny (El Ganxo, 1959; Cap de Mirar, 1991), Joaquín Nin-Culmell (La Celestina, 1965), Matilde Salvador (Vinatea, 1974), Tomás Marco (Selene, 1974), Amando Blanquer (El triomf de Tirant, 1992), Carles Santos (Asdrúbila, 1992; Ricardo y Elena, 2000) y Joan Guinjoan (Gaudí, 2004).

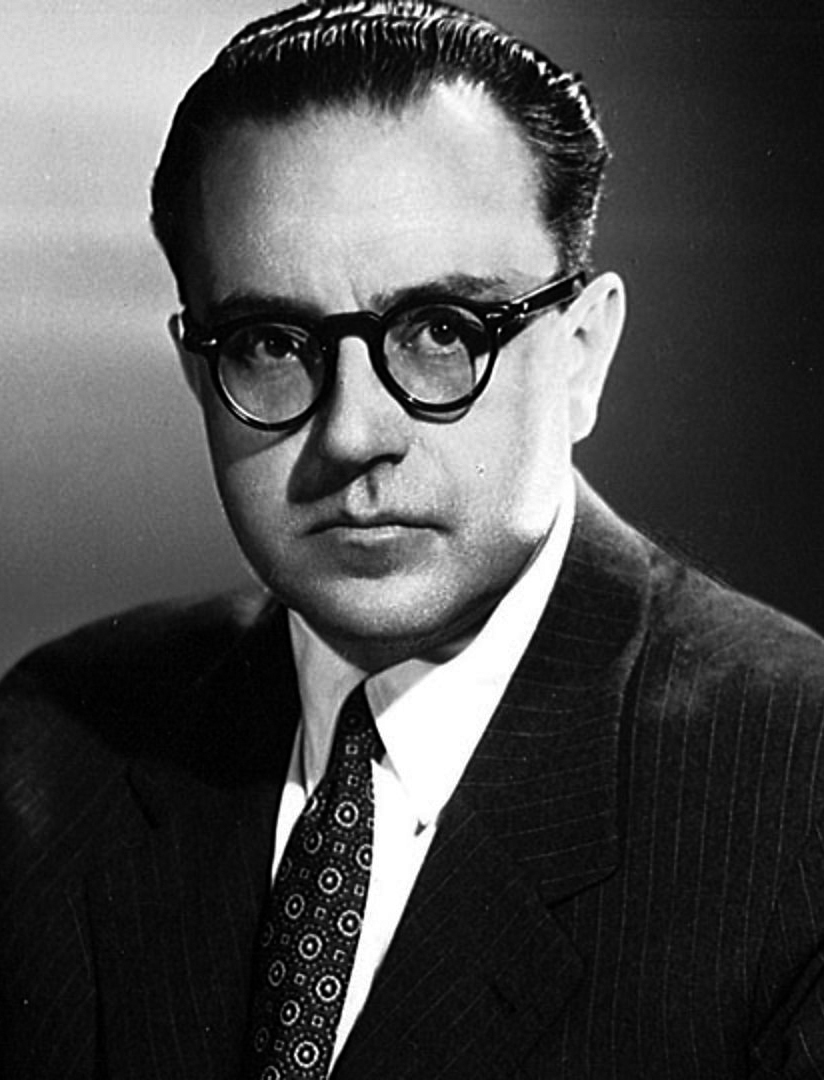
Alberto Ginastera

Latinoamérica entró en esta época en la plena modernidad. En Argentina, Alberto Ginastera compuso en un estilo neoexpresionista heredero del serialismo, como se denota en sus óperas Don Rodrigo (1964), Bomarzo (1967) y Beatrix Cenci (1971). Bomarzo fue prohibida en Argentina por sus escenas de sexo y violencia. Mauricio Kagel se movió entre el neoclasicismo y la música aleatoria, con un estilo ecléctico, anticonvencional, en el que destacan el sentido del humor y la ironía. En Sur Scène (1962), considerada una «antiópera», hizo un ejercicio rupturista con una deconstrucción de la ópera tradicional. Repitió con Staatstheater (1970), una ópera experimental sin libreto ni argumento, con la música orquestal grabada, un ballet sin baile y un coro de sesenta voces que cantan en solitario. En Aus Deutschland (1981) presentó a Schubert y Goethe cantando un espiritual negro. Otros autores argentinos fueron: Juan José Castro (La zapatera prodigiosa, 1943; Bodas de sangre, 1953) y Astor Piazzolla (María de Buenos Aires, 1968, ópera-tango). Ya en el siglo XXI cabe citar a Osvaldo Golijov (Ainadamar, 2003).
En Brasil destacó Heitor Villa-Lobos, de formación autodidacta, estudioso de las formas musicales de las tribus autóctonas de su país, que influyeron en su música. En una estancia en París asimiló las novedades de la vanguardia musical, especialmente de Erik Satie y Darius Milhaud. Fue autor de Magdalena (1948), Yerma (1955) y A Menina das Nuvens (La Chica de las Nubes, 1957).
En Chile cabe citar a Juan Orrego-Salas, autor de El retablo del rey pobre (1952). Ecuador tuvo como exponente a Luis Humberto Salgado (Cumandá, 1940; El centurión, 1959-1961; Eunice, 1956-1962). En México cabe nombrar a Carlos Chávez (Pánfilo y Laurita, posteriormente renombrada como The visitors, 1957).

#### Otros países
En la Unión Soviética (Rusia desde 1991), la música gozó del proteccionismo estatal, aunque bajo las directrices estilísticas y argumentales impuestas por el régimen, ligadas en general a un cierto nacionalismo posromántico. Tijon Jrénnikov destacó como músico sinfónico y fue autor de varias óperas, entre las que destacan Frol Skobeiev (1950) y Mat (La madre, 1957), basada en una novela de Maksim Gorki. Fikret Amirov compuso ballets, música sinfónica y concertística y algunas óperas, entre las que destaca Syevil (1953), que recompuso tres veces hasta que estrenó la versión definitiva en 1980. Otros exponentes fueron: Vissarión Shebalín (Ukroshcheniye stroptivoy [La fierecilla domada], 1957; Solntse nad stepyu [El Sol por encima de la estepa], 1958) y Rodión Shchedrín (Oratoriya Lenina [Oratorio Lenin], 1972; Lolita, 1992).
En Hungría, György Ligeti desarrolló una obra ecléctica en que cada una de sus composiciones era independiente respecto al resto, aunque se percibía una cierta tendencia neodadaísta. Compuso una sola ópera, Le Grand Macabre (1976), con una partitura algo caótica que incluía fragmentos alusivos a otros compositores, así como diversos sonidos heterodoxos, tanto guturales como de instrumentos como bocinas y silbatos.
En Finlandia, Aulis Sallinen se movió en un lenguaje tonal tradicional, con un gran sentido de compenetración entre música y teatro. Su primera ópera, Ratsumies (El jinete, 1975), fue un gran éxito, por lo que la Ópera Nacional Finlandesa le encargó otra obra, Punainen viiva (La línea roja, 1978). El siguiente encargo fue de la BBC y la Royal Opera House de Londres, Kunningas lähtee Ranskaan (El rey marcha hacia Francia, 1983). Otras obras suyas fueron: Kullervo (1988), Palatsi (El palacio, 1995, ópera de cámara) y King Lear (2000). Einojuhani Rautavaara se dedicó sobre todo a la música sinfónica, pero incursionó en la ópera con Apollo contra Marsyas (1973), tras la cual concibió una trilogía en la que elaboró texto y música: Sammon Ryosto (El mito de Sampo, 1982), Thomas (1986) y Vincent (1990). Más recientemente destacó la compositora Kaija Saariaho (L'amour de loin [El amor de lejos], 2000; Only the Sounds Remains [Solo quedan los sonidos], 2015).
El polaco Krzysztof Penderecki fue un virtuoso del violín además de compositor, con un estilo vanguardista heredero del atonalismo. Compuso cuatro óperas, de difícil interpretación vocal por la densidad orquestal —con glissandos y vibratos— y los sonidos guturales integrados en sus composiciones: The Devils of Loudun (1969),  Paradise Lost (1978), Die Schwarze Maske (1986) y Ubu Rex (1991).
El eslovaco Eugen Suchoň mostró cierta influencia de Leoš Janáček, en óperas como Krútňava (El remolino, 1949) y Svätopluk (1960).
En Suecia, cabe citar en estos años a: Karl-Birger Blomdahl (Aniara, 1959) e Hilding Rosenberg (Hus med dubbel ingäng [Casa con dos puertas], 1970).
En Bélgica, Philippe Boesmans denotó la influencia de Henri Pousseur, como se aprecia en Reigen (1993) y Wintermärchen (Cuento de invierno, 1999).
En Israel, Marc Lavry compuso la primera ópera en hebreo: Dan ha-shomer (Dan el guardia, 1945). Posteriormente cabe citar a Menachem Avidom (Aleksandrah, 1961).
John Haddock fue autor de la primera ópera australiana: Madelin Lee (2004).
El chino afincado en Estados Unidos Tan Dun destacó por su música para cine y eventos como los Juegos Olímpicos de Pekín 2008, y fue autor de varias óperas: Marco Polo (1996), Tea: A Mirror of Soul (2002) y The First Emperor (2006).
En Tailandia, el compositor Somtow Papinian Sucharitkul, sobrino-nieto del rey Rama VI, fue el promotor de la implantación de la ópera en el país y autor de las primeras óperas nacionales: Madana (1999), Mae Naak (2001), Ayodhya (2006).

### Cantantes delsigloXX

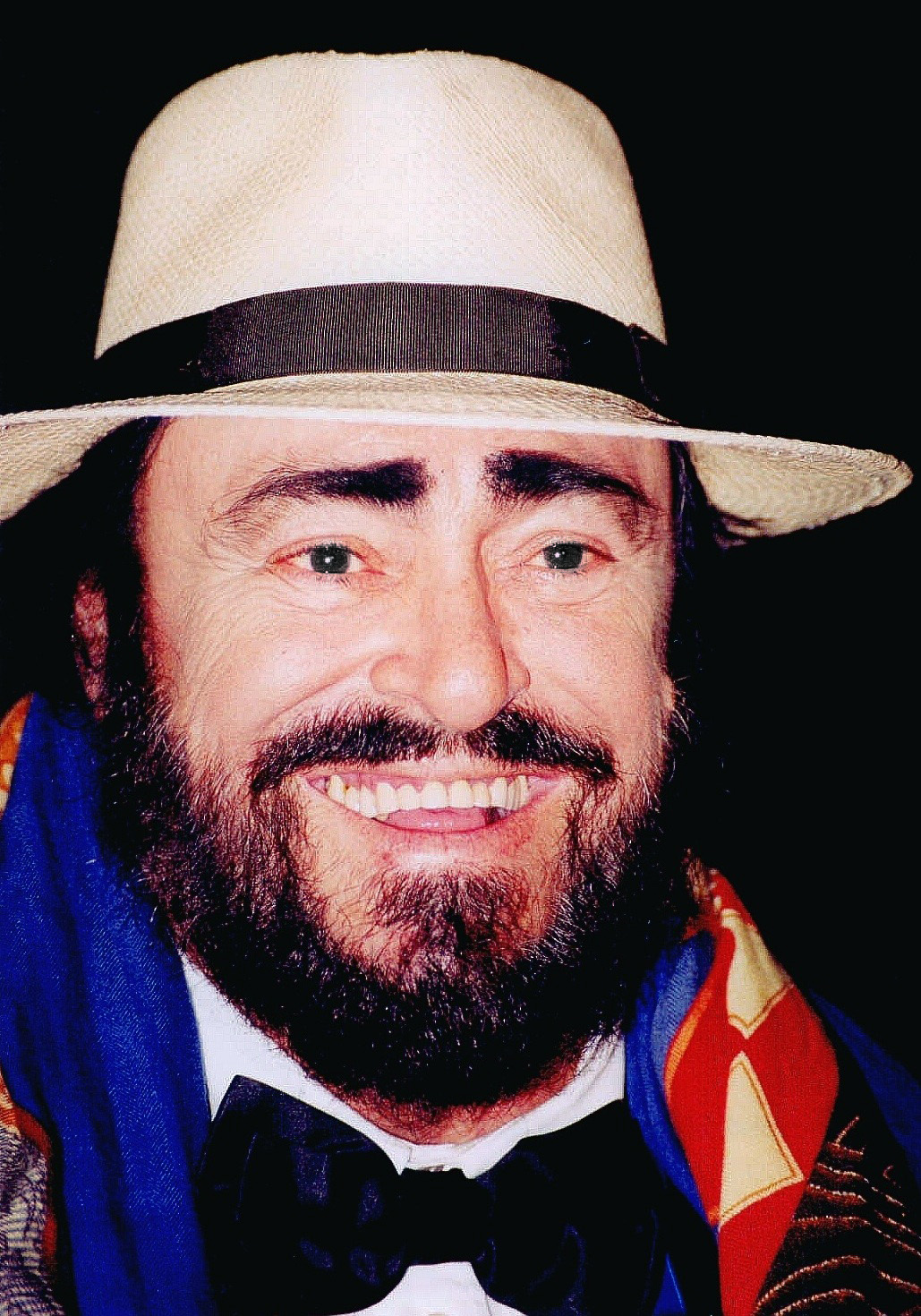
Luciano Pavarotti, uno de los más destacados tenores del

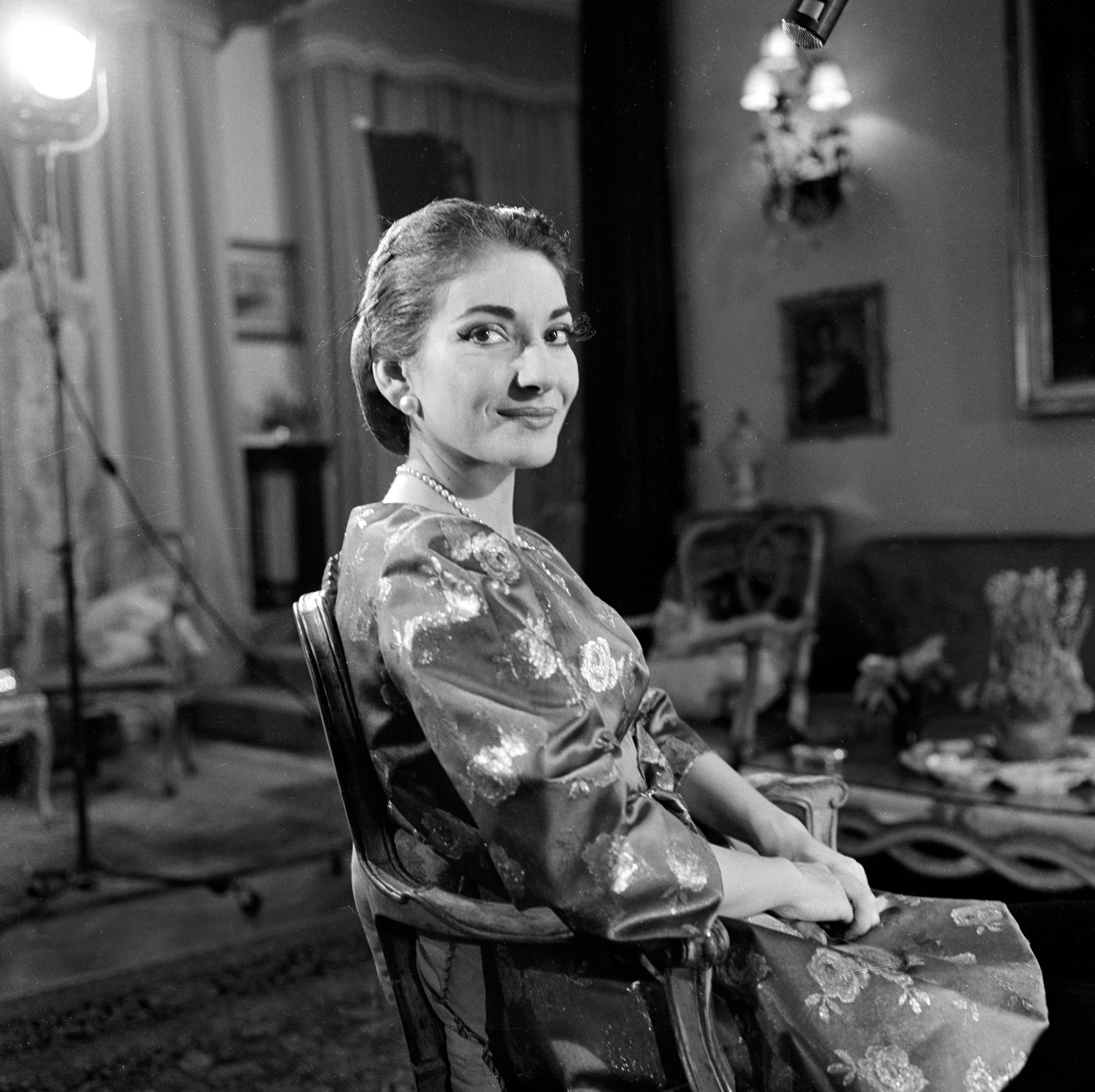
Maria Callas, una de las más destacadas sopranos del

Entre los cantantes de ópera más destacados del siglo XX cabe mancionar a: Victoria de los Ángeles, soprano española de gran presencia escénica; Janet Baker, mezzosoprano inglesa intérprete de obras tradicionales y de numerosas obras de Britten y Walton; Cecilia Bartoli, mezzosoprano italiana especialista en Händel, Mozart y Rossini; Teresa Berganza, mezzosoprano española calificada por Herbert von Karajan como la «mejor mezzosoprano del mundo»; Carlo Bergonzi, tenor italiano apodado el «tenor de los tenores», ideal en papeles verdianos; Jussi Björling, tenor lírico sueco que destacó en el repertorio italiano; Montserrat Caballé, soprano española de renombre internacional, intérprete de bel canto y de géneros menores como la zarzuela; Maria Callas, soprano griega, una de las más famosas divas de todos los tiempos, que aunaba intensidad dramática y precisión técnica; Piero Cappuccilli, barítono italiano intérprete de Verdi; José Carreras, tenor español, formó el grupo Los Tres Tenores con Domingo y Pavarotti; Boris Christoff, bajo búlgaro considerado el mejor en el papel de Borís Godunov, así como en óperas de Verdi; Plácido Domingo, tenor español de amplia variedad de papeles, el que más discos ha grabado en la historia; Dietrich Fischer-Dieskau, barítono y director de orquesta alemán, muy demandado en los recitales operísticos; Kirsten Flagstad, soprano noruega que interpretó diversos papeles wagnerianos; Juan Diego Flórez, tenor ligero peruano especialista en Rossini y Donizetti; Nicolai Gedda, tenor sueco que dominaba varios idiomas, lo que le permitía una gran variedad de papeles; Beniamino Gigli, tenor italiano que sucedió a Caruso en el Metropolitan de Nueva York, de voz dulce y ligera; Tito Gobbi, barítono italiano de gran presencia en el escenario; Elisabeth Grümmer, soprano alemana de voz pura y amplio registro; Marilyn Horne, mezzosoprano estadounidense que interpretó a Händel y obras de bel canto; Hans Hotter, bajo-barítono alemán del repertorio wagneriano; Maria Jeritza, soprano checa que triunfó en el período de entreguerras; Alfredo Kraus, tenor lírico ligero español, de repertorio principalmente italiano y francés; Lotte Lehmann, soprano alemana intérprete de Wagner y Strauss; Christa Ludwig, mezzosoprano alemana, una de las favoritas de Karajan; Giovanni Martinelli, tenor italiano de tesitura elevada, actuó en el Metropolitan durante treinta y tres años; Lauritz Melchior, tenor danés, el más famoso heldentenor wagneriano del siglo; Birgit Nilsson, soprano sueca de voz amplia y potente, ideal para registros wagnerianos; Jessye Norman, soprano estadounidense de amplio repertorio; Luciano Pavarotti, tenor italiano de grandes dotes vocales, uno de los más famosos y carismáticos de los últimos tiempos; Ezio Pinza, bajo italiano que actuó varias temporadas en el Metropolitan, así como en musicales y películas; Rosa Ponselle, soprano estadounidense de voz grave y altisonante; Leontyne Price, soprano estadounidense que destacó en papeles verdianos; Friedrich Schorr, bajo-barítono húngaro de registro wagneriano; Ernestine Schumann-Heink, contralto austríaca de amplio registro; Elisabeth Schwarzkopf, soprano alemana que destacó en papeles de Mozart; Léopold Simoneau, tenor canadiense especializado en Mozart; Mariano Stabile, barítono italiano que destacó en el papel de Falstaff, que interpretó 1200 veces; Giuseppe Di Stefano, tenor italiano que formó pareja artística con Maria Callas; Conchita Supervía, mezzosoprano española que destacó en papeles de Rossini; Joan Sutherland, soprano australiana capaz de grandes proezas vocales, por lo que destacó en el bel canto; Renata Tebaldi, soprano italiana, una de las estrellas de la Metropolitan Opera junto con Maria Callas, con quien rivalizó; Bryn Terfel, barítono galés con un repertorio que iba desde Mozart hasta Wagner; Jon Vickers, tenor heroico canadiense que destacó tanto en actuación como en canto; Leonard Warren, barítono dramático estadounidense, el único en su tiempo en llegar al do de pecho; y Fritz Wunderlich, tenor lírico alemán de potente voz.